# München

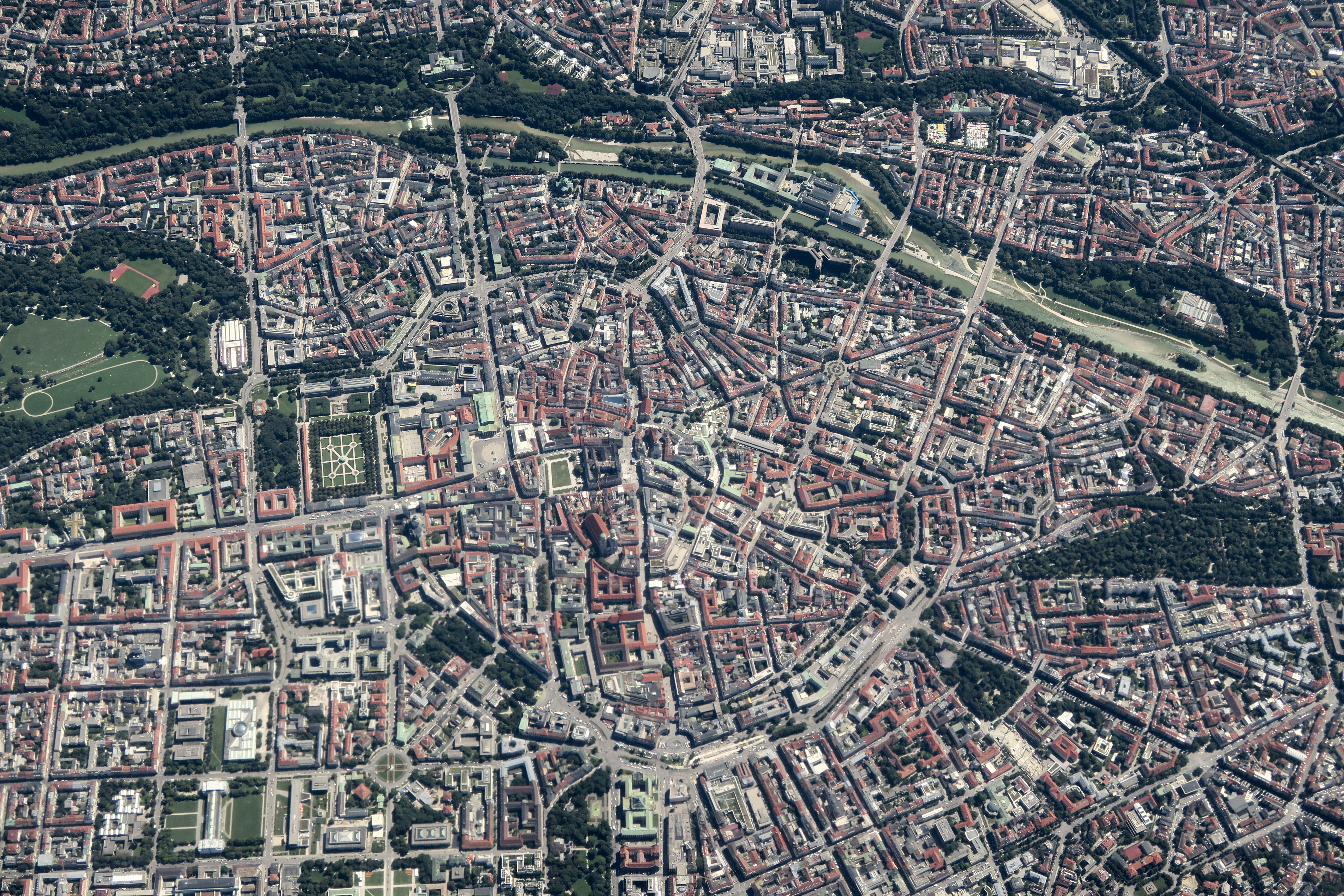
Luftbild des Münchner Zentrums (Blick nach Osten)

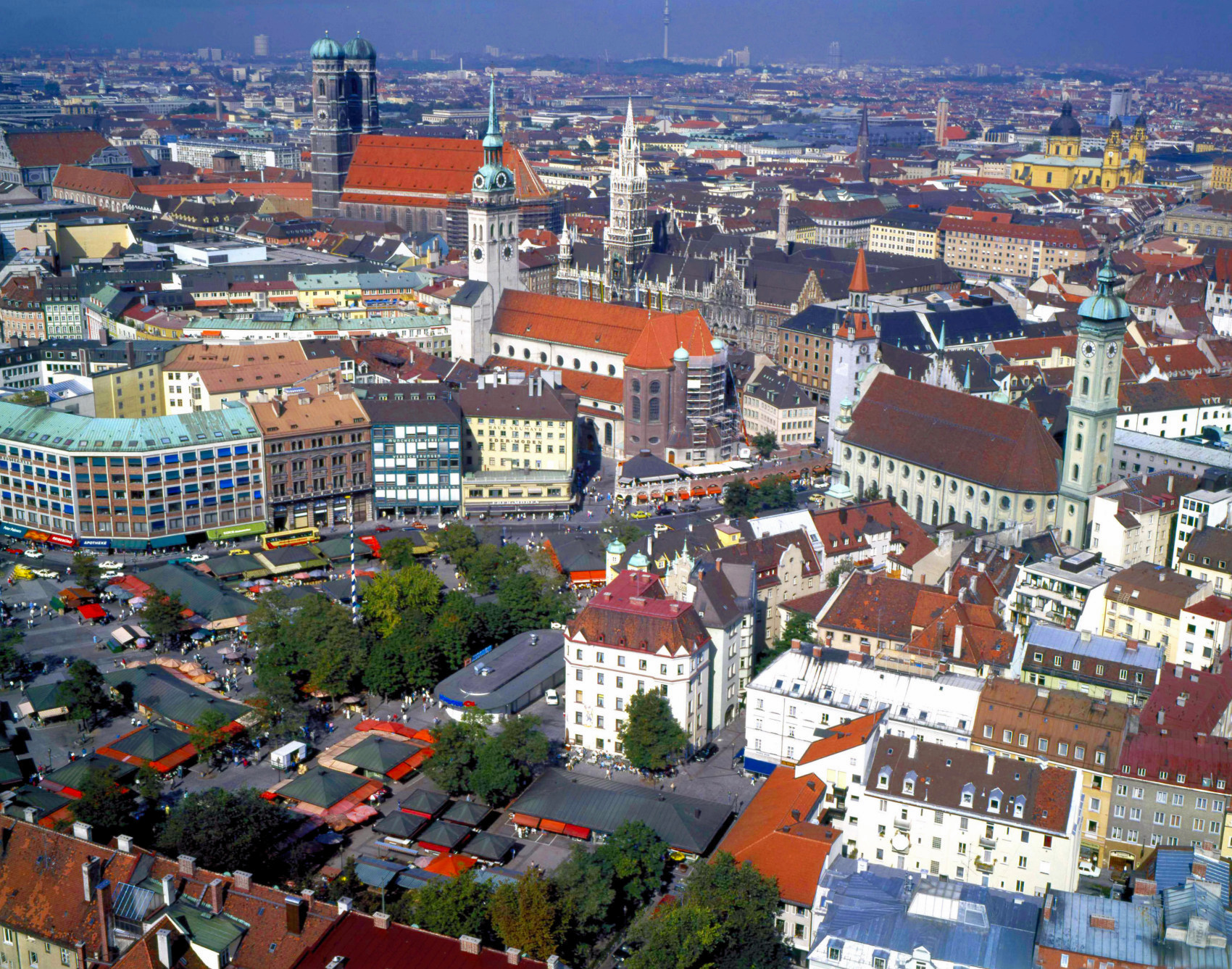
Luftbild der Münchner Altstadt mit Viktualienmarkt

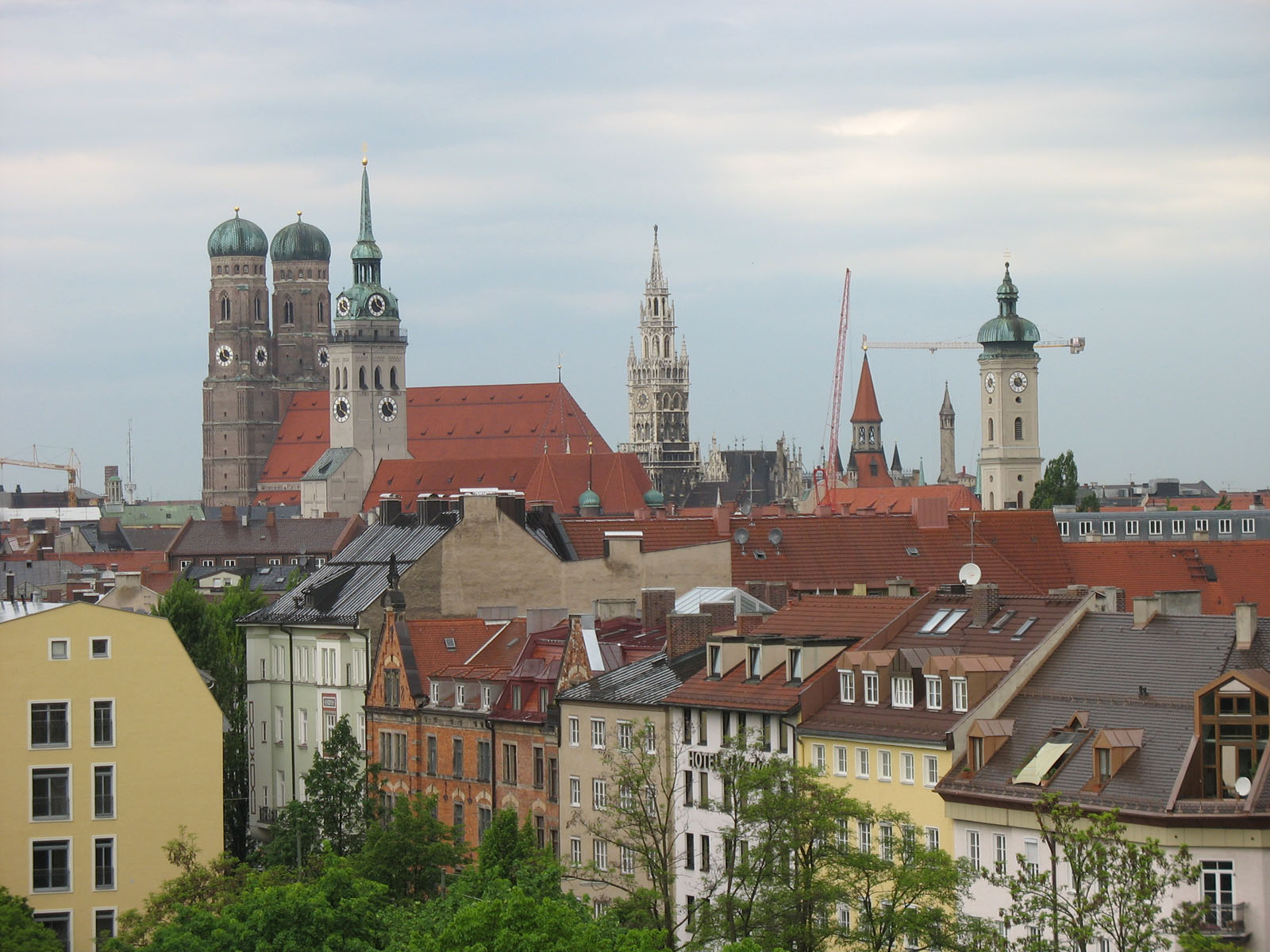
Altstadt mit der Frauenkirche, St. Peter, Neuem Rathaus, Altem Rathaus und Heilig-Geist-Kirche

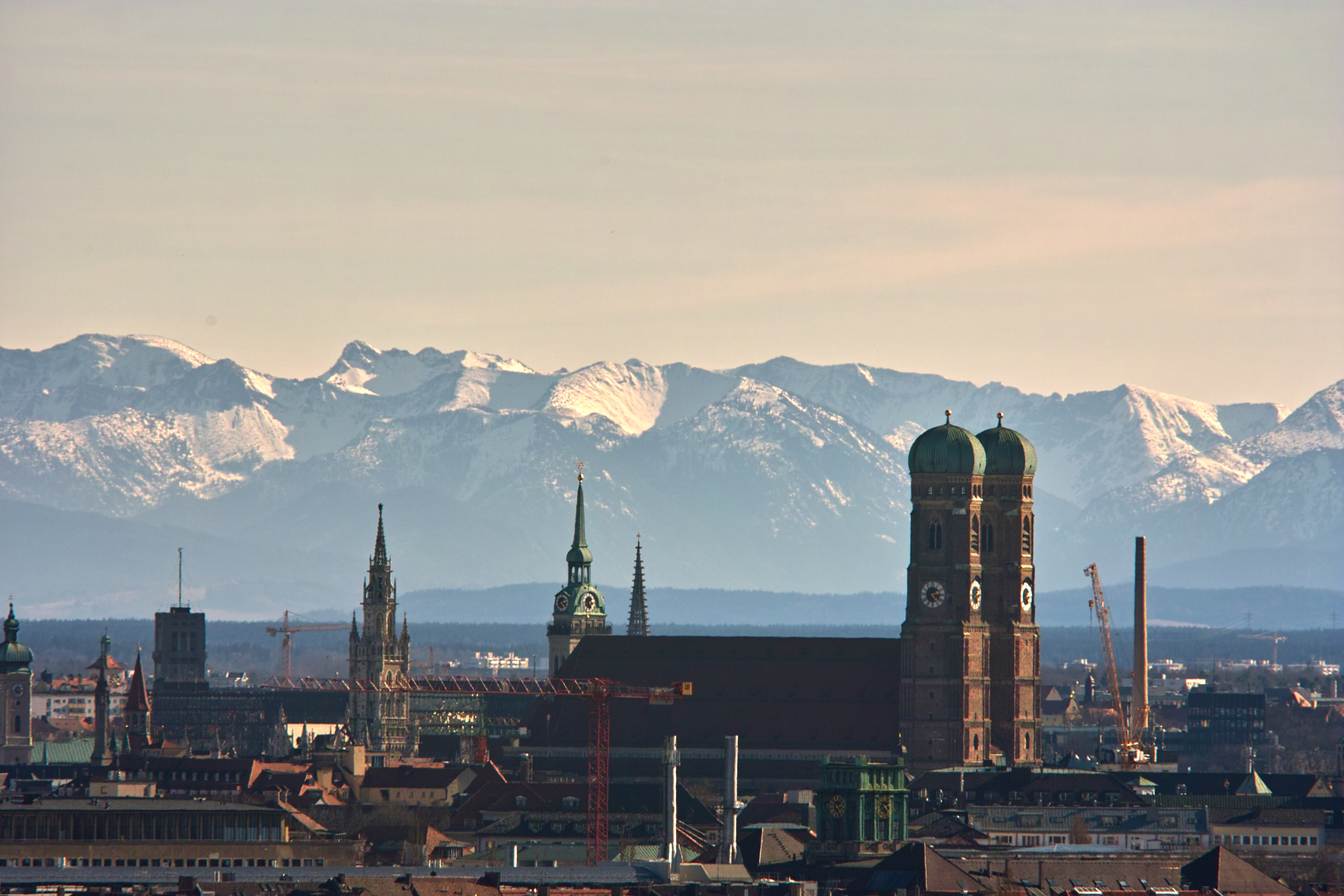
Blick auf die Alpenkulisse südlich von München (Sicht vom Olympiapark)

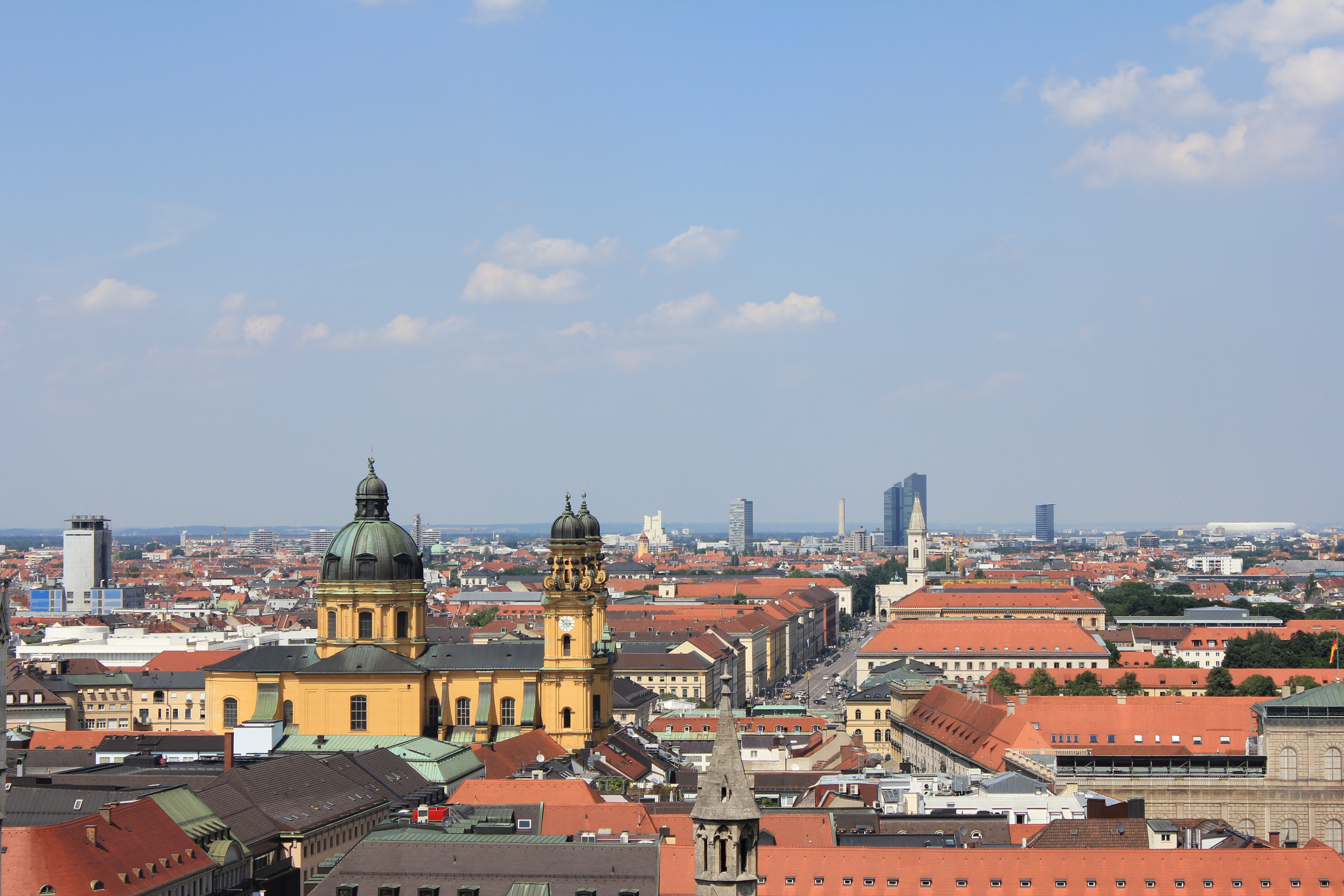
Blick über die Ludwigstraße nach Norden auf die Highlight Towers in Schwabing

München (standarddeutsch [ˈmʏnçn̩] ⓘ oder [ˈmʏnçən]; bairisch Mingaⓘ [ˈmɪŋ(ː)ɐ]) ist die Landeshauptstadt des Freistaates Bayern. Sie ist mit 1,5 Millionen Einwohnern die bevölkerungsreichste Stadt Bayerns, die drittgrößte Gemeinde Deutschlands und mit 4.844 Einwohnern pro Quadratkilometer die am dichtesten bevölkerte Gemeinde Deutschlands. Verwaltungsrechtlich ist München eine kreisfreie Stadt. Sie bildet das Zentrum der Metropolregion München (rund 6,2 Millionen Einwohner) und der Planungsregion München (2,93 Millionen Einwohner). München wird zu den Weltstädten gezählt und gilt als ein Zentrum der Kultur, Politik, Wissenschaften und Medien.
München ist Sitz des Bayerischen Landtages, der Bayerischen Staatsregierung, Verwaltungssitz des die Stadt umgebenden Landkreises München mit dessen Landratsamt sowie des bayerischen Bezirks Oberbayern und des Regierungsbezirks Oberbayern. Hinzu kommen Bundesbehörden und -gerichte, mehrere Landesbehörden und internationale Behörden. Vor Ort bestehen zahlreiche Konzerne, Universitäten und Hochschulen, bedeutende Museen, Theater und die einzige Börse Bayerns. Durch eine große Anzahl sehenswerter Bauten samt geschützten Baudenkmälern und Ensembles, internationaler Sportveranstaltungen, Messen und Kongresse sowie das weltbekannte Oktoberfest ist die Stadt ein Anziehungspunkt für den internationalen Tourismus und eine der meistbesuchten Städte Europas.

## Etymologie

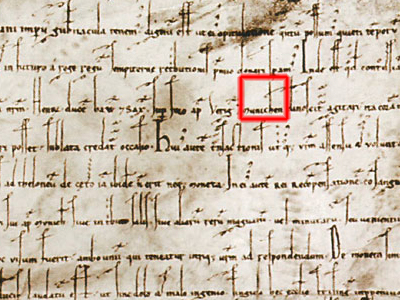
Erste urkundliche Erwähnung Münchens (munichen) im Augsburger Schied

Der Ortsname wird üblicherweise als „bei den Mönchen“ gedeutet. Erstmals erwähnt wird der Name als forum apud Munichen im Augsburger Schied vom 14. Juni 1158 von Kaiser Friedrich I. Münichen (noch in der mittelhochdeutschen Zeit, zu der das 12. Jahrhundert gehört, werden Umlaute oft nicht geschrieben) ist der Dativ Plural von mittelhochdeutsch münich (auch: munich, münech, münch), dem Vorläufer von neuhochdeutsch Mönch, also steht apud Munichen für bî (den) münichen ‚bei (den) Mönchen‘.
Vor der Gründung der Stadt soll es hier eine Niederlassung von Mönchen gegeben haben. Dass diese, wie vielfach behauptet, auf dem Petersbergl lag, konnte bislang durch archäologische Funde nicht bestätigt werden. Nach einer anderen Hypothese lag die namensgebende Mönchsniederlassung (Klosterhof Schäftlarn) an der Stelle der heutigen Michaelskirche. Eine früher angenommene Verbindung zum Kloster Tegernsee gilt seit einiger Zeit als widerlegt.
Es ist nicht sicher, ob bei der Gründung des Ortes eine Mönchssiedlung bestand. Weiterhin ist es möglich, dass munichen bereits damals eine feststehende Ortsbezeichnung darstellte, die schon ihrerseits auf eine frühere, nicht mehr bestehende Mönchssiedlung zurückging. Vereinzelt wurde auch bezweifelt, dass der Name munichen überhaupt auf eine Mönchssiedlung hinweist.
Der mittellateinische Name der Stadt ist Monacum, Adjektiv monacensis; auch Monachia bzw. Monachium sind bezeugt.
München gehört zu jenen alten und international bedeutenden Städten, für die in vielen Sprachen eigene Namen existieren. Somit hat die Stadt in anderen Sprachen unterschiedliche Namen: So heißt die Stadt auf Französisch und Englisch Munich (in jeweils verschiedener Aussprache), auf Spanisch Múnich, auf Portugiesisch Munique, im Italienischen Monaco (di Baviera) („di Baviera“ zur Unterscheidung vom gleichnamigen Fürstentum), im Tschechischen Mnichov und im Polnischen Monachium.

## Geographie

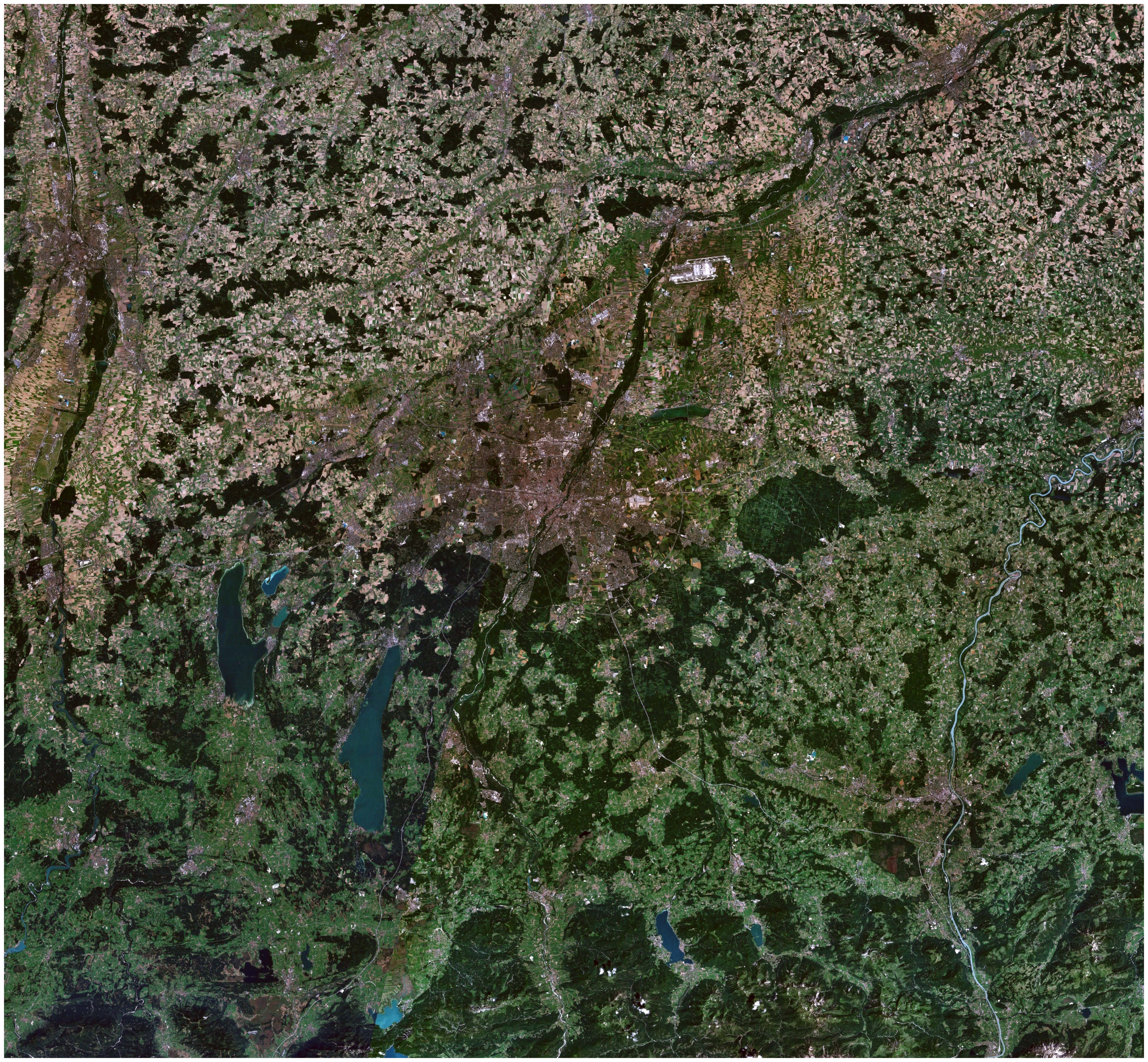
Satellitenfoto der Region München

### Geologie
Das Alpenvorland zwischen Kalkalpen und Donau, in dem sich die Stadt befindet, liegt auf einem tiefen Senkungsbecken, das seit Millionen von Jahren hauptsächlich aus Abtragungen der Alpen aufgefüllt wird. Im Tertiär wurden dort überwiegend Sand- und Geröllmassen durch Flüsse aus den Alpen abgelagert. Während der nachfolgenden Eiszeiten, deren letzte vor etwa 10.000 Jahren endete, bildeten sich im Alpenbereich große Gletscher- und Schmelzwasserströme, die im Voralpenland Moränenhügel und Schotterebenen zurückließen. Die 55 km breite Münchner Schotterebene, die an den Endmoränen des Isarvorlandgletschers ansetzt, ist eine schiefe Ebene mit einem Höhenunterschied von 300 Metern zwischen Holzkirchen im Süden und Moosburg im Norden, deren Oberflächenformen in erster Linie durch den würmeiszeitlichen Schotter gebildet werden. Im Süden der Ebene sind die Flüsse, insbesondere die Isar, tief eingeschnitten. Auf diesen Schotterböden findet man wie im Süden von München vermehrt Wälder, wie den Perlacher Forst und den Forstenrieder Park, auch weil der Grundwasserspiegel hier relativ tief liegt. Im Norden der Stadt dagegen, wo sich der Grundwasserspiegel nahe der Oberfläche befindet, liegen große Niedermoore, wie das Dachauer Moos im Nordwesten und das Erdinger Moos im Nordosten. Siehe auch: Münchner Grüngürtel.

### Topographie

#### Gelände
Die durchschnittliche Höhe beträgt 519 m ü. NHN. Die höchste Stelle Münchens liegt an der äußersten südlichen Stadtgrenze im Stadtteil Solln. Sie befindet sich etwa 600 Meter südlich des Gutshofes Warnberg (etwa 579 m ü. NHN) direkt südlich zweier am Waldrand des Forstenrieder Parks gelegenen Fußballplätze auf 580,5 m ü. NHN. Nur wenig niedriger ist der Olympiaberg mit 565,1 m ü. NHN, der relativ zentrumsnah gelegen ist. Der tiefste Punkt liegt nahe der äußersten nördlichen Stadtgrenze im Stadtteil Feldmoching an der östlich vom Naturschutz- und Waldgebiet Schwarzhölzl gelegenen Regattastrecke Oberschleißheim, die sich auf rund 480 m ü. NHN befindet. Aus diesen Daten ergibt sich im Stadtgebiet ein Höhenunterschied von etwa 100 Metern, durch die Lage auf einer Hochebene sind die Höhenunterschiede innerhalb des bebauten Stadtgebiets allerdings eher gering.

#### Gewässer

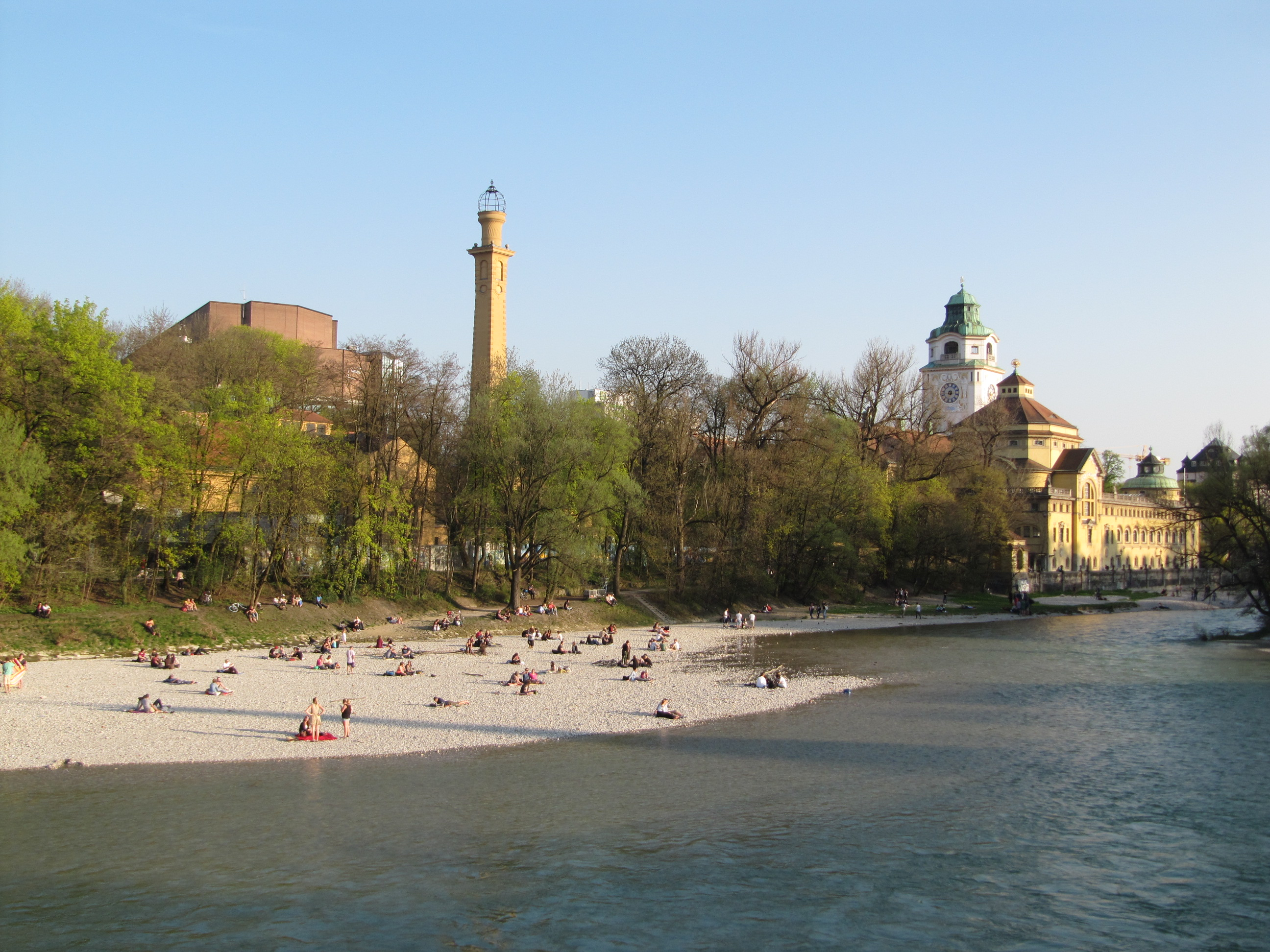
Die kleine Isar in München am Müllerschen Volksbad

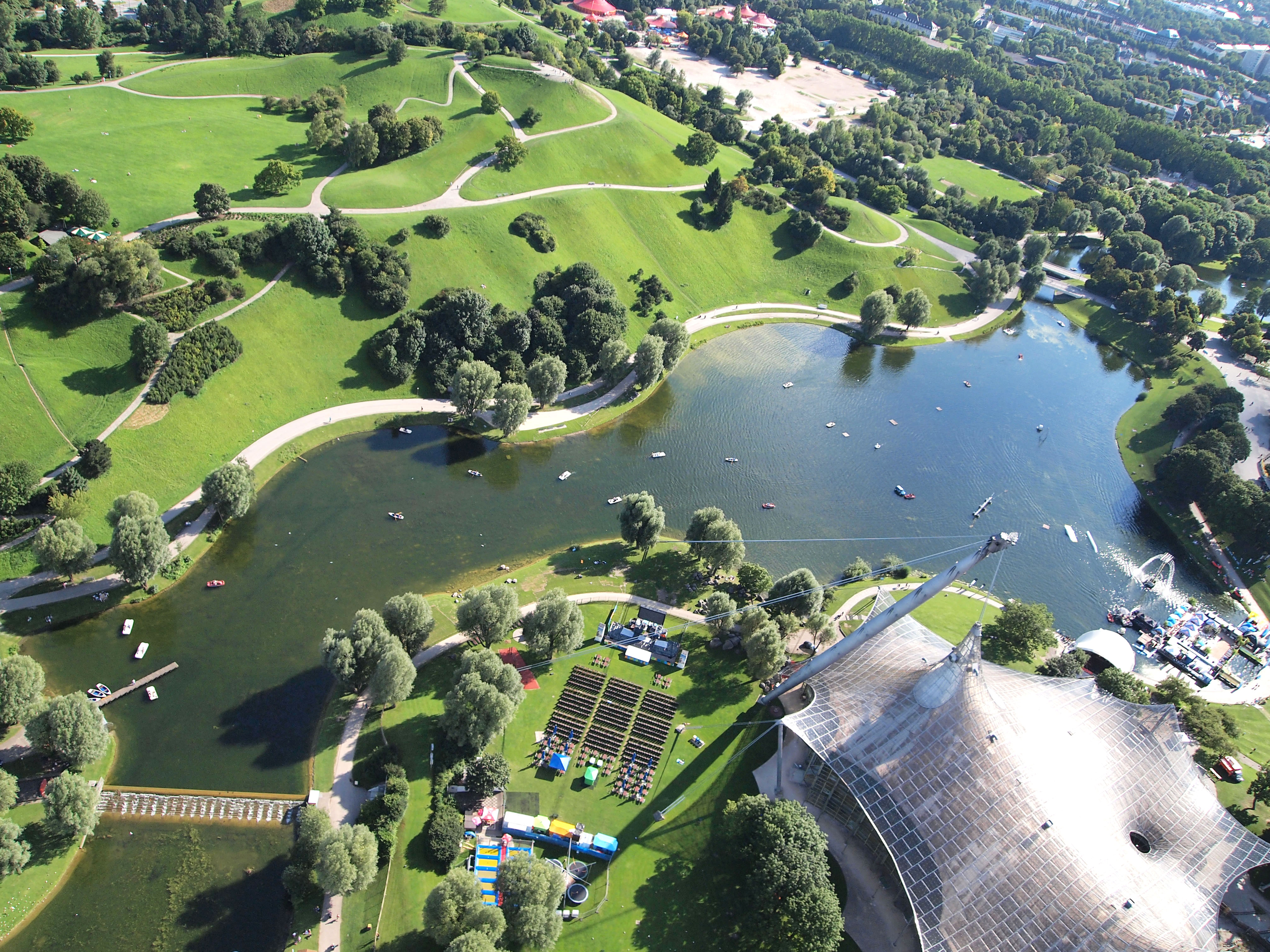
Der Olympiasee im Olympiapark

Die Isar durchfließt das Stadtgebiet auf einer Länge von 13,7 km von Südwest nach Nordost, parallel dazu läuft bis Sendling der Isar-Werkkanal. In der Isar liegen die Museumsinsel mit dem Deutschen Museum und in unmittelbarer Nähe flussabwärts die Praterinsel.
In den südlichen Stadtteilen ist die Isar stark in die Schotterebene eingeschnitten, mit Steilkanten auf beiden Seiten. Der tiefer gelegene Stadtteil Thalkirchen befindet sich dort, wo sich die linke Geländestufe von der Isar entfernt. Die Stufe ist in Sendling und an der Westseite der Theresienwiese noch deutlicher erkennbar. Am rechten Isarufer liegen der Tierpark und der Stadtteil Au unterhalb der Geländestufe, die sich in Innenstadtnähe wieder dem Fluss nähert (Gasteig = gacher [steiler] Steig; städtebaulich prominente Rampen am Maximilianeum und am Friedensengel), bevor sich im nördlichen Stadtteil Oberföhring der Höhenunterschied allmählich verliert.
Weitere Fließgewässer sind die Würm, die aus dem Starnberger See kommend den Westen Münchens durchfließt, der Hachinger Bach, der im Südosten bei Perlach in das Stadtgebiet eintritt und nördlich von Neuperlach unterirdisch weitergeführt wird, sowie etliche von der Isar abzweigende Stadtbäche wie der Eisbach und der Auer Mühlbach.
Seen im Münchner Stadtgebiet sind unter anderen der Kleinhesseloher See im Englischen Garten, der Badenburger See und der Pagodenburger See im Nymphenburger Park, der Olympiasee, der Nadisee, der Schwabinger See, die Dreiseenplatte mit Lerchenauer, Fasanerie- und Feldmochinger See im Norden sowie im Westen der Langwieder See und der Lußsee, die zur Langwieder Seenplatte gehören. Im Süden liegt in der Nähe des linken Isarufers der Hinterbrühler See. Im Zuge der Bundesgartenschau 2005 entstand im Osten der Riemer See.

### Ausdehnung

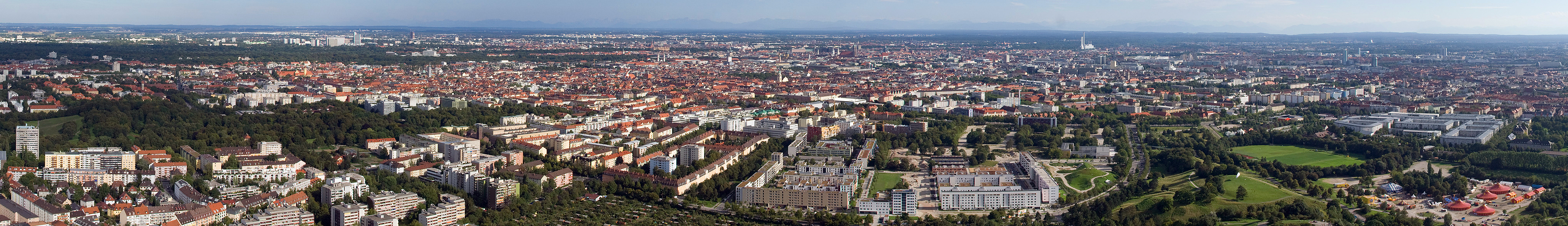
Panoramabild der Münchner Innenstadt aufgenommen vom Olympiaturm. Unten Mitte das neue Stadtquartier am Ackermannbogen, rechts unten ein kleiner Teil des Olympiaparks, links Mitte der Luitpoldpark, links oben der Englische Garten.

Die Gesamtfläche Münchens beträgt 310,7191 Quadratkilometer. Davon entfallen 44,6 Prozent auf Gebäude und zugehörige Freiflächen, 17,0 Prozent auf Verkehrsflächen, 14,7 Prozent auf Landwirtschaftsflächen, 15,7 Prozent auf Erholungsflächen, 4,4 Prozent auf Waldflächen und 1,5 Prozent auf Wasserflächen. Neben den Gebäuden zugeordneten Flächen hat sich seit 2007 auch der Anteil der Erholungsflächen, Wald- und Wasserflächen erhöht, die der Verkehrs- und Landwirtschaftsflächen verringert. Die Änderungen lagen über diesen Zeitraum jeweils unter einem Prozent, die stärkste absolute Veränderung (0,8 Prozent der Stadtfläche) betraf die Landwirtschaft. Die relative Zunahme der Wasserflächen um etwa 14 Prozent war hingegen am größten (Stand: 31. Dezember 2019). Die Grenze der Stadt umfasst 118,9 Kilometer. Die größte Ausdehnung des Stadtgebiets beträgt von Nord nach Süd 20,7 und von Ost nach West 26,9 Kilometer.

### Vergrößerung durch Eingemeindungen
Wie andere Großstädte vergrößerte sich München wiederholt durch die Eingemeindung umliegender, vormals selbstständiger kleinerer Städte und Gemeinden. In München fanden diese Eingemeindungen zwischen 1853 und 1942 in mehreren Schüben statt. Die wenigen Vergrößerungen des Stadtgebiets vor 1854 erfolgten nicht durch Eingemeindungen, sondern durch echte Erweiterung des Stadtgebiets zulasten von in der Regel nicht besiedeltem Umland. Zum Zeitpunkt der Eingemeindung bereits eigenständige Städte waren die Au (Jahr der Erhebung zur Stadt: 1808, Jahr der Eingemeindung: 1854), Schwabing (1886, 1890), Milbertshofen (1910, 1913) und Pasing (1905, 1938).
Nach dem Zweiten Weltkrieg fanden keine eigentlichen Eingemeindungen mehr statt, jedoch gab es noch drei Vergrößerungen des Stadtgebiets zulasten von Nachbargemeinden ohne deren Aufhebung (1954, 1962, 1967). Umgekehrt wurde mit Gröbenzell im Jahr 1952 ein erst 1942 eingemeindeter Teil wieder aus dem Stadtgebiet ausgegliedert.

### Stadtgliederung

Münchner Stadtbezirke

Das Stadtgebiet ist nicht in Ortsteile im gemeinderechtlichen Sinn unterteilt, sondern – ausschließlich – in Stadtbezirke. Deren Zahl war bis zum Zweiten Weltkrieg auf 41 gestiegen und wurde bei einer Neugliederung 1992 und 1996 auf die heutige Zahl von 25 verringert. Im Alltagsgebrauch beziehen sich die Münchner eher auf die historisch gewachsenen Stadtteile und Quartiere.
Die 25 Stadtbezirke werden für statistische Zwecke in insgesamt 105 Stadtbezirksteile untergliedert. Unterhalb der Gliederungsebene der Stadtbezirksteile gibt es die 475 Stadtbezirksviertel. Diese werden auf der untersten Ebene in Baublöcke gegliedert. Ein Baublock ist dabei ein räumlich zusammenhängender Bereich von Grundstücken, der möglichst allseitig durch Straßen, Wege, Eisenbahnlinien, Wasserläufe oder sonstige markante topografische Linien begrenzt und nicht durchschnitten wird. Die Baublöcke haben keine Namen, und nur die Hälfte der Stadtbezirksviertel (237 von 475) trägt einen Namen.
Zum Stichtag 1. Januar 2011 erfolgte eine Neueinteilung der Stadtbezirksteile und Stadtbezirksviertel.

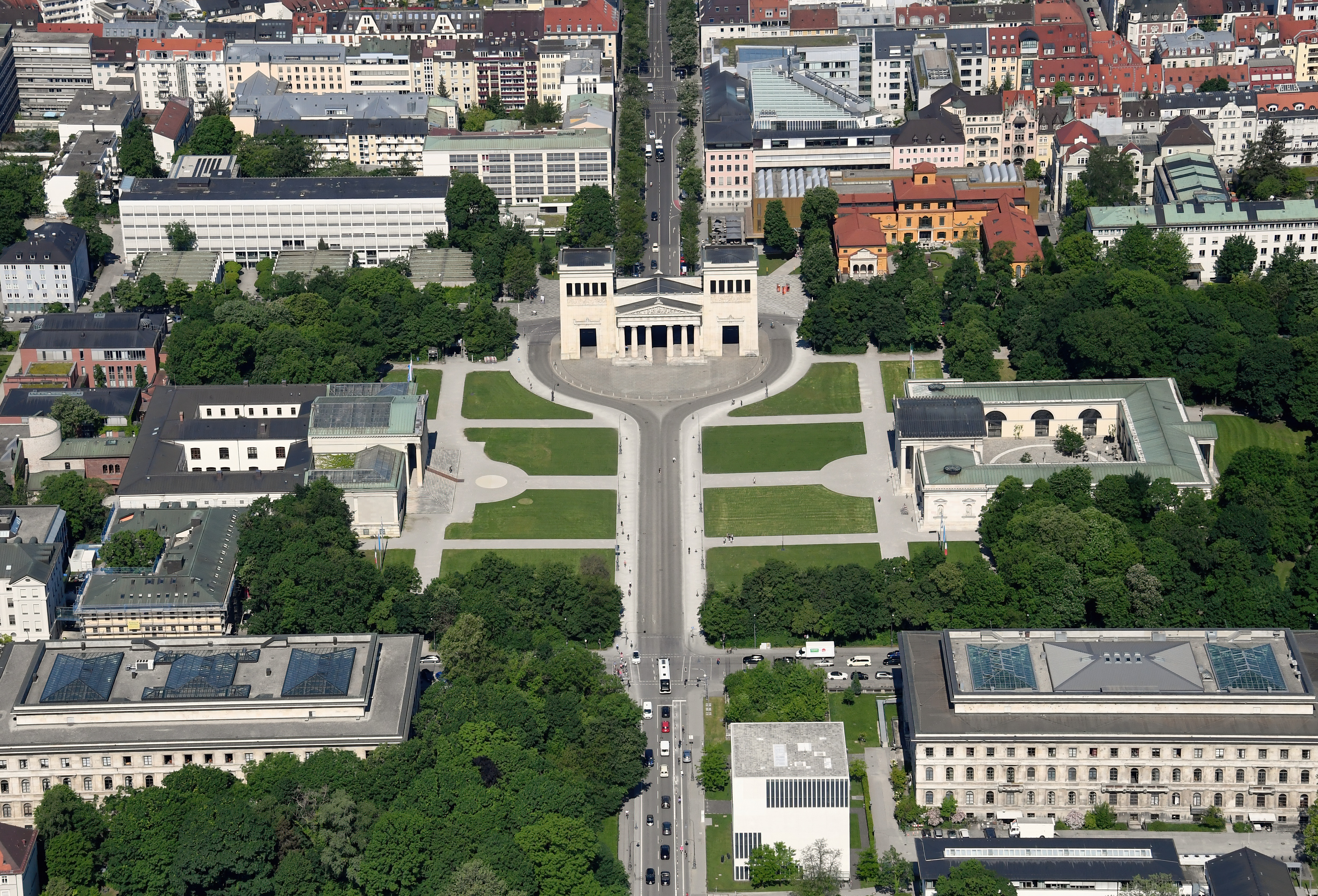
Königsplatz in der Maxvorstadt
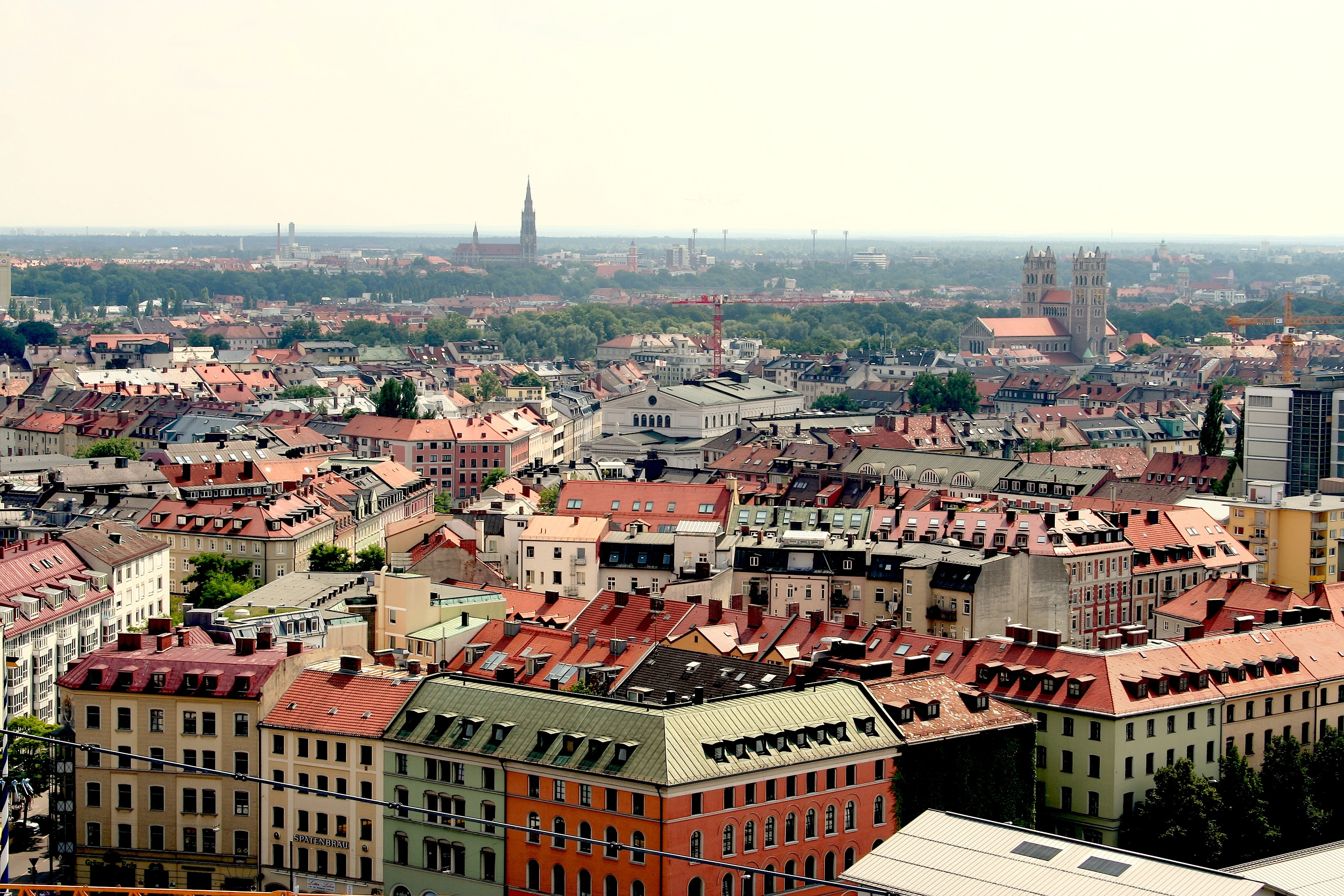
Blick über die Isarvorstadt nach Giesing
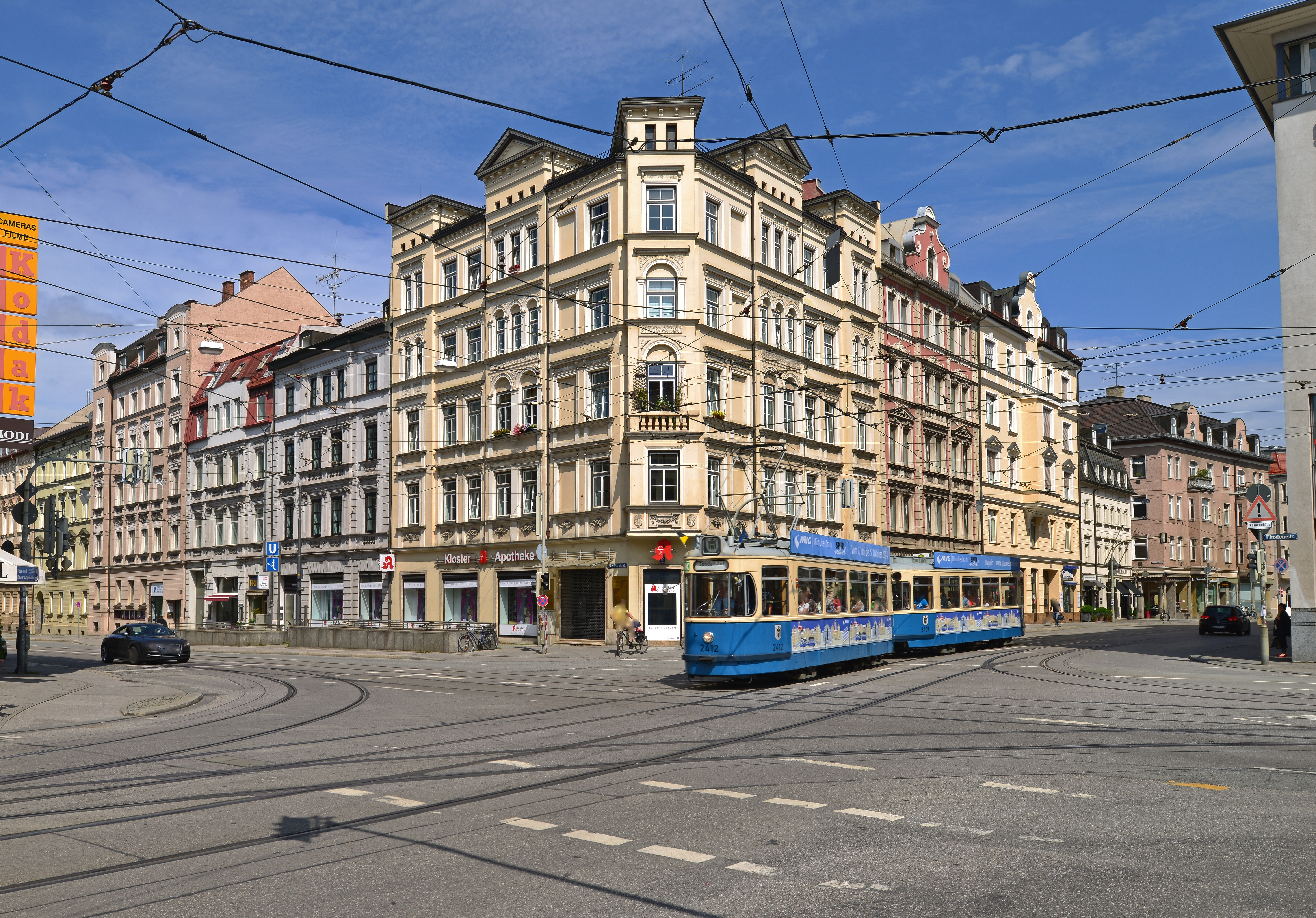
Max-Weber-Platz in Au-Haidhausen
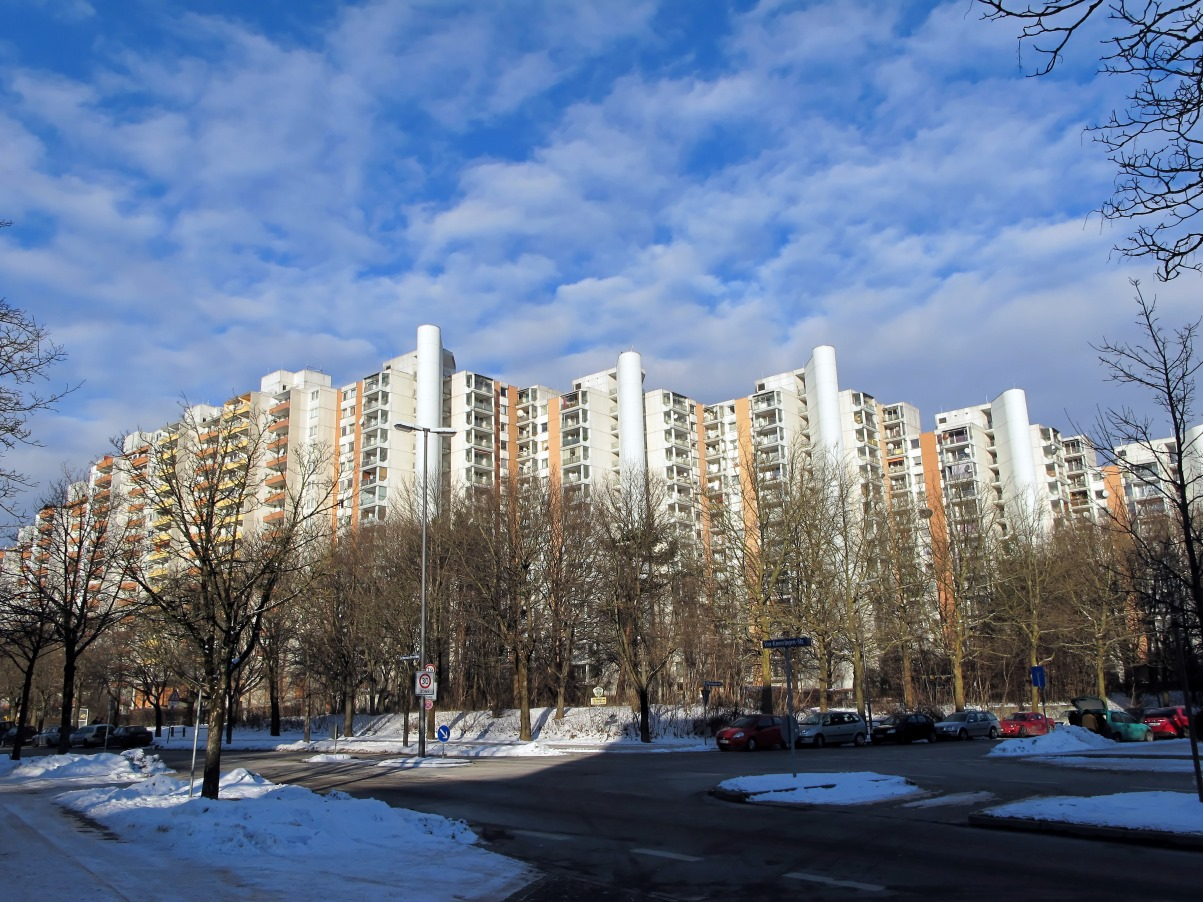
Wohnring in Ramersdorf-Perlach

| Nr. | Stadtbezirk                                             | Fläche (km²) | Einwohner | Dichte (Einw./km²) | Ausländer |
| --- | ------------------------------------------------------- | ------------ | --------- | ------------------ | --------- |
| 1   | Altstadt-Lehel                                          | 3,15         | 20.876    | 6.636              | 25,3 %    |
| 2   | Ludwigsvorstadt-Isarvorstadt                            | 4,40         | 50.081    | 11.378             | 26,5 %    |
| 3   | Maxvorstadt                                             | 4,30         | 52.434    | 12.199             | 26,8 %    |
| 4   | Schwabing-West                                          | 4,36         | 68.610    | 15.724             | 24,2 %    |
| 5   | Au-Haidhausen                                           | 4,22         | 63.972    | 15.159             | 23,9 %    |
| 6   | Sendling                                                | 3,94         | 41.002    | 10.410             | 28,0 %    |
| 7   | Sendling-Westpark                                       | 7,81         | 62.240    | 7.964              | 31,5 %    |
| 8   | Schwanthalerhöhe                                        | 2,07         | 28.584    | 13.807             | 32,1 %    |
| 9   | Neuhausen-Nymphenburg                                   | 12,91        | 101.901   | 7.890              | 26,5 %    |
| 10  | Moosach                                                 | 11,09        | 56.015    | 5.049              | 34,8 %    |
| 11  | Milbertshofen-Am Hart                                   | 13,42        | 77.281    | 5.760              | 43,6 %    |
| 12  | Schwabing-Freimann                                      | 25,67        | 77.092    | 3.003              | 30,8 %    |
| 13  | Bogenhausen                                             | 23,71        | 95.475    | 4.026              | 29,1 %    |
| 14  | Berg am Laim                                            | 6,32         | 47.367    | 7.500              | 35,1 %    |
| 15  | Trudering-Riem                                          | 22,45        | 76.280    | 3.397              | 25,6 %    |
| 16  | Ramersdorf-Perlach                                      | 19,90        | 120.776   | 6.070              | 36,5 %    |
| 17  | Obergiesing-Fasangarten                                 | 5,72         | 54.352    | 9.501              | 32,8 %    |
| 18  | Untergiesing-Harlaching                                 | 8,06         | 54.067    | 6.710              | 25,7 %    |
| 19  | Thalkirchen-Obersendling- Forstenried-Fürstenried-Solln | 17,76        | 103.717   | 5.839              | 31,5 %    |
| 20  | Hadern                                                  | 9,22         | 51.637    | 5.598              | 31,8 %    |
| 21  | Pasing-Obermenzing                                      | 16,50        | 81.804    | 4.959              | 26,7 %    |
| 22  | Aubing-Lochhausen-Langwied                              | 34,06        | 61.011    | 1.791              | 34,6 %    |
| 23  | Allach-Untermenzing                                     | 15,45        | 36.230    | 2.345              | 26,9 %    |
| 24  | Feldmoching-Hasenbergl                                  | 28,94        | 63.756    | 2.203              | 35,2 %    |
| 25  | Laim                                                    | −5,29        | 57.116    | −10.805            | 31,7 %    |
|     | Landeshauptstadt München                                | 310,73       | 1.603.776 | 5.161              | 30,6 %    |

Die Gemarkungen Münchens sind Teilgebiete der bayerischen Landeshauptstadt München als Grundlage für die Führung des Grundbuchs.

### Nachbargemeinden
Folgende Städte, Gemeinden und gemeindefreien Gebiete grenzen an die Stadt München (Auflistung nach dem Uhrzeigersinn, beginnend im Norden):
- Landkreis München:

Oberschleißheim, Garching bei München, Ismaning, Unterföhring, Aschheim, Feldkirchen, Haar, Putzbrunn, Neubiberg, Unterhaching, Perlacher Forst (gemeindefreies Gebiet), Grünwald, Pullach im Isartal, Forstenrieder Park (gemeindefreies Gebiet), Neuried, Planegg, Gräfelfing
- Landkreis Fürstenfeldbruck:

Germering, Puchheim, Gröbenzell, Olching
- Landkreis Dachau:

Karlsfeld, Bergkirchen

### Klima
Die Stadt München liegt im Übergangsbereich zwischen dem feuchten atlantischen Seeklima und dem trockenen Kontinentalklima, es herrscht kühlgemäßigtes Klima (Grenze Cfb/Dfb). Die Winter sind vergleichsweise kalt, jedoch sind Temperaturen unter −20 Grad Celsius selten. Hingegen sind die Sommer ebenso vergleichsweise warm mit Temperaturen von 20 bis 35 Grad Celsius, was München, abgesehen von den Regionen im Rheingraben, zu einer der im Sommer wärmsten deutschen Regionen macht. Weitere wesentliche wetterbestimmende Faktoren sind die Alpen als mitteleuropäische und die Donau als regionale Wetterscheide. Aufgrund dieser Konstellation ist das Wetter relativ wechselhaft. An durchschnittlich zehn Tagen im Jahr herrscht der Föhn, ein warmer, trockener Fallwind vom Alpenhauptkamm, der so gute Fernsicht bewirkt, dass vom Stadtgebiet die Bayerischen Alpen deutlich zu sehen sind. Häufiger kommt es zu sogenannten „föhnigen Effekten“, die sich durch Föhneffekte in schwächerer Form bemerkbar machen.
Die bisher höchste, offiziell vom Deutschen Wetterdienst gemessene Temperatur in der offiziellen DWD-Wetterstation München-Stadt war 37,5 Grad Celsius vom 27. Juli 1983. Der Kälterekord liegt bei −31,6 Grad Celsius, gemessen im Botanischen Garten am 12. Februar 1929. Die Jahresmitteltemperaturen betrugen im Referenzzeitraum 1961–1990 zwischen 7,8 °C in Riem und 9,1 °C in der Innenstadt; sie stiegen an der Stadtstation bis auf 9,7 °C in der Klimaperiode 1981–2010. München wurde aufgrund seiner Lage innerhalb Oberbayerns, die zu den gewitterreichsten Regionen des Freistaates sowie ganz Deutschlands zählt, schon des Öfteren von heftigen Unwettern heimgesucht. Bemerkenswert ist insbesondere das Hagelunwetter vom 12. Juli 1984, bei dem Schäden in Höhe von 3 Milliarden DM entstanden. München ist durch die Nähe zu den Alpen die schneereichste Großstadt Deutschlands.
Eine Auswertung der Wetterstatistiken hat ergeben, dass der südliche Teil der Stadt am sonnigsten ist. Im nördlichen Teil tritt relativ häufig Nebel auf. Die Westhälfte ist niederschlagsärmer als der Osten der Stadt. Dies ist grundsätzlich auch eine Folge der Höhenunterschiede innerhalb der Stadt, die ein entsprechendes Kleinklima generieren, begünstigt durch die Trennung der Stadt in Ost und West durch die Isar.
|                        | Jan  | Feb | Mär  | Apr  | Mai  | Jun  | Jul  | Aug  | Sep  | Okt  | Nov | Dez |   |      |
| Mittl. Temperatur (°C) | 1,5  | 3,8 | 6,5  | 10,8 | 14,4 | 19,1 | 20,7 | 20,5 | 15,5 | 10,9 | 5,9 | 3,6 | ⌀ | 11,1 |
| Mittl. Tagesmax. (°C)  | 4,7  | 7,5 | 10,8 | 16,2 | 19,5 | 24,4 | 26,2 | 26,2 | 20,5 | 15,3 | 9,2 | 6,8 | ⌀ | 15,6 |
| Mittl. Tagesmin. (°C)  | −1,6 | 0,1 | 2,2  | 5,5  | 9,3  | 13,8 | 15,2 | 14,9 | 10,5 | 6,6  | 2,7 | 0,4 | ⌀ | 6,7  |
|                        |      |     |      |      |      |      |      |      |      |      |     |     |   |      |
| Niederschlag (mm)      | 71   | 67  | 43   | 52   | 137  | 101  | 103  | 113  | 83   | 65   | 53  | 45  | Σ | 933  |
|                        |      |     |      |      |      |      |      |      |      |      |     |     |   |      |
| Sonnenstunden (h/d)    | 2,0  | 2,7 | 4,1  | 5,1  | 6,4  | 6,8  | 7,6  | 6,9  | 5,6  | 4,2  | 2,2 | 1,6 | ⌀ | 4,6  |
|                        |      |     |      |      |      |      |      |      |      |      |     |     |   |      |
| Regentage (d)          | 17   | 13  | 14   | 12   | 16   | 14   | 15   | 13   | 14   | 14   | 14  | 14  | Σ | 170  |
|                        |      |     |      |      |      |      |      |      |      |      |     |     |   |      |
| Luftfeuchtigkeit (%)   | 83   | 83  | 77   | 72   | 73   | 73   | 73   | 75   | 78   | 82   | 86  | 86  | ⌀ | 78,4 |

| −1,6 |

| 0,1 |

| 2,2 |

| 5,5 |

| 9,3 |

| 13,8 |

| 15,2 |

| 14,9 |

| 10,5 |

| 6,6 |

| 2,7 |

| 0,4 |

| −1,6 |

| 0,1 |

| 2,2 |

| 5,5 |

| 9,3 |

| 13,8 |

| 15,2 |

| 14,9 |

| 10,5 |

| 6,6 |

| 2,7 |

| 0,4 |

#### Klimawandel
In München lässt sich der allgemeine Trend der Temperaturerwärmung um etwa ein Grad Celsius der mittleren Jahrestemperatur in Deutschland zwischen 1900 und 2020 ebenfalls beobachten. Im November 2016 beschloss die Vollversammlung des Stadtrats, dass ein Anstieg der Durchschnittstemperatur, eine Zunahme der Hitzeextrema, eine Zunahme der Anzahl der heißen Tage und der Nächte mit einer Temperatur von über 20 Grad Celsius (Tropennächte), eine Veränderung der Niederschlagsmuster sowie die Zunahme von lokalen Starkregenereignissen zu den zu erwartenden Klimaveränderungen gehören. Auf diesem Hintergrund hat die Stadtverwaltung über das Referat für Gesundheit und Umwelt (RGU) in Zusammenarbeit mit dem Deutschen Wetterdienst (DWD) eine Studie angestoßen, die in diesem Zusammenhang lokale Wetterdaten ermitteln soll. Die Daten sollen in die Gestaltung eines Maßnahmenkonzeptes zur Anpassung an den Klimawandel in der Landeshauptstadt München und des Integrierten Handlungsprogramms Klimaschutz in München (IHKM) einfließen, die unter anderem Entscheidungen zu Fragen der Siedlungsstruktur und -dichte, der Bebauung und Begrünung oder zu einem gut funktionierenden Luftaustausch in der Großstadt steuern soll.
Im Dezember 2019 hat der Münchner Stadtrat den Klimanotstand für München beschlossen und gleichzeitig die Stadtverwaltung beauftragt, einen Handlungsplan zu erarbeiten, wie das Ziel der Klimaneutralität der Stadt München 2035 erreicht werden kann.

### Schutzgebiete
München weist eine Reihe von Natur- und Landschaftsschutzgebieten auf, sowohl über das Stadtgebiet verteilt, als auch angrenzend. Zudem gibt es das Physiotop Aubinger Lohe (Nr. 162R001).

#### Naturschutzgebiete
In München gibt es vier Naturschutzgebiete:
- Allacher Lohe (NSG-00573.01)
- Panzerwiese und Hartelholz (NSG-00611.01)
- Schwarzhölzl (NSG-00460.01)
- Südliche Fröttmaninger Heide (NSG-00100.134)

#### Landschaftsschutzgebiete
In München gibt es 20 Landschaftsschutzgebiete , beispielsweise:
- Langwieder Autobahnsee (LSG-00120.01)
- Aubinger Lohe und Moosschwaige (LSG-00120.02)
- Allacher Forst (LSG-00120.06)
- Kapuzinerhölzl (LSG-00120.07)
- Isarauen (LSG-00120.09)
- Waldfriedhof sowie Schloss und Schlosspark Fürstenried (LSG-00120.15)
- Hirschgarten (LSG-00120.16)
- Nymphenburg mit Kanal und Parkresten im Nordwesten (LSG-00588.01)
- Forstenrieder Park (Der jetzige Stadtteil Forstenried wurde 1912 eingemeindet (Stadtbezirk 19). Der Wald liegt außerhalb der Stadtgrenzen in gemeindefreiem Gebiet)
- Forst Kasten (LSG-00114.01)
- Perlacher und Grünwalder Forst (LSG-00534.01)

Siehe auch die Listen der Naturschutzgebiete, Landschaftsschutzgebiete und FFH-Gebiete in der Stadt München bzw. Münchner Grüngürtel.

### Umweltschutz
Der gesetzlich erlaubte Grenzwert von 40 μg/m³ für die Luftverschmutzung durch das gesundheitsschädliche Stickstoffdioxid (NO2) wird in München deutlich überschritten. Hauptverursacher der Stickstoffdioxidbelastung sind Kraftfahrzeuge, und hiervon insbesondere Dieselfahrzeuge. Der Bayerische Verwaltungsgerichtshof hat den Freistaat Bayern im Oktober 2012 rechtskräftig zur Überarbeitung des Luftreinhalteplans verpflichtet. Seit 2011 konnte der Wert von 85 μg/m³ bis auf 78 μg/m³ im Jahr 2017 reduziert werden. Damit bleibt der Wert auf hohem Niveau. München wurde 2017 erstmals die Stadt mit der höchsten Stickstoffdioxidbelastung in Deutschland. Im Jahr 2018 war München die Stadt mit der bundesweit dritthöchsten Stickstoffdioxidbelastung.

### Flora
Die Flora und auch Fauna Münchens gehören der Region der Holarktis an. Das Gebiet der Stadt wäre von Natur aus hauptsächlich von Wäldern bedeckt, wobei buchendominierte Mischwälder vorherrschen würden. Etwa ein Viertel der historisch belegten heimischen Pflanzenarten ist heute allerdings bereits ausgestorben. Aktuell wurden von der Flora München Gruppe noch 1631 Spezies erfasst, von denen jedoch rund 25 Prozent Neubürger sind und im Stadtgebiet ursprünglich nicht vorkamen. Besonders gut erfasst und artenreich ist der Nymphenburger Park, hier liegt mit 662 Arten die bisher höchste Artenzahl pro Rasterfeld. Insgesamt wurden im Stadtgebiet Münchens insgesamt 2034 Pflanzenarten dokumentiert, davon sind 1182 Arten einheimische. Mittlerweile ist die Anzahl jedoch wieder in der Zunahme begriffen. Auch der Klimawandel verändert die Flora der Stadt.
In München schützt eine Baumschutzverordnung Bäume, die einen Stammumfang von 80 cm und mehr haben (in 1 m über dem Boden gemessen). In Landschaftsschutzgebieten schützt eine Landschaftsschutzverordnung dagegen alle Gehölze.

### Fauna
Die Bayerische Zwergdeckelschnecke kommt nur in München vor. Entdeckt wurde die Art in den 1980er Jahren.
Die sogenannten Stadttauben spalten durch die durch sie verursachte Verschmutzung die Stadtgesellschaft. Mit einem umfassenden Konzept aus Öffentlichkeitsarbeit über Beratung bis hin zur Einrichtung von Taubenhäusern versucht die Landeshauptstadt München zur Aussöhnung beizutragen.
Ratten und Mäuse sind laut dem städtischen Referat für Gesundheit und Umwelt als Kulturfolger des Menschen im ganzen Stadtgebiet verbreitet. Die Nager siedeln sich bevorzugt dort an, wo Menschen leben und wo sich Nahrung finden lässt, beispielsweise auch in den Freizeit- und Erholungsflächen der Innenstadt.
Die Anzahl der in München gemeldeten Hunde befindet sich im Anstieg und betrug zum 31. Dezember 2017 36.347 Tiere, davon waren 35.948 als Haustiere versteuert.
Der Klimawandel brachte München auch der Fauna der Stadt Zuzügler, die sich gewöhnlich nur bei tropischen Temperaturen im Mittelmeerraum wohl fühlen. Andere Tierarten wiederum leiden unter dem milderen Wintern und der andauernden Trockenheit.

## Bevölkerung

### Einwohnerentwicklung

Bevölkerungsentwicklung Münchens von 1871 bis März 2017

1852 überschritt die Einwohnerzahl die Grenze von 100.000, wodurch München zur Großstadt wurde. Danach stieg durch Bevölkerungszuwachs und Eingemeindung von vorher eigenständigen Siedlungen die Einwohnerzahl stark an, sodass 1883 in München bereits 250.000 Menschen lebten. Bis 1901 verdoppelte sich die Einwohnerzahl dann auf etwa 500.000. Damit war München nach Berlin und Hamburg die drittgrößte Stadt im Deutschen Reich geworden. 1933 stieg die Bevölkerungszahl auf 840.000 und 1957 auf über eine Million. Einen ersten Höhepunkt in der Einwohnerzahl gab es im olympischen Jahr mit 1.338.924 am 31. Dezember 1972.
Ab 1973 sank die Einwohnerzahl kontinuierlich. Der Tiefpunkt war 1998 mit einer gemeldeten Bevölkerungszahl von 1.188.897 erreicht. Jedoch hat sich etwa ab dem Jahr 2000 ein stabiler Aufwärtstrend etabliert. Im Mai 2015 wurde nach eigener, von der des Bayerischen Statistischen Landesamtes abweichender Schätzung, erstmals die 1,5-Millionen-Grenze überschritten. Nachträglich wurde ein am 8. Mai geborenes Kind durch Los als eineinhalbmillionster Münchner bestimmt. Am 30. September 2016 hatten nach eigener Schätzung 1.537.987 Einwohner ihren Hauptwohnsitz in München.
Mit 4844 Einwohnern je Quadratkilometer am 31. Dezember 2024 verzeichnet München heute die höchste Bevölkerungsdichte aller deutschen Gemeinden.
In der Planungsregion München lebten 2020 etwa 2,93 Millionen Menschen, in der Metropolregion München (d. h. Oberbayern und Teile der Regierungsbezirke Niederbayern und Schwaben) 6,2 Millionen Einwohner.
München ist eine der wenigen deutschen Städte, in denen die Zahl der Neugeborenen die der Gestorbenen übersteigt. Im Jahr 2009 wurden so viele Kinder in München geboren wie seit 1969 nicht mehr. Hinzu kommt eine starke Zuwanderung aus dem In- und Ausland.
Im Jahre 2013 wurden 125.346 Neuanmeldungen von Zuzüglern im Kreisverwaltungsreferat München verzeichnet. Im Jahre 2016 kamen in München 18.107 Neugeborene zur Welt. Das sind fast 1000 mehr als im Jahr davor und ein neuer Rekord.
Zwischen 1988 und 2018 wuchs die kreisfreie Stadt von 1.211.617 auf 1.471.508 um 259.891 Einwohner bzw. um 21,5 Prozent.

### Bevölkerungsstruktur
München gehört zu den Großstädten Deutschlands mit einer multikulturellen Gesellschaft. Die Stadt verzeichnete 2012 einen Ausländeranteil von 24,6 Prozent. Die größten Gruppen der melderechtlich in München registrierten Ausländer stammten mit Stand vom 31. Dezember 2018 aus Kroatien (38.137 Personen), der Türkei (37.876), Italien (27.821), Griechenland (26.560), Österreich (21.046), Bosnien und Herzegowina (19.692), Polen (19.101) und Rumänien (17.980).
Laut Zensus 2011 lag der Anteil der Bevölkerung mit Migrationshintergrund (registrierte Einwohner mit ausländischer Staatsangehörigkeit oder mit deutscher Staatsangehörigkeit und zugleich ausländischer Herkunft) bei 34,3 Prozent (Vergleich: Berlin 28 Prozent und Hamburg 31 Prozent), einem der höchsten Werte unter den deutschen Großstädten. 2024 waren 30,6 Prozent der Einwohner Ausländer und 18,9 Prozent Deutsche mit Migrationshintergrund.
Die Kaufkraftstudie für 2017 des Marktforschungsinstituts GfK zeigt, dass die Einwohner im Großraum München über Deutschlands höchste Kaufkraft verfügen. Insgesamt können alle Münchner zusammen 43,708 Milliarden Euro jährlich ausgeben. Damit liegt der Stadtkreis München knapp vor Hamburg, obwohl die Hansestadt knapp 340.000 mehr Einwohner zählt. Nur Berlin mit seinen rund zwei Millionen Einwohnern mehr als München hat als einzelne Gebietskörperschaft eine höhere Kaufkraftsumme. Bundesweite Berühmtheit erlangte auch in diesem Zusammenhang die Münchner Schickeria.
In München sind etwa 1000 Menschen von Obdachlosigkeit betroffen und leben auf der Straße. Etwa 9000 Menschen sind wohnungslos und leben in Unterkünften.

### Dialekt
Der Münchner Dialekt gehört der mittelbairischen Mundart an. Durch den starken Zuzug aus anderen Gebieten Deutschlands sowie weil er von Dialektsprechern nicht mehr an die eigenen Kinder weitergegeben wird, ist er inzwischen vom Aussterben bedroht. Wie das Bayerische Kultusministerium im Januar 2001 im Bayerischen Landtag mitteilte, war bereits damals die Mundart der Landeshauptstadt den Einwohnern unter 20 Jahren fremd.
Im Dialekt des Umlands wird die bayerische Landeshauptstadt als Minga bezeichnet. „Echte“ Münchner nennen ihre Heimatstadt stets nur München.

### Religionen

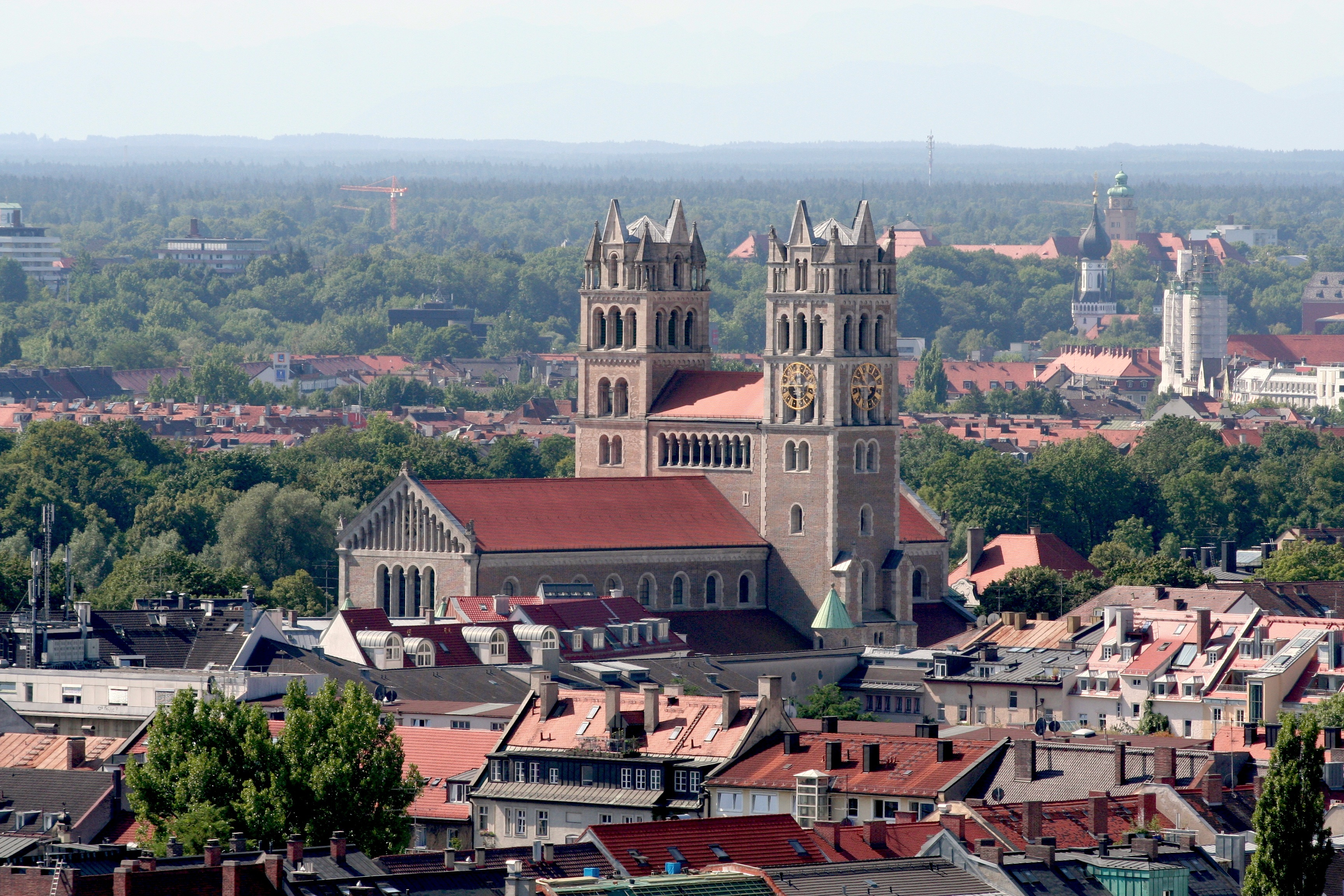
Katholische Pfarrkirche St. Maximilian vom Alten Peter gesehen

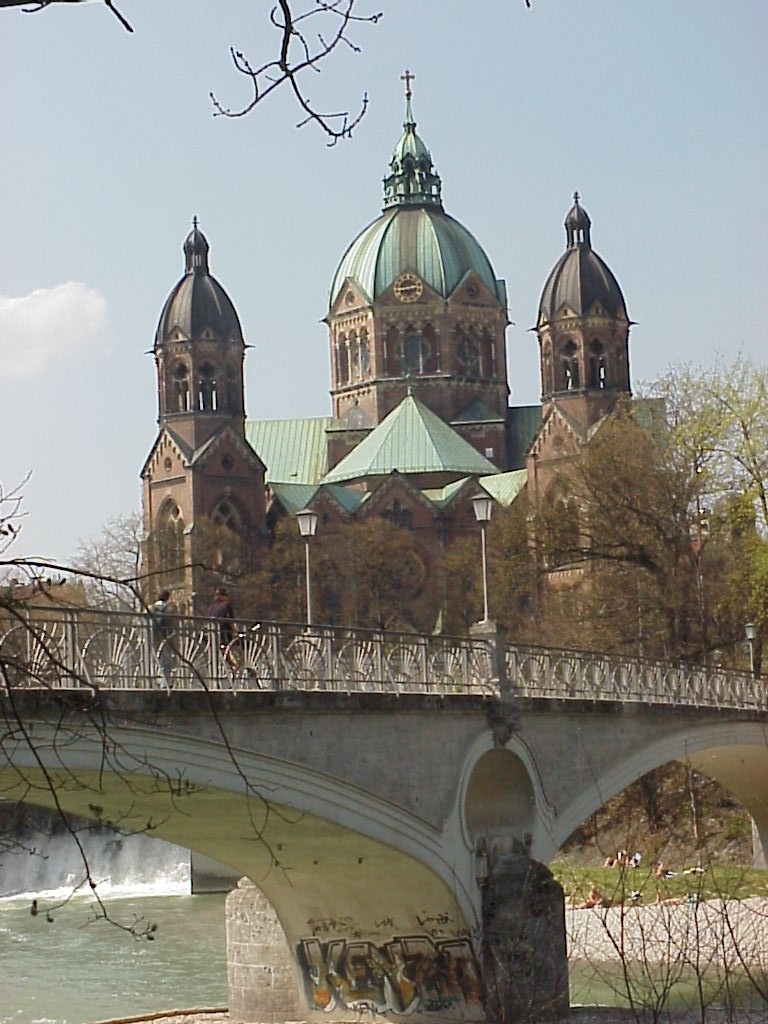
Evangelische Pfarrkirche St. Lukas mit Kabelsteg

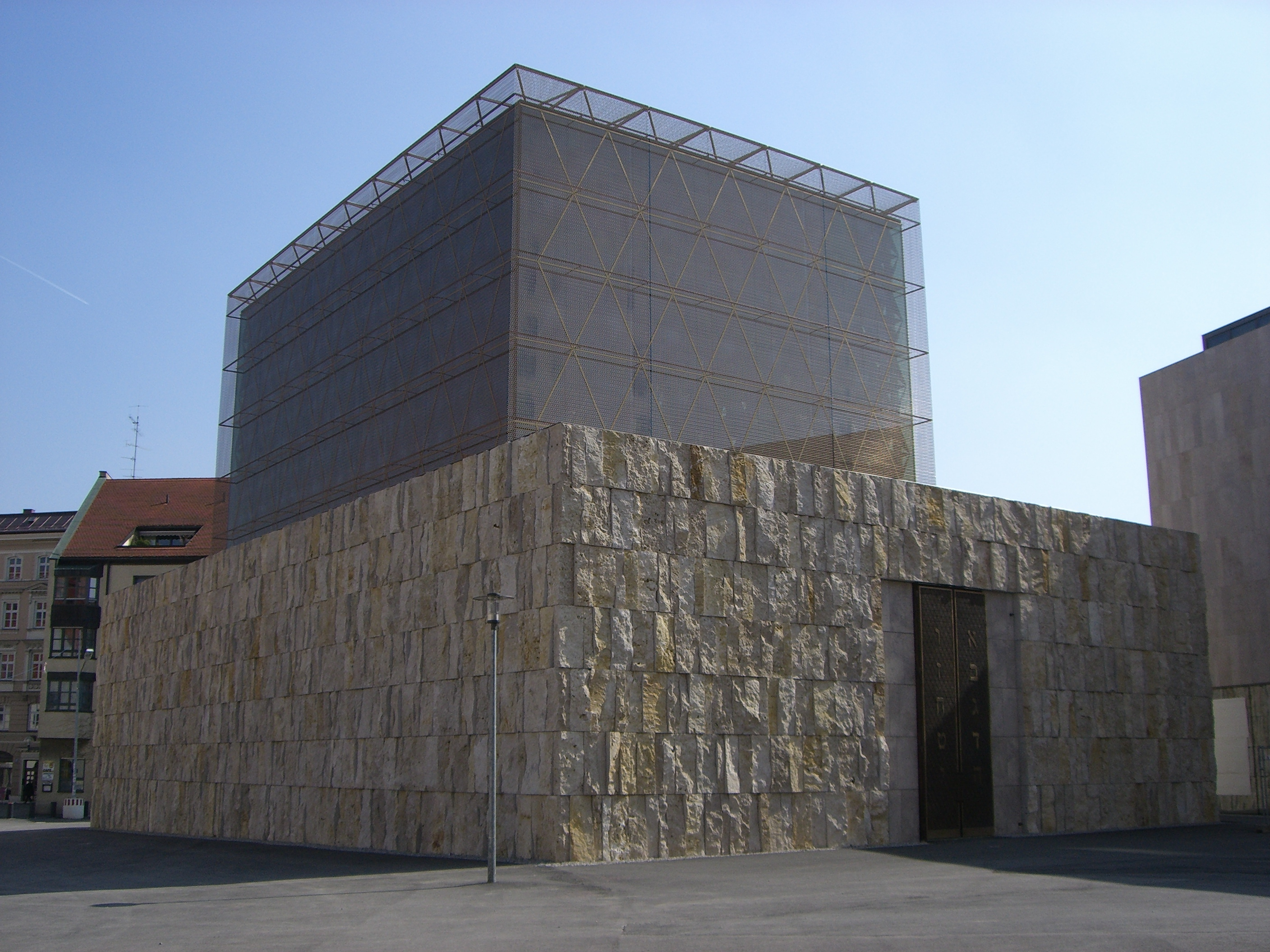
Neue Hauptsynagoge am St.-Jakobs-Platz

München ist seit 1817 der Sitz des Erzbistums München und Freising, das in diesem Jahr als Nachfolger des 1803 säkularisierten Bistums Freising gegründet wurde. Zu den ältesten evangelischen Kirchen gehören St. Matthäus und St. Markus. München hat eine jüdische Gemeinde mit etwa 9 700 Mitgliedern, von denen heute die meisten osteuropäischer Herkunft (Ukraine und Russland) sind, sowie eine kleinere liberal-jüdische Gemeinde.

#### Christliche Kirchen
Insgesamt waren im Jahr 2011 3,6 Prozent Mitglieder einer christlich-orthodoxen Kirche und weitere 4,4 Prozent gehörten sonstigen (neben den großen Amtskirchen) in Bayern anerkannten öffentlich-rechtlichen Religionsgemeinschaften an.
Die 1976 geweihte Kirche Maria Schutz und St. Andreas im Stadtteil Untergiesing ist die Kathedrale der seit 1959 bestehenden Apostolischen Exarchie für katholische Ukrainer des byzantinischen Ritus in Deutschland und Skandinavien. Der Münchner Sitz der Exarchie geht auf die große Zahl ukrainischer Zwangsarbeiter zurück, die während des Zweiten Weltkrieges nach Bayern gebracht worden waren und dort zunächst als Displaced Persons, später teilweise dauerhaft blieben. Im Juni 1945 wurde die Ukrainisch-Orthodoxe Kirche der Hl. Maria Schutz gegründet. Da die Gemeinde anfangs mehr als 5 000 Mitglieder zählte, wurde im Stadtteil Ludwigsfeld eine zweite den Aposteln Petrus und Paulus gewidmete Kirchengemeinde gegründet, die bis heute existiert.
In der Ungererstraße 131 in Schwabing-Freimann befinden sich das Pfarrgemeindezentrum der griechisch-orthodoxen Gemeinde Münchens und die Allerheiligenkirche.
Die Zeugen Jehovas sind mit 59 Gemeinden in München vertreten, die 16 Königreichssäle und Saalzentren im Stadtgebiet betreiben. In der Riesstraße in Moosach befindet sich ferner ein Kongresssaal der Zeugen Jehovas, in dem regelmäßig überregionale Treffen stattfinden.
Die Freikirche der Siebenten-Tags-Adventisten ist mit neun Gemeinden und Häusern im Stadtgebiet vertreten. In der Tizianstraße in Neuhausen-Nymphenburg befindet sich ebenfalls die Bayern-Zentrale der Freikirche.
Die Kirche Jesu Christi der Heiligen der Letzten Tage ist in München mit drei Gemeinden in zwei Gemeindehäusern vertreten.
Der Verein der Mandäer in Deutschland mit Sitz in München kümmert sich um den Aufbau einer funktionierenden mandäischen Gemeinde.

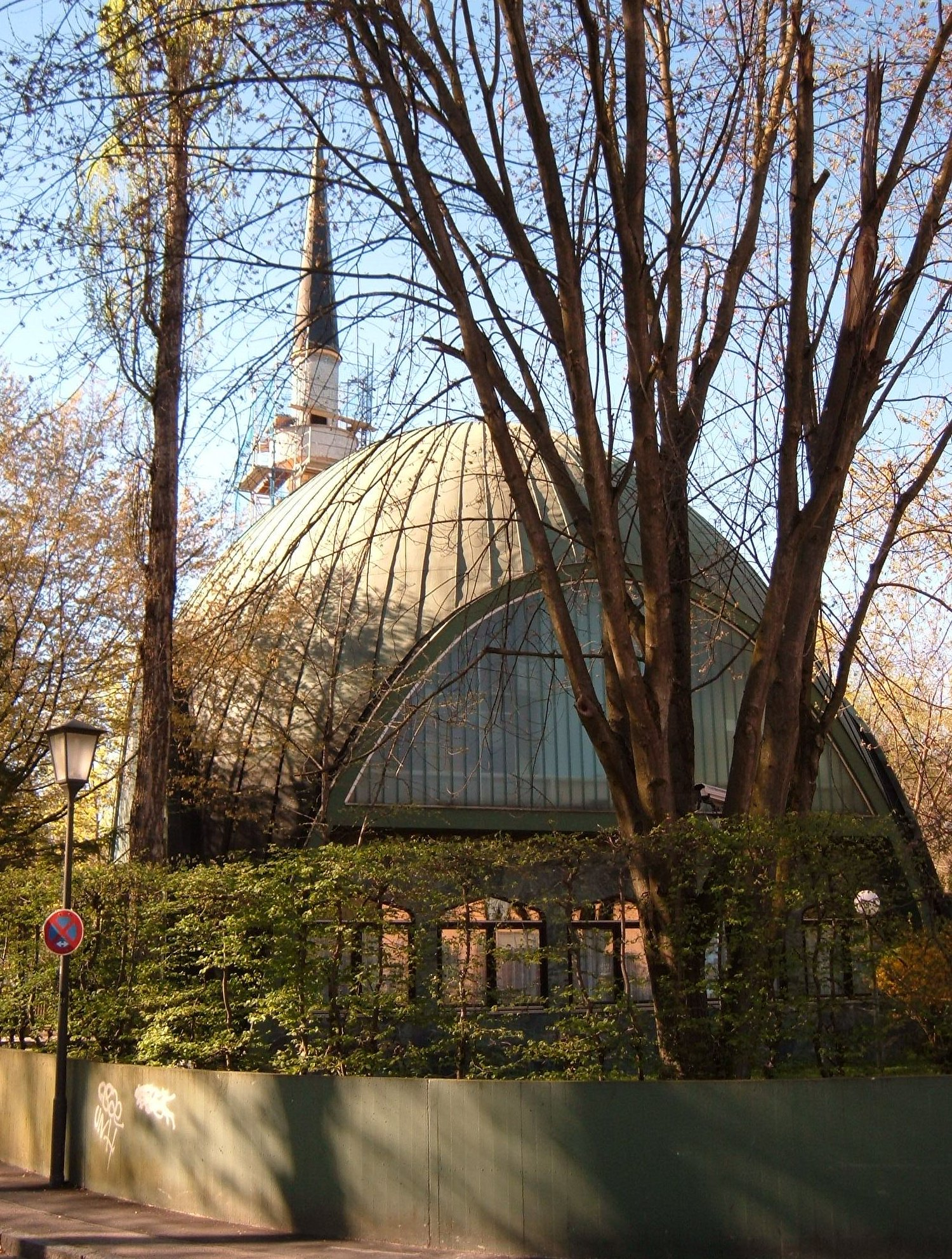
Moschee im Norden des Stadtteils Freimann in der Auensiedlung

#### Weitere Religionen
Mit Stand 2014 gab es zirka 120.000 in München lebende Muslime, was damals sieben bis acht Prozent der Bevölkerung entsprach. Im Stadtteil Freimann befindet sich die erste Moschee Bayerns, die 1973 eingeweiht wurde. 2005 wurde die Kontroverse um ein Neubauprojekt für eine Moschee in Sendling auch bundesweit unter dem Schlagwort „Sendlinger Moscheenstreit“ bekannt. Unter der Federführung des Imams Benjamin Idriz sollte in München, zunächst unter dem Namen „Zentrum für Islam in Europa – München“ (ZIEM) eine große Moschee samt Kulturzentrum und Ausbildungsstätte für Imame entstehen. Das Projekt firmiert inzwischen unter dem Namen „Münchner Forum für Islam“ (MIF).
Der seit einigen Jahrzehnten bestehende Krishna-Tempel in der Wachenheimer Straße in München-Giesing hat sich zu einer bedeutenden Andachtsstätte für etwa 15.000 in München lebende Hindus entwickelt. Dort werden Meditation und hinduistische Festtage wie das Lichterfest Diwali zelebriert.

#### Stadtheilige

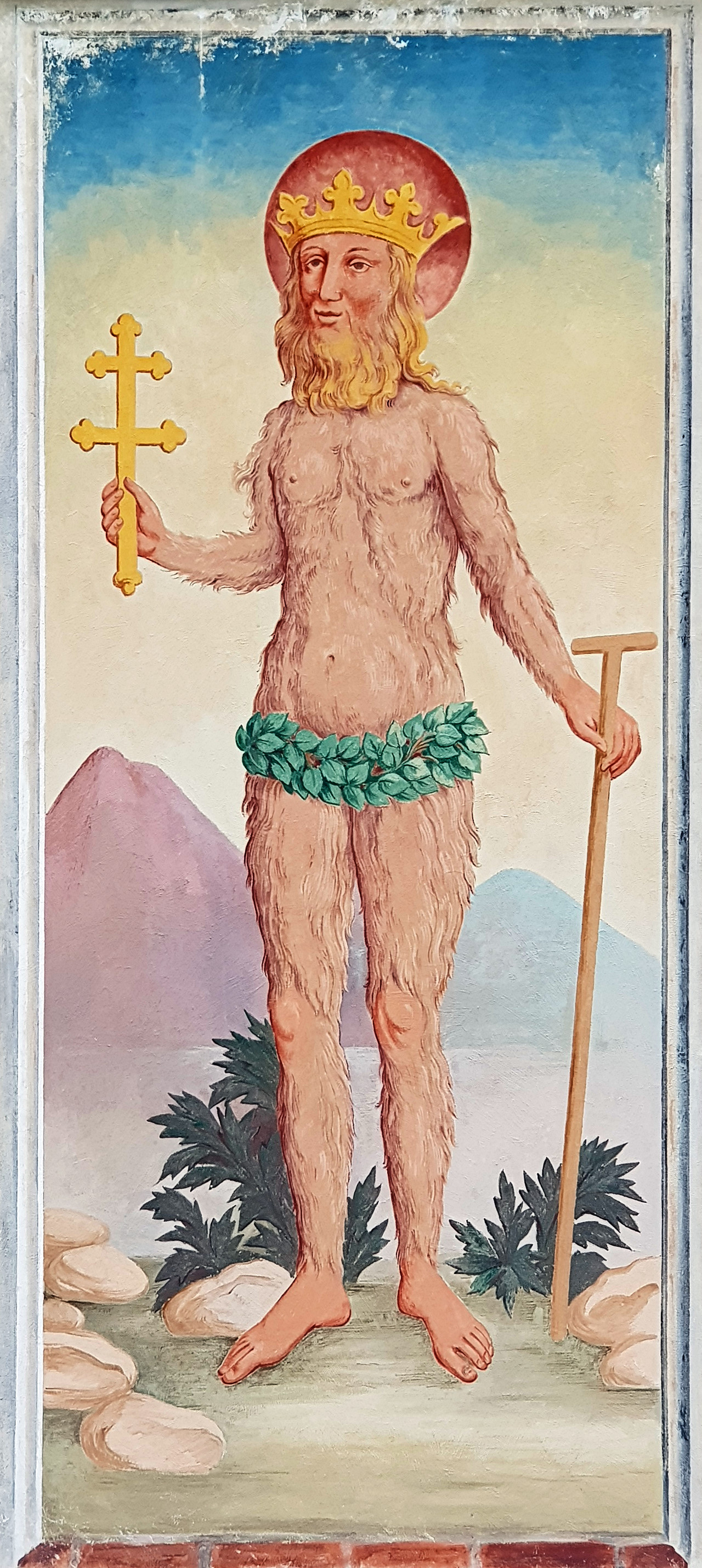
Hl. Onophrios, Fresko in Schloss Blutenburg

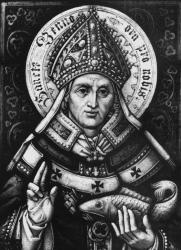
Aus St. Benno in München: Benno mit Fisch und Schlüssel

Der erste Schutzpatron der Stadt war der Hl. Onuphrios, ein syrisch-ägyptischer Einsiedler des 3. Jahrhunderts, dessen Reliquie in Form einer Hirnschale angeblich von Heinrich dem Löwen (1129–1195) von einem Kreuzzug gegen die Wenden nach München gebracht wurde.
Seit 1580 wird der Hl. Benno, der 1066 bis 1106 Bischof von Meißen war, in der römisch-katholischen Kirche als Patron Bayerns und der Stadt München verehrt.

#### Konfessionsstatistik
Am 31. Dezember 2020 waren von den Einwohnern 29,1 % römisch-katholisch, 10,4 % evangelisch und 60,5 % gehörten anderen Glaubensgemeinschaften an oder waren konfessionslos. Im März 2025 waren von den 1.605.175 Einwohnern 23,5 % katholisch, 8,5 % evangelisch und 68,1 % gehörten anderen Glaubensgemeinschaften an oder waren konfessionslos. Derzeit stellen Konfessionslose und Angehöriger anderen Glaubensgemeinschaften in München eine große absolute Mehrheit dar, dennoch gehört München zu den Städten, in denen Mariä Himmelfahrt (15. August) ein gesetzlicher Feiertag ist und an denen zur Karwoche und anderen stillen Tagen ein Tanzverbot gilt.
|                                                   | 1961 | 1987 | 2011 | 2015 | 2020 | 2023 | 2024 |
| ------------------------------------------------- | ---- | ---- | ---- | ---- | ---- | ---- | ---- |
| römisch-katholisch                                | 71,8 | 58,0 | 36,6 | 33,1 | 29,1 | 24,7 | 23,7 |
| evangelisch                                       | 22,6 | 19,1 | 13,8 | 11,9 | 10,4 | 09,0 | 08,6 |
| Konfessionslose und andere Glaubensgemeinschaften | 05,6 | 22,9 | 49,6 | 55,0 | 60,5 | 66,3 | 67,7 |

Bis zum Jahr 2000 waren die Katholiken in Stadt München die stärkste Bevölkerungsgruppe.

### Persönlichkeiten
Der Münchner Stadtrat kann Personen, die sich in hohem Maße um das Wohl der Stadt verdient gemacht haben, zu Ehrenbürgern ernennen.
Söhne und Töchter der Stadt sind in München geborene Personen, unabhängig davon, ob sie ihren späteren Wirkungskreis in München hatten oder nicht. Zudem gibt es Persönlichkeiten, die außerhalb Münchens geboren sind und in der Stadt gelebt und gewirkt haben.
Einigen Persönlichkeiten wurden Denkmäler errichtet, wie die Brunnendenkmäler am Viktualienmarkt für bekannte Volksschauspieler und Volkssänger. Auch populären fiktiven Persönlichkeiten aus Film und Fernsehen, die das auswärtige Bild der Stadt mitprägen, wurden bereits Denkmäler gesetzt, wie Helmut Dietls Münchner Original Monaco Franze oder Ellis Kauts Kobold Pumuckl.

### Wohnverhältnisse
Infolge der sehr hohen Wohneigentumspreise und Immobiliarmieten liegt die Wohnfläche pro Einwohner in einigen Stadtvierteln weit unter dem Bundesdurchschnitt.

## Geschichte

### Stadtgründung
München wurde 1158 zum ersten Mal als forum apud Munichen urkundlich im Augsburger Schied erwähnt, nachdem der Herzog von Bayern und Sachsen Heinrich der Löwe einen Übergang der Salzstraße über die Isar ungefähr an der Stelle der heutigen Ludwigsbrücke errichtet und nahe dem Übergang einen Markt gegründet hatte.
Mit dem Augsburger Schied wurde die Stadt München jedoch nicht gegründet; die bereits bestehende Siedlung erhielt dadurch von Kaiser Friedrich Barbarossa nur das Markt-, Münz- und Zollrecht zugesprochen. Die Freisinger Bischöfe erhielten dabei ein Drittel der daraus resultierenden Einnahmen.
Wann die ab 1158 ins Licht der Geschichte getretene Stadt „München“ tatsächlich gegründet wurde und welchen Namen die Siedlung bei ihrer Gründung trug, ist nicht bekannt. Die älteste und damals noch einzige Pfarrkirche der Stadt ist die Peterskirche.

### Mittelalter: Herzogsitz und Kaiserresidenz

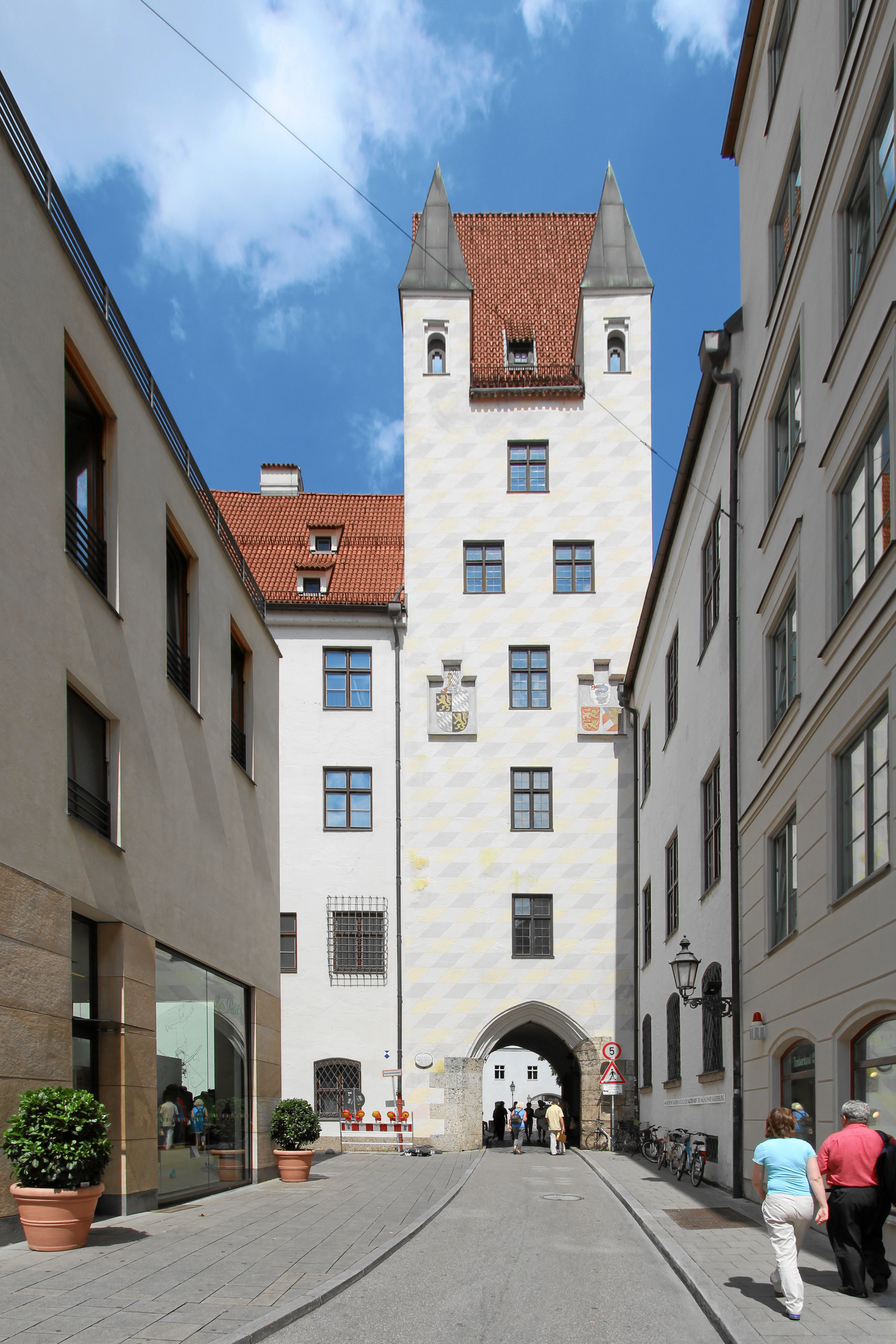
Alter Hof

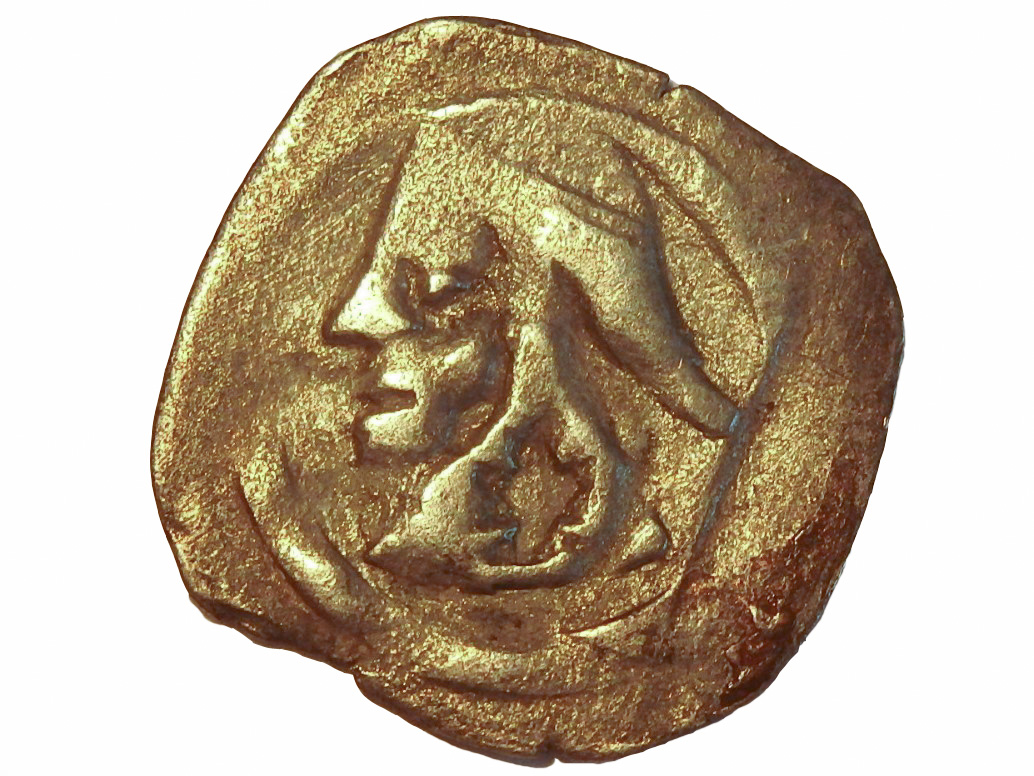
Münchner Pfennig mit Mönchskopf zur Zeit Stefans II. (1349–1375)

Als Heinrich der Löwe 1180 vom Kaiser geächtet wurde, fiel das Herzogtum Bayern an die Wittelsbacher und München an den Bischof von Freising. 1240 kam auch München in Wittelsbacher Besitz und wurde bereits 1255 nach der ersten Landesteilung herzogliche Residenz.
Seit 1314 war Herzog Ludwig IV. deutscher König und München somit königliche Residenzstadt, seit 1328 auch römisch-deutscher Kaiser, und München wurde als seine Residenz durch einen neuen Mauerring erheblich erweitert. Bis 1347 war München kaiserliche Residenzstadt. Zu dieser Zeit übernahm München die Farben des alten Reiches, Schwarz und Gold, als Stadtfarben.
Seit dem Ende des 14. Jahrhunderts kam es wiederholt zu Aufständen der Bürgerschaft gegen die Herzöge, die daraufhin ihren Regierungssitz vom Alten Hof in die neue Residenz am Stadtrand verlegten. Während der Münchner Unruhen (1397–1403) residierte Herzog Ernst außerhalb der Stadt. Wegen der Bedrohung durch die Hussiten wurde 1429 die bestehende Stadtbefestigung durch einen zweiten, äußeren Mauerring verstärkt.
Im Jahre 1442 wurden durch Albrecht III. die jüdischen Bürger aus der Stadt vertrieben. Bis zur zweiten Hälfte des 18. Jahrhunderts lebten daraufhin keine Juden mehr in München (siehe hierzu: Geschichte der Juden in München).
Im Jahre 1468 wurde der Grundstein zum spätgotischen Neubau der Marienkirche gelegt, der „Frauenkirche“, deren Bau trotz ihrer Größe nur zwanzig Jahre dauerte. Das gotische München unterschied sich in Architektur und Größe um 1500 jedoch noch nicht sehr von den anderen Herzogstädten Bayerns wie Ingolstadt, Straubing oder Landshut und lag mit knapp über 13.000 Einwohnern noch weit hinter Nürnberg und Augsburg, die allerdings damals zu den fünf größten Städten des Reiches gehörten.

### Hauptstadt des vereinigten Herzogtums

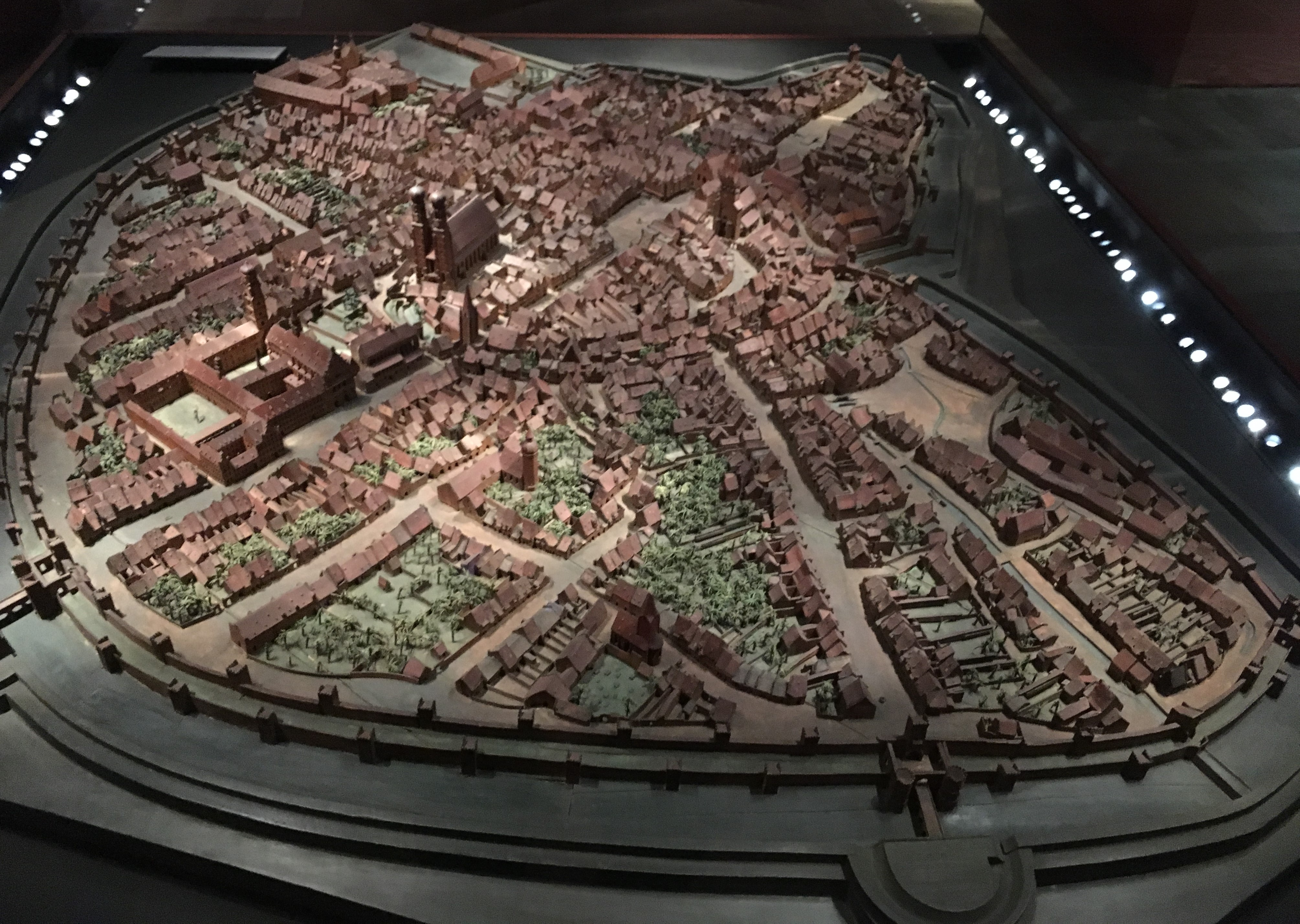
Dreidimensionales Stadtmodell von 1570, von Jakob Sandtner

Nachdem die Stadt in der Spätgotik eine neue kulturelle Blütezeit erlebt hatte, wurde München 1506 zu Beginn der Neuzeit durch die Wiedervereinigung der Herzogtümer unter Albrecht IV. (1465–1508) Hauptstadt des Herzogtums Bayern und somit alleinige Hauptstadt Bayerns. In der Folgezeit ging der Einfluss der Bürgerschaft immer weiter zurück und die Wittelsbacher bestimmten fortan die Entwicklung der Stadt.
München wurde unter der Herrschaft von Wilhelm IV. (1508–1550) und Albrecht V. (1550–1579) ein Zentrum der Renaissance und der Gegenreformation. Als erster Wittelsbacher zog Herzog Wilhelm vom Alten Hof endgültig in die Neuveste, den Ursprungsbau der Münchner Residenz, deren Ausbau nun begann. Mit der Gemäldesammlung des Herzogs begann die Geschichte der Alten Pinakothek. Mit der Berufung von Ludwig Senfl nahm auch die Geschichte des Bayerischen Staatsorchesters ihren Anfang. 1589 wurde das Hofbräuhaus durch Wilhelm V. (1579–1597) gegründet. Für die Jesuiten entstand die Michaelskirche und das Jesuitenkolleg. Zwei frühe Stadtansichten sind bei Georg Braun, Franz Hogenberg: „Civitates orbis terrarum“ von 1572 abgebildet. Um 1570 entstand auch Jacob Sandtners Stadtmodell aus Lindenholz, das zusammen mit denen für die vier nachgeordneten damaligen Regierungsstädte Straubing, Landshut, Ingolstadt und Burghausen zu den ältesten der Welt zählt.

### Kurfürstliche Residenzstadt

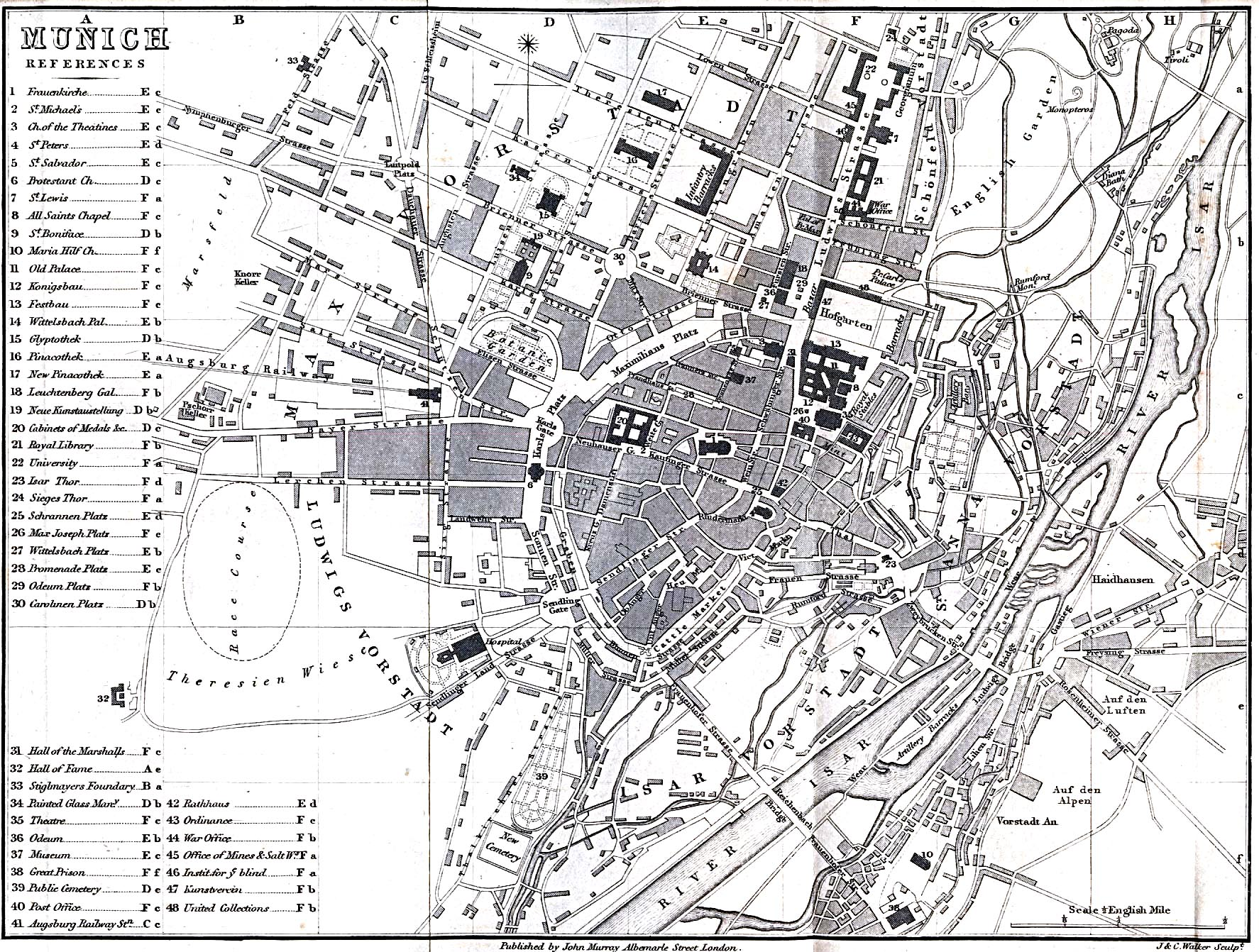
Stadtplan Münchens, 1858

Unter Herzog Maximilian I. von Bayern (1597–1651) gewann Bayern den Kurpfälzer Anteil der Oberpfalz sowie die Kurwürde zurück und München wurde daraufhin 1628 Residenzstadt des Kurfürstentum Bayerns, das nun wieder beinahe ganz Altbayern umfasste, musste jedoch 1632 im Zuge des Dreißigjährigen Kriegs die Besatzung schwedischer Truppen erdulden. München hatte ein hohes Lösegeld zu bezahlen und Geiseln zu stellen, um seiner Zerstörung zu entgehen. Wenig später brach die Pest aus und tötete ein Drittel der Bevölkerung. Nach dem Ende des Kriegs 1648 erholte sich die Stadt jedoch und öffnete sich unter Kurfürst Ferdinand Maria (1651–1679) dem italienischen Barock. So entstanden Schloss Nymphenburg und die Theatinerkirche sowie das erste Opernhaus. Die Auswirkungen des Krieges waren jedoch eine wichtige Voraussetzung für die Durchsetzung des Absolutismus des Kurfürsten.

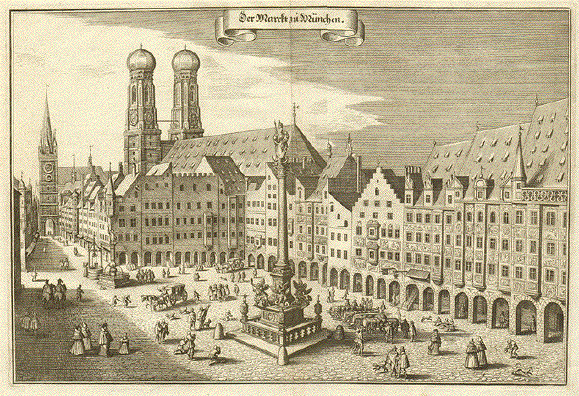
Marktplatz (heute Marienplatz) (Kupferstich von Matthäus Merian, etwa 1650)

1704 kam München im Spanischen Erbfolgekrieg für mehrere Jahre unter habsburgische Besatzung, da sich Kurfürst Maximilian II. Emanuel (1679–1726) mit Frankreich verbündet hatte. Ein Aufstand der Bürger und Bauern wurde in der Sendlinger Mordweihnacht blutig beendet. Nach der Rückkehr des Kurfürsten aus dem Exil setzte sich der französische Spätbarock am Hof durch und in der Folge entwickelte sich das bayerische Rokoko.
Nach der Kaiserkrönung von Kurfürst Karl Albrecht (1726–1745) besetzten habsburgische Truppen ab 1742 zweimal für längere Zeit erneut die Stadt. Maximilian III. Joseph (1745–1777) gab danach die Großmachtpolitik seiner beiden Vorgänger auf und widmete sich inneren Reformen, so wurde die Bayerische Akademie der Wissenschaften 1759 in München gegründet. 1789 erfolgte auf Befehl Kurfürst Karl Theodors (1777–1799) die Anlage des Englischen Gartens in den Isarauen und wenig später wurde die mittelalterliche Stadtbefestigung geschleift. München war unter Karl Theodor Residenzstadt von Kurpfalz-Bayern, des drittgrößten Länderkomplexes des Alten Reichs.

### Königliche Haupt- und Residenzstadt

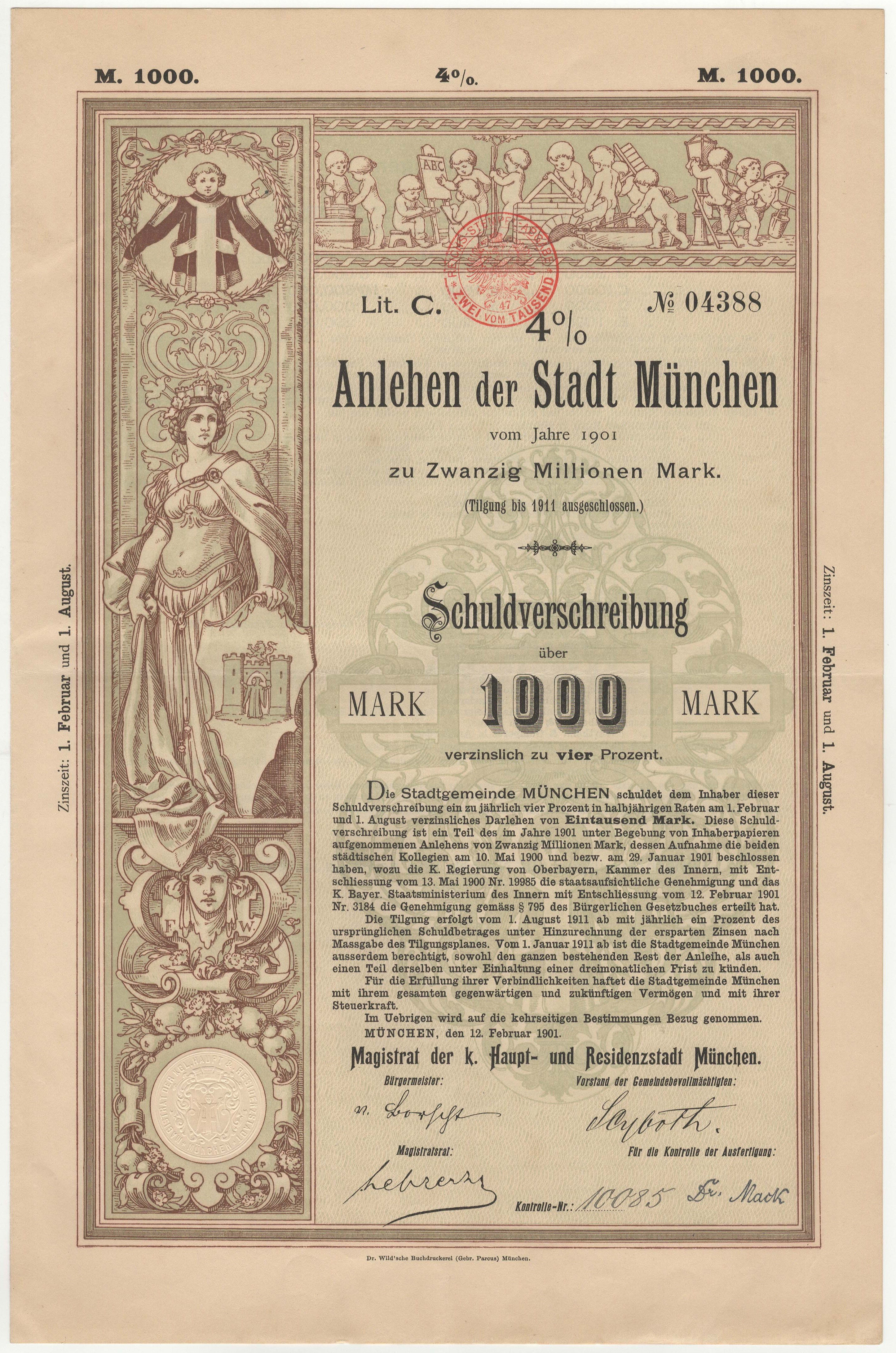
Anlehen der Stadt München vom 12. Februar 1901, ausgegeben vom Magistrat der königlichen Haupt- und Residenzstadt München

Obwohl München bereits 1328 kaiserliche Residenzstadt wurde, begann der Aufstieg zur Großstadt erst 450 Jahre später. Gegen Ende des 18. Jahrhunderts wuchs München rapide, hatte bereits 1750 mit Augsburg gleichgezogen und Nürnberg überholt. Ab 1806 wurde diese Entwicklung noch beschleunigt, als Bayern von Napoleon zum Königreich Bayern erhoben und München damit Hauptstadt eines nun doppelt so großen Landes wurde, das zunächst Tirol und Salzburg und später stattdessen weite Teile Frankens, Schwabens und die Rheinpfalz einschloss. Nun konnten auch Protestanten das Münchner Bürgerrecht erwerben. Unter König Max I. Joseph (1799–1825) entstand damals das Nationaltheater und es begann mit der Maxvorstadt die planvolle Erweiterung der Stadt. 1818 erhielt München eine Selbstverwaltung mit zwei Bürgermeistern und zwei Ratskollegien.
Hatte München 1700 gerade einmal 24.000 Einwohner, so verdoppelte sich die Bewohnerzahl bald alle etwa dreißig Jahre, sodass 1871 170.000 Menschen in München lebten und 1933 840.000. München ist bis zum Beginn des 19. Jahrhunderts jedoch noch ein „bis dahin statisch ruhendes Gebilde“, umgeben von einem Kranz aus Dörfern, die deutlich älter als das Zentrum sind. Das Wachsen zur Großstadt war möglich, weil rund 60 Dörfer mit ihren landwirtschaftlichen Flächen eingemeindet wurden. Besonders dynamisch wuchs die Stadt seit 1870.
Mit der Regierung von König Ludwig I. (1825–1848) wurde München zu einer weithin bekannten Kunststadt. Die Klassizisten Leo von Klenze und Friedrich von Gärtner gestalteten die Ludwigstraße, den Königsplatz und die Erweiterung der Münchner Residenz. 1826 ließ der König die Ludwig-Maximilians-Universität aus Landshut nach München verlegen.
Ludwigs Sohn Max II. (1848–1864) förderte insbesondere die Geisteswissenschaften und scharte einen Literatenkreis um sich („Die Krokodile“). Max II. trat wie sein Vater als Bauherr hervor. Im neuen, an die englische Gotik erinnernden „Maximilianstil“, entstanden unter anderem die Bauten an der Maximilianstraße, heute eine der exklusivsten und teuersten Einkaufsstraßen des Kontinents.
Unter König Ludwig II. (1864–1886) erfuhr das Musikleben mit mehreren Aufenthalten Richard Wagners eine neue Blüte. Im 19. Jahrhundert, als München immer wieder von Seuchen (vor allem der Cholera) geplagt war, führte Max von Pettenkofer das Abwassersystem ein. Bereits gegen Ende des 19. Jahrhunderts galt München dadurch als eine der saubersten Städte Europas.
In der Zeit Prinzregent Luitpolds (1886–1912) erlebte München dann einen gewaltigen wirtschaftlichen und kulturellen Aufschwung. Es entstanden unter anderem die Prinzregentenstraße und das Prinzregententheater. Schwabing erlebte um die Jahrhundertwende eine Blüte als Künstlerviertel, in dem zahlreiche bedeutende Literaten und Maler der Zeit verkehrten. 1896 wurde die Münchner Kulturzeitschrift Jugend erstmals herausgegeben, die namensgebend für den Jugendstil wurde; im gleichen Jahr erschien auch die Nummer 1 der politisch-satirischen Zeitschrift Simplicissimus im Verlag von Albert Langen. 1911 wurde die Künstlervereinigung Der Blaue Reiter gegründet. Im ersten Satz seiner Erzählung Gladius Dei prägte Thomas Mann für diese Epoche das geflügelte Wort München leuchtete.
1916, während des Ersten Weltkrieges, wurde München bei einem französischen Luftangriff durch Bomben getroffen, die keine großen Schäden anrichteten. Die sich verschlechternde Versorgungslage dagegen stellte ein großes Problem für die Bevölkerung dar. Es kam zu Streiks und Verhaftungen und eine zunehmend revolutionäre Stimmung entstand.

### Revolution, Weimarer Republik und Nationalsozialismus

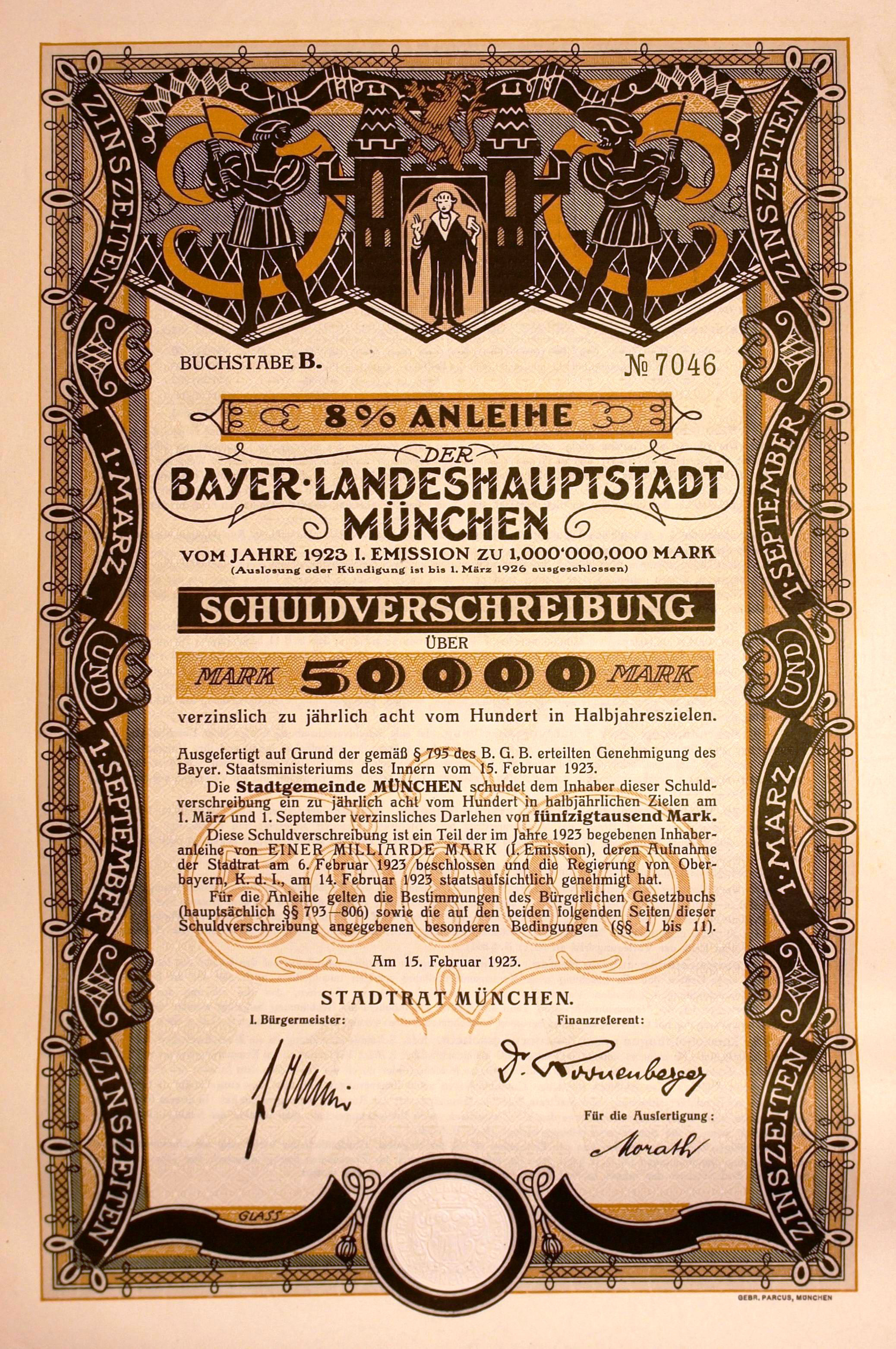
Schuldverschreibung über 50.000 Mark der Bayer. Landeshauptstadt München vom 15. Februar 1923

Nach dem Ende des Krieges kam es 1919 in München zu revolutionären Unruhen. Während die Novemberrevolution 1918 friedlich verlief und mit der Abschaffung der Monarchie endete, wurde die Münchner Räterepublik, ein Aufstand kommunistischer und sozialistischer Gruppen, im Frühjahr 1919 von Reichswehr und Freikorps gewaltsam niedergeschlagen. In den Folgejahren entwickelte sich München zunehmend zur Keimzelle nationalsozialistischer Aktivitäten, beispielsweise wurde der Stoßtrupp Adolf Hitler gegründet. 1923 scheiterte der Marsch Hitlers auf die Feldherrnhalle. München blieb jedoch stets der Sitz der Nationalsozialistischen Deutschen Arbeiterpartei, ausgenommen von November 1923 bis zum Februar 1925 als die Partei reichsweit verboten war.
Nach der Machtübergabe 1933 nahmen die Nationalsozialisten (Nazis) die Münchner Polizei schnell in ihren Besitz. Münchner Polizisten ließen sich von den Nazis vereinnahmen, machten mit im mörderischen System aus Überzeugung, Feigheit oder falsch verstandener Staatstreue. Von Anfang an waren alle Polizeisparten an der Verfolgung derer beteiligt, die als Gegner des Regimes und als Volksfeinde betrachtet wurden.
Nach 1933 sollte die Stadt großflächig umgebaut werden; zuständiger Architekt war Hermann Giesler. „Obwohl die bombastischen Pläne für den Umbau Münchens in eine Führerstadt nie realisiert wurden, drückten die Nazis der Stadt dank zahlreicher pompöser Bauprojekte ihren unverwechselbaren architektonischen Stempel auf.“
1935 verlieh Adolf Hitler München den Stadt-Ehrentitel der NS-Zeit: Hauptstadt der Bewegung. 1938 wurde das Münchner Abkommen geschlossen, das den Anschluss des Sudetenlands an das Deutsche Reich festlegte.
Am 1. Dezember 1937 zog die Rasseorganisation Lebensborn in das Haus von Thomas Mann, das sich Ecke der damaligen Föhringer Allee (seit 1955: Thomas-Mann-Allee) und der Poschingerstraße befand. Die Zentrale der SS-Organisation blieb bis zum 31. Dezember 1939 im Gebäude.
Am 1. September 1939 begann der Zweite Weltkrieg, im November 1939 scheiterte das Bürgerbräukeller-Attentat und 1942–1943 leistete die Weiße Rose Widerstand. Wie alle großen deutschen Städte wurde München durch alliierte Luftangriffe im Zweiten Weltkrieg stark getroffen (Luftangriffe auf München). Bis Kriegsende wurde die historische Altstadt zu neunzig Prozent und die Stadt insgesamt zu fünfzig Prozent zerstört. Schätzungen zufolge fanden etwa 6.000 Menschen den Tod und etwa 15.000 wurden verletzt. Heute gibt es etwa 30.000 Gebäude von vor 1950 im Stadtgebiet.
Zwei Tage vor der Besetzung Münchens durch die Alliierten rief die Widerstandsorganisation Freiheitsaktion Bayern, die aus militärischen und zivilen Personen bestand, über lokale Sendestationen dazu auf, sich gegen die nationalsozialistische Herrschaft zu erheben. Der Aufstand der Freiheitsaktion wurde noch am selben Tag durch einen SS-Verband beendet. Am 30. April 1945 besetzte die US-Armee, ohne großen Widerstand, die Stadt München. Andernorts in Deutschland wurde der Krieg noch bis Anfang Mai fortgesetzt. Er endete letztlich am 8. Mai mit der Bedingungslosen Kapitulation der Wehrmacht.
Zahlreiche Gedenkstätten erinnern an die Opfer des Nationalsozialismus.

### Nachkriegszeit

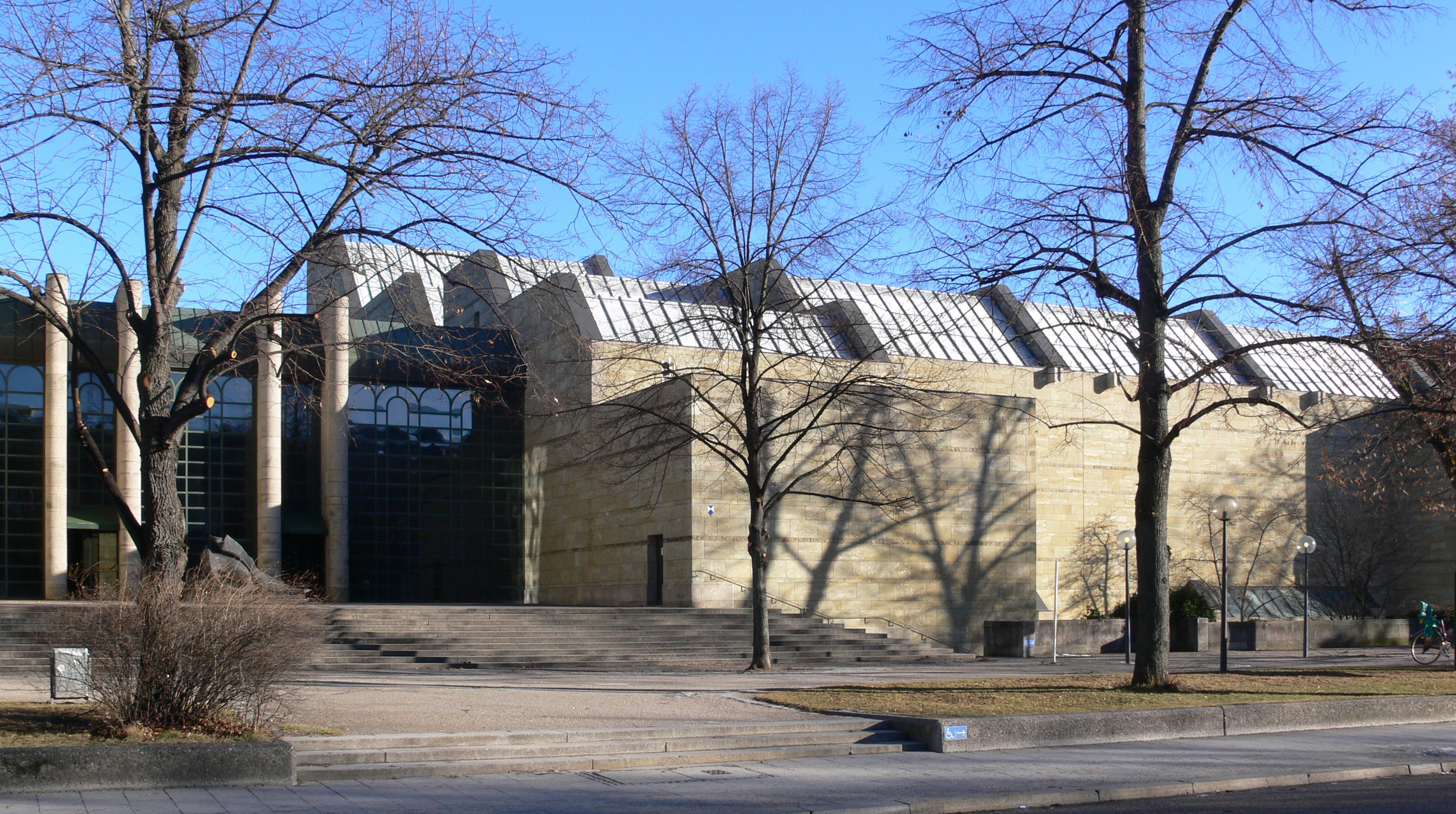
Neue Pinakothek

Nach dem weitgehend am historischen Stadtbild orientierten Wiederaufbau entwickelte sich München nach dem Zweiten Weltkrieg zum High-Tech-Standort, außerdem siedelten sich zahlreiche Unternehmen der Dienstleistungsbranche an, so zum Beispiel Medien, Versicherungen und Banken. In den ersten Nachkriegsjahrzehnten profitierte München indirekt auch von der deutschen Teilung, da zahlreiche Unternehmen aus der Sowjetischen Besatzungszone bzw. Deutschen Demokratischen Republik und aus Berlin in den Süden umsiedelten. Eines der bekanntesten unter ihnen ist Siemens.
Auch der Tourismus erlebte in der an bedeutenden Museen (zum Beispiel Alte, Neue und Pinakothek der Moderne, Deutsches Museum) und Sehenswürdigkeiten reichen Stadt einen Aufschwung.
Während des Kalten Krieges war Radio Free Europe in München angesiedelt.
1962 kam es zu den Schwabinger Krawallen, einen ersten Auftakt zur europaweiten Jugendrevolte der 1960er Jahre.
Im Jahre 1972 war München Gastgeber der XX. Olympischen Spiele, die von der Geiselnahme und Ermordung israelischer Athleten durch palästinensische Terroristen überschattet wurden. Alle elf Geiseln, ein Polizist und fünf Terroristen kamen dabei ums Leben. Als Konsequenz wurde in Deutschland die GSG 9 der Bundespolizei gegründet. Für die Spiele wurde das Areal Oberwiesenfeld zum Olympiapark umgestaltet und der Öffentliche Nahverkehr mit U- und S-Bahnen massiv ausgebaut, die teilweise weit ins Umland hineinreichen. Teile der Innenstadt wurden in dieser Zeit zu Fußgängerzonen umgestaltet.
Seit Ende des Zweiten Weltkrieges entwickelte sich das Glockenbachviertel zu einem Zentrum der Schwulenbewegung, zahlreiche Künstler wie Rainer Werner Fassbinder und Freddy Mercury wohnten dort.
1988 wurde die Münchener Biennale von Hans Werner Henze ins Leben gerufen.

### Jüngste Vergangenheit

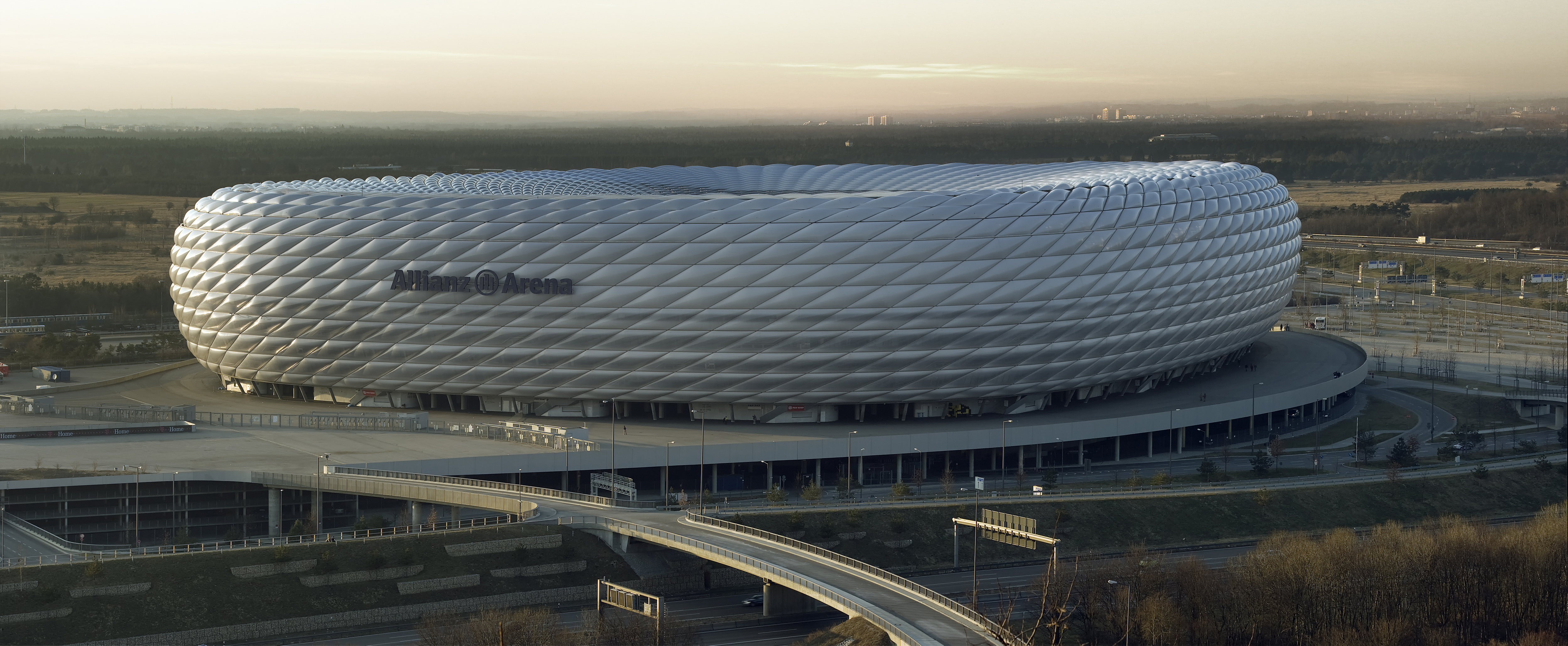
Allianz Arena

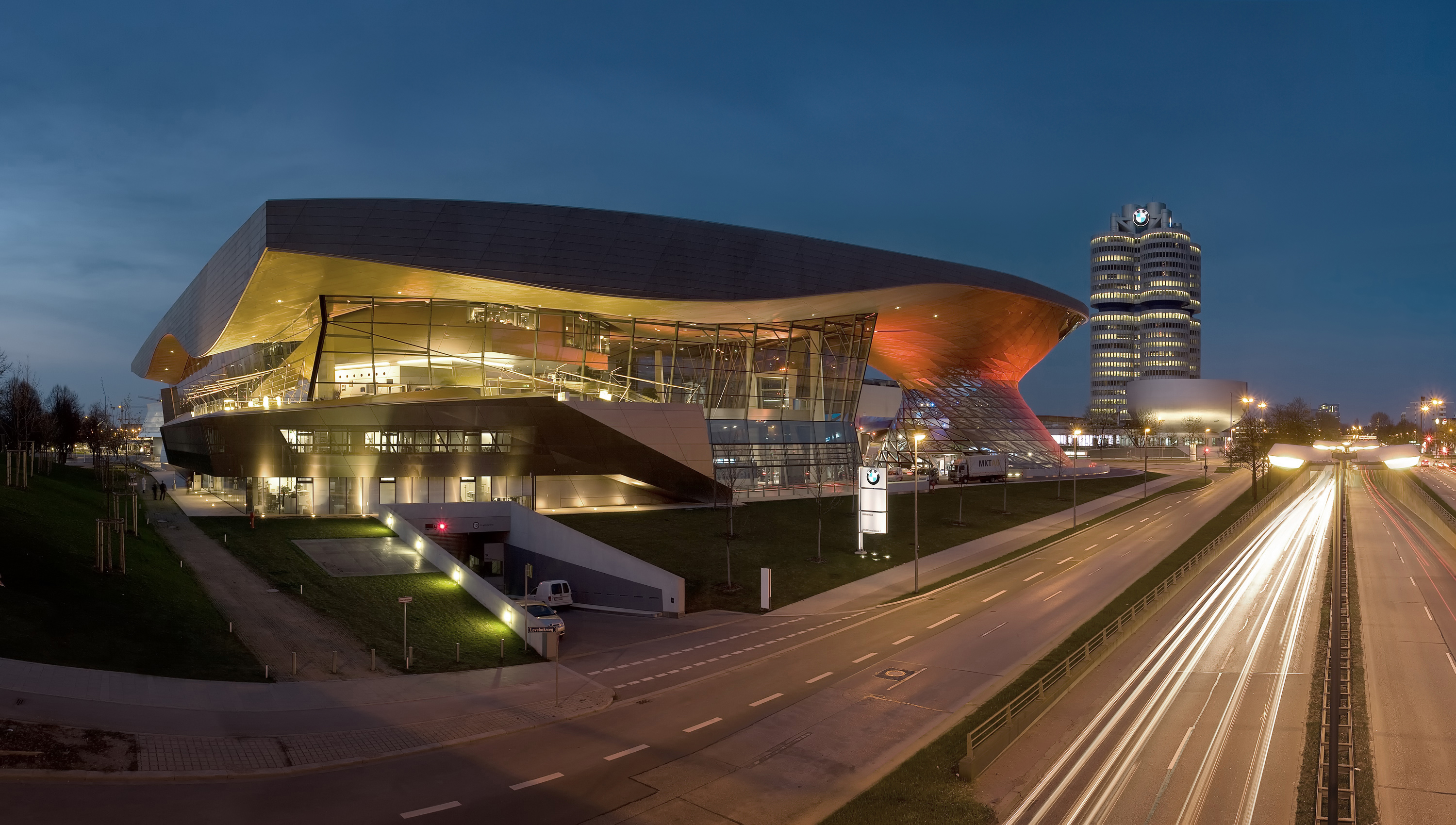
BMW Welt

Der rund 30 Kilometer entfernte neue Flughafen München „Franz Josef Strauß“ wurde im Mai 1992 eröffnet, gleichzeitig erfolgte die Schließung des alten Flughafens München-Riem. Auf dessen Gelände entstand später die Messestadt Riem mit dem Riemer Park, der im Rahmen der Bundesgartenschau 2005 eröffnet wurde.
2002 erfolgte die Eröffnung der Pinakothek der Moderne im Kunstareal München, das in der Folge mit den Neubauten für das Museum Brandhorst und das Staatliche Museum Ägyptischer Kunst, dem Jüdischen Museum München, dem Museum of Urban and Contemporary Art sowie dem Erweiterungsbau für das Lenbachhaus weiter ausgebaut wurde.
Von 2000 bis 2011 wurde die Flusslandschaft der Isar in dem acht Kilometer langen Abschnitt im Bereich zwischen Großhesseloher Brücke und Deutschem Museum unter dem Motto „Neues Leben für die Isar“ mit großem Aufwand naturnah gestaltet.
2002 wurde die Panzerwiese und das angrenzende Hartelholz zum Naturschutzgebiet und Fauna-Flora-Gebiet ernannt.

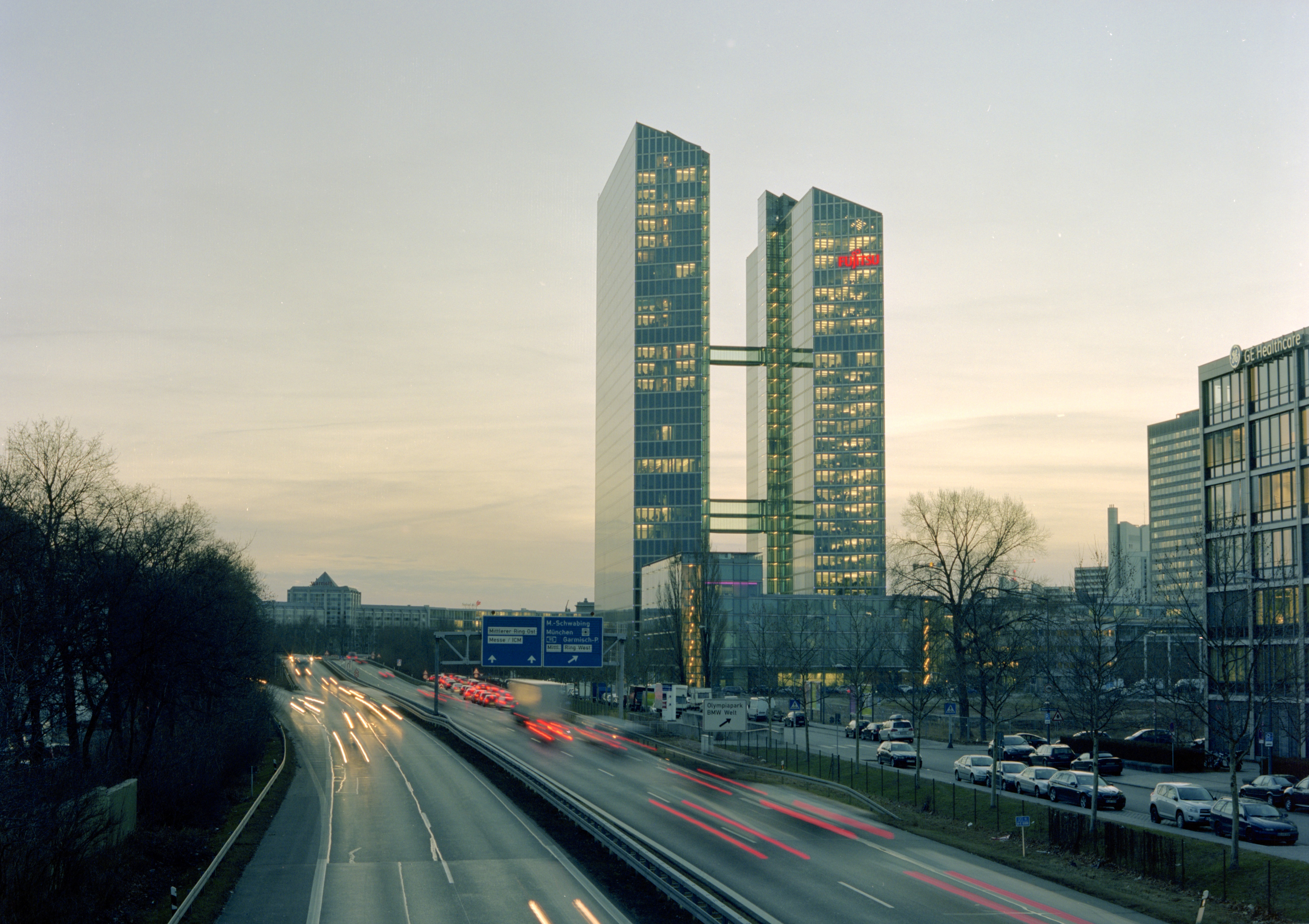
Die Highlight Towers

Insbesondere nach der Jahrtausendwende wurden auch in München zahlreiche Hochhäuser gebaut, beispielsweise das 146 m hohe Hochhaus Uptown und die Zwillingstürme Highlight Towers, das 2008 fertiggestellte SV-Hochhaus oder der Skyline Tower (siehe dazu auch Liste der Hochhäuser in München). Seit einem Bürgerentscheid im Jahr 2004, in dem sich die Mehrheit der teilnehmenden Münchner Wähler gegen den Bau von Gebäuden mit einer Höhe von mehr als 100 Metern aussprach, wurde in der bayerischen Landeshauptstadt kein Hochhaus mehr errichtet, das die beiden knapp 99 Meter hohen Türme der Frauenkirche überragt.
2017 begann die BMW Group mit dem Ausbau ihres Forschungs- und Innovationszentrum FIZ im Münchner Norden. Das Entwicklungszentrum soll bis 2050 um rund 50 Prozent wachsen und dann 41.000 Arbeitsplätze bieten.

## Politik und politische Institutionen
Traditionell dominieren vor allem in der Kommunalpolitik, in geringerem Maße auch in der Landes- und Bundespolitik in München die Mitte-links-Parteien, was in Bayern eher selten ist. Die CSU, die Freien Wähler sowie die AfD sind in München traditionell schwächer als im Rest des Freistaats, SPD, Grüne, FDP und Linke dagegen stärker. Zahlreiche Staatsgewalt ausübende Institutionen haben ihren Sitz in München.

### Europa- und Bundespolitik
München ist Sitz von einigen Gerichten und Behörden des Bundes (siehe unten), wie beispielsweise des Bundesfinanzhofes, des Bundespatentgerichts, des Truppendienstgerichts Süd sowie des Deutschen Patent- und Markenamtes.
In München befindet sich auch der Hauptstandort des Europäischen Patentamtes.

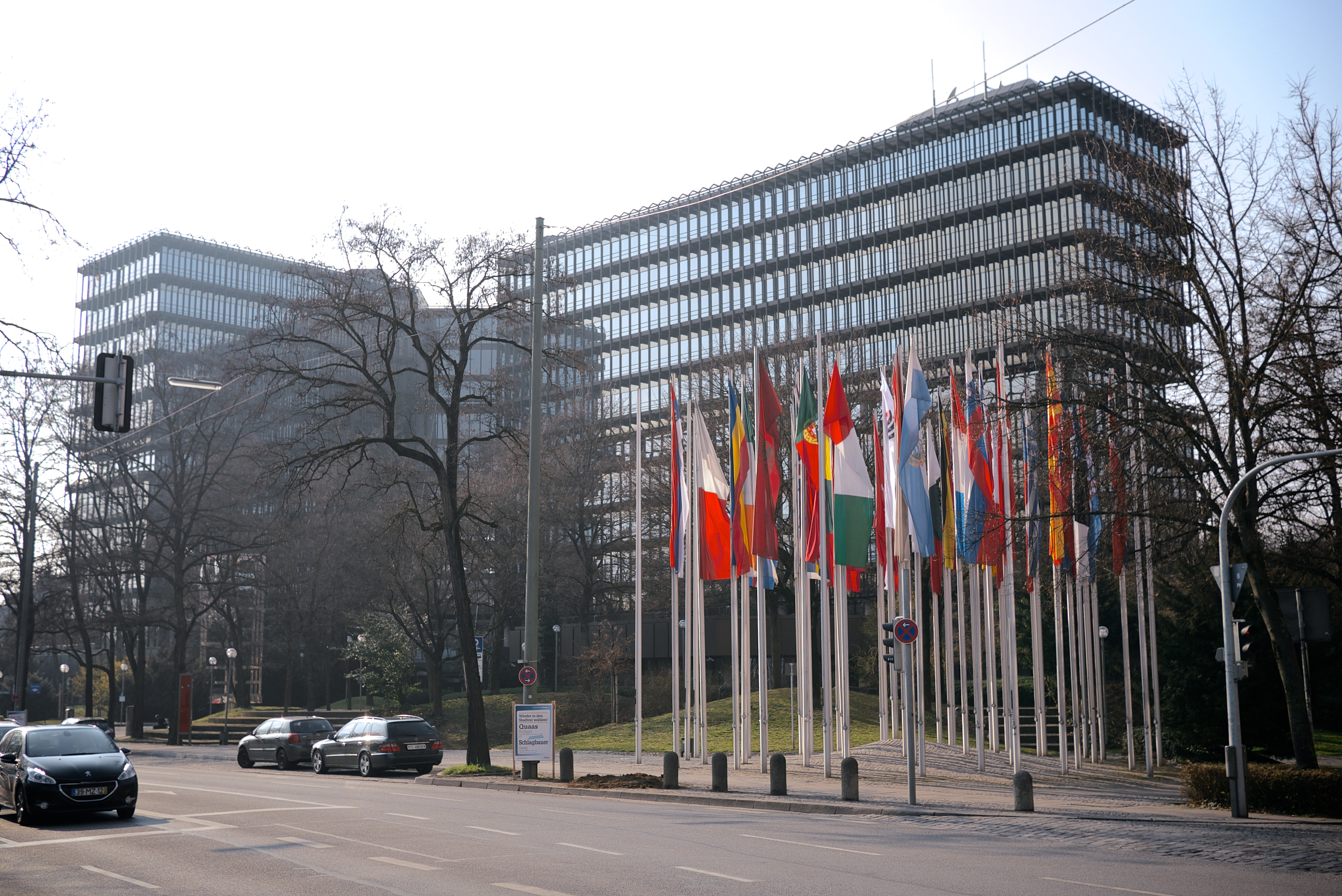
Europäisches Patentamt, Hauptgebäude in München
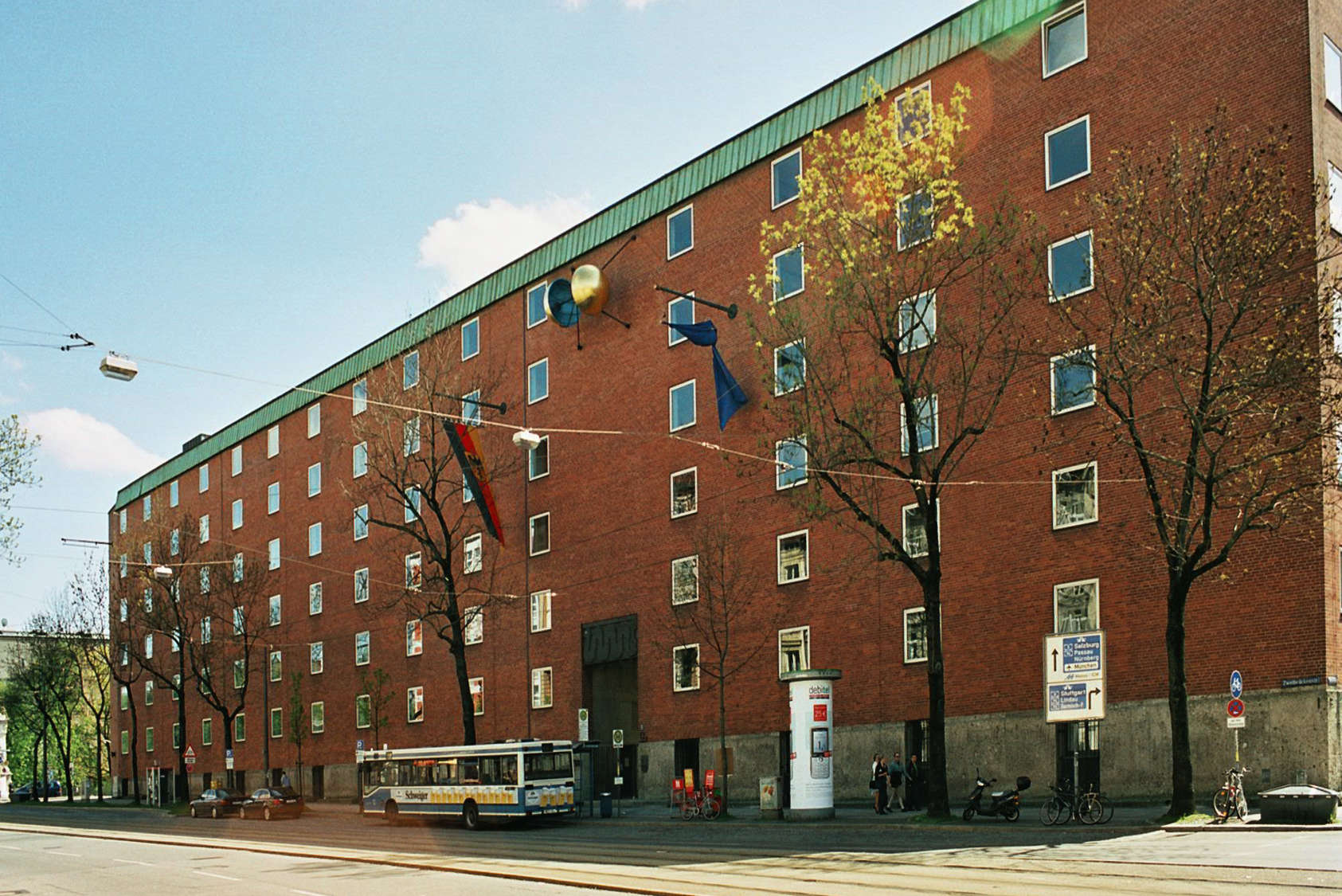
Dienstgebäude des Deutschen Patent- und Markenamtes in der Zweibrückenstraße
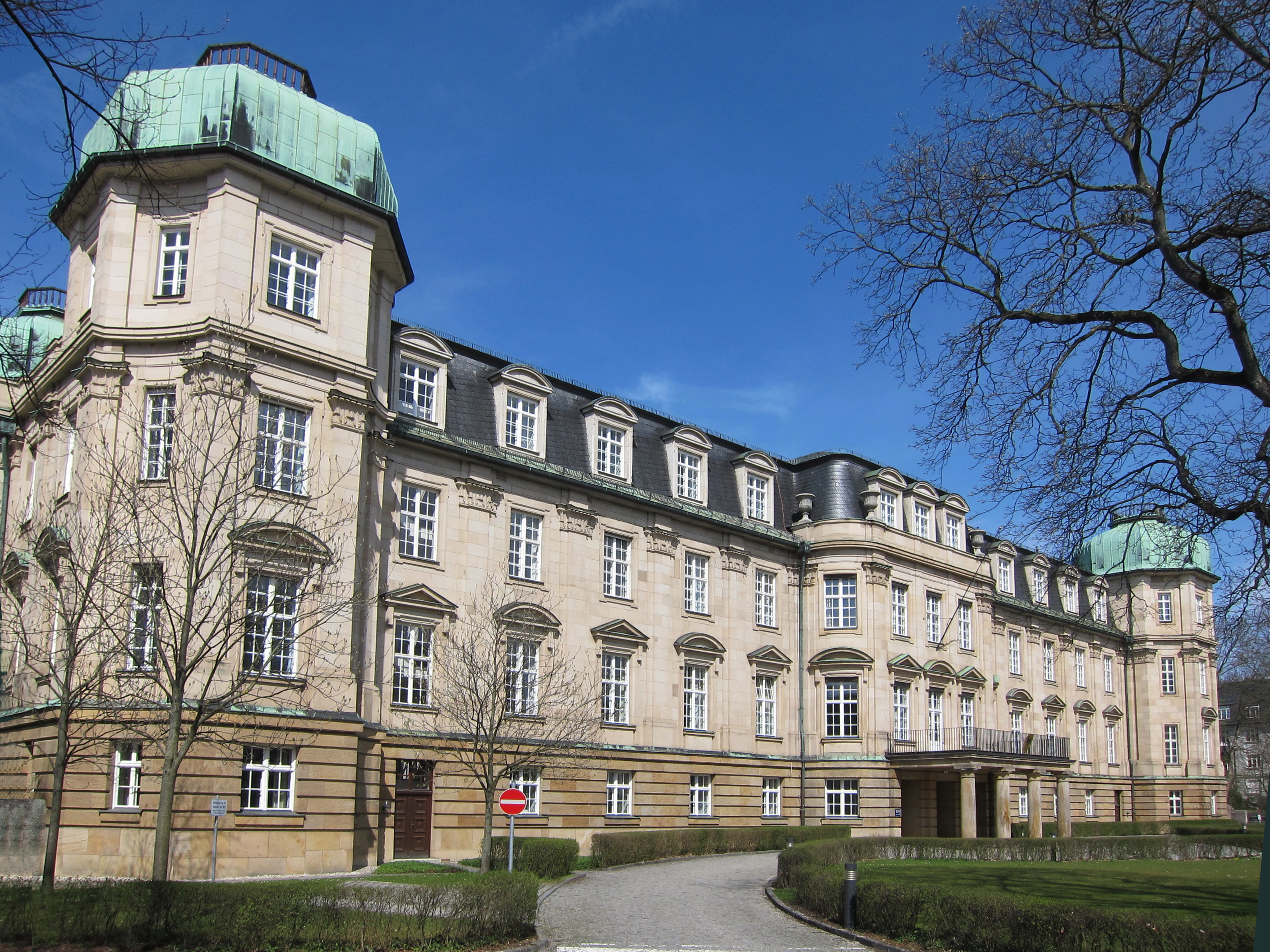
Fleischerschlösschen, Sitz des Bundesfinanzhofs
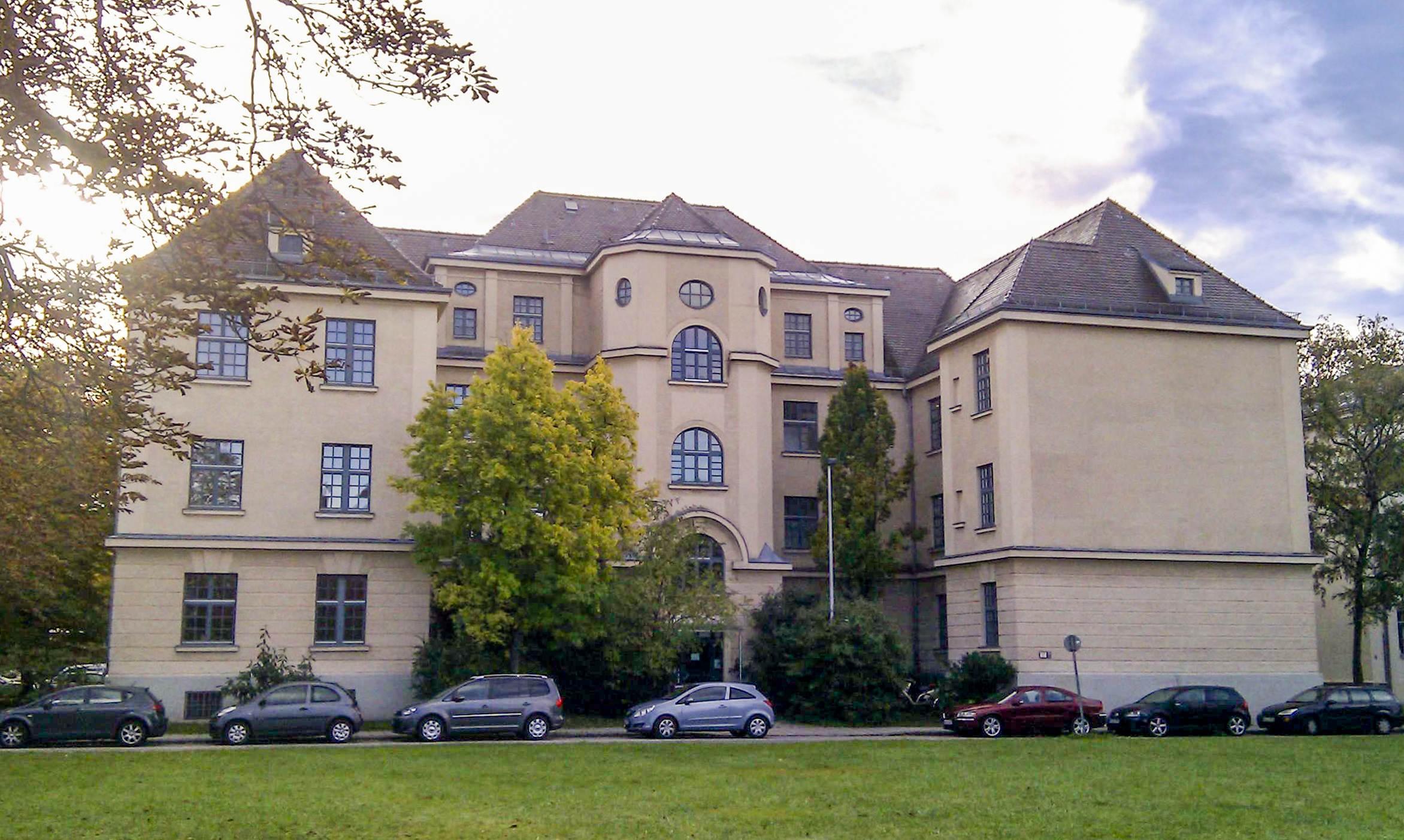
Hauptsitz des Truppengerichtes Süd

Von den Bundestagswahlkreisen in Bayern entfallen vier auf München: München-Ost, München-Nord, München-Süd und München-West/Mitte.
Das einzige von der SPD gewonnene Direktmandat in Bayern war bei den Bundestagswahlen 2002 und 2005 der Wahlkreis München-Nord. 2009 konnte Johannes Singhammer das Mandat für die CSU zurückgewinnen. Bei der Bundestagswahl 2017 gingen wiederum alle vier Direktmandate in München an die CSU. 2021 fiel München-Süd an die Grünen.
Die Grünen lagen in München auch bei der Europawahl 2019 vor allen anderen Parteien.

### Landeshauptstadt und Landesverwaltung
Als Landeshauptstadt ist München der Sitz des Bayerischen Landtages und der Bayerischen Staatsregierung sowie vieler Landesbehörden Bayerns (siehe unten). Als Landesmittelbehörde befindet sich in München auch die Regierung von Oberbayern, das wie Bayern ebenfalls von München aus verwaltet wird.
Bei den bayerischen Landtagswahlen wird München gegenwärtig durch neun Stimmkreise repräsentiert.
Auf kommunaler Ebene ist München auch Sitz des Bezirks Oberbayern, des größten Bezirks Bayerns, der als dritten kommunalen Ebene über den Kreisen (zweite Ebene) und Gemeinden (erste Ebene) eingerichteten kommunalen Gebietskörperschaft. Da der Landkreis München von München aus verwaltet wird, obwohl die Stadt selbst kreisfrei ist, befindet sich hier auch das Landratsamt München. Das Landratsamt dient sowohl als kommunale Selbstverwaltungsbehörde als auch untere staatliche Verwaltungsbehörde.

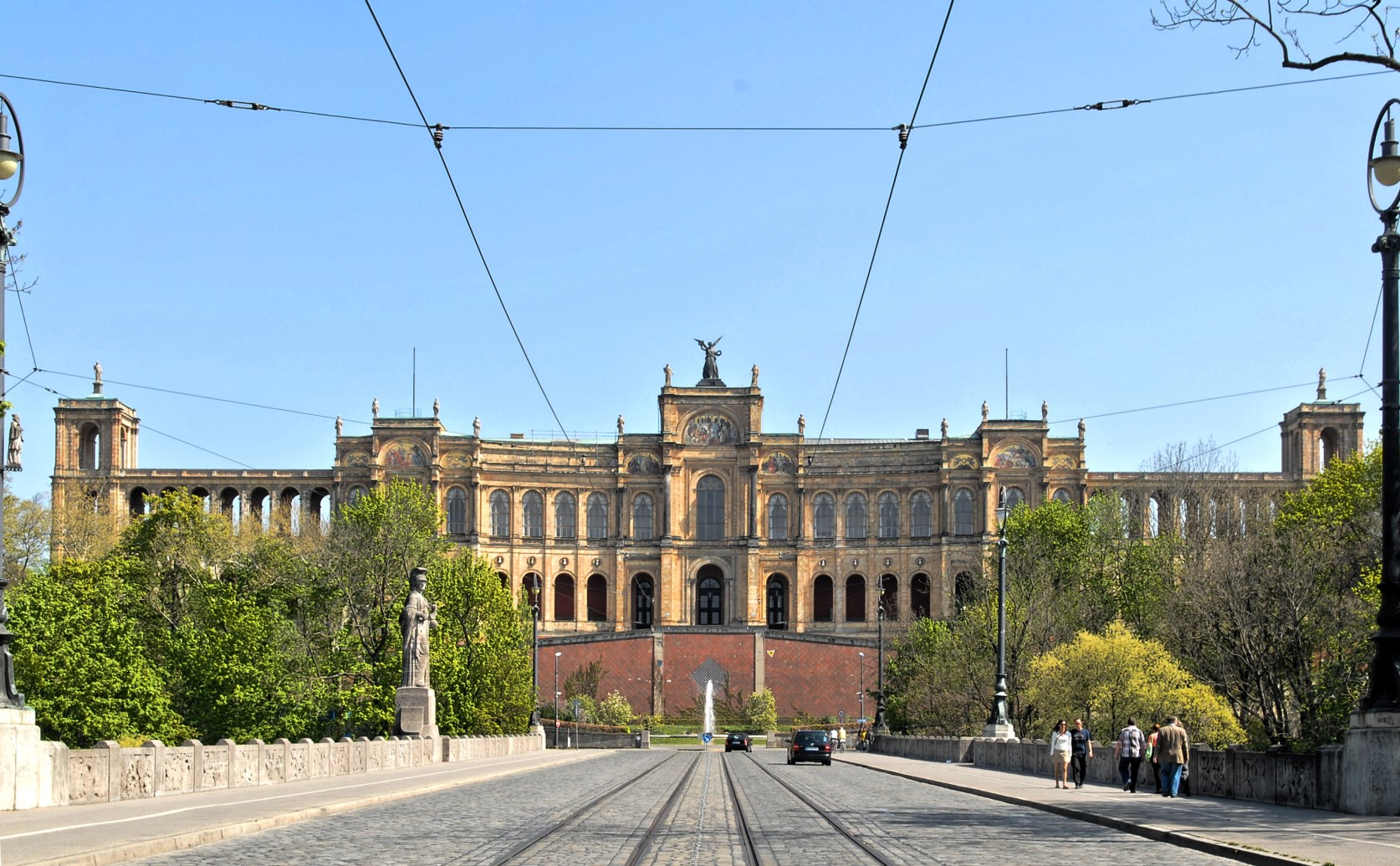
Maximilianeum, Sitz des Bayerischen Landtages
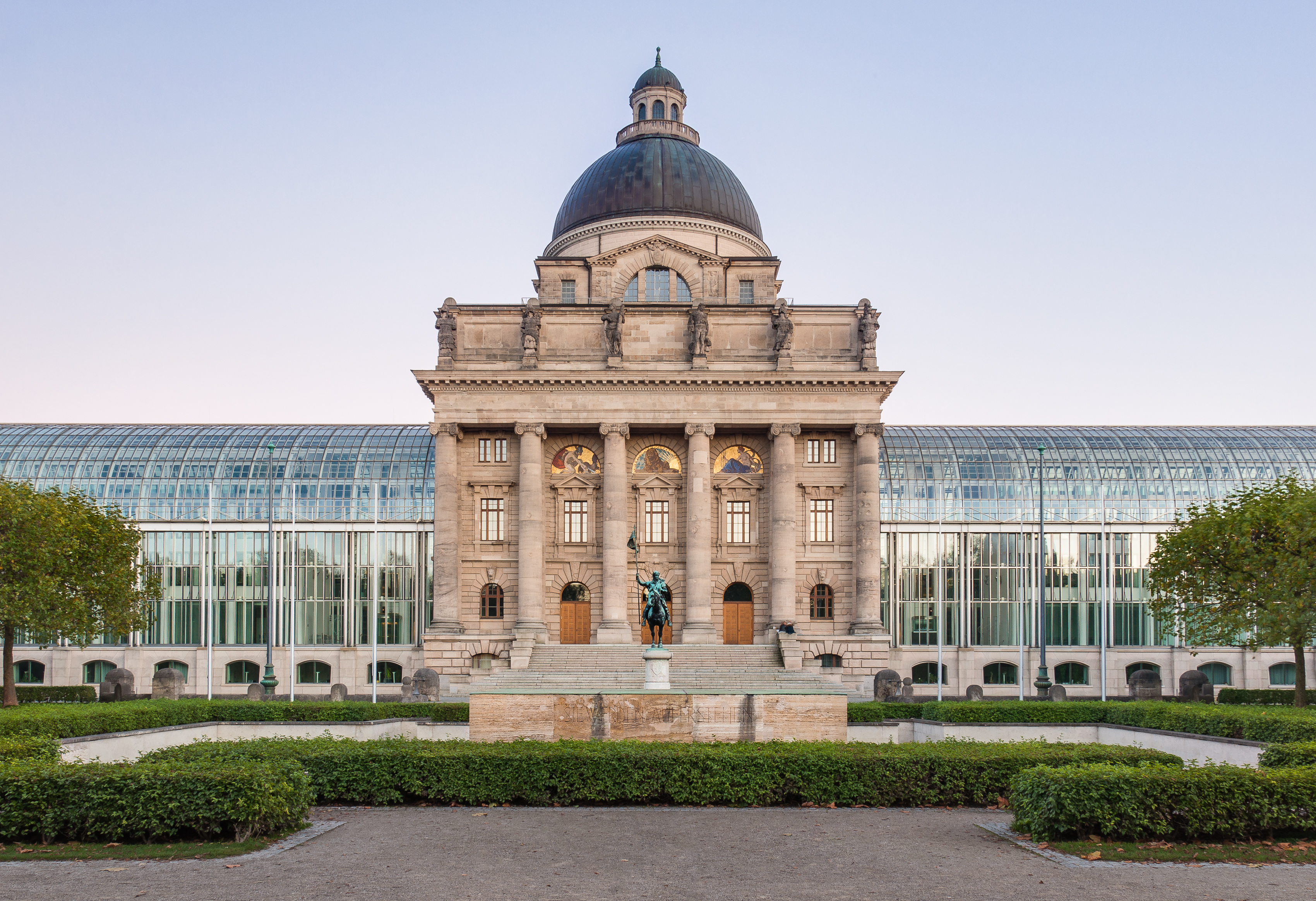
Staatskanzlei, Sitz der Bayerischen Staatsregierung
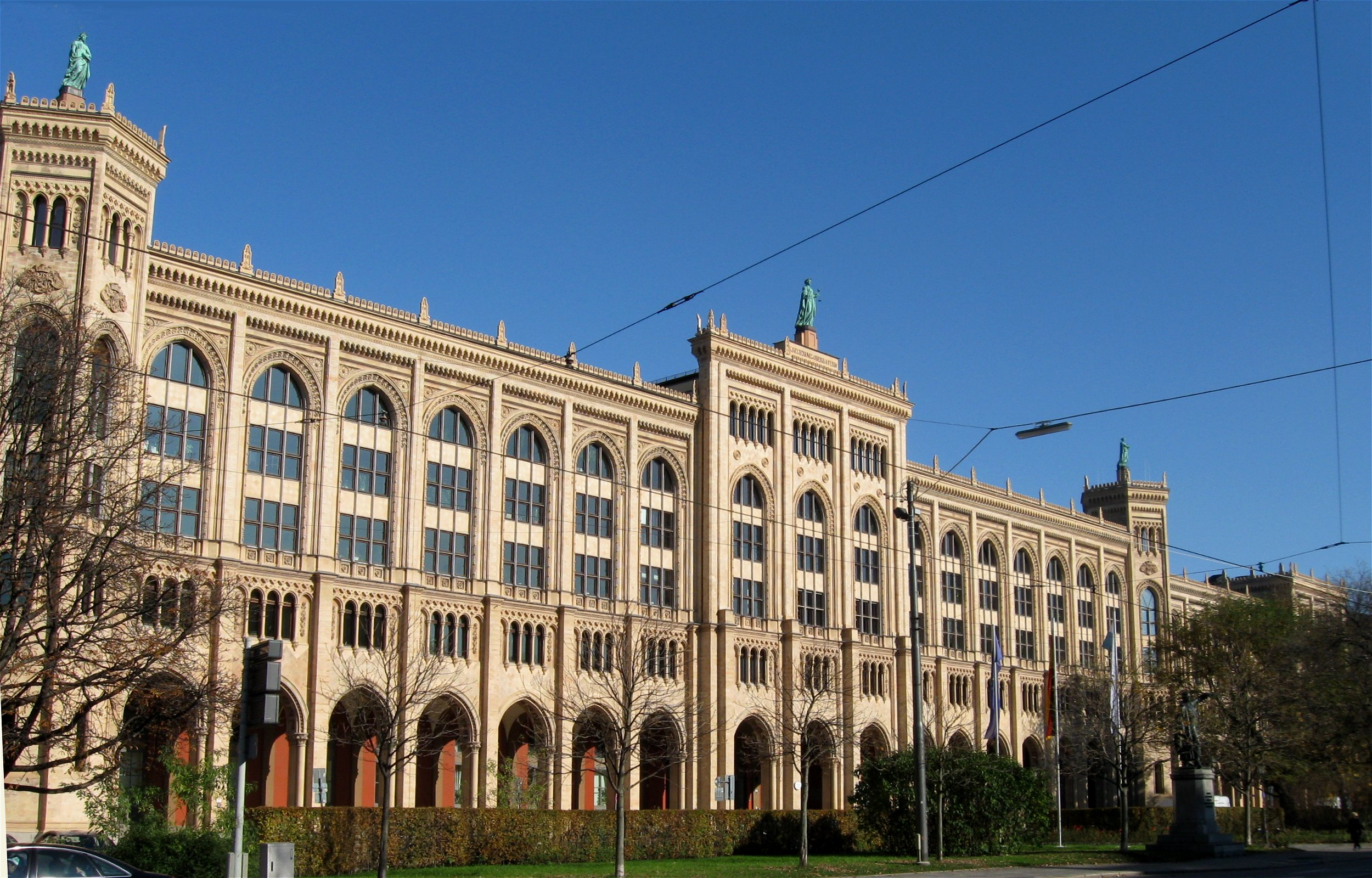
Regierungsgebäude der Regierung von Oberbayern
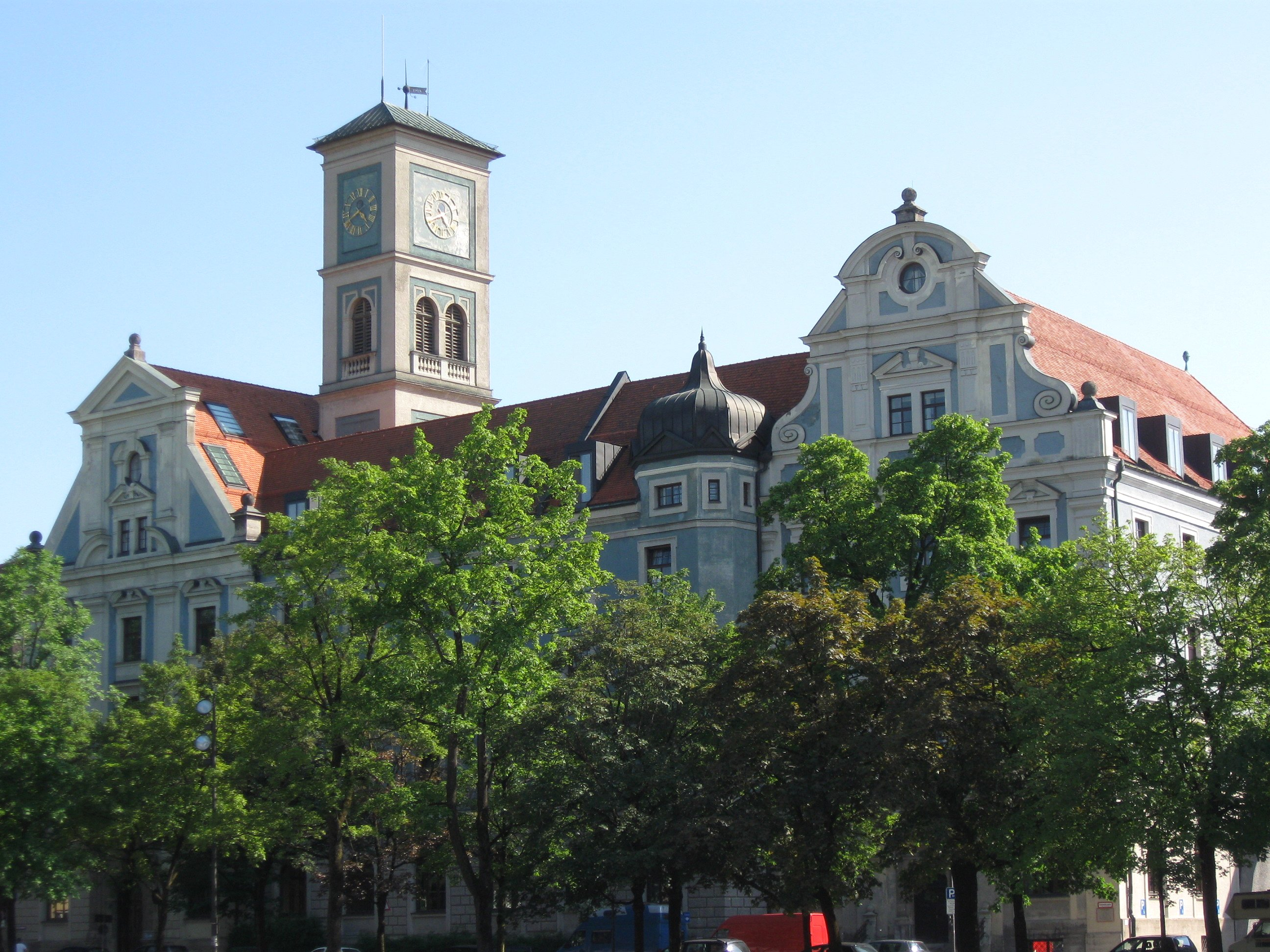
Landratsamt am Mariahilfplatz, Sitz des Landratsamtes München

### Bürgermeister und Stadtrat
Der Oberbürgermeister von München wird alle sechs Jahre direkt gewählt und ist in Personalunion auch der Behördenleiter der Stadtverwaltung. Seit Mai 2014 wird München von Oberbürgermeister Dieter Reiter (SPD), dem Nachfolger des zuvor zwanzig Jahre amtierenden Oberbürgermeisters Christian Ude (SPD), regiert. Zweiter Bürgermeister ist Dominik Krause (Grüne), dritte Bürgermeisterin Verena Dietl (SPD).
- Linke/PARTEI: 4
- SPD/Volt: 19
- Grüne/RL: 24
- ÖDP/FW: 6
- FDP/BP: 4
- CSU: 20
- AfD: 3

- Der über die München-Liste gewählte Stadtrat hat sich der Fraktionsgemeinschaft ÖDP/FW als Einzelstadtrat angeschlossen.

Stärkste Partei bei der Kommunalwahl 2020 nach Stadtbezirk:
CSU
Grüne
SPD

Der Münchner Stadtrat besteht aus achtzig Stadträten und dem Oberbürgermeister und wird ebenfalls alle sechs Jahre gewählt. Die Ratsmitglieder erhalten eine monatliche Aufwandsentschädigung in Höhe von 2.899 Euro. Von 1996 bis 2014 wurde der Münchner Stadtrat von einer Koalition aus SPD, Grünen und Rosa Liste geführt, die von 2014 bis 2020 von einer Großen Koalition aus SPD und CSU abgelöst wurde. Bei der Kommunalwahl in München 2020 lagen die Grünen jedoch erstmals als stärkste Partei im Stadtrat vor CSU und SPD, die beide starke Verluste erlitten. Die neue Allianz für die Stadtregierung heißt folglich Grün-Rot. Mit beteiligt am Bündnis seit Ende April 2020 sind auch die Rosa Liste und Volt.

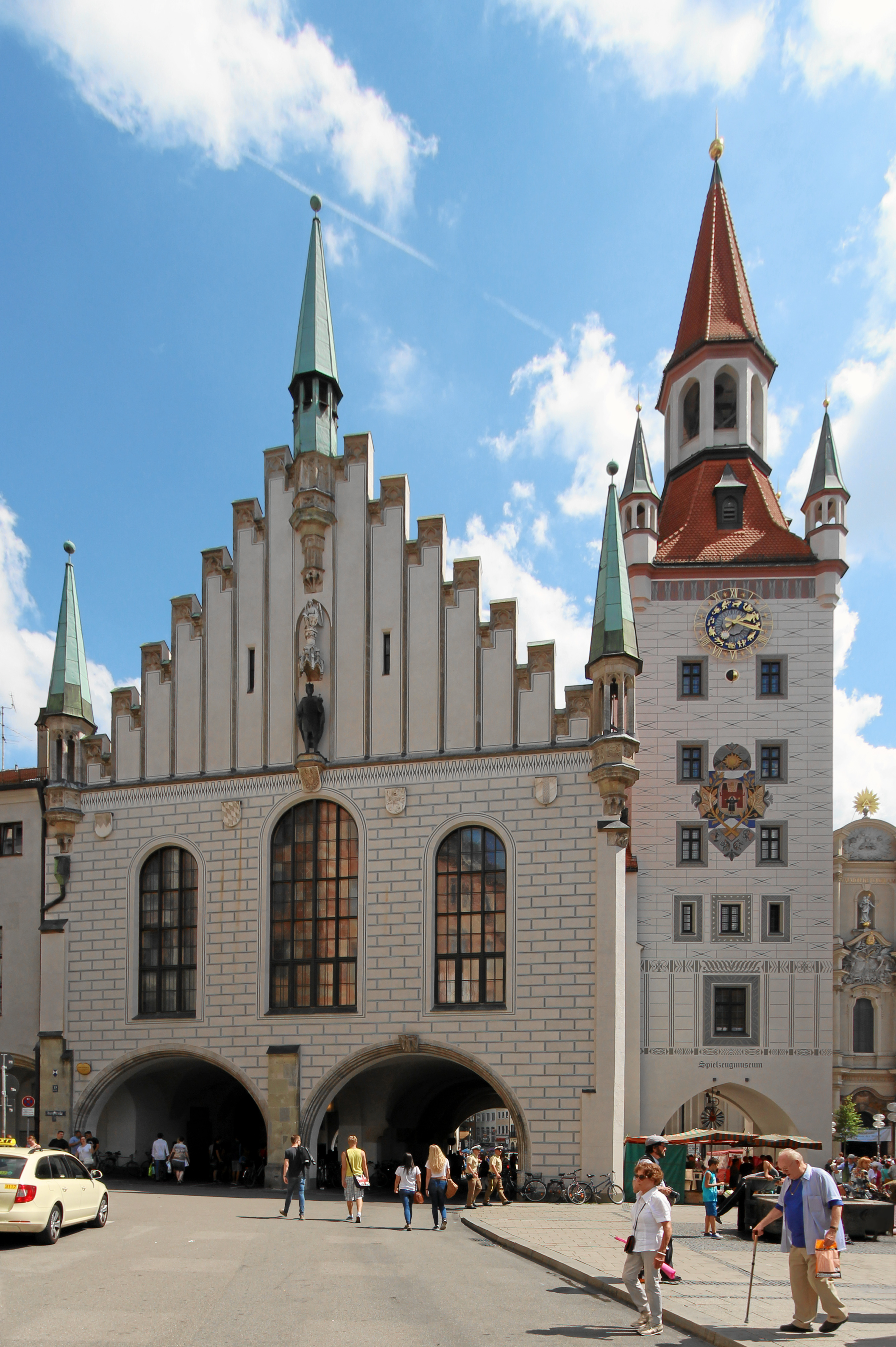
Altes Rathaus, heute Repräsentationsgebäude der Stadtverwaltung
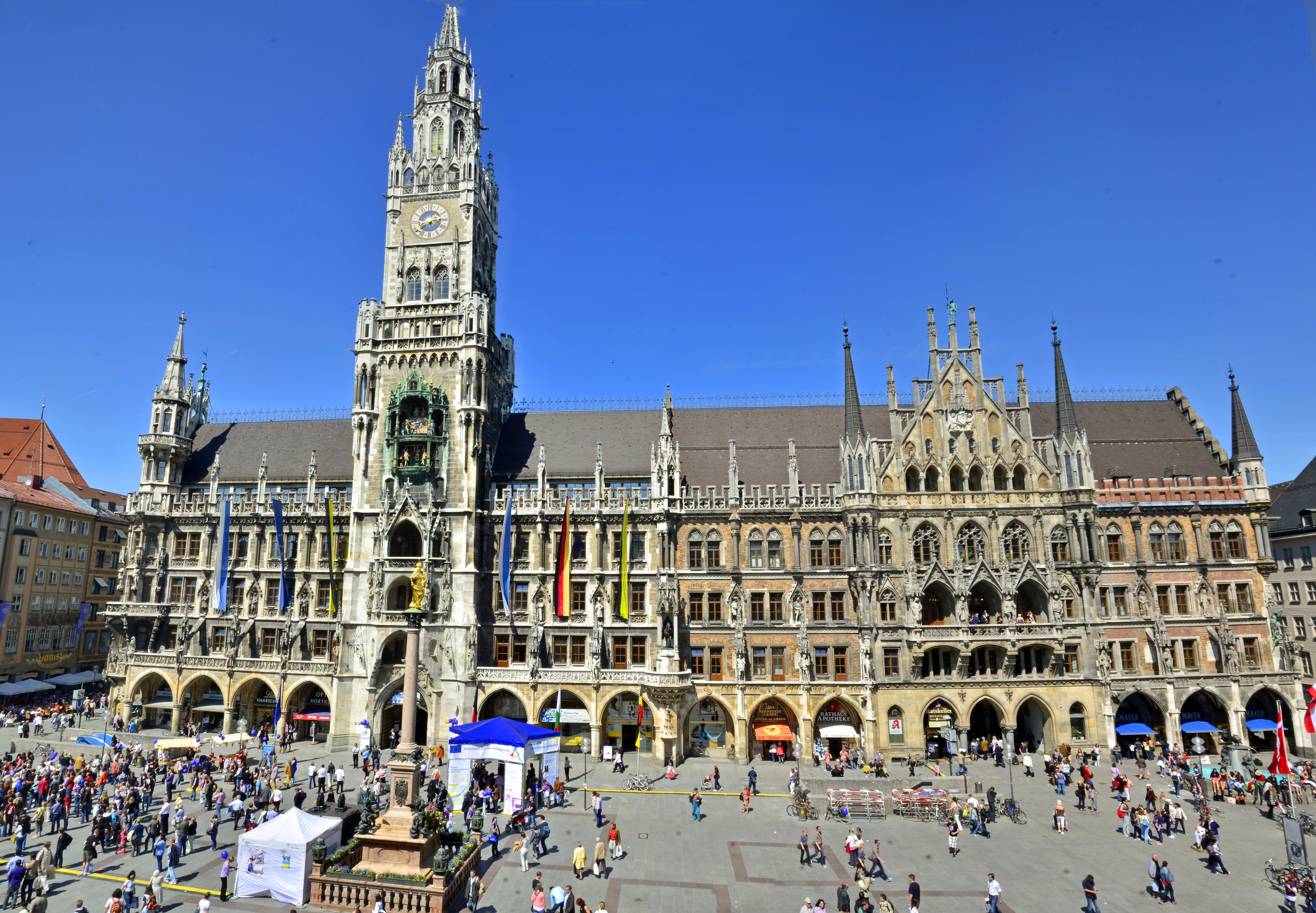
Neues Rathaus, Sitz des Münchner Stadtrats
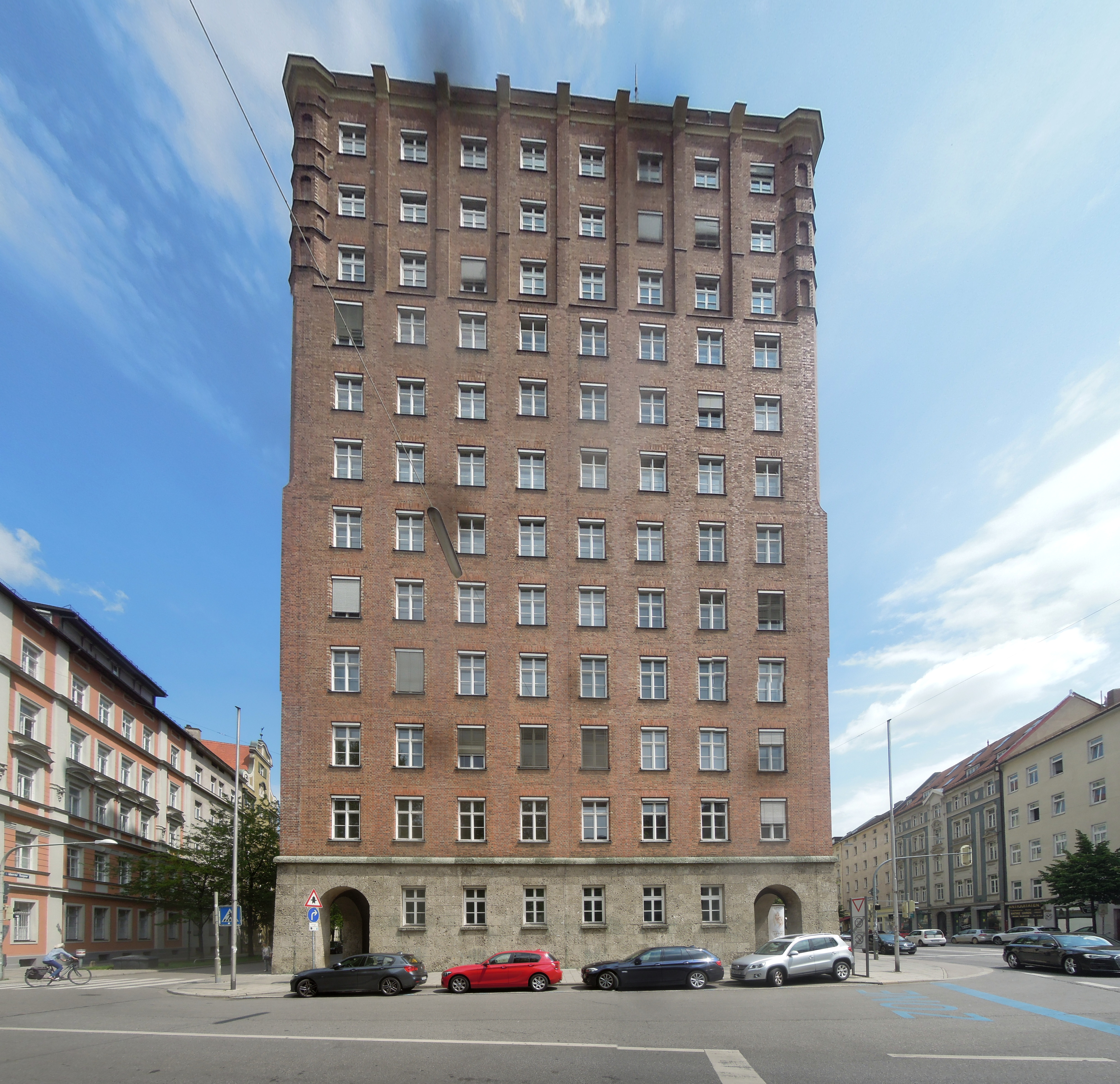
Städtisches Hochhaus, Sitz des Referates für Stadtplanung und Bauordnung
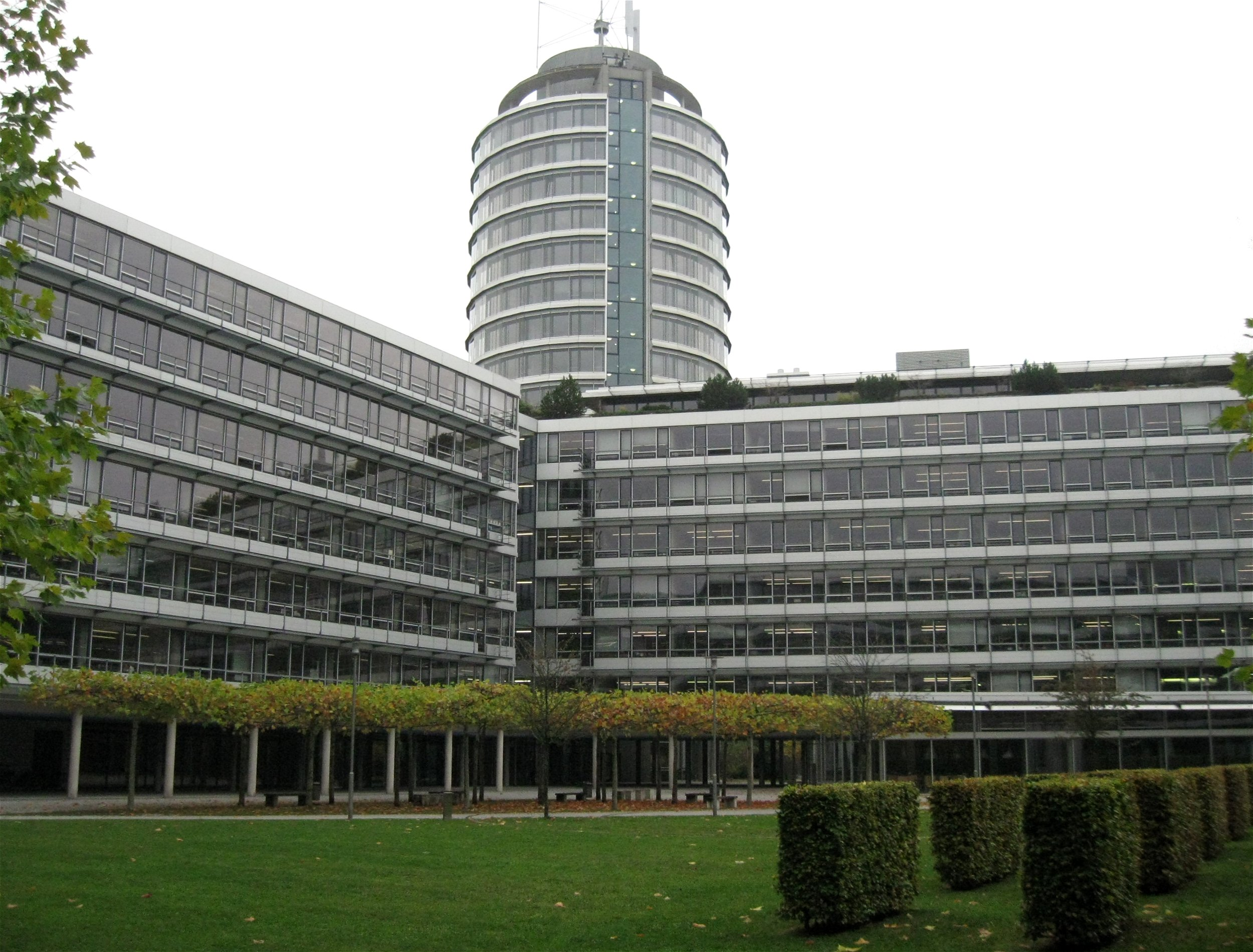
Technisches Rathaus, Sitz der technischen Abteilungen der Stadtverwaltung München

- PARTEI: 1
- Linke: 9
- SPD: 111
- Grüne: 55
- Rosa Liste: 4
- Volt: 1
- Piraten: 1
- München-Liste: 1
- FDP: 14
- FW: 5
- BP: 3
- ÖDP: 7
- CSU: 99
- AfD: 5
- REP: 1
- Sonst.: 3

- SPD: 111
- CSU: 99
- Grüne: 55
- FDP: 14
- Linke: 9
- ÖDP: 7
- FW: 5
- AfD: 5
- Rosa Liste: 4
- Sonst.: 3
- BP: 3
- PARTEI: 1
- Volt: 1
- Piraten: 1
- München-Liste: 1
- REP: 1

### Bundestags-, Landtags- und Europawahlen
In der folgenden Tabelle sind die Ergebnisse von Bundestags-, Landtags- und Europawahlen in München dargestellt (Angaben in Prozent).
| Jahr | Wahl           | Wahlbeteiligung | CSU  | Grüne | SPD  | AfD | Linke (b) | FDP  | BSW | FW  | Sonst. |
| ---- | -------------- | --------------- | ---- | ----- | ---- | --- | --------- | ---- | --- | --- | ------ |
| 2025 | Bundestagswahl | 84,3            | 29,4 | 23,5  | 15,3 | 9,3 | 8,9       | 06,1 | 3,1 | 1,2 | 03,2   |
| 2024 | Europawahl     | 67,3            | 27,1 | 23,7  | 12,0 | 6,7 | 2,3       | 06,9 | 3,5 | 2,4 | 15,4   |
| 2023 | Landtagswahl   | 69,1            | 28,5 | 30,7  | 12,1 | 7,1 | 2,0       | 06,0 | —   | 7,0 | 06,6   |
| 2021 | Bundestagswahl | 80,2            | 23,8 | 26,1  | 19,0 | 4,5 | 4,1       | 13,7 | —   | 2,6 | 06,3   |
| 2019 | Europawahl     | 65,4            | 26,9 | 31,2  | 11,4 | 6,0 | 3,2       | 05,3 | —   | 2,4 | 13,5   |
| 2018 | Landtagswahl   | 72,7            | 24,6 | 31,2  | 12,6 | 6,4 | 4,8       | 08,8 | —   | 6,1 | 05,5   |
| 2017 | Bundestagswahl | 78,5            | 30,0 | 17,2  | 16,2 | 8,4 | 8,3       | 14,2 | —   | 1,1 | 04,7   |
| 2014 | Europawahl     | 45,8            | 26,9 | 19,6  | 25,8 | 7,8 | 4,0       | 05,3 | —   | 1,8 | 08,7   |
| 2013 | Bundestagswahl | 71,2            | 37,8 | 14,1  | 23,9 | 4,5 | 4,8       | 07,7 | —   | 1,5 | 03,4   |
| 2013 | Landtagswahl   | 62,7            | 36,7 | 11,4  | 34,2 | —   | 2,1       | 05,6 | —   | 3,9 | 06,0   |
| 2009 | Bundestagswahl | 73,4            | 32,1 | 17,5  | 19,3 | —   | 6,7       | 17,6 | —   | —   | 06,8   |
| 2009 | Europawahl     | 43,2            | 33,0 | 21,4  | 16,9 | —   | 3,1       | 13,6 | —   | 3,1 | 08,9   |
| 2008 | Landtagswahl   | 57,0            | 31,5 | 15,6  | 27,4 | —   | 5,2       | 12,0 | —   | 4,0 | 04,3   |
| 2005 | Bundestagswahl | 76,9            | 37,5 | 14,6  | 29,0 | —   | 3,9       | 12,3 | —   | —   | 02,7   |
| 2003 | Landtagswahl   | 55,1            | 49,8 | 13,1  | 29,1 | —   | —         | 03,9 | —   | —   | 04,1   |
| 2002 | Bundestagswahl | 80,3            | 44,6 | 16,1  | 29,7 | —   | 1,3       | 06,2 | —   | —   | 02,1   |
| 1999 | Europawahl     | 59,0            | 48,4 | 11,9  | 29,1 | —   | 1,5       | 03,1 | —   | —   | 06,0   |

### Stadtverwaltung
Die Stadtverwaltung München ist die kommunale Selbstverwaltung der Stadt München. Sie ist die größte Stadtverwaltung in Deutschland mit rund 40.600 Mitarbeitern (in Berlin und Hamburg als Stadtstaaten sind staatliche und gemeindliche Tätigkeit nicht getrennt). Die Stadtverwaltung ist in fünfzehn Referate und sechs Eigenbetriebe unterteilt. Die Referate lauten wie folgt: Baureferat, Direktorium, Gesundheitsreferat, IT-Referat, Kommunalreferat, Kreisverwaltungsreferat, Kulturreferat, Mobilitätsreferat, Personal- und Organisationsreferat, Referat für Arbeit und Wirtschaft, Referat für Bildung und Sport, Referat für Klima- und Umweltschutz, Referat für Stadtplanung und Bauordnung, Sozialreferat, Stadtkämmerei.

### Haushalt
| Haushaltsjahr | — Ergebnishaushalt — | — Ergebnishaushalt — | — Ergebnishaushalt — | — Finanzhaushalt — | — Finanzhaushalt — | — Finanzhaushalt — |
| Haushaltsjahr | Einnahmen            | Ausgaben             | Saldo                | Einnahmen          | Ausgaben           | Saldo              |
| ------------- | -------------------- | -------------------- | -------------------- | ------------------ | ------------------ | ------------------ |
| 2022          | 7.937.412.900        | 8.179.155.700        | −241.742.800         | 7.668.405.700      | 7.535.609.000      | 132.796.700        |
| 2023          | 8.869.571.100        | 8.877.294.500        | −7.723.400           | 8.604.170.400      | 8.409.981.100      | 194.189.300        |
| 2024          | 10.014.184.600       | 10.544.284.800       | −530.100.200         | 8.753.029.600      | 8.623.827.400      | 129.202.200        |
| 2025          | 9.616.482.400        | 9.537.567.400        | 78.915.000           | 9.297.369.100      | 9.085.590.000      | 211.779.100        |

Die Landeshauptstadt München hat gemäß Art. 63 Absatz 1 Satz 1 der Gemeindeordnung für den Freistaat Bayern für jedes Haushaltsjahr eine Haushaltssatzung zu erlassen. Jede Haushaltssatzung hat unter anderem die Erträge (Einnahmen) und Aufwendungen (Ausgaben) des Ergebnishaushaltes sowie die Erträge und Aufwendungen des Finanzhaushaltes zu enthalten (Art. 63 Absatz 2 Satz 1 Nummer 1a der Gemeindeordnung für den Freistaat Bayern).
2021
Der Haushaltsplan der Landeshauptstadt München sieht im Ergebnisplan für das Jahr 2021 Einnahmen von rund 7,1 Milliarden Euro vor.
2022
Gemäß Art. 63 ff. der Gemeindeordnung für den Freistaat Bayern hat die Stadtverwaltung die Haushaltssatzung 2022 erlassen, die am 1. Januar 2022 in Kraft trat. So hat die Landeshauptstadt im Haushalt für das Jahr 2022 Einnahmen von 7.937.412.900 Euro und Ausgaben von 8.179.155.700 Euro veranschlagt. Somit übersteigen 2022 die Ausgaben die Einnahmen. Daher ist der Haushalt der Landeshauptstadt München für das Jahr 2022 mit einem Fehlbetrag von 241.742.800 Euro negativ.
Mit der Haushaltssatzung 2022 hat die Landeshauptstadt München die Steuersätze (Hebesätze) für Gemeindesteuern (hier: Grund- und Gewerbesteuer) festgesetzt. Laut Haushaltssatzung für 2022 wurde die Grundsteuer für die land- und forstwirtschaftlichen Betriebe sowie für die Grundstücke auf jeweils 535 Prozent festgesetzt. Die Gewerbesteuer wurde 2022 in Höhe von 490 Prozent beschlossen.
2023
Die Haushaltssatzung der Landeshauptstadt München für das Haushaltsjahr 2023 trat am 1. Januar 2023 in Kraft (Rechtsgrundlage: Art. 63 ff. der Gemeindeordnung für den Freistaat Bayern). Diese sieht Einnahmen in Höhe von 8.869.571.100 Euro vor. Für dasselbe Jahr stehen gemäß der Haushaltssatzung Ausgaben von 8.877.294.500 Euro gegenüber. Da laut dem Haushaltsplan die Ausgaben die Einnahmen übersteigen, ist das Haushaltssaldo negativ und beträgt 7.723.400 Euro. Mit der Haushaltssatzung 2023 wurden die Steuersätze (Hebesätze) für die Grundsteuer A (für Betriebe der Land- und Forstwirtschaft) und B (für Grundstücke) jeweils in Höhe von 535 Prozent festgesetzt. Für dasselbe Jahr wurde die Gewerbesteuer in Höhe von 490 Prozent festgesetzt.
2025
Gemäß Haushaltssatzung der Landeshauptstadt München für das Haushaltsjahr 2025 (Rechtsgrundlage: Art. 63 ff. der Gemeindeordnung für den Freistaat Bayern) hat die Stadtverwaltung im Ergebnishaushalt Einnahmen von 9.616.482.400 Euro veranschlagt. Ausgaben sind in Höhe von 9.537.567.400 Euro festgesetzt. Das Saldo beträgt 78.915.000 Euro und ist somit positiv. Die Grundsteuer A (für Betriebe der Land- und Forstwirtschaft) und B (für Grundstücke) sind für das Haushaltsjahr 2025 jeweils in Höhe von 824 Prozent festgesetzt. Der Steuersatz (Hebesatz) für die Gewerbesteuer ist für das Haushaltsjahr 2025 auf 490 Prozent veranschlagt. Die Haushaltssatzung trat zum 1. Januar 2025 in Kraft.

### Bezirksvertretung
Die Stadtbezirke Münchens stellen eine verwaltungsrechtliche Gliederung des Stadtgebiets der bayerischen Landeshauptstadt München dar. Die Bürger des Stadtbezirkes bestimmen in direkter Wahl ihre ehrenamtlichen Vertreter für den jeweiligen Bezirksausschuss.

### Hoheitssymbole
Die Landeshauptstadt München führt als Hoheitszeichen laut Stadtratsbeschluss vom 27. November 2002 ein kleines und ein großes Stadtwappen.
Für offizielle Zwecke wird ausschließlich das kleine Stadtwappen verwendet. Es entspricht im Wesentlichen dem Stadtwappen, das 1957 vom Stadtrat festgelegt wurde.
|                                             | Kleines Stadtwappen |
| Kleines Wappen der Landeshauptstadt München | Blasonierung: „Auf silbernem Schild-Grund Mönch mit schwarzer, goldumränderter Kutte, Eidbuch und Schuhe rot, Gesicht und Hände fleischfarben.“ |
| Kleines Wappen der Landeshauptstadt München | Wappenbegründung: Es handelt sich um ein redendes Wappen, da der in dem Wappen gezeigte Mönch namentlich auf München verweist. Der Mönch war bereits auf dem ersten bekannten Stadtsiegel Münchens abgebildet, zunächst 1268 als Kopf mit Kapuze, ab 1304 als Vollfigur. Aus dem Mönch im Wappen entwickelte sich im Laufe der Zeit das Münchner Kindl. |

Das sogenannte große Wappen wird im amtlichen Verkehr nicht mehr verwendet, sondern dient ausschließlich repräsentativen Zwecken:
|                                            | Großes Stadtwappen |
| Großes Wappen der Landeshauptstadt München | Blasonierung: „In Silber ein offenes rotes Stadttor zwischen zwei roten Zinnentürmen mit von Schwarz und Gold mehrfach zickzackartig gebänderten Dächern; oben ein wachsender, golden gekrönter und bewehrter goldener Löwe; im Tor der Mönch des kleinen Wappens.“ |
| Großes Wappen der Landeshauptstadt München | |

Die Münchner Stadtfarben sind seit der Zeit Kaiser Ludwigs des Bayern die Farben des Alten Reichs: Schwarz und Gold. Die Münchner Stadtflagge zeigt diese beiden Farben längsgestreift. In Analogie zu der Staatsflagge Bayerns wird zusätzlich eine rautierte Fassung verwendet. Gelegentlich ist das kleine Stadtwappen in der Mitte der Flagge abgebildet.

Hissflagge
Hissflagge mit Rauten
Bannerflagge
Dienstsiegel
Zulassungsplakette des Kreisverwaltungsreferates
Logo

### Städtepartnerschaften

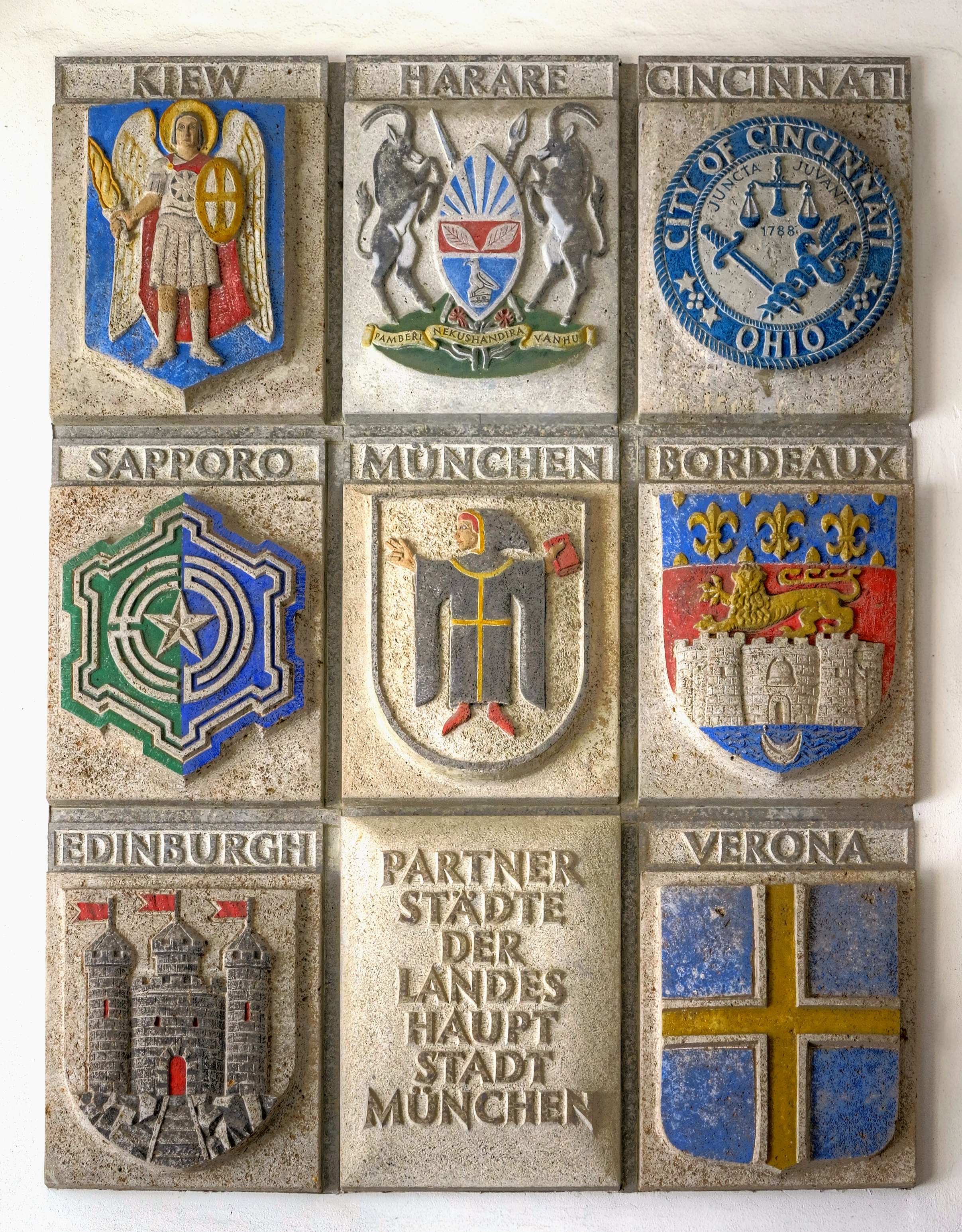
Wandskulptur von Münchens Partnerstädten im Neuen Rathaus (noch ohne Beʾer Scheva)

Es bestehen folgende Städtepartnerschaften:
- seit 1954: Edinburgh,  Vereinigtes Königreich[A 7]
- seit 1960: Verona,  Italien[A 8]
- seit 1964: Bordeaux,  Frankreich[A 9]
- seit 1972: Sapporo,  Japan[A 10]
- seit 1989: Cincinnati,  Vereinigte Staaten[A 11]
- seit 1989: Kiew,  Ukraine[A 12]
- seit 1996: Harare,  Simbabwe
- seit 2021: Beʾer Scheva,  Israel

### Patenschaften
Am 17. August 1952 wurde die Patenschaft für die vertriebenen Sudetendeutschen aus der Stadt Aussig/Ústí nad Labem und dem zugehörigen Kreis übernommen.
Um den Wiederaufbau im ehemaligen Jugoslawien zu unterstützen, hat München 1999 eine Patenschaft für die bosnische Gemeinde Vogošća und 2000 für die serbische Gemeinde Subotica übernommen.

### „Biostadt München“
München ist eines der Gründungsmitglieder des Netzwerkes Biostädte in Deutschland. Bereits 2006 begann München mit dem im Referat für Gesundheit und Umwelt verankerten Projekt Biostadt München. In diesem Rahmen arbeitet die Stadt München mit unterschiedlichen Partnern aus den Bereichen Landwirtschaft, Handel, Umweltschutz und Bio-Lebensmittel zusammen.

## Architektur

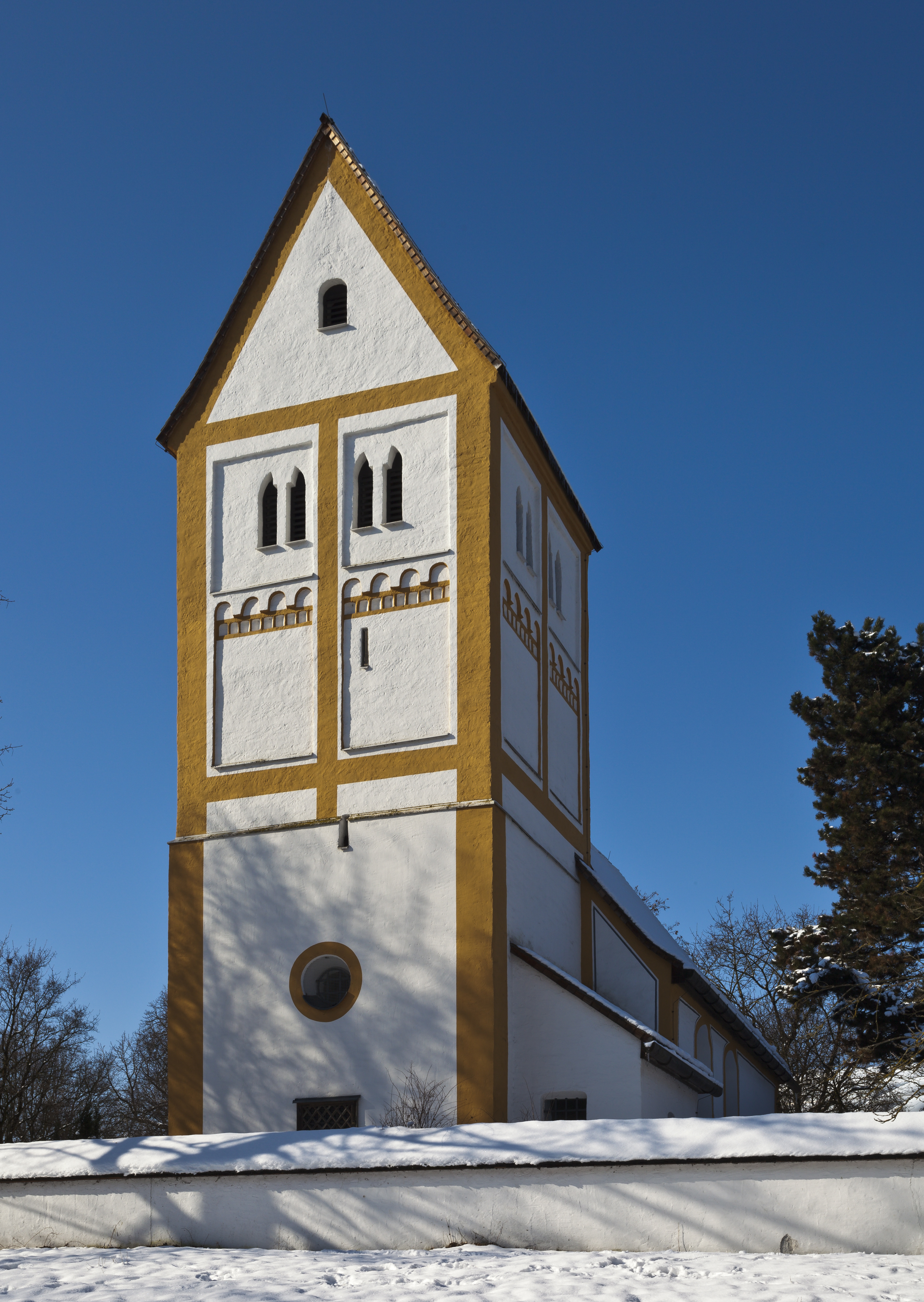
Heilig-Kreuz-Kirche in Fröttmaning

Der Marienplatz gilt als Mittelpunkt Münchens und liegt, umgeben von dem Neuen und dem Alten Rathaus, im Zentrum der Altstadt. Im Südosten des Marienplatzes liegt das Angerviertel, im Südwesten das Hackenviertel, im Nordwesten das Kreuzviertel und im Nordosten das Graggenauer Viertel und weiter Richtung Isar das Lehel (St.-Anna-Vorstadt). Hier liegt das alte München, erst seit dem Beginn des 19. Jahrhunderts dehnte sich die Stadt rasch aus und umfasste im Süden bald die Isarvorstadt, im Westen die Ludwigsvorstadt und mit dem Bau der Prachtstraßen der Könige auch die Maxvorstadt im Norden sowie östlich jenseits der Isar Haidhausen und die Au. Hier im Zentrum der Stadt konzentrieren sich die meisten der sehenswerten Bauwerke. Architektonisch bedeutsam sind daneben vor allem noch weitere Bauten im Nordwesten der Altstadt, also in Schwabing und Nymphenburg. Daneben haben sich viele alte Ortskerne in den Stadtteilen teilweise erhalten, insbesondere die Dorfkirchen.

### Romanik und Gotik

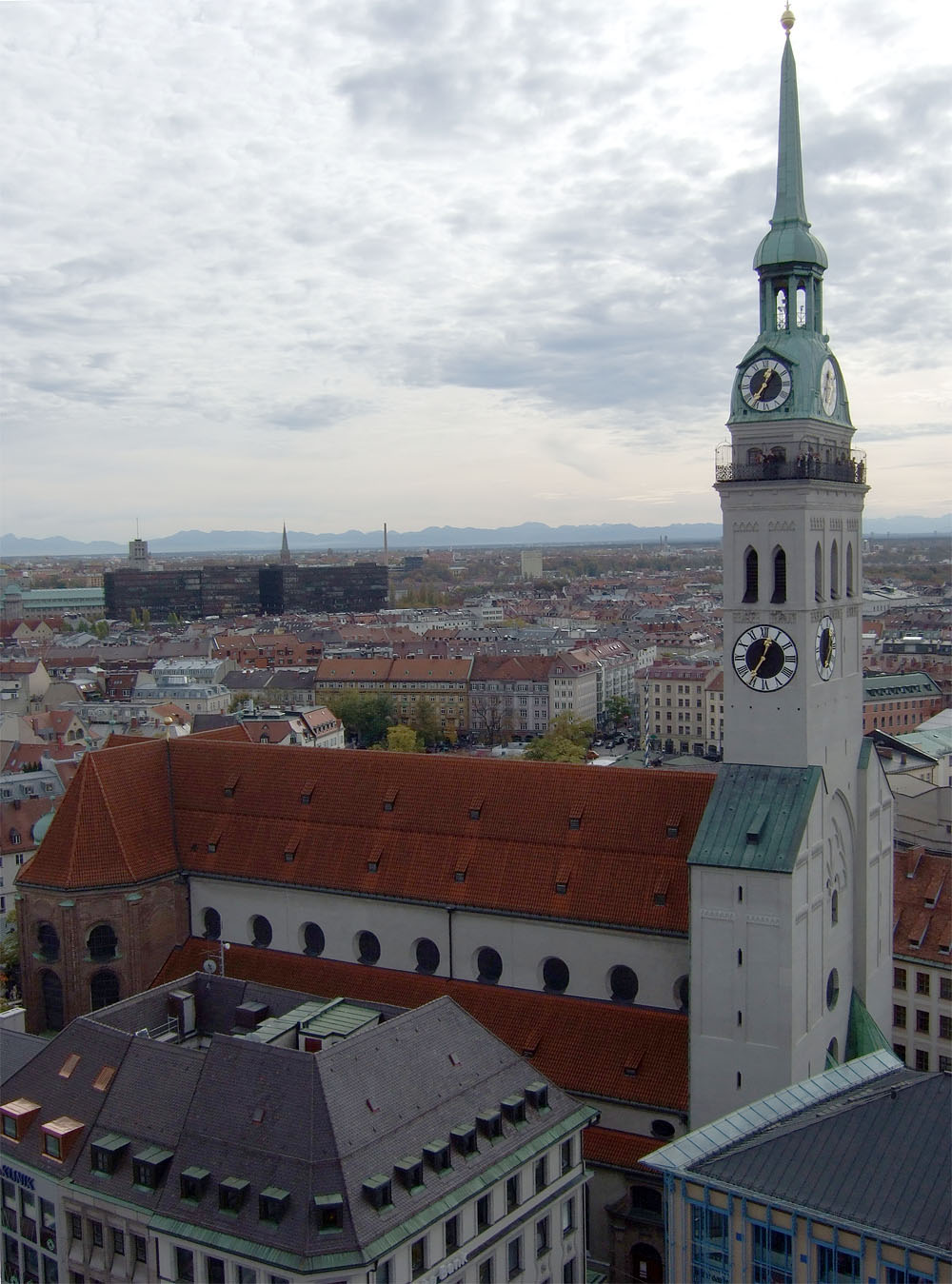
St. Peter

Wenige Schritte südlich des Marienplatzes liegt die Peterskirche, die älteste Kirche der Altstadt, deren erster Bau noch aus der Romanik stammte. Heute steht dort ein gotischer Neubau, der im Inneren in der nachfolgenden Zeit barockisiert wurde. Seit dem Abbruch der St.-Jakobs-Kirche 1955 gibt es in der Innenstadt kein romanisches Bauwerk mehr, mehrere im Kern romanische Kirchen in den einstigen Vororten haben sich jedoch erhalten, so Hl. Kreuz in Fröttmaning mit seinem Fresko, St. Johann Baptist in Johanneskirchen, St. Martin in Moosach und St. Nikolaus in Englschalking. Auch St. Sylvester in Schwabing, das wie viele andere heutige Stadtteile lange vor München in historischen Urkunden auftauchte, zeigt noch romanische Bauteile. Bemerkenswert ist auch eines der seltenen romanischen Kruzifixe in der Kirche Heilig Kreuz des Stadtteils Forstenried.

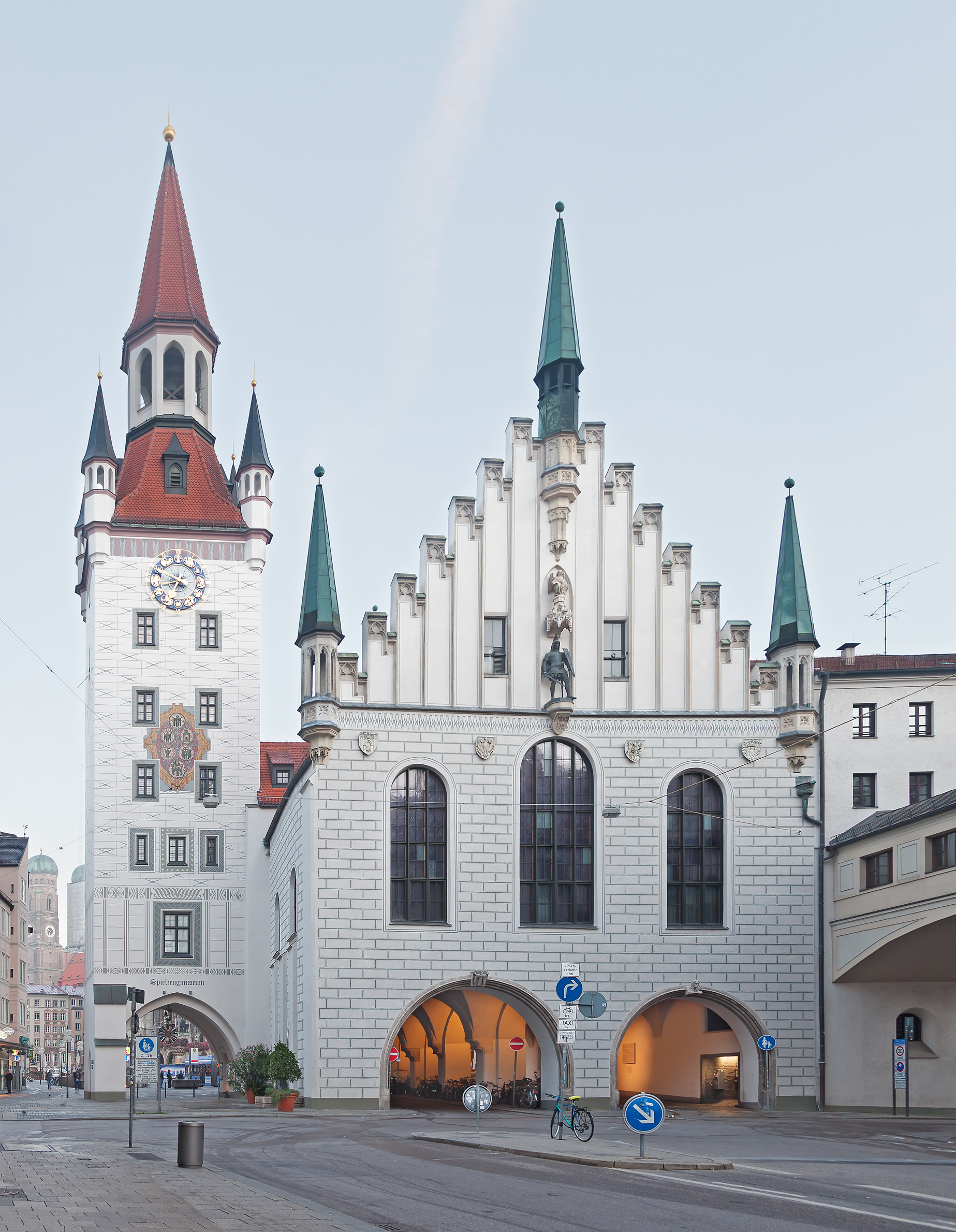
Altes Rathaus

Aus der Zeit der Gotik dagegen haben sich neben der Peterskirche viele Bauwerke erhalten. Viele sind aus Backstein, in einer Gegend in der Steinbrüche, die anderes Baumaterial hätten liefern können, rar waren. Auch fehlt an den Außenfassaden das andernorts reiche gotische Zierwerk fast völlig. Im 14. Jahrhundert unter Kaiser Ludwig dem Bayern begann in München eine erste, große Blütezeit auch der Kunst. Von der einstigen Stadtbefestigung aus dieser Zeit als der Zweite Mauerring vollendet wurde, stammen im Osten das Isartor, im Westen am Stachus das Karlstor und im Süden das Sendlinger Tor sowie der Löwenturm am Rindermarkt. Die wichtigsten Profanbauten sind im Graggenauer Viertel der Alte Hof, die erste Residenz der Wittelsbacher, und das Zerwirkgewölbe. Nach dem Stadtbrand von München 1327 wurde auch die Peterskirche erneuert. Eine gotische Hallenkirche ist die in der Barockzeit umgestaltete Heiliggeistkirche am Viktualienmarkt. Die einstige Augustinerkirche in der Kaufingerstraße zwischen Marienplatz und Stachus dient heute als Deutsches Jagd- und Fischereimuseum, während die Lorenzkapelle des Alten Hofs und die Franziskanerkirche nicht mehr existieren.
Den Höhepunkt der Gotik in München bilden jedoch die Werke des 15. Jahrhunderts aus der Zeit der Spätgotik. Jörg von Halsbach war der führende Baumeister. Es entstanden damals das Alte Rathaus mit seinem Tanzsaal sowie im Angerviertel das Zeughaus, das heute ein Teil des Stadtmuseums ist. Die nahe dem Marienplatz gelegene spätgotische Frauenkirche mit ihren zwei markanten Türmen mit den charakteristischen Renaissancehauben ist ein Wahrzeichen Münchens. 1468 wurde nach dem Abriss der Marienkirche der Grundstein gelegt und nach nur zwanzig Jahren war eine der monumentalsten Backsteinkirchen Europas im Wesentlichen fertiggestellt. Sie dient seit der Errichtung des Erzbistums als Dom. Bis heute bestehen blieben auch die spätgotischen Friedhofskirchen der Frauenkirche und von St. Peter, die Salvatorkirche im Kreuzviertel und die Heiligkreuzkirche im Hackenviertel.
In den Stadtteilen haben sich ebenfalls mehrere gotische Kirchen erhalten, auch hier wurden einige in der Barockzeit verändert, wie beispielsweise die Wallfahrtskirche St. Maria Ramersdorf oder St. Georg in Bogenhausen. Die Schlosskapelle von Schloss Blutenburg und die Filialkirche St. Wolfgang in Pipping haben ihren gotischen Originalzustand dagegen bewahrt und gelten heute als beste Zeugnisse spätgotischer Architektur in München. Die Burg Grünwald ist die einzige mittelalterliche Burg, die in der näheren Umgebung von München bestehen blieb. Die Veste Planegg dagegen wurde in der nachfolgenden Zeit völlig umgebaut.

### Renaissance und Manierismus

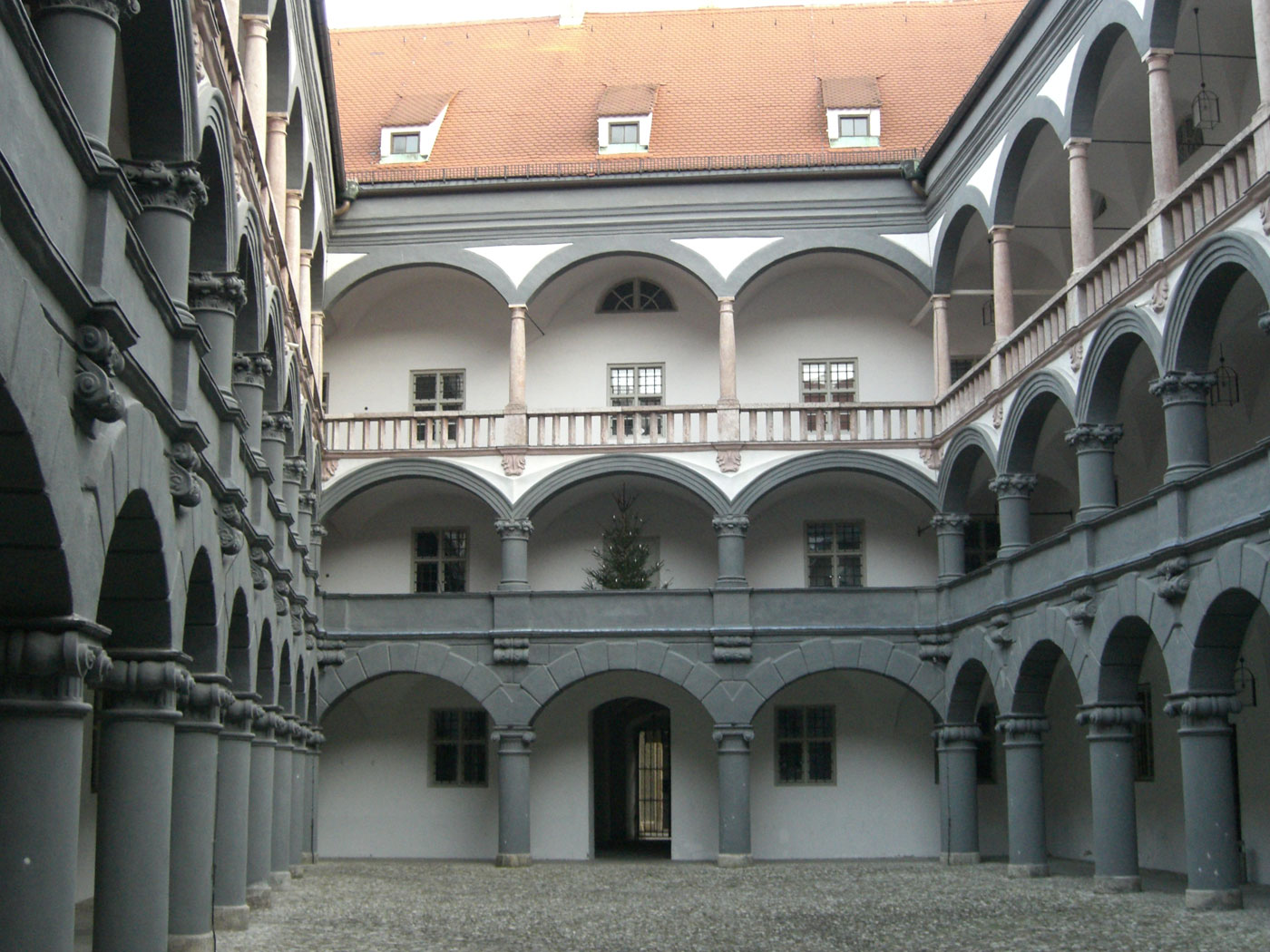
Alte Münze

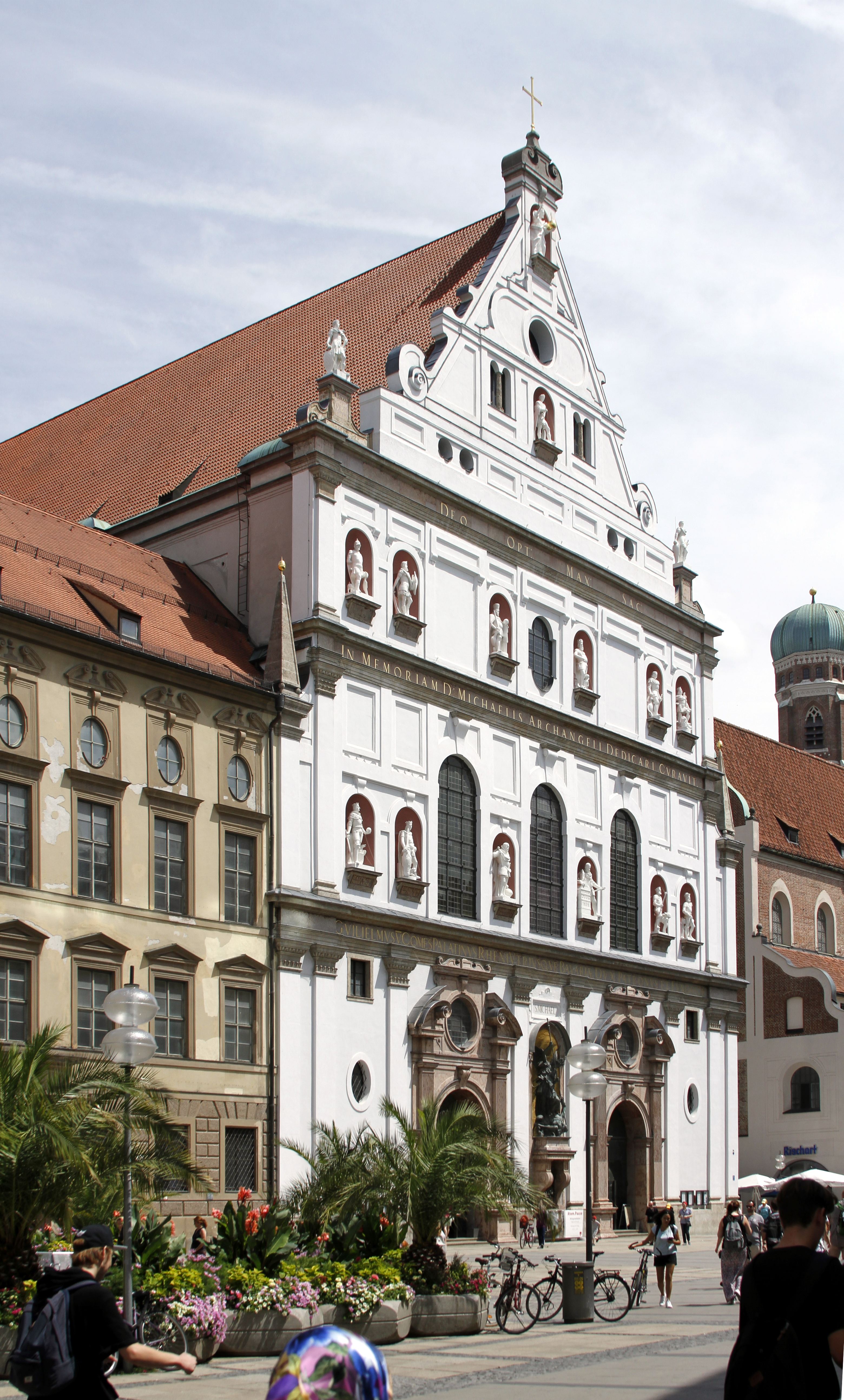
Michaelskirche mit der Alten Akademie

War die Architektur der spätmittelalterlichen Stadt in erster Linie noch durch die bürgerliche Kunst geprägt, so bestimmte mit der Wiedervereinigung Bayerns 1504 immer stärker der Hof die architektonische Entwicklung der Stadt.
Bedeutende Bauwerke der Renaissance entstanden im 16. Jahrhundert für die Jesuiten im Zeitalter der Gegenreformation, so im Kreuzviertel zwischen Marienplatz und Stachus die Michaelskirche, die größte Renaissancekirche nördlich der Alpen und die sich daran anschließende Alte Akademie. Für den Hof wurden bereits kurz zuvor die ältesten noch bestehenden Teile der Residenz Bauten errichtet, darunter der Innenhof der Alten Münze, des ehemaligen Marstalls. Das Antiquarium der Residenz stellt einen der bedeutendsten erhaltenen Sammlungsbauten dieser Epoche dar und ist zugleich der größte Renaissancesaal nördlich der Alpen. Der Grottenhof der Residenz mit der Grottenhalle ist ein Hauptwerk des Manierismus in Deutschland. Von der Maxburg, einem Stadtpalast der Renaissance im Kreuzviertel, hat sich nur der Turm erhalten.
Das in der Renaissancezeit umgebaute Weinstadl beim Alten Hof überstand als eines der ältesten noch bestehenden Bürgerhäuser alle Zeiten. Der um 1560 erbaute später sogenannte Eilleshof nahe der Residenz ist einer der letzten ursprünglich erhaltenen Altmünchner Laubenhöfe. Das 1589 gegründete Hofbräuhaus befindet sich heute jedoch in einem Neorenaissance-Bau des 19. Jahrhunderts am Platzl.
Das Alte Schloss Schleißheim im Norden sowie das Schloss Laufzorn im Süden der Stadt, die als Wittelsbacher Residenzen zu Beginn des 17. Jahrhunderts in der späten Renaissance entstanden, sind beide von italienischen Villenbauten dieser Zeit beeinflusst.

### Barock und Rokoko
Zu Beginn des 17. Jahrhunderts, in der Zeit des Übergangs zum Barock wurde die Residenz durch den Bau der sogenannten Maximilianischen Residenz großzügig erweitert. 1638 wurde die Mariensäule auf dem Marienplatz aufgestellt. Früheste noch bestehende Barockkirche der Innenstadt ist die heute säkularisierte Karmelitenkirche im Kreuzviertel, die ebenso wie St. Stephan in der Isarvorstadt noch in der Tradition einheimischer Bauhütten entstand. Mit dem mächtigen Kuppelbau der Theatinerkirche (St. Kajetan) am Odeonsplatz gegenüber der Residenz zog dann 1663 der italienische Barock in München ein, der mit seinen Hauptrepräsentanten Enrico Zuccalli und Giovanni Antonio Viscardi für mehrere Jahrzehnte bestimmend wurde, bis die französisch geschulten Architekten Joseph Effner und François de Cuvilliés Hofbaumeister wurden.

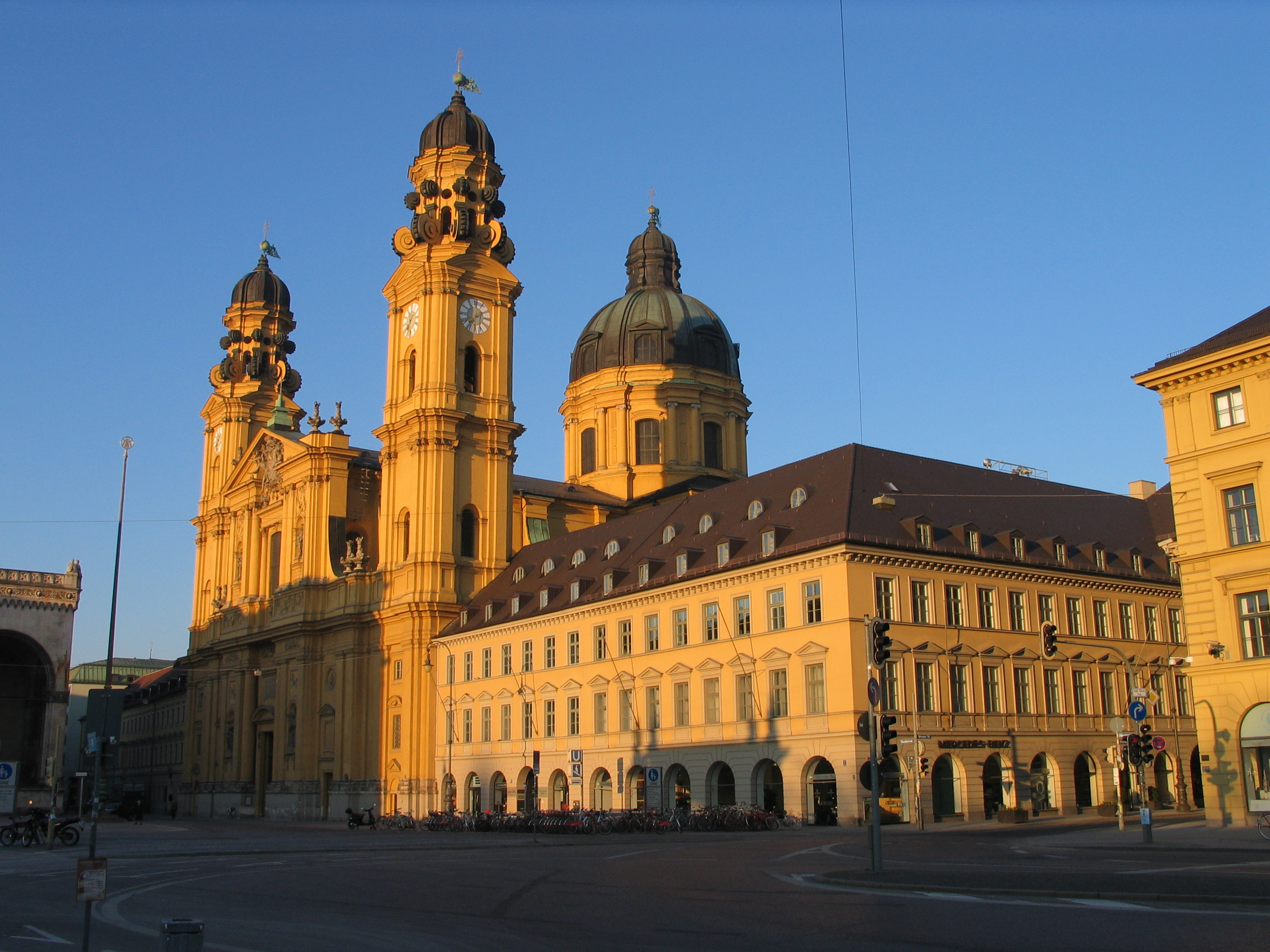
Theatinerkirche am Odeonsplatz

Zahlreiche weitere Kirchen aus der Barockzeit sind in der Stadt zu finden, so im Kreuzviertel die Bürgersaalkirche und die Dreifaltigkeitskirche sowie im Hackenviertel die Damenstiftskirche, darüber hinaus noch mehrere Adelspaläste nahe der Residenz, insbesondere das Palais Porcia, das Alte und das Neue Preysing Palais sowie das Palais Holnstein, der heutige Wohnsitz des katholischen Erzbischofs. Für die Residenz entstand durch Cuvilliés die elegante Außenfassade der Grünen Galerie. Beispiele für die wenigen noch erhaltenen Bürgerhäuser dieser Zeit sind das Haus zur Hundskugel im Hackenviertel und das nach dem Zweiten Weltkrieg in rekonstruierter Form wiedererstandene Gunetzrhainerhaus am Promenadeplatz. Nahe dem Sendlinger Tor liegt die Asamkirche, die im Inneren in prunkvollem Spätbarock gestaltet wurde, mit dem Asamhaus. Das Asam-Schlössl war das Wohnhaus des Barockkünstlers Cosmas Damian Asam im Münchner Stadtteil Thalkirchen. Bereits zuvor war begonnen worden die Ortskirche St. Maria in Thalkirchen barock neu zu gestalten.

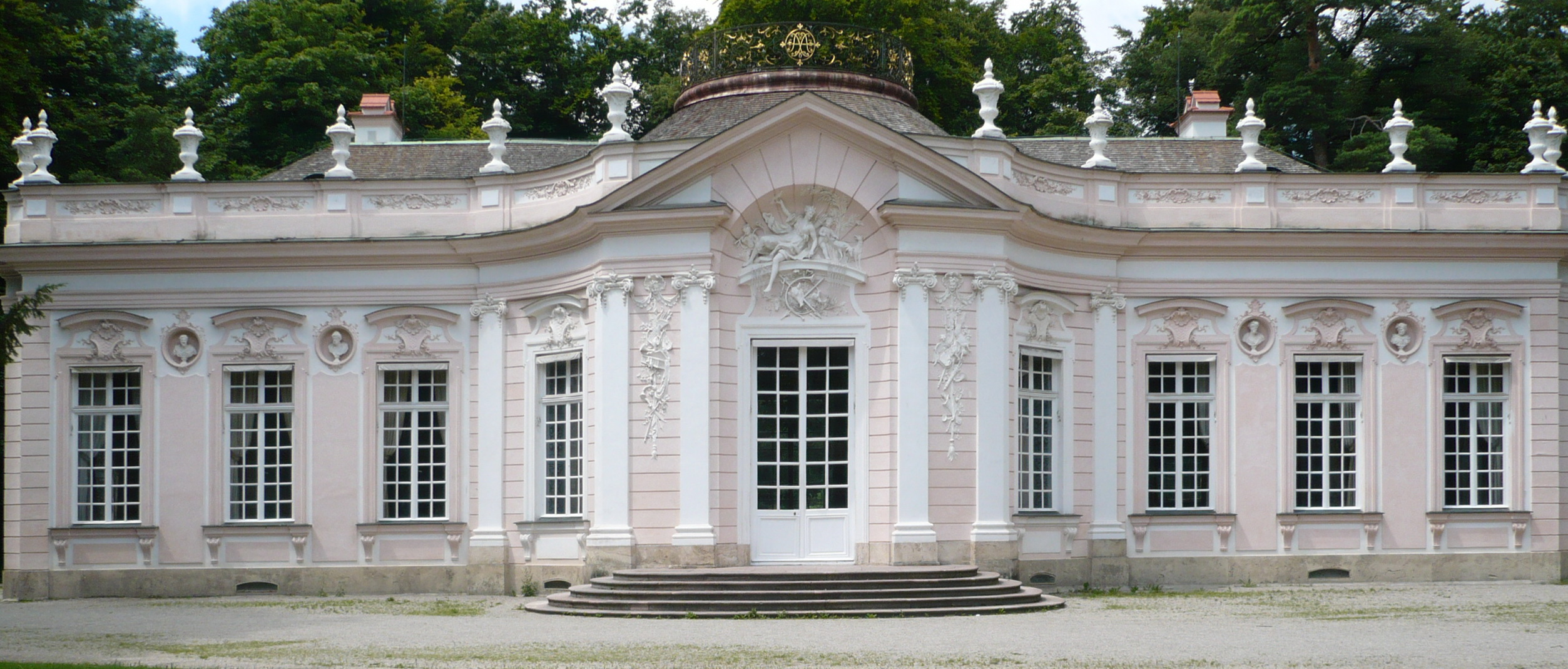
Amalienburg

Hauptwerke des süddeutschen Barocks sind das Schloss Nymphenburg mit seinen Parkburgen im Westen der Stadt, das Gartenschloss Lustheim sowie das monumentale Neue Schloss Schleißheim im Norden. Wesentlich kleiner sind die gleichzeitig entstandenen Schlösser Suresnes in Schwabing und Fürstenried im Südwesten der Stadt.
Mit der Klosterkirche St. Anna im Lehel entstand ab 1727 die erste Rokokokirche Bayerns. Die bedeutendste Rokokokirche außerhalb der Innenstadt ist St. Michael in Berg am Laim, ebenfalls von Johann Michael Fischer. Prunkstücke des höfischen Rokoko sind besonders die Amalienburg im Nymphenburger Schlosspark und das Cuvilliés-Theater in der Residenz. Auf Grund der angespannten Haushaltslage entstanden ab der Mitte des 18. Jahrhunderts keine größeren Bauten für den Hof mehr und auch der Kirchenbau ließ im Zeitalter der Aufklärung spürbar nach. Von den Adelspalästen des ausgehenden Rokoko haben sich nur das Palais Gise und das Palais Seinsheim im Kreuzviertel teilweise erhalten. Kurz darauf entstanden für die Landstände noch das Neue Landschaftsgebäude im Angerviertel sowie die kriegsbeschädigte Elisabethkirche in der Ludwigsvorstadt, sie zeigen bereits den Übergangsstil vom späten Rokoko zum Klassizismus. Danach wurden nur noch einige nüchterne Zweckbauten errichtet, wie der der Kurfürstlichen Galerie am Hofgarten.

### Klassizismus, Historismus und Jugendstil
Als das Königreich Bayern begründet wurde und die Bevölkerung sprunghaft anstieg, setzte zu Beginn des 19. Jahrhunderts wieder eine rege Bautätigkeit ein. Mit dem Nationaltheater von Karl von Fischer am Max-Joseph-Platz vor der Residenz entstand ab 1811 ein Hauptwerk des Klassizismus. Von der Residenz führen auch die vier großen von den Bayerischen Königen angelegten Prachtstraßen in die Stadtteile. Insbesondere König Ludwig I. griff bereits als Kronprinz in die Planungen ein. Durch seine Architekten Leo von Klenze und Friedrich von Gärtner ließ er zahlreiche klassizistische Prachtbauten errichten.

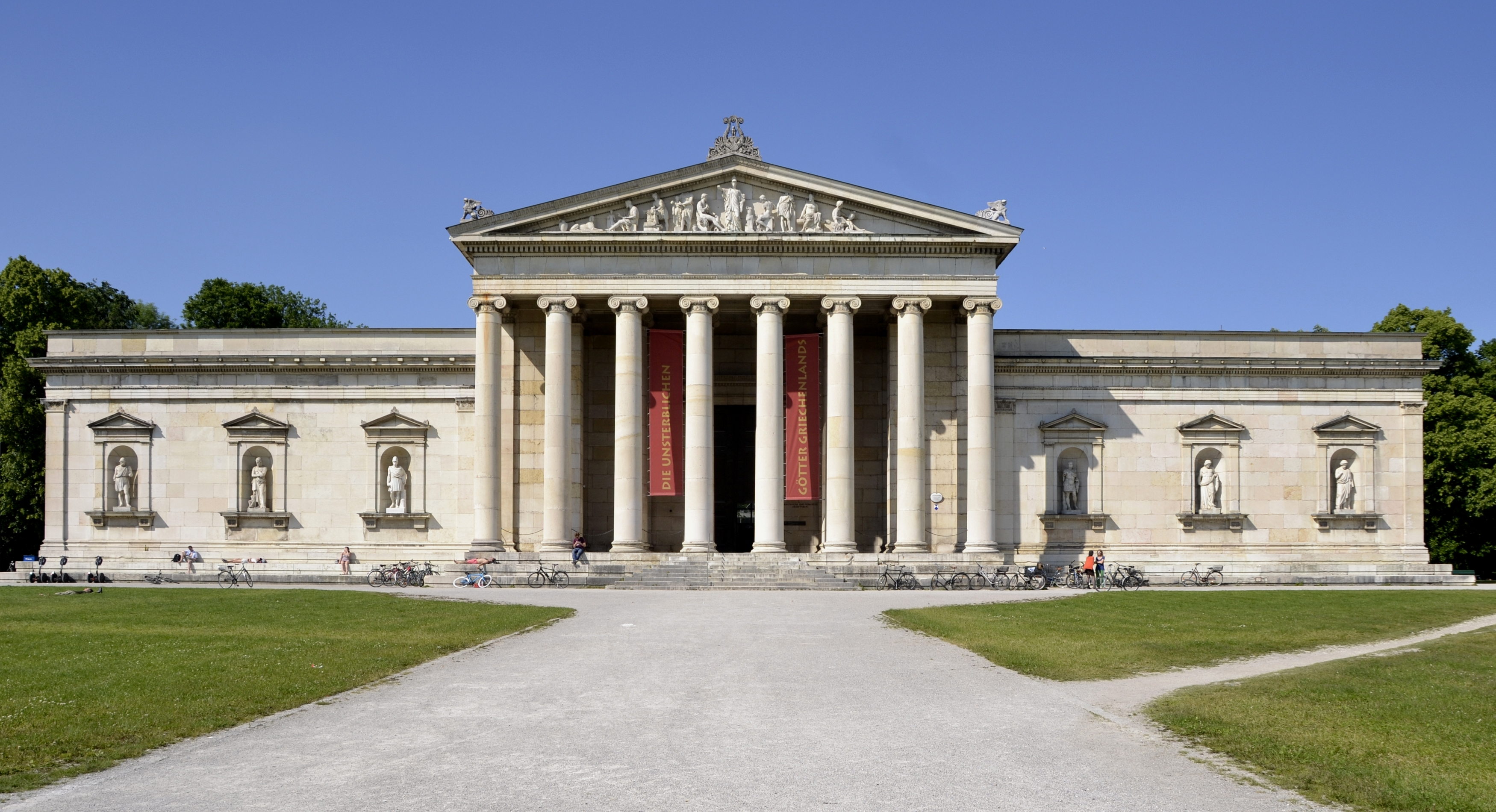
Glyptothek

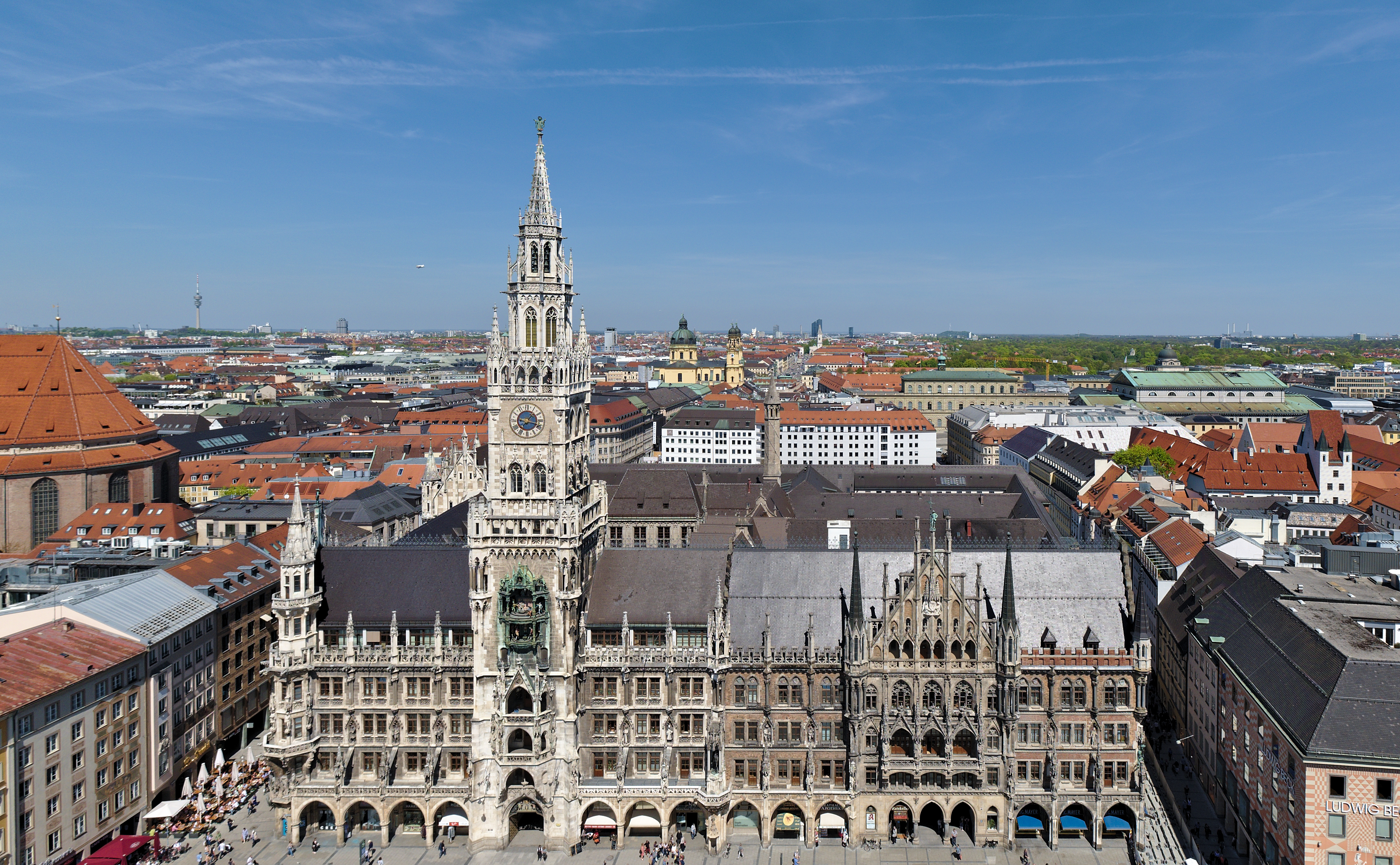
Neues Rathaus

Nach Westen Richtung Nymphenburg führt die von den Zerstörungen des Zweiten Weltkriegs gezeichnete Brienner Straße durch die Maxvorstadt, unterbrochen vom sternförmigen Karolinenplatz mit seinem Obelisken sowie dem Königsplatz mit dem dorischen Prachttor der Propyläen und der ionischen Glyptothek. Hinter dem korinthischen Bau der Antikensammlungen liegt die Benediktiner Abtei St. Bonifaz. Von der frühklassizistischen Bebauung haben sich unter anderen das Palais Almeida sowie weitere Palais am Wittelsbacherplatz erhalten. Etwas nördlich der Straße entstanden kurze Zeit später die beiden Gebäude der Pinakotheken nach Entwürfen von Klenze und Gärtner.

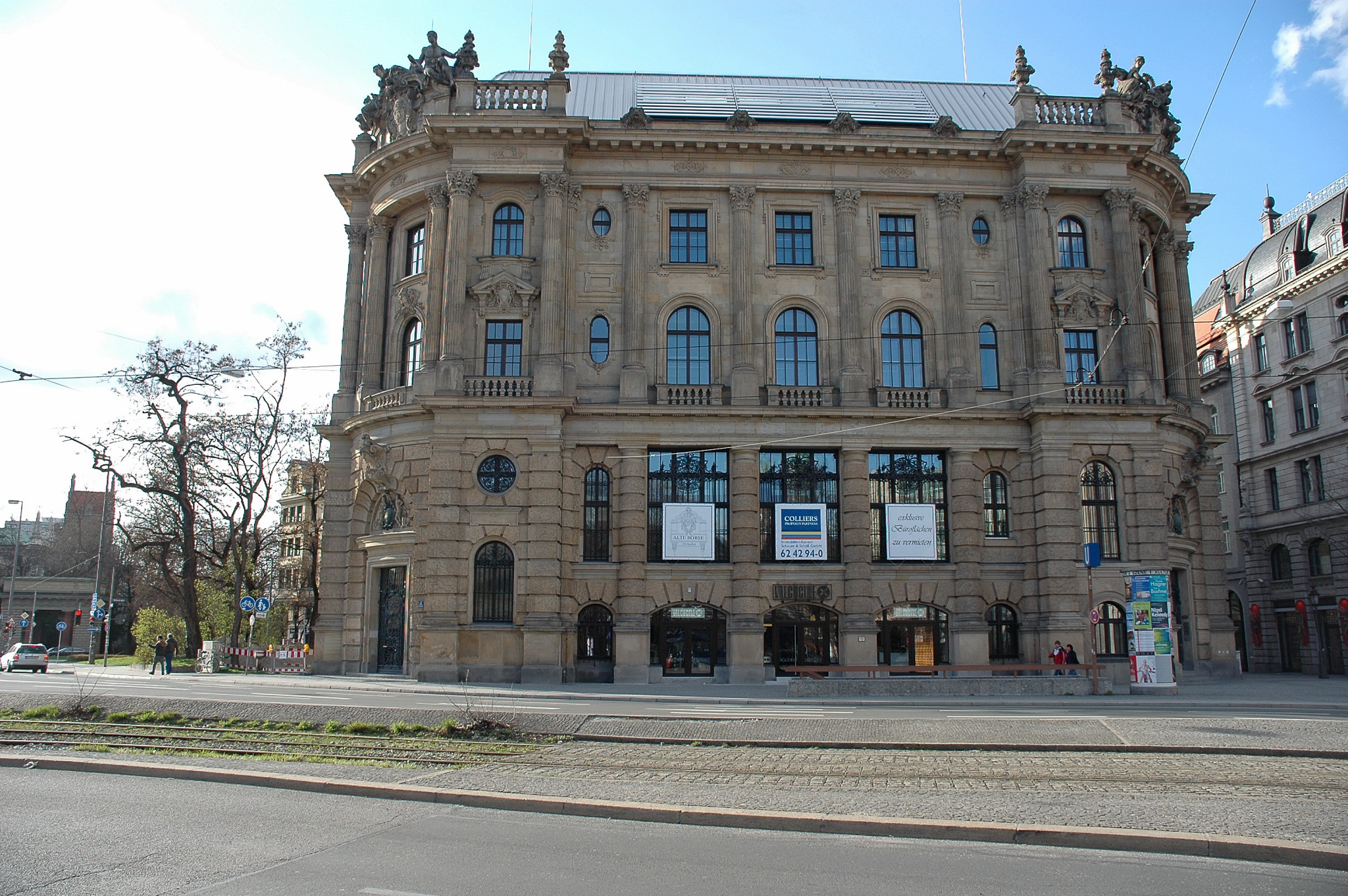
Alte Börse

Nach Norden Richtung Schwabing wurde die Ludwigstraße zwischen der Feldherrnhalle und dem Siegestor angelegt. Am Odeonsplatz im südlichen Abschnitt der Straße wurden das Odeon und das Palais Leuchtenberg erbaut. Im nördlichen Teil der Straße liegen unter anderen die Bayerische Staatsbibliothek, die Ludwigskirche und die Ludwig-Maximilians-Universität. Etwa gleichzeitig entstand an der Theresienwiese die Bavaria vor der dorischen Ruhmeshalle. Die Residenz entwickelte sich durch die von Klenze gestalteten Erweiterungen mit dem Florentiner Königsbau, dem Festsaalbau sowie der Allerheiligen-Hofkirche zu einem der größten Stadtpaläste.

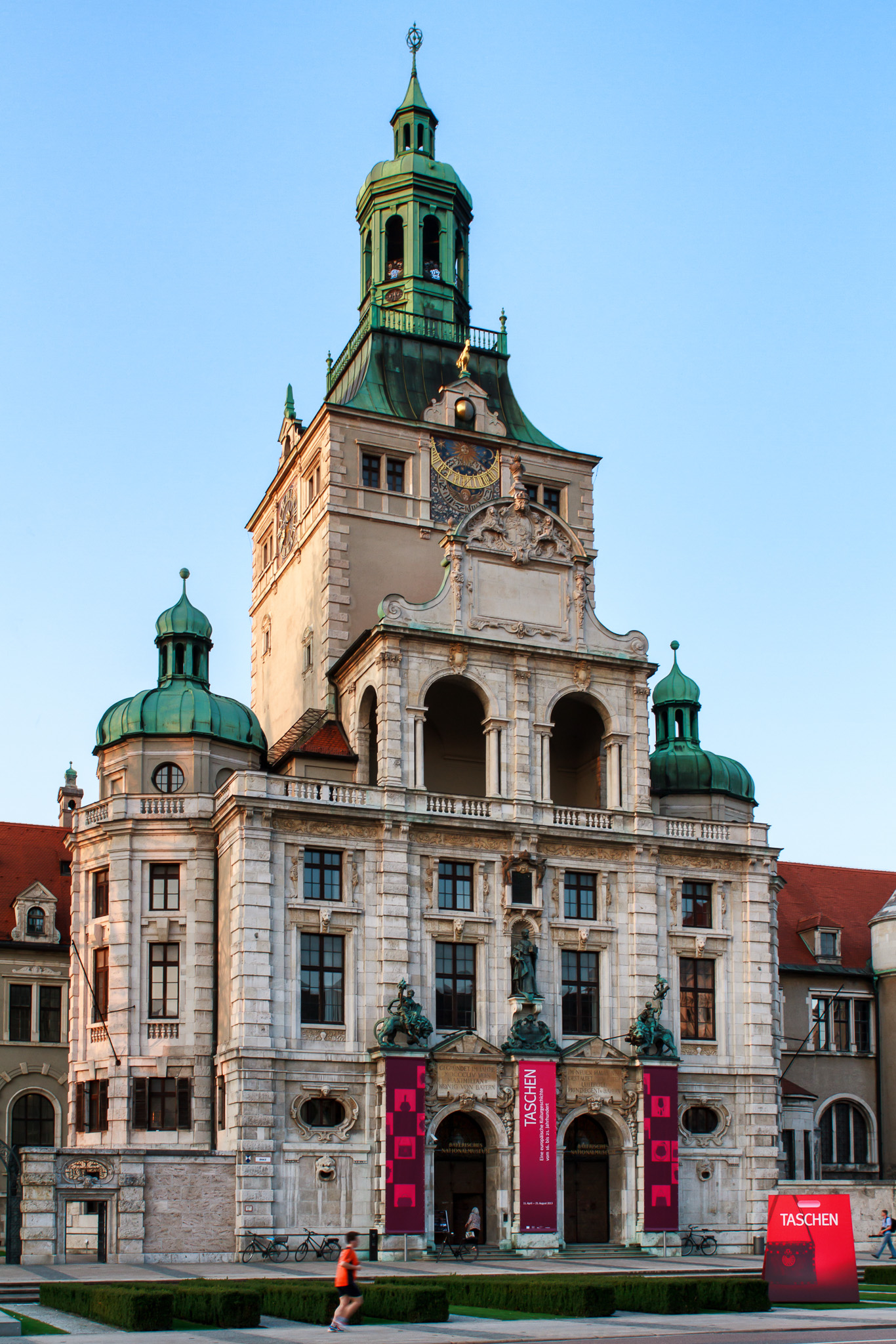
Bayerisches Nationalmuseum

Südlich der Residenz, vor der Oper, beginnt die in der Mitte des 19. Jahrhunderts als Paradestraße gestaltete Maximilianstraße. Sie führt von der Altstadt nach Osten über die Isar in Richtung des Maximilianeums, des Sitzes des bayerischen Landtages. Hier liegen auch das später im Jugendstil umgestaltete Münchner Schauspielhaus, das Gebäude der Regierung von Oberbayern und das Museum Fünf Kontinente. Heute ist die Maximilianstraße eine luxuriöse Einkaufsmeile.
Schließlich entstand von der Nordseite der Residenz ausgehend die vom frühklassizistischen Prinz-Carl-Palais am Hofgarten nach Osten führende Prinzregentenstraße, an der das Nationalmuseum und die Schackgalerie liegen. Wo die Straße auf dem orographisch rechten Ufer der Isar in Haidhausen die Höhe der Flussterrasse erreicht, steht der Friedensengel. Im Haidhauser Teil der Straße befinden sich auch die Villa Stuck und das Prinzregententheater.
Von den Konstruktionen aus Glas und Eisen, die zu ihrer Entstehungszeit Mitte des 19. Jahrhunderts als technische Meisterwerke galten, hat sich die Schrannenhalle am Viktualienmarkt teilweise erhalten, während der Glaspalast 1931 abbrannte; nur der Zierbrunnen hat überlebt und befindet sich heute in der Mitte des Weißenburger Platzes im Stadtteil Haidhausen.
Gegen Ende des 19. Jahrhunderts wurden viele Prachtbauten des Historismus errichtet, so das Staatstheater am Gärtnerplatz in der Isarvorstadt, das neugotische Neue Rathaus am Marienplatz von Georg von Hauberrisser, der neubarocke Justizpalast am Stachus und das benachbarte Neue Justizgebäude, beide von Friedrich von Thiersch, sowie das Armeemuseum am Hofgarten (heute befindet sich hier die Bayerische Staatskanzlei) und die im Neurenaissancestil erbaute Akademie der Bildenden Künste an der Akademiestraße in der Nähe des Siegestors.

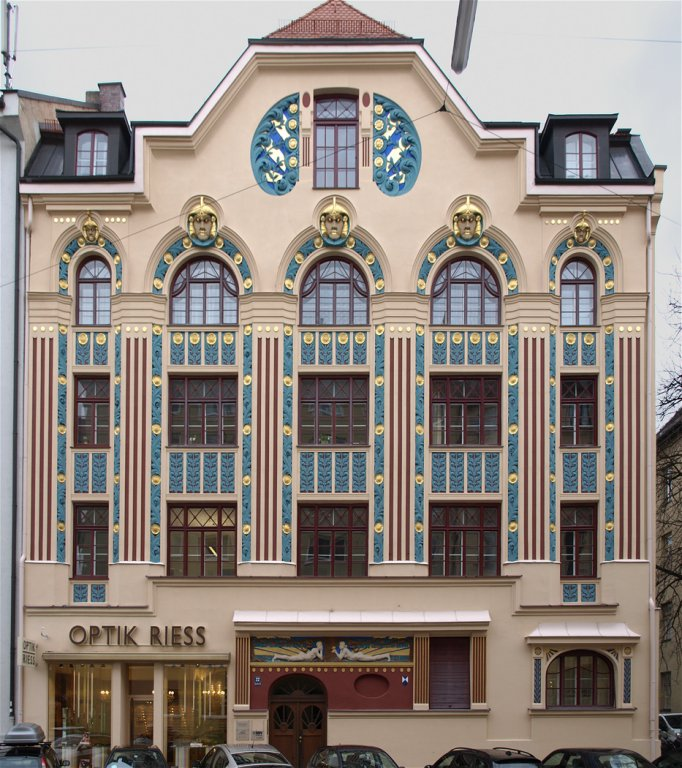
Mietshaus Ainmillerstraße 22 mit Jugendstilfassade in Schwabing

Beginnend mit der Mariahilfkirche in der Au entstanden drei große neugotische Kirchen nahe dem östlichen Isarufer, St. Johann Baptist in Haidhausen und die Heilig-Kreuz-Kirche in Giesing, zu der später als vierter mächtiger neugotischer Bau St. Paul an der Theresienwiese kam. Nach der Frauenkirche verfügen diese Kirchen mit der Peterskirche über die höchsten Kirchtürme der Stadt, sie sind alle mehr als neunzig Meter hoch. Am westlichen Isarufer dominieren dagegen von der Romanik inspirierte Kirchen das Stadtbild, St. Lukas und die Pfarrkirche St. Anna im Lehel sowie St. Maximilian und St. Anton in der Isarvorstadt und weiter westlich noch St. Benno in der Maxvorstadt. Stadtbildend wurden auch die beiden großen neubarocken Kirchen St. Joseph in der Maxvorstadt und St. Margaret in Sendling, sowie St. Ursula in Schwabing, die einzige große Kirche des Historismus in München, in der sich Elemente der Renaissance wiederfinden. Mit der Erlöserkirche in Schwabing griff man dann auf heimische Architektur zurück, ohne einen bestimmten Stil nachzuahmen. Elemente des Jugendstils wurden mitverarbeitet.
Vor allem in Schwabing stehen auch noch zahlreiche im Jugendstil errichtete Wohnhäuser. Unweit des ab 1909 erbauten Deutschen Museums und des Gasteigs befindet sich in der Au mit dem nach vierjähriger Bauzeit 1901 eröffneten und im Jugendstil erbauten Müllerschen Volksbad das älteste öffentliche Hallenbad Münchens. Auch in Pasing, das zuletzt wie Schwabing eine eigene Stadt war, finden sich noch viele Bauwerke des 19. Jahrhunderts.
In München gibt es etwa 1.200 Brunnen, davon etwa 700 städtische. Markante Brunnen sind insbesondere der Wittelsbacher Brunnen am Lenbachplatz und der Vater-Rhein-Brunnen auf der Museumsinsel, beides Werke von Adolf von Hildebrand.

### Moderne und Postmoderne
Münchens Architektur seit Beginn des 20. Jahrhunderts wurde stark von Stadtplanern und Architekten wie Theodor Fischer, Carl Hocheder, German Bestelmeyer und Otho Orlando Kurz bestimmt, die zahlreiche Gebäude in der Stadt errichteten. Ein Beispiel für die Reformarchitektur ist der Komplex für das Hauptzollamt. Die Borstei ist eine denkmalgeschützte Wohnsiedlung im Stadtteil Moosach, die zwischen 1924 und 1929 erbaut wurde. Ab 1928 entstand die Siedlung Neuhausen. Die Postbauschule war eine wichtige Manifestation des Neuen Bauens zwischen 1920 und 1934. Als Initiatoren dieser Schule gelten Robert Poeverlein und vor allem Robert Vorhoelzer mit den namensgebenden Münchner Postbauten am Tegernseer Platz, am Harras und am Goetheplatz sowie dem Postpalast.

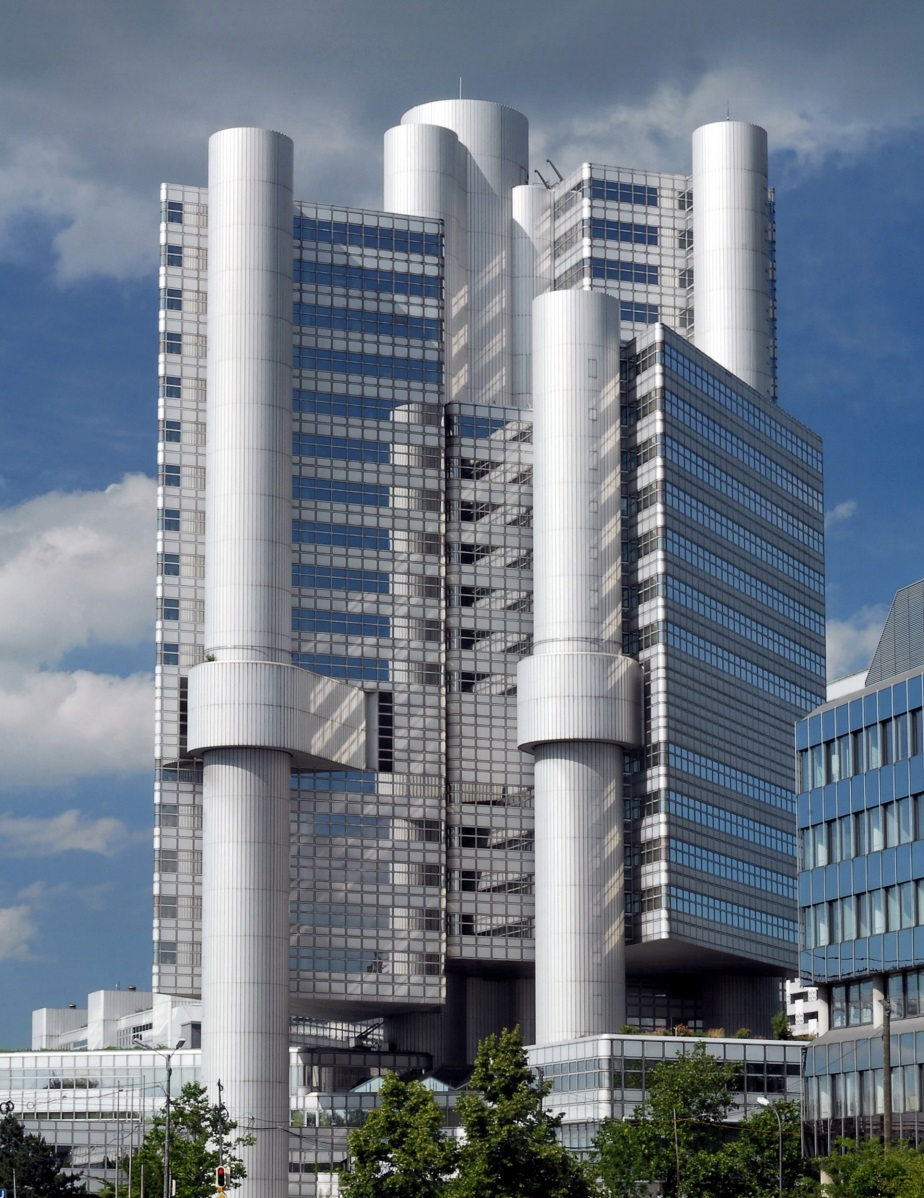
HVB-Tower

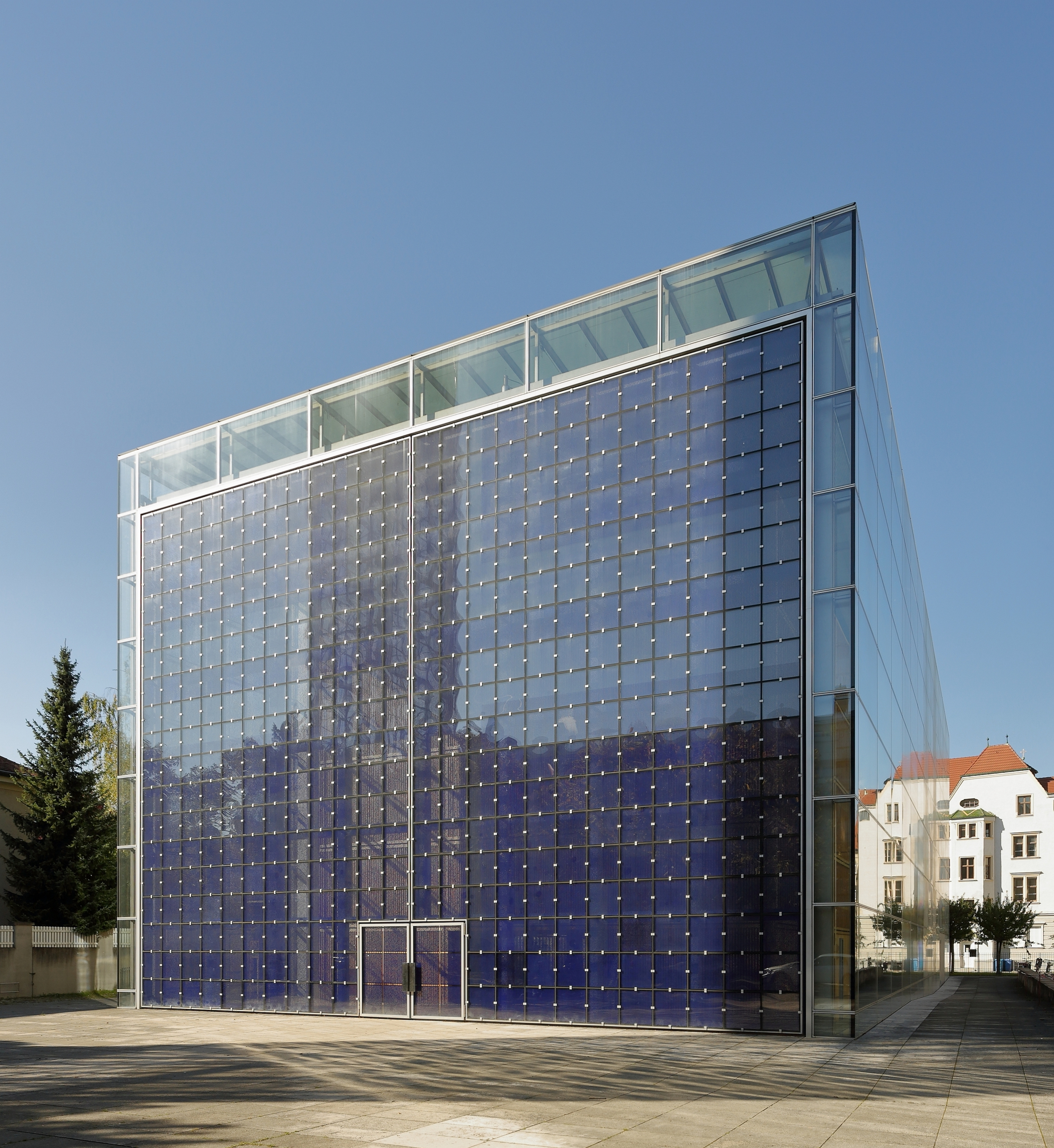
Herz-Jesu-Kirche

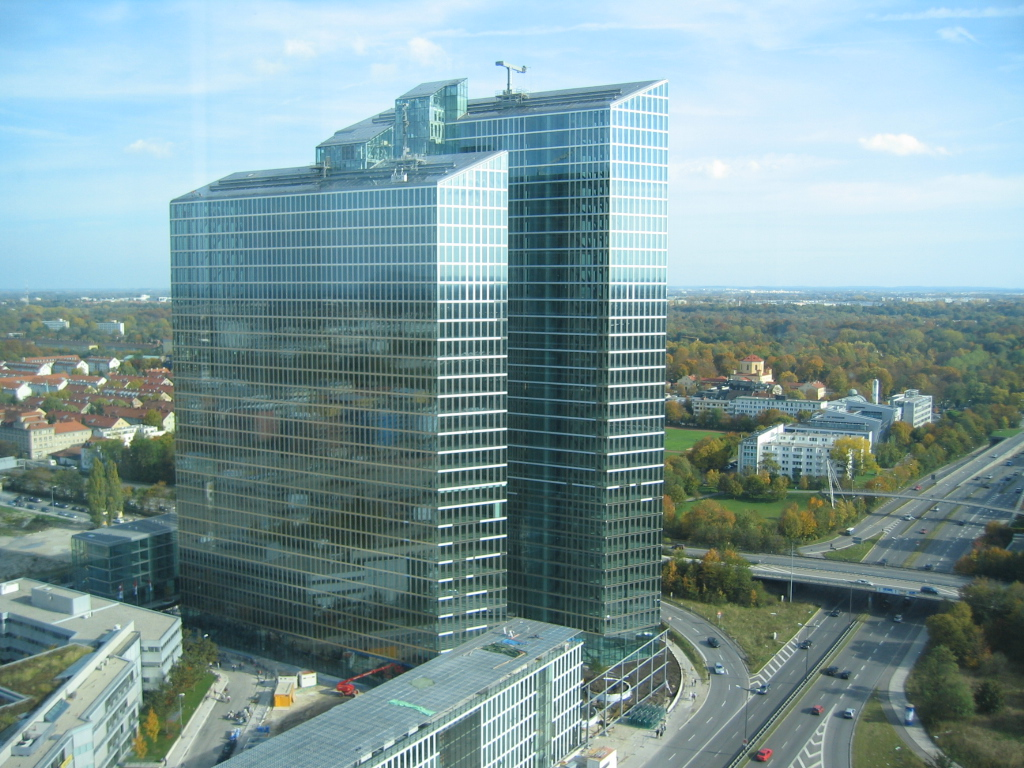
Highlight Towers

Von den Bauten aus der Zeit des Nationalsozialismus haben sich unter anderem das Haus der Kunst und das ehemalige Luftgaukommando in der Prinzregentenstraße sowie die Parteigebäude am Ostrand des Königsplatzes erhalten. Andererseits wurden bedeutende Bauten wie die Matthäuskirche, die Hauptsynagoge und das Herzog-Max-Palais in dieser Zeit abgerissen oder wie das Atelier Elvira demoliert.

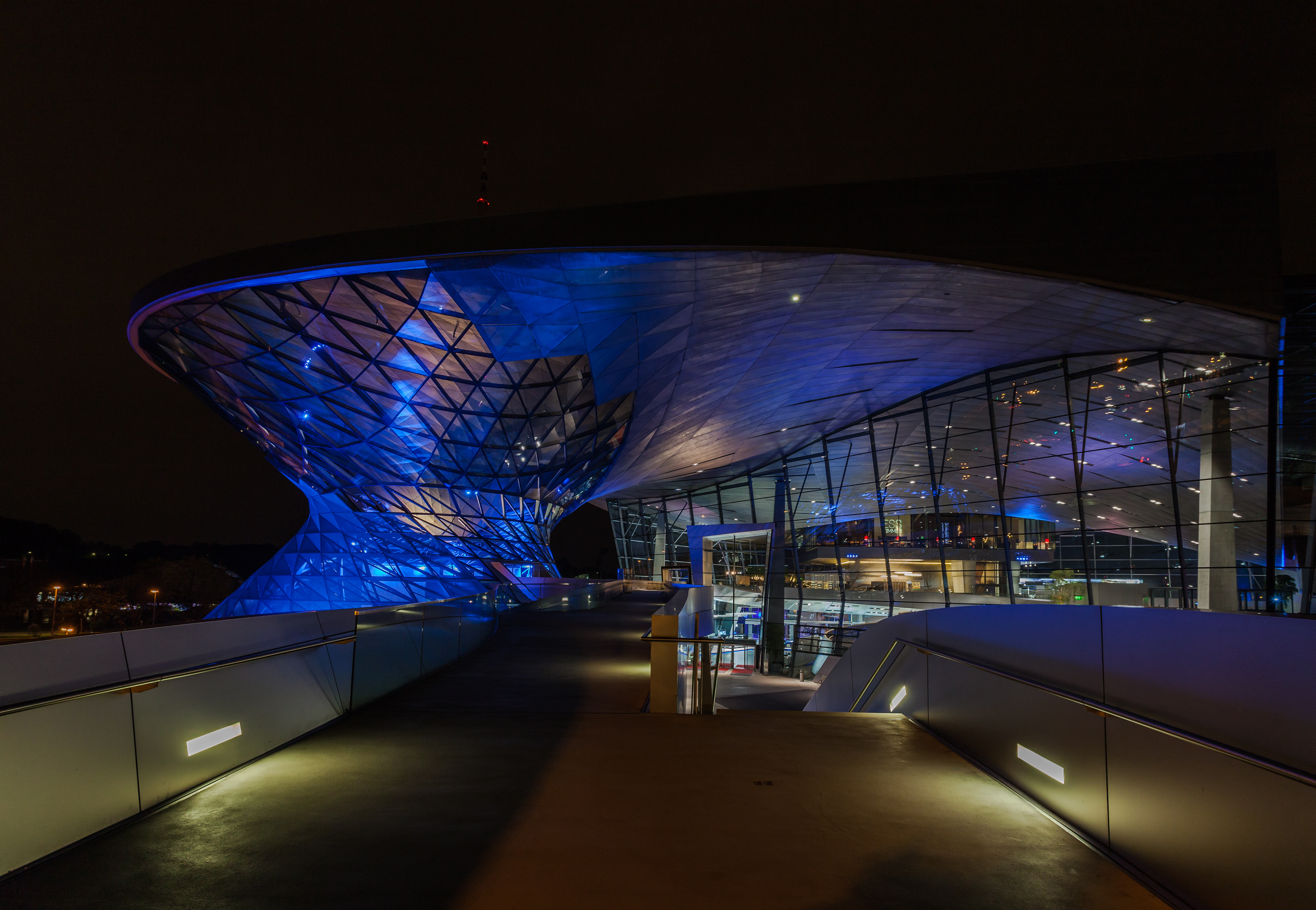
BMW Welt

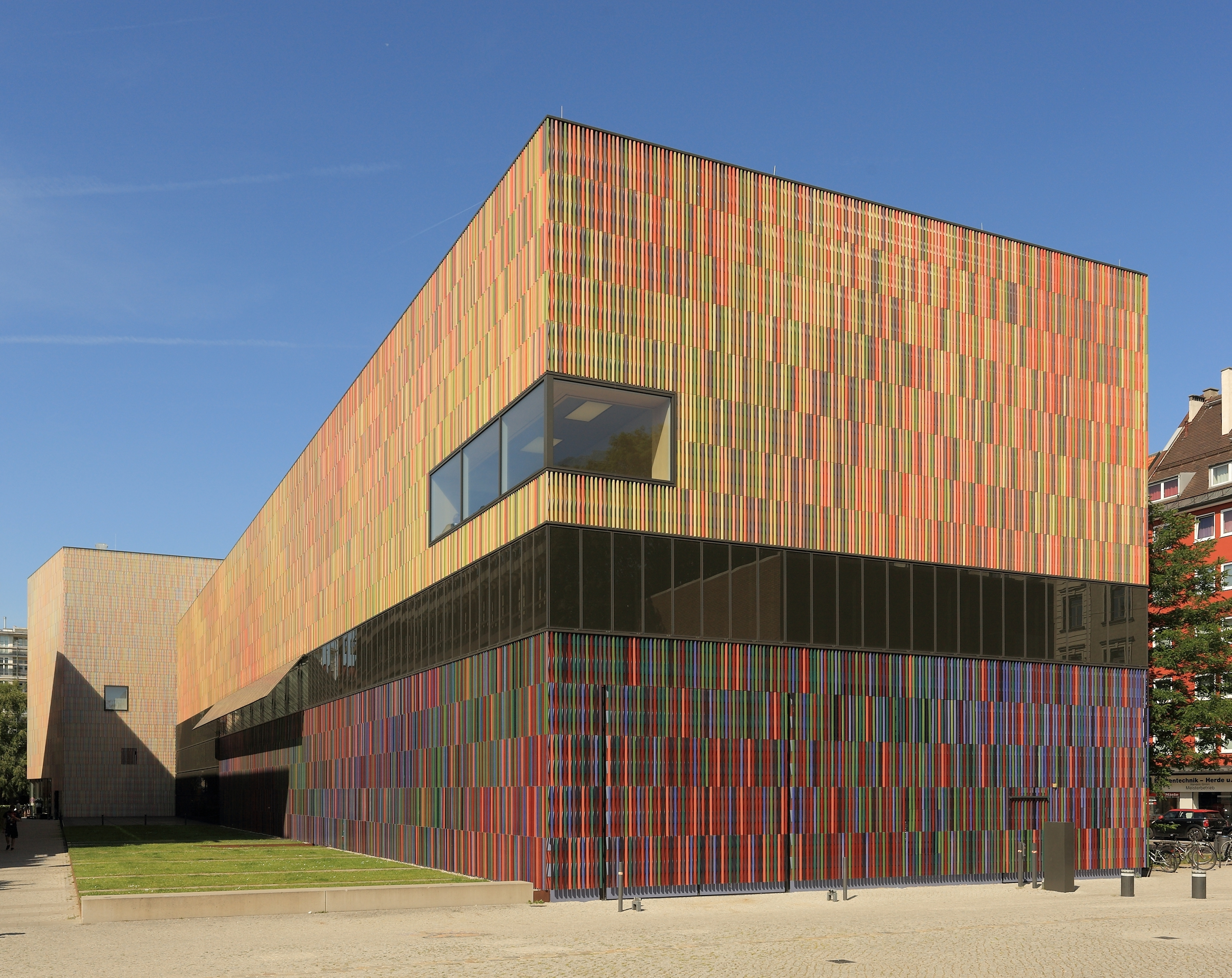
Museum Brandhorst

Im Zweiten Weltkrieg wurde der größte Teil der Münchner Gebäude in 66 Luftangriffen stark beschädigt oder gar zerstört. Nur 2,5 % der Gebäude blieben unversehrt und fast die Hälfte der Baumasse wurde vernichtet. Besonders stark betroffen waren die Bahnhofsgegend, die Altstadt und Schwabing. Viele historische Gebäude, die heute das Münchner Stadtbild prägen, wurden nach dem Krieg wieder aufgebaut, nach alten Plänen rekonstruiert oder teilweise im Stil der Altstadt neu errichtet. Verloren sind jedoch einige architektonisch sehr bedeutsame Gebäude wie das Palais Piosasque de Non, historisch wichtige Bauten wie das Wittelsbacher Palais, sowie Bauwerke, welche die Silhouette der Stadt einst mitbestimmt hatten, so der große Kuppelbau des Verkehrsministeriums. Der erst nach dem Krieg durch die Innenstadt gebrochene Altstadtring beeinflusst auch das heutige Erscheinungsbild aller vier königlichen Prachtstraßen.
In den Jahrzehnten nach dem Zweiten Weltkrieg entstanden vereinzelt bedeutsame Beispiele moderner Architektur, die teilweise wieder abgerissen wurden, wie etwa das spektakuläre Landesversorgungsamt der Brüder Luckhardt im Jahre 1989. Das futuristische Schwabylon bestand sogar nur für sechs Jahre bis 1979. Zu den wichtigeren Werken der 1950er Jahre gehören der Kaufhof am Stachus von Theo Pabst, erster Münchner Kaufhausneubau nach Kriegsende, das von ihm zusammen mit Sep Ruf errichtete Justizgebäude Neue Maxburg am Lenbachplatz, und der Neubau der Matthäuskirche von Gustav Gsaenger. Bedeutsame Beispiele moderner Architektur in München sind vor allem auch die Sportstätten (siehe unten), insbesondere im Olympiapark. Ab 1965 entstand die riesige, mittlerweile denkmalgeschützte Paketposthalle. Anfang der 1970er wurde in richtungsweisender Modularbauweise die preisgekrönte Schwabinger Anlage in der Genter Straße 13 vom Architekten Otto Steidle gebaut. Eines der bekanntesten Gebäude des Brutalismus in München, und der große Bruder des Fuchsbaus in Schwabing steht in Oberföhring: Das Pharao-Haus. Die großen Kulturbauten der 1970er und 1980er Jahre wie der Neubau der Neuen Pinakothek oder der des Kulturzentrums am Gasteig werden bis heute sehr kontrovers diskutiert, für beide ist ein Umbau geplant. Seit den 1990er-Jahren erfasste die Stadt jedoch eine zweite Gründerzeit, die zunehmend anspruchsvollere Architektur hervorbrachte. Als gelungenstes sakrales Bauwerk gilt die Herz-Jesu-Kirche.
Die relativ wenigen Hochhäuser in München liegen bis auf das Alte Technische Rathaus aus den 1920er-Jahren und dem Central Tower München außerhalb der Innenstadt. Auch wurde 2004 in einem Bürgerentscheid die Höhe künftiger Hochhäuser auf 100 Meter begrenzt. Architektonisch am erwähnenswertesten sind der BMW-Vierzylinder am Olympiapark, neben dem im Oktober 2007 die futuristische BMW Welt eröffnet wurde, sowie der HVB-Tower im Arabellapark und die im Norden von Schwabing gelegenen Highlight Towers. Das mit 146 Meter höchste Hochhaus der Stadt ist das Uptown München. Höchstes Bauwerk der Stadt ist der 291 Meter hohe Olympiaturm (siehe unten).
Am 9. November 2006 wurde das neue Jüdische Zentrum am St.-Jakobs-Platz in der Innenstadt eröffnet – ein Ensemble aus neuer Hauptsynagoge Ohel Jakob, dem Gemeindehaus der Israelitischen Kultusgemeinde München und dem städtischen Jüdischen Museum (eröffnet am 22. März 2007). Es ist das größte jüdische Zentrum in Europa. Entworfen wurde das Ensemble von den Architekten Wandel, Hoefer und Lorch, die auch schon die Dresdner Synagoge umgebaut hatten. Herausstechendes Merkmal des Ensembles sind die verschieden bearbeiteten Außenwände aus hellem Travertinstein, die besonders an der Hauptsynagoge an die Klagemauer in Jerusalem erinnern sollen.
Viel Beachtung fand der Bau des Museums Brandhorst, das nach Plänen des Architekturbüros Sauerbruch Hutton im Kunstareal München erbaut und 2009 eröffnet wurde. Es befindet sich in unmittelbarer Nähe der Pinakothek der Moderne, die vom Architekten Stephan Braunfels entworfen wurde und 2002 ihre Pforten öffnete.

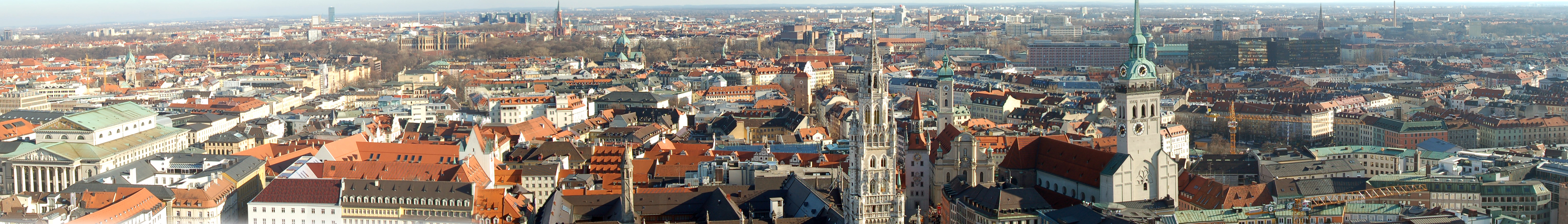
180-Grad-Panorama von der Frauenkirche aus in Blickrichtung Südosten

### Stadtmodelle
- Jakob Sandtner, Plastisches Stadtmodell im Maßstab 1:616, um 1570, Standort Bayerisches Nationalmuseum,[109] eine Kopie im doppelten Maßstab befindet sich im Stadtmuseum
- Johann Baptist Seitz, Anselm Sickinger und andere: Plastisches Stadtmodell, etwa 1850, Birnbaum, Maßstab 1:700, Standort Bayerisches Nationalmuseum: Relief der Haupt- und Residenzstadt München[110]
- Anton Hoermann, Friedrich Hoermann: 1915 (Maßstab 1:700)
- Deutsche Hochbildgesellschaft 1930 (Maßstab 1:2000)
- 1938/39 (Maßstab 1:1000)
- seit den 1970er-Jahren und kontinuierlich fortgeführt (Maßstab 1:500), Referat für Stadtplanung, Standort Münchner Stadtmuseum

### Stadtheimatpfleger
- 1972–1988: Alexander Freiherr von Branca
- 1988–2000: Enno Burmeister
- 2000–2018: Gert Fritjof Goergens
- seit 2018: Bernhard Landbrecht

## Grünanlagen

### Parks und Zoos

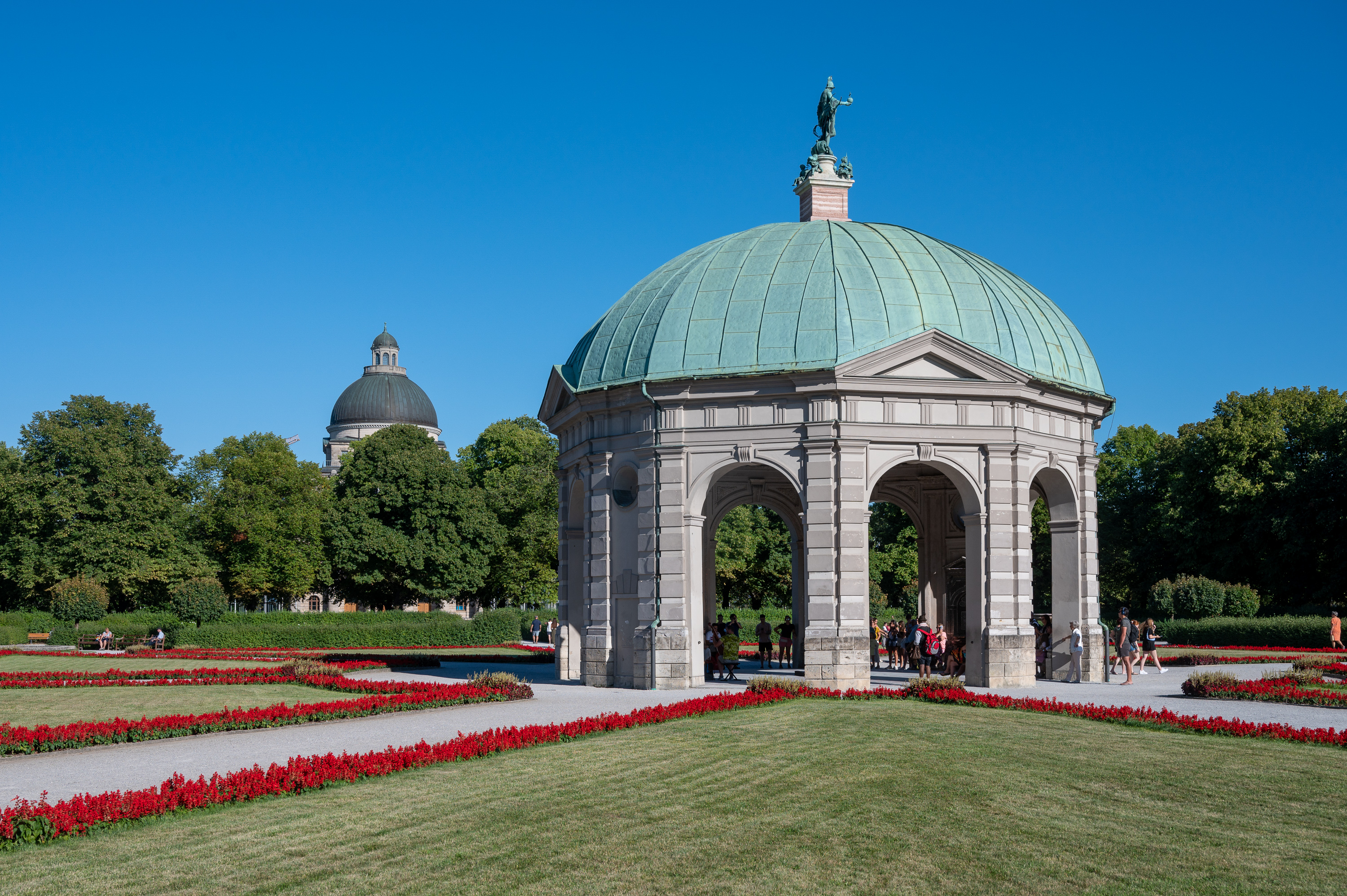
Hofgarten mit Dianatempel

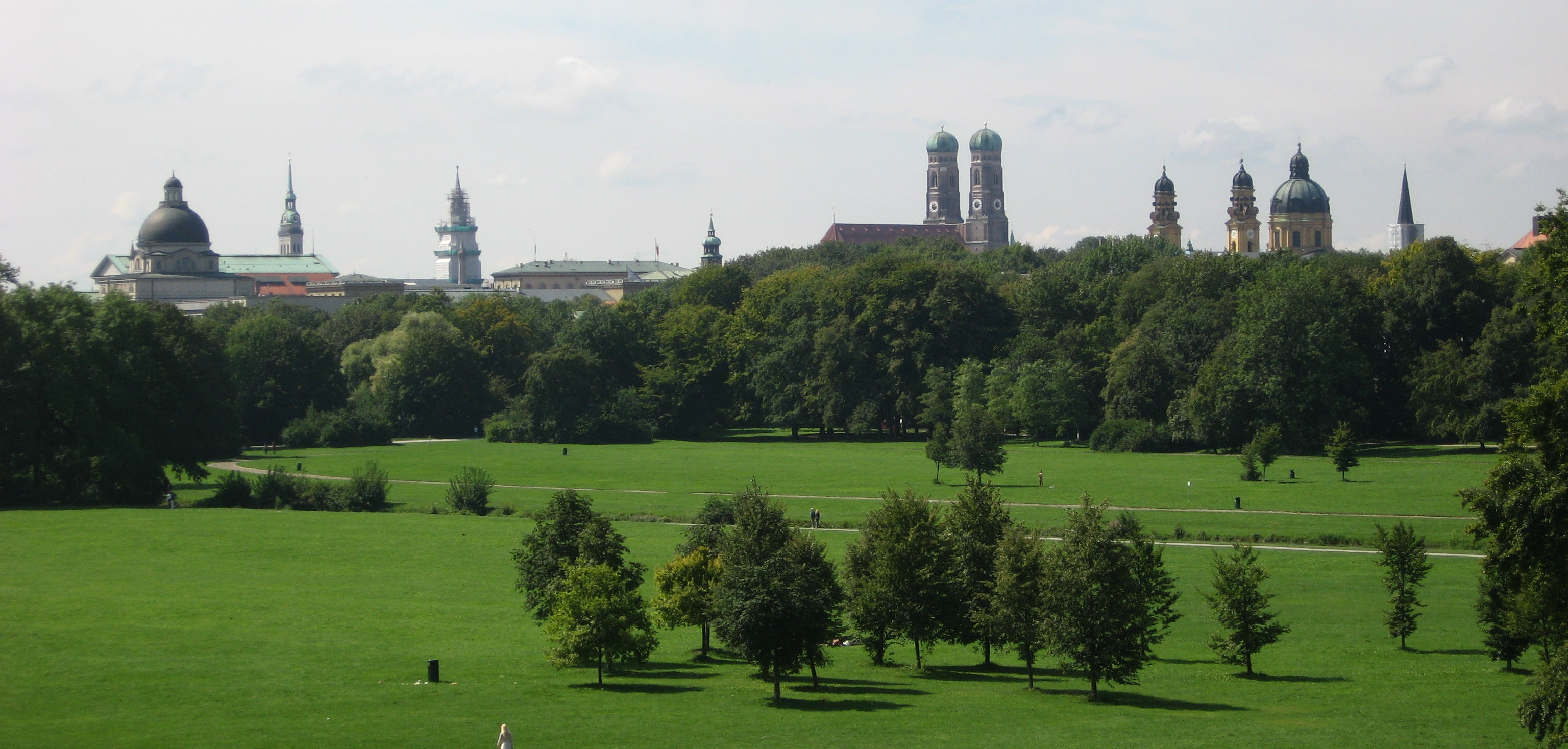
Englischer Garten, Ausblick vom Monopteros-Tempel
v. l. n. r.: Bayerische Staatskanzlei, Alter Peter, Neues Rathaus, Residenz, Frauenkirche, Theatinerkirche, St. Salvator

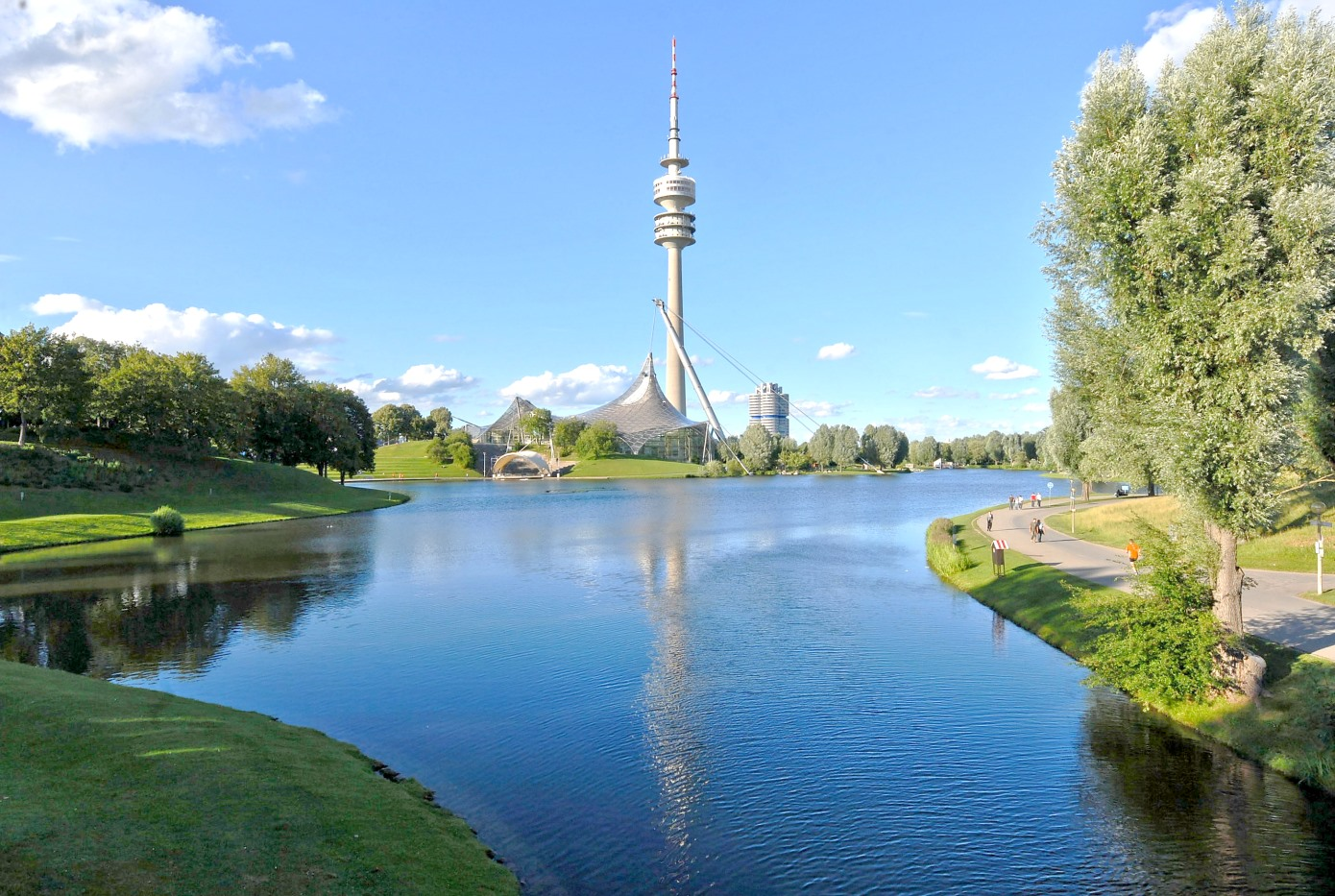
Olympiapark

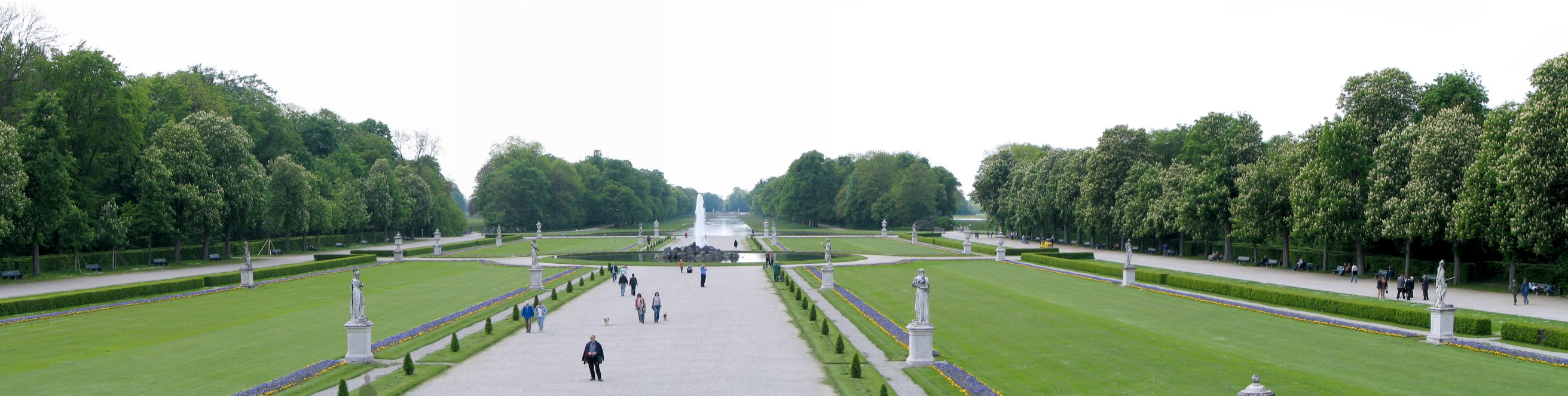
Schlosspark Nymphenburg

Die älteste Gartenanlage ist der Hofgarten aus der Renaissancezeit mit dem Dianatempel. In der Renaissance gab es allerdings in der Altstadt Hunderte kleiner Gärten. Die Münchner bauten darin sogar Gemüse an und hielten Vieh. Nordöstlich des Hofgartens schließen sich der Finanzgarten und der seit 1789 gestaltete Englische Garten an, der München vom Zentrum bis an die nördliche Stadtgrenze durchzieht, und mit 3,75 Quadratkilometern Fläche den Central Park in New York City übertrifft. Hier befinden sich seit der Entstehungszeit das Rumfordhaus und der Chinesische Turm, später kam der Monopteros hinzu. An der gegenüber liegenden Seite der Isar liegen die Maximiliansanlagen. Im Westen der Altstadt am Stachus befindet sich der Alte Botanische Garten, in dem bis zu seiner Zerstörung durch Feuer der Glaspalast stand. Erhalten hat sich das klassizistische Eingangstor von Herigoyen mit einer von Johann Wolfgang Goethe eigens verfassten Inschrift.
Der Schlosspark Nymphenburg entstand im Westen von Schloss Nymphenburg im französischen Stil. Im 19. Jahrhundert wurde er bis auf das „Grand Parterre“ in einen englischen Landschaftspark verwandelt. Nördlich schließt sich der Neue Botanische Garten an. Südöstlich von Nymphenburg liegt der ehemals kurfürstliche Hirschgarten. Gleich drei barocke Schlösser befinden sich an der nördlichen Stadtgrenze im Park von Schloss Schleißheim, neben Herrenhausen und Schwetzingen ist er der einzige erhaltene große Barockgarten in Deutschland.
Bedeutend ist auch der Olympiapark, der neben mehreren Seen auch einen hervorragenden Blick über die Stadt vom Olympiahügel bietet. Hier befindet sich auch das Aquarium von Sea Life München. Daneben existieren zahlreiche weitere Parks und Grünflächen, wie zum Beispiel der Bavariapark, der Luitpoldpark mit dem Bamberger Haus, der Westpark mit dem Ostasienensemble, wo 1983 die erste Bundesgartenschau – gleichzeitig als Internationale Gartenbauausstellung – in Bayern stattfand, sowie der Ostpark. Für die Bundesgartenschau 2005 wurde im Stadtteil Messestadt Riem mit dem Riemer Park eine weitere, ausgedehnte Parkanlage im Osten Münchens angelegt. Im Winter wird in einigen Parks durch eigens gespurte Loipen das Langlaufen ermöglicht.
Die Isarauen sind eine lang gezogene, schmale Parklandschaft entlang dem anlässlich der Bundesgartenschau 2005 teilweise renaturierten Gebirgsfluss. Die Stadt kann an der Isar ohne Unterbrechung auf verschiedenen Trassen im Grünen durchlaufen oder -radelt werden. Die eigentlichen Isarauen zwischen Deutschem Museum und der Isarinsel Flaucher sind beliebte Orte zum Grillen, Baden und zu gemäßigter Freikörperkultur. Südlich vom Flaucher liegt der Tierpark Hellabrunn.
Durch die genannten Parkanlagen erreicht das insgesamt dicht bebaute München einen Anteil öffentlicher Grünanlagen und Erholungsflächen am Stadtgebiet von rund 11,7 Prozent. Der Anteil aller Grünflächen im Stadtgebiet beträgt 49,9 Prozent und belegt damit lediglich Rang 74 unter den 79 deutschen Großstädten. Tatsächlich ist München in Deutschland die Stadt mit dem höchsten Anteil an versiegelter Fläche, rund 47 Prozent des Stadtgebiets sind bebaut, betoniert oder asphaltiert.

### Friedhöfe

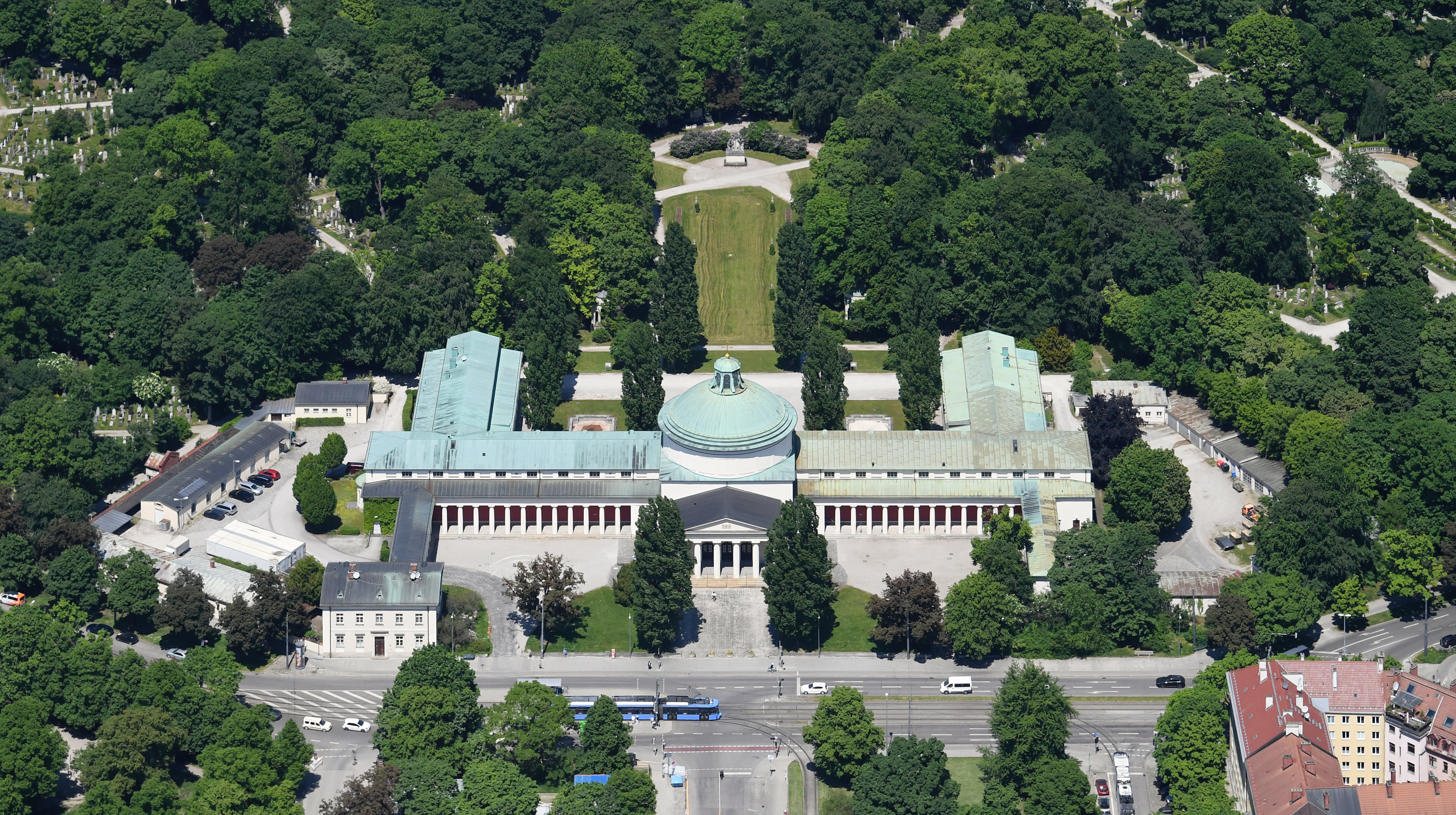
Ostfriedhof

Grünanlagen besonderer Art sind der aufgelassene Alte Südliche Friedhof mit zahlreichen Prominentengräbern in der Nähe des Sendlinger Tors sowie der ebenfalls aufgelassene Alte Nördliche Friedhof in der Maxvorstadt. Grüne Lungen der Stadt sind auch die bestehenden Friedhöfe Münchens, wobei der West-, der Nord- und der Ostfriedhof jeweils über prächtige Aussegnungshallen von Hans Grässel verfügen. Der größte Friedhof Münchens ist der Waldfriedhof. Ein Friedhof mit Gräbern vieler Prominenter ist auch der Bogenhausener Friedhof. Auf dem Friedhof am Perlacher Forst liegen unter anderen bekannten Persönlichkeiten die Geschwister Scholl begraben. Ferner gibt es drei jüdische Begräbnisstätten: den nicht öffentlich zugänglichen Alten Israelitischen Friedhof in Sendling, den Neuen Israelitischen Friedhof in Schwabing und, als Teil des Waldfriedhofs, den Neuen Jüdischen Friedhof.

## Kultur

### Museen

#### Kunstmuseen und Galerien
München ist international bekannt für seine Sammlungen der alten und klassischen Kunst, die in staatlichen, städtischen und privaten Museen wie Galerien präsentiert werden.

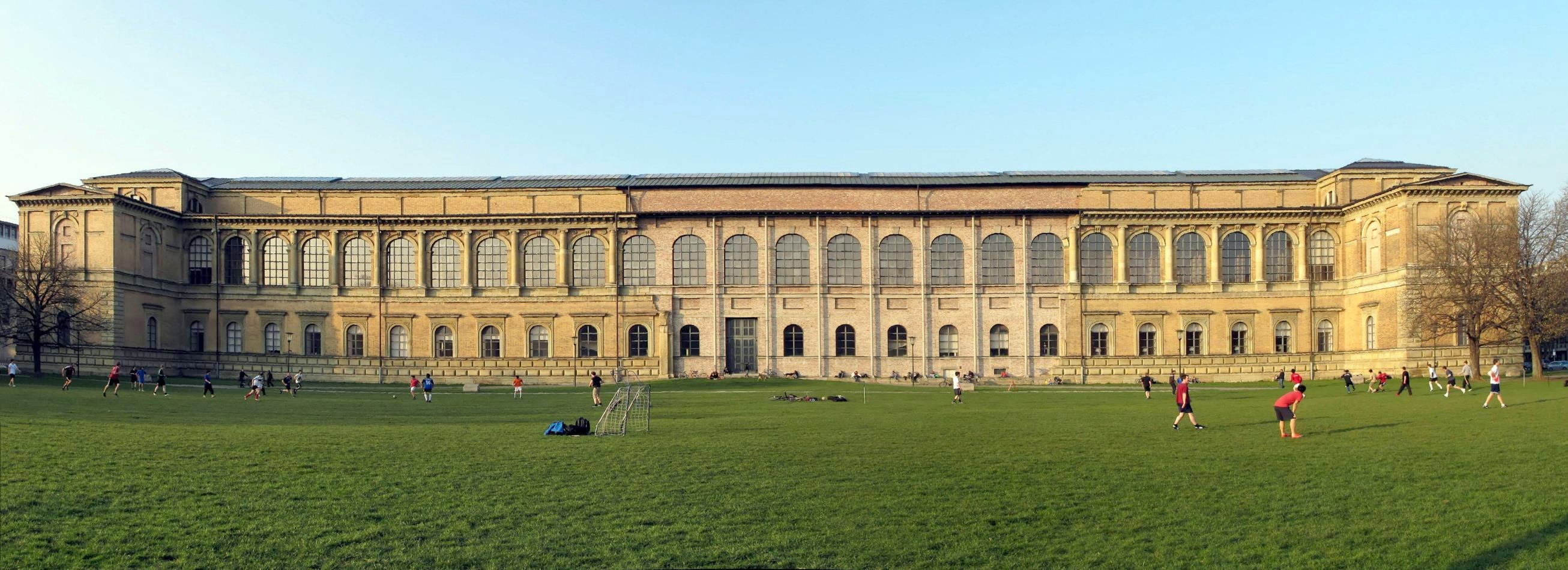
Alte Pinakothek

So gehören zum Beispiel die Alte und die Neue Pinakothek sowie die Pinakothek der Moderne und das 2014 stark erweiterte Lenbachhaus zu den weltweit bedeutendsten Galerien. Zusammen mit der Glyptothek, den Staatlichen Antikensammlungen und dem Museum Brandhorst bilden diese Sammlungen das Kunstareal München. Auch das Staatliche Museum Ägyptischer Kunst erhielt einen Neubau im Kunstareal. Die Staatliche Graphische Sammlung München befindet sich ebenfalls dort in der Katharina-von-Bora-Straße.

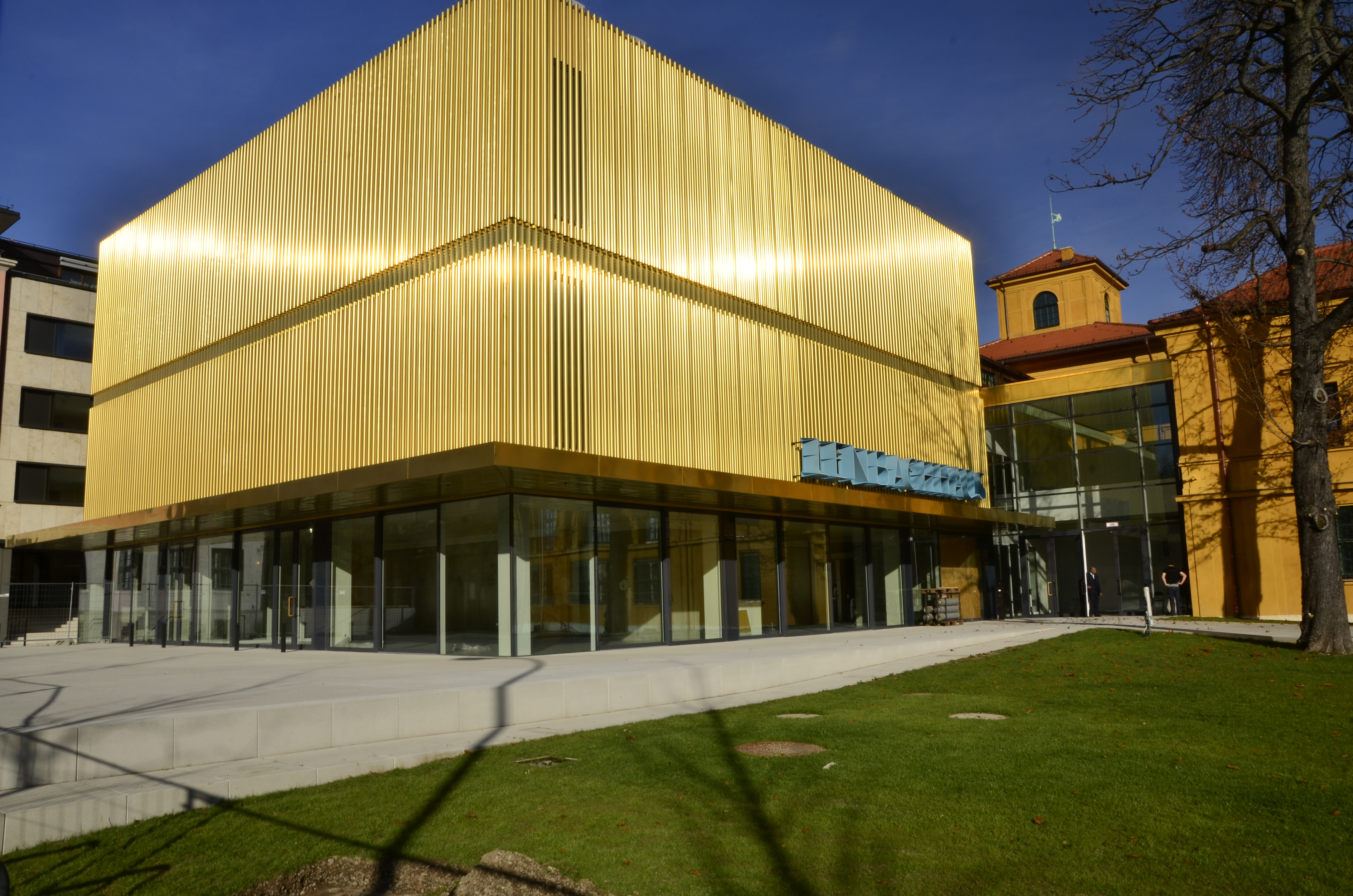
Neubau der Städtischen Galerie im Lenbachhaus

Eine weitere Museumslandschaft neben dem Kunstareal ist das Lehel mit dem Haus der Kunst, dem Bayerischen Nationalmuseum, der Archäologischen Staatssammlung, der Schackgalerie, der Galerie der Künstler und dem Museum Fünf Kontinente, dem früheren Völkerkundemuseum. Weiter östlich der Isar an der Prinzregentenstraße liegt das einzigartige Jugendstilgebäude Villa Stuck mit einer ständigen Sammlung von Franz von Stucks Werken sowie hochkarätigen Wechselausstellungen.

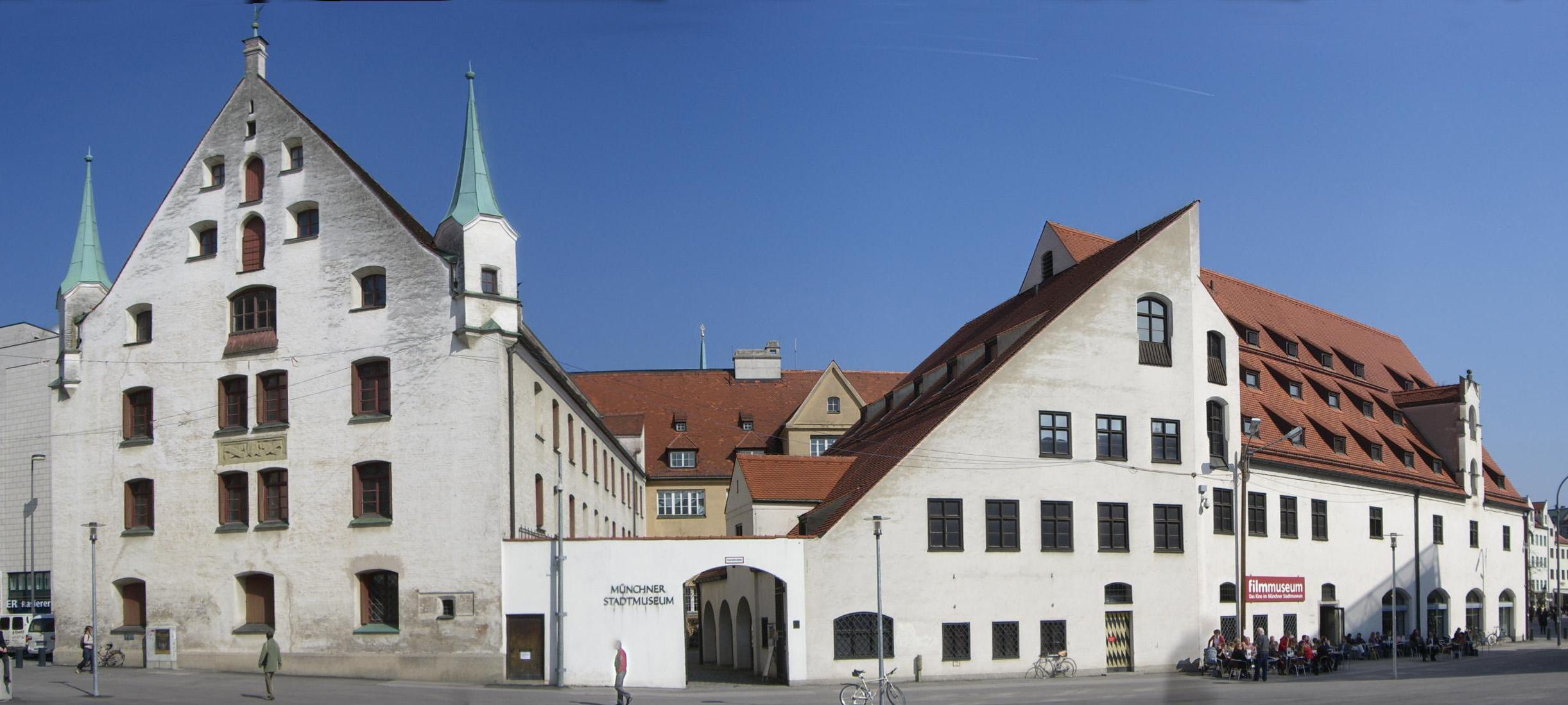
Münchner Stadtmuseum

Auch in der Innenstadt liegen zahlreiche Kunstmuseen. Das Münchner Stadtmuseum befindet sich im ehemaligen Zeughaus am Sankt-Jakobs-Platz und beherbergt eine Reihe von verschiedenen Sammlungen und Museen: Die Sammlung für Skulpturen und angewandte Kunst, das Filmmuseum München, das Fotomuseum, die Sammlung für Grafik, Plakat, Gemälde, die Sammlung für Mode und Textilien, die Musiksammlung (Musikinstrumentensammlung), die Sammlung für Puppentheater und Schaustellerei sowie die Sammlungen zur Stadtkultur und Volkskunde. Aus den Beständen der verschiedenen Sammlungen werden regelmäßig Ausstellungen kuratiert, die entweder sammlungsspezifisch (zum Beispiel im Fotomuseum) oder sammlungsübergreifend (zum Beispiel die Ausstellung „Typisch München“) konzipiert sind. Darüber hinaus unterhält die Stadt München verschiedene Galerien wie etwa die Lothringer13, die Kunstarkaden, die Rathausgalerie, das MaximiliansForum oder die Artothek, wo Kunstwerke entliehen werden können. Im Hackenviertel der Innenstadt liegt das Museum of Urban and Contemporary Art. Die Kunsthalle der Hypo-Kulturstiftung befindet sich in der Theatinerstraße. Das Residenzmuseum (vor allem mit der Schatzkammer der Residenz) befindet sich in der ehemaligen Residenz der Wittelsbacher in Münchens Altstadt und ist eines der bedeutendsten Schlossmuseen Europas. Festsäle, Prunkräume oder Hofkapellen bayerischer Herrscher vermitteln einen Einblick in historische Raumensembles verschiedener Epochen mit bedeutenden Exponaten der Wittelsbacher Sammlungen von Silber, Porzellan, Miniaturen, Gemälden, antiken Skulpturen, Bronzeplastiken, Tapisserien, Möbeln, Uhren, Kerzenleuchtern und Lüstern. Die Staatliche Münzsammlung ist ebenfalls in der Residenz untergebracht.
In Oberföhring findet sich die Sammlung Goetz, die ebenfalls Wechselausstellungen in einem Museumsbau von Herzog & de Meuron präsentiert.
Im Schloss Nymphenburg befinden sich neben den Schauräumen das Marstallmuseum sowie die Nymphenburger Porzellansammlung.

#### Naturkundemuseen
In Schloss Nymphenburg ist auch das naturkundliche Museum Mensch und Natur angesiedelt. Darüber hinaus gibt es in der Stadt weitere Museen für die bisher nicht zusammengefassten naturwissenschaftlichen Sammlungen des Staates, so das Paläontologische Museum, das Museum Mineralogia München sowie die Anthropologische Staatssammlung, das Geologische Museum München, die Botanische Staatssammlung und die Zoologische Staatssammlung München. Ein Publikumsmagnet, auch durch die prominente Lage in der Innenstadt, ist das Deutsche Jagd- und Fischereimuseum, das auch kulturgeschichtliche Aspekte abdeckt.

#### Kulturmuseen und Gedenkstätten
Neben ihren kunsthistorischen Sammlungen haben das Nationalmuseum und das Stadtmuseum auch Ausstellungen zur Kulturgeschichte. Gegenüber dem Münchner Stadtmuseum befindet sich ein weiteres städtisches Museum: Das Jüdische Museum, das dort mit der neuen Synagoge und dem jüdischen Gemeindezentrum das neue Jüdische Zentrum bildet. Das NS-Dokumentationszentrum in der Brienner Straße dient der Auseinandersetzung mit der Geschichte und den Folgen des NS-Regimes. Darüber hinaus gibt es in der Stadt mehrere Gedenkstätten für Opfer des Nationalsozialismus. Der Erinnerungsort Olympia-Attentat liegt im Olympiadorf. Ein Teil Münchner und Europäischer Geschichte ist im Sudetendeutschen Museum im Stadtteil Au zu sehen.

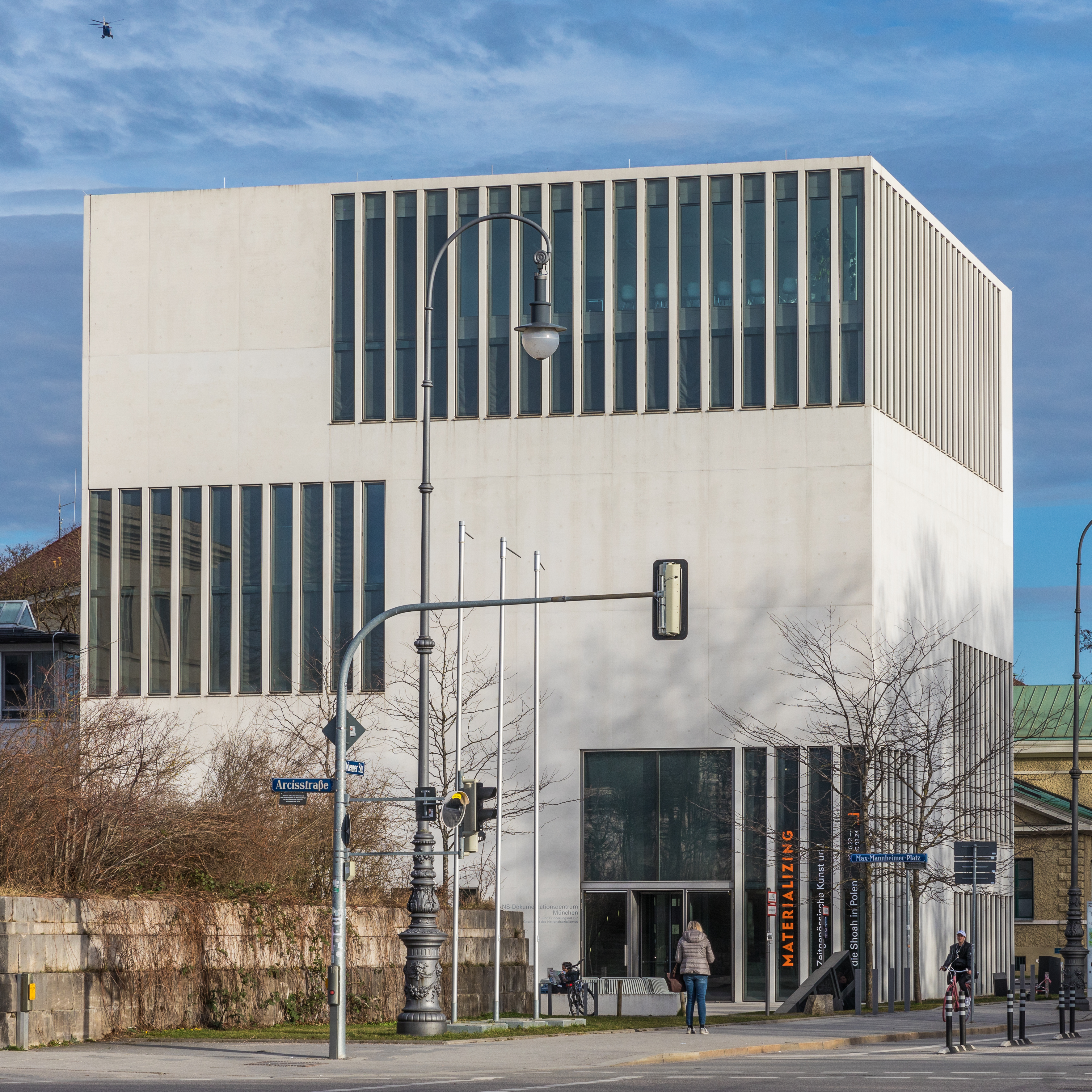
NS-Dokumentationszentrum München

Im Alten Hof sind der Infopoint Museen und Schlösser in Bayern und die Ausstellung Münchner Kaiserburg untergebracht. Das kleinste Museum der Stadt ist das Karl-Valentin-Musäum in einem der beiden Türme der ehemaligen Stadtbefestigungsanlage am Isartor; es zeigt Exponate zu Leben und Werk des Künstlers Karl Valentins. Nicht viel größer ist das Spielzeugmuseum im Alten Rathausturm. Nicht weit entfernt liegen das Bier- und Oktoberfestmuseum und das Münchner Feuerwehrmuseum. Am Hofgarten ist das Deutsche Theatermuseum untergebracht. In Schloss Blutenburg befindet sich seit 1998 ein literarisches Museum zu Leben und Werk von Michael Ende, dessen Teilnachlass die dortige Bibliothek besitzt. Das Alpine Museum auf der Praterinsel der Isar ist ein Museum des Deutschen Alpenvereins zur Geschichte des Alpinismus.

#### Technikmuseen

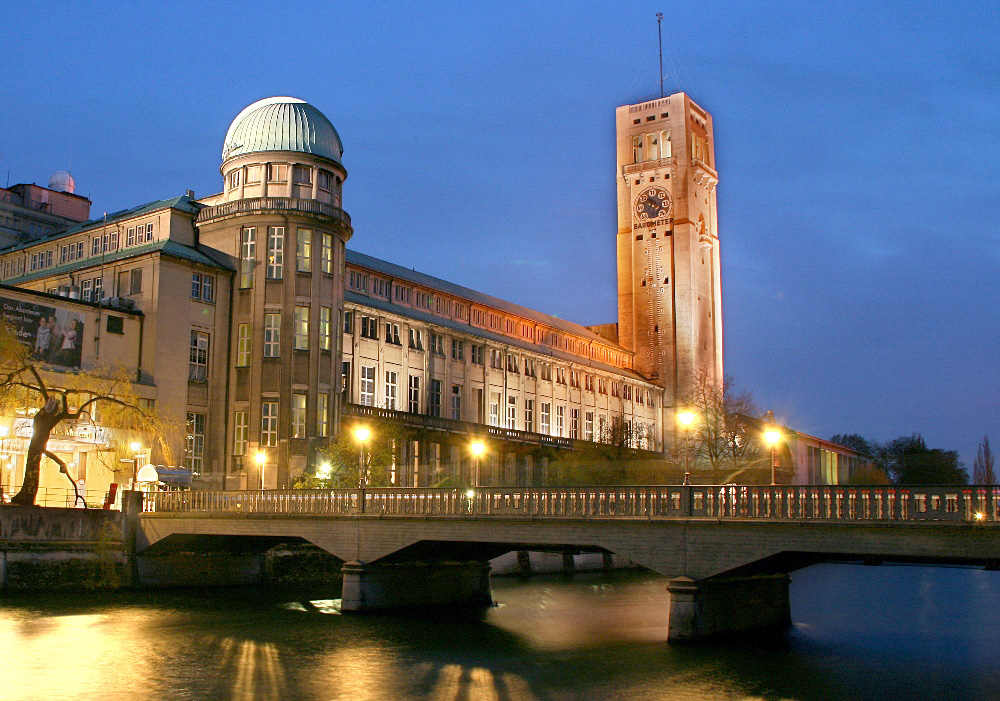
Deutsches Museum

Das Deutsche Museum auf der Museumsinsel der Isar mit weltweit einmaligen technischen Exponaten gehört mit über einer Million Besucher pro Jahr zu den meistbesuchten Museen Europas und ist das größte technisch-naturwissenschaftliche Museum der Welt. Zweigstellen sind die Flugwerft Schleißheim und das im Mai 2003 eröffnete Verkehrsmuseum an der Theresienwiese.
Weiter besteht als städtisches Verkehrsmuseum das MVG Museum. Daneben gibt es mit dem BMW Museum, dem BMW Group Classic und dem Museum im SiemensForum München Sammlungen zur Firmengeschichte in München ansässiger Technikkonzerne.

### Bildende Kunst

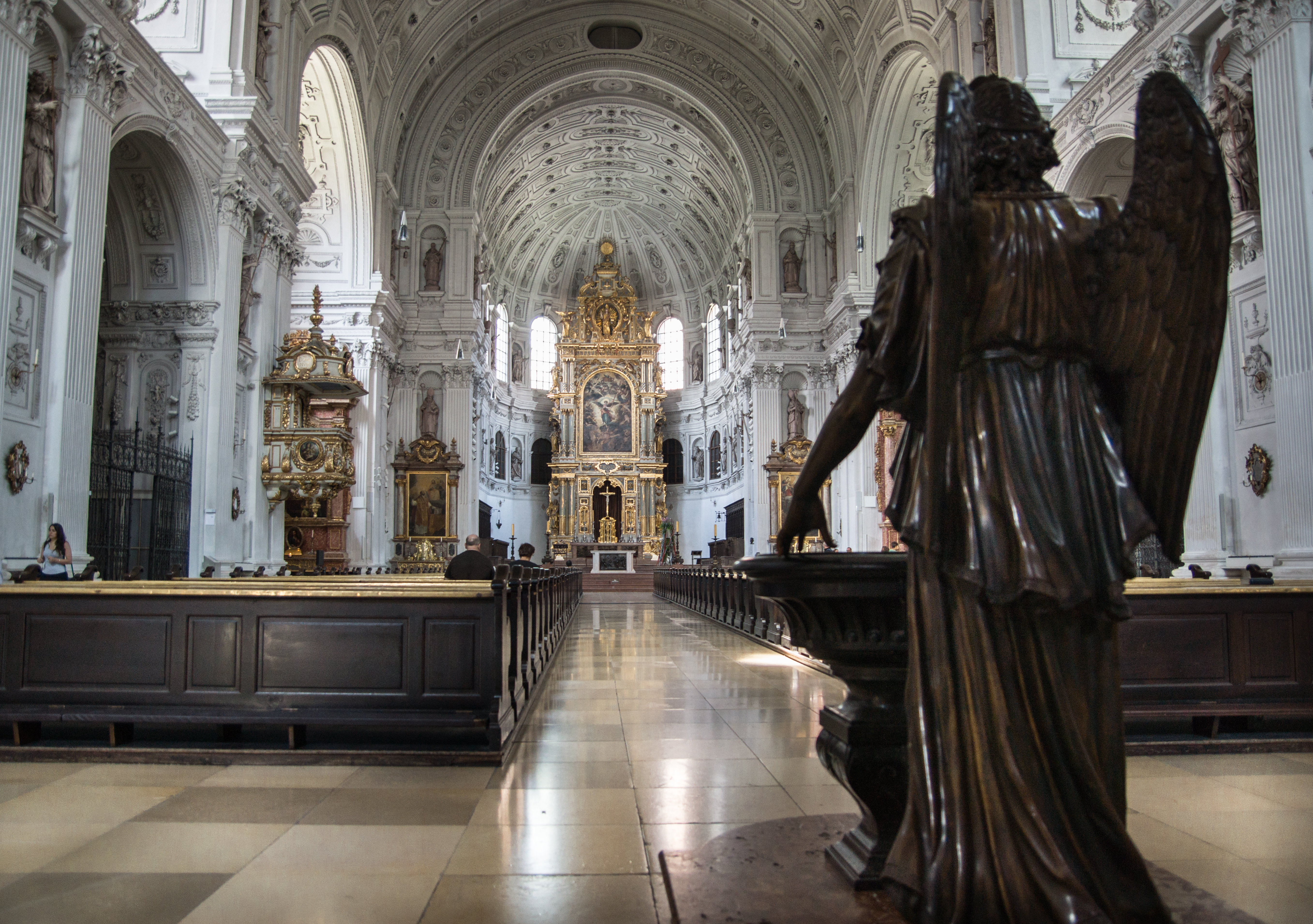
Weihwasserengel im Inneren der Michaelskirche von Hubert Gerhard, 1595
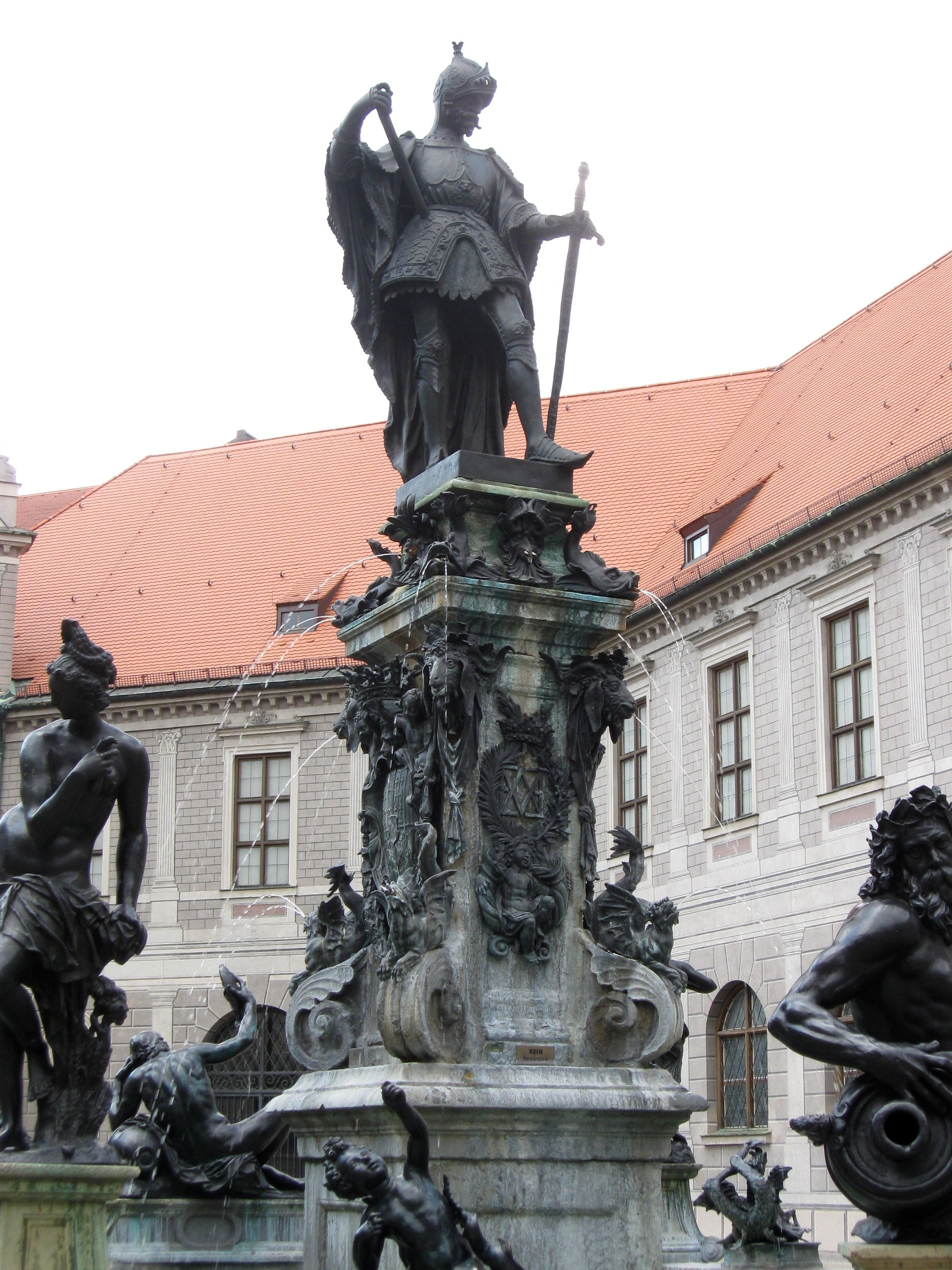
Wittelsbacherbrunnen der Residenz München von Hubert Gerhard, 1611
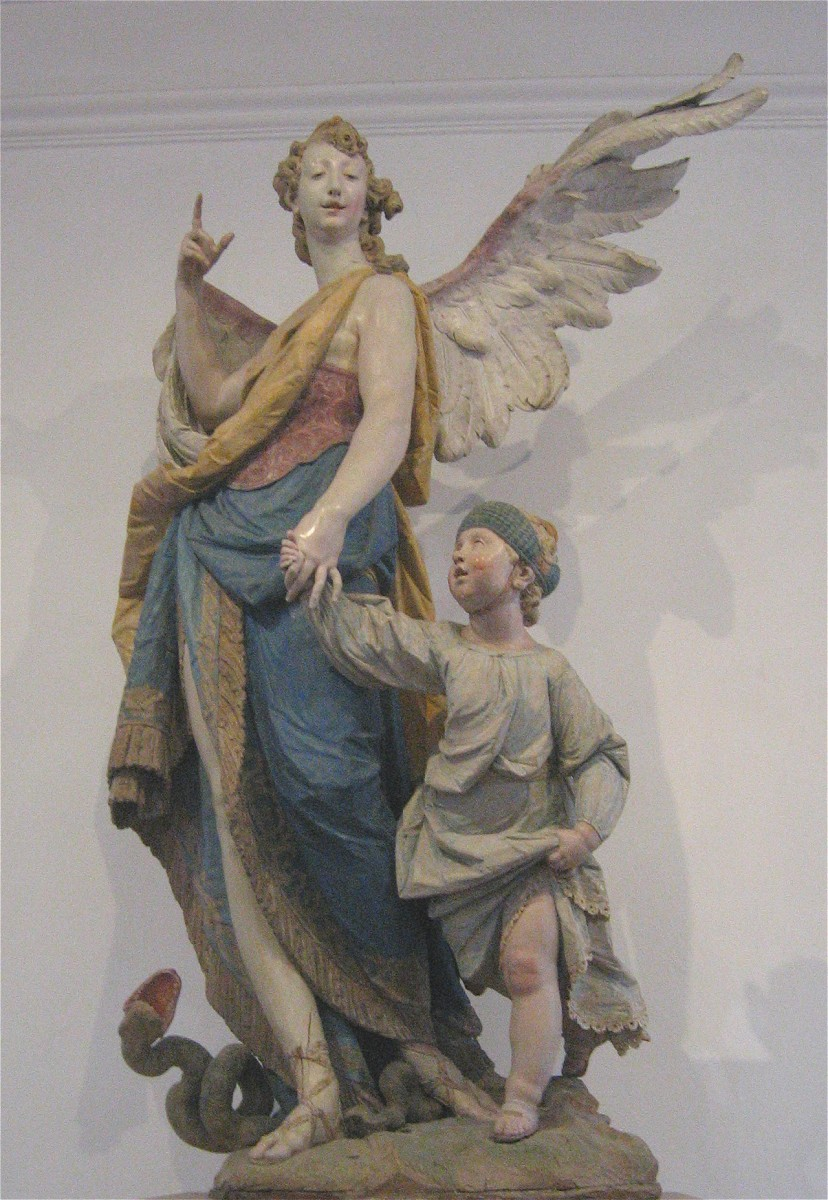
Schutzengel im Bürgersaal, Ignaz Günther, 1763
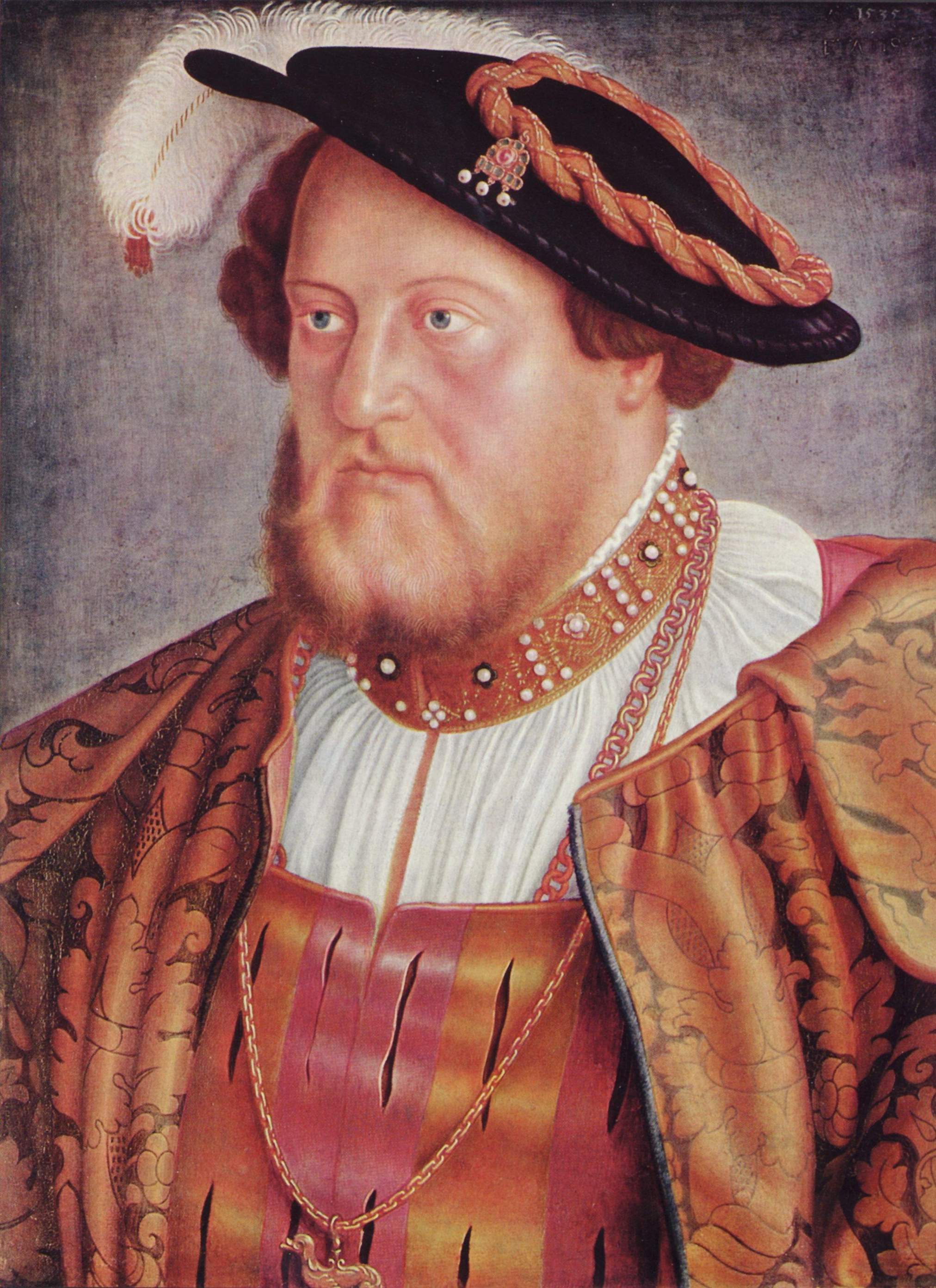
Pfalzgraf Ottheinrich, Barthel Beham, 1535
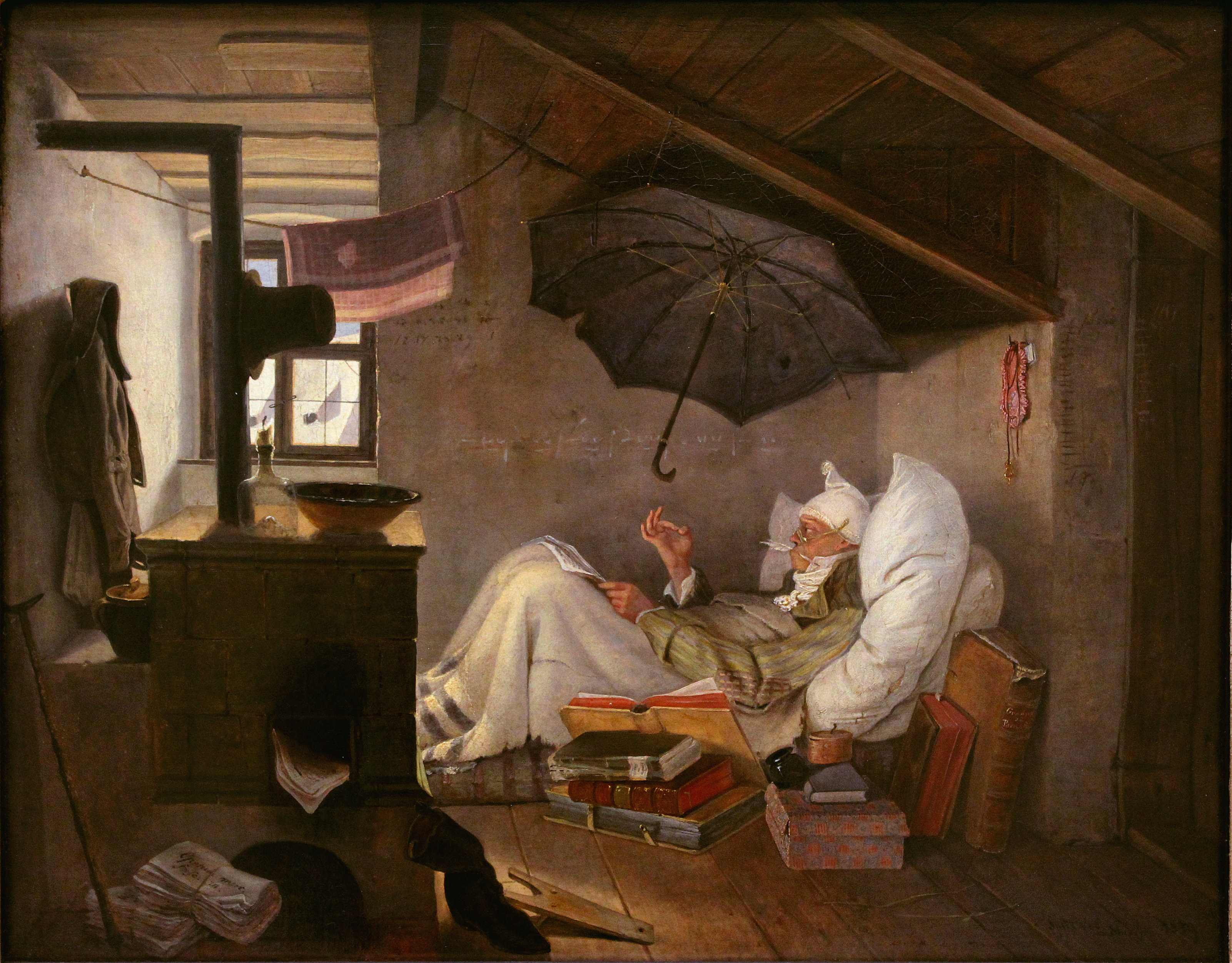
Der arme Poet, Carl Spitzweg, 1839
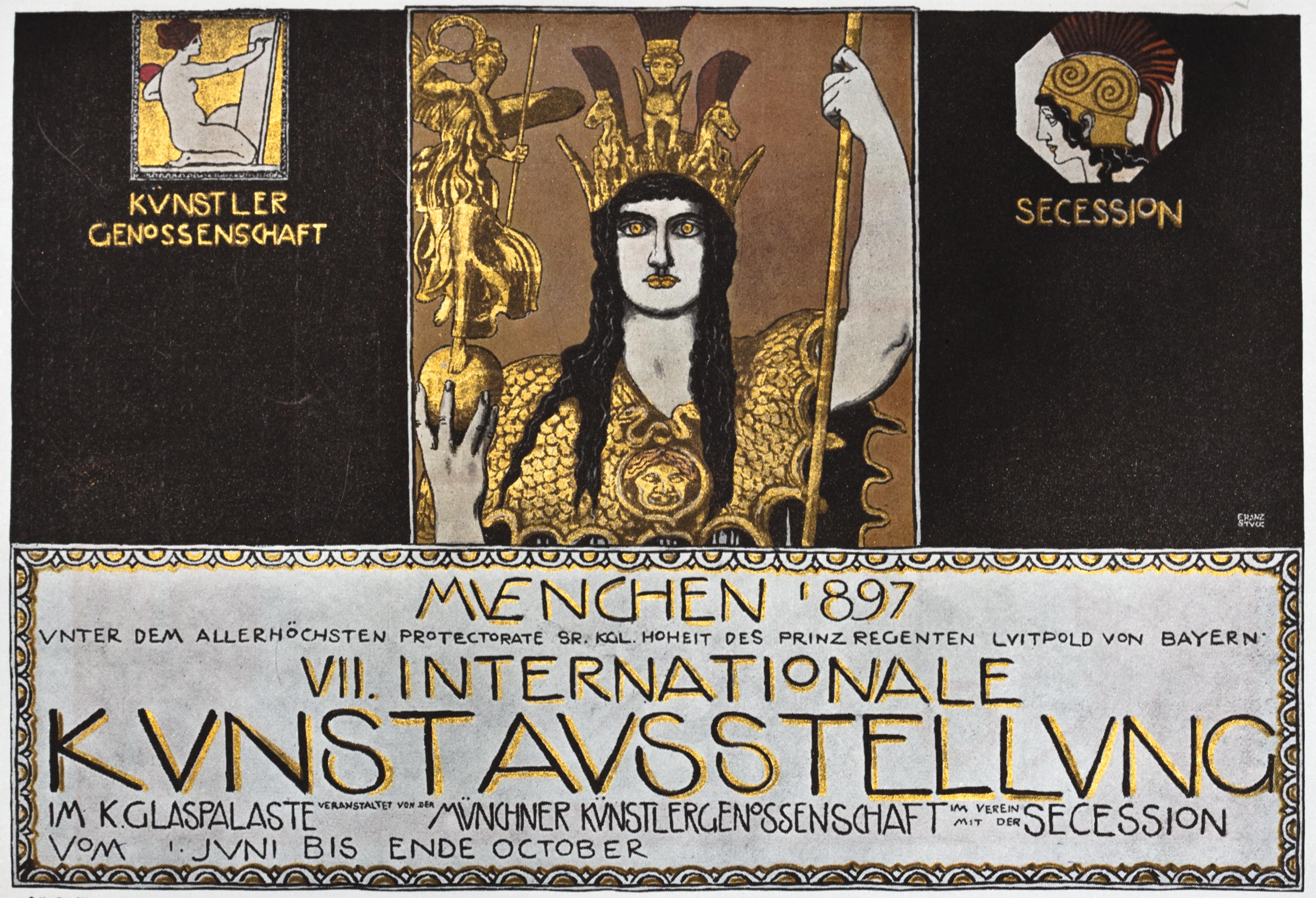
Plakat für die VII. Internationale Kunstausstellung München, von Franz von Stuck 1897

In der Spätgotik gab es in München eine erste kulturelle Blüte, als unter anderem Erasmus Grasser und Jan Polack in der Stadt arbeiteten. In der Renaissancezeit wurde die Stadt zu einem Zentrum der Bildhauer, das von Hubert Gerhard und Hans Krumpper geprägt wurde. Als Maler waren in dieser Zeit Barthel Beham, Hans von Aachen und Peter Candid in München tätig. Im 18. Jahrhundert erlebte die Stadt ein Goldenes Zeitalter der bildenden Kunst, das von Persönlichkeiten wie Cosmas Damian Asam, Egid Quirin Asam, Johann Michael Fischer, François de Cuvilliés, Ignaz Günther, Johann Baptist Zimmermann und Johann Baptist Straub bestimmt wurde.
Im 19. Jahrhundert gab es eine zweite Blüte der Erzgießerei, als Johann Baptist Stiglmaier und Ferdinand von Miller in der Stadt arbeiteten.
Von etwa 1850 bis 1914 entwickelt sich München zu einem der Zentren der europäischen Malerei. Im Umfeld der Königlichen Akademie der Bildenden Künste entsteht die Münchner Schule. Bis heute hat diese große kunstgeschichtliche Bedeutung als Vertreter der akademischen Malerei. Bekannte Lehrkräfte an der Akademie waren u. a. Karl von Piloty, Wilhelm von Diez, Arthur von Ramberg und Nikolaus Gysis. Aus dem Umfeld der Akademie (und als Abspaltung der Münchner Künstlergenossenschaft) entstand die Münchener Secession mit Mitgliedern wie Max Liebermann, Franz von Stuck, Lovis Corinth, Ernst Oppler und Walter Leistikow.
Der Blaue Reiter wurde 1911 ins Leben gerufen und ließ München schließlich zu einem Zentrum moderner Kunst aufsteigen. Mitglieder waren Paul Klee, Wassily Kandinsky, Alexej von Jawlensky, Gabriele Münter, Franz Marc, August Macke und Alfred Kubin.
1919 wurden die ersten Studios der Bavaria Film in Geiselgasteig – einem Ortsteil der Gemeinde Grünwald im Süden Münchens – errichtet.

### Literarisches Leben
Im 14. Jahrhundert verfasst Heinrich von München seine Weltchronik. Im 15. Jahrhundert wirken unter anderen Hans Schiltberger und Ulrich Fuetrer in der Stadt. Der Stadtschreiber Minervius übersetzt 1537 erstmals Homer ins Deutsche, auch Martinus Balticus wirkte damals in München. Zu Beginn des 17. Jahrhunderts besteht in München ein Dichterkreis, dem auch Jakob Balde und Jeremias Drexel angehören.
Mit der Aufklärung setzt auch in München neues literarisches Schaffen ein, Hauptvertreter ist Lorenz von Westenrieder. Danach entsteht in München ein literarischer Kreis der Romantik um Görres und Schelling.
Im 19. Jahrhundert lebten unter anderen Fjodor Tjutschew, Heinrich Heine, Friedrich Hebbel und Hans Christian Andersen für längere Zeit in München.
Das literarische Leben der Stadt mit seinem Zentrum in Schwabing nahm in den letzten Jahrzehnten des Königreiches Bayern einen großen Aufschwung und wurde geprägt von Schriftstellern wie Paul Heyse, Lena Christ, Ludwig Thoma, Thomas Mann, Rainer Maria Rilke und Frank Wedekind.
In der Weimarer Republik waren die bekanntesten literarischen Münchner Repräsentanten Lion Feuchtwanger, Annette Kolb, Bertolt Brecht und Oskar Maria Graf.
Später gelangte der in München geborene Schriftsteller Eugen Roth zu literarischem Ruhm, und viele Schriftsteller wie Erich Kästner, Wolfgang Koeppen und Michael Ende lebten und arbeiteten in der Stadt.

### Theater

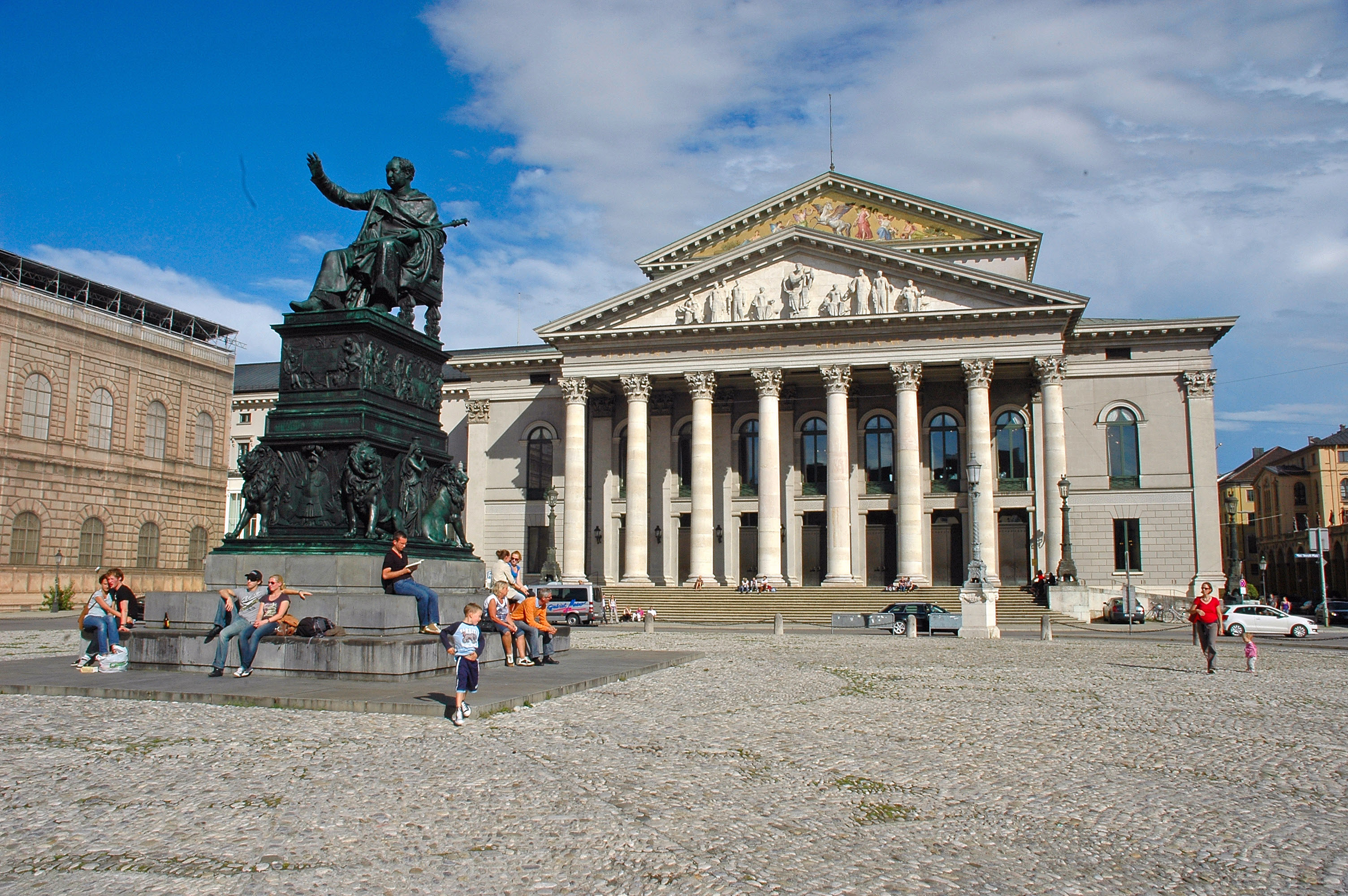
Nationaltheater München

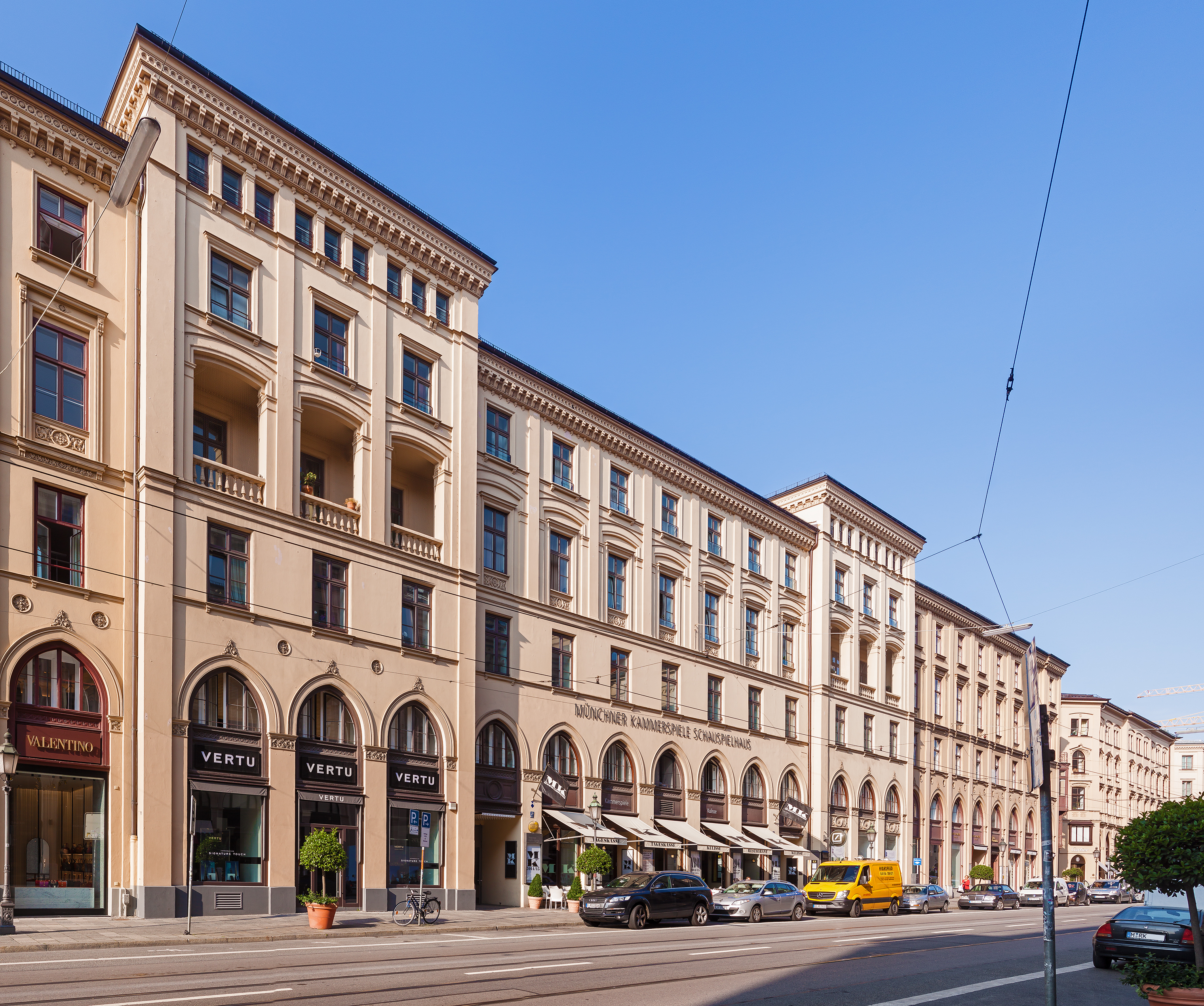
Münchner Kammerspiele

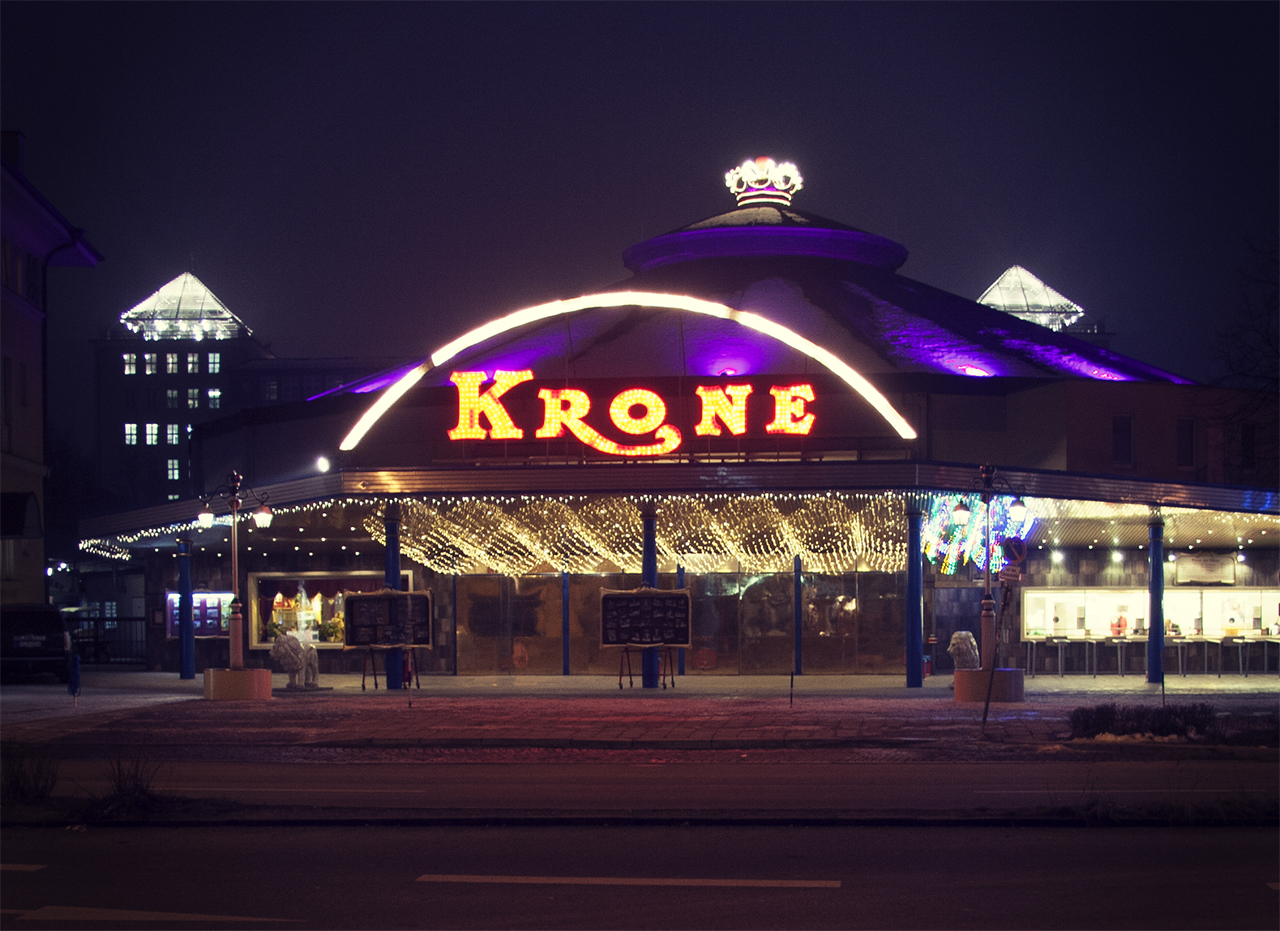
Kronebau

München besitzt eine sehr reichhaltige Theater-, Ballett- und Opernkultur mit fünf staatlichen, drei städtischen und über fünfzig privaten Bühnen. Die bedeutendsten Spielstätten sind das Nationaltheater München (Bayerische Staatsoper, Bayerisches Staatsballett), das Residenztheater (Bayerisches Staatsschauspiel), das Staatstheater am Gärtnerplatz (Oper, Operette, Tanz und Musical), das Prinzregententheater (u. a. Bayerische Theaterakademie August Everding, staatliche Theater, Konzerte), das Schauspielhaus (Münchner Kammerspiele), die Schauburg, das Münchner Volkstheater sowie das Deutsche Theater.

#### Musiktheater, Oper und Ballett
Das musikalische Leben der Stadt hat eine lange Tradition. Hier wirkten bedeutende Komponisten wie Orlando di Lasso, Carl Maria von Weber, Gustav Mahler, Richard Strauss und Carl Orff. Im Salvatortheater wurde 1775 Wolfgang Amadeus Mozarts La finta giardiniera uraufgeführt, 1781 folgte im Cuvilliés-Theater die Weltpremiere seines Idomeneo. Im Nationaltheater kamen unter Ludwig II. mehrere Opern Richard Wagners zur Uraufführung. Im Musiktheater sind vor allem die Bayerische Staatsoper und das Staatstheater am Gärtnerplatz zu nennen, die jeweils über eine eigene Ballettkompanie verfügen: das Bayerische Staatsballett und das Ballett des Staatstheaters am Gärtnerplatz. Die von Hans Werner Henze gegründete Münchner Biennale widmet sich modernem Musiktheater.

#### Sprechtheater
In der Sparte Sprechtheater sind die bedeutendsten Bühnen der Stadt das Bayerische Staatsschauspiel, die Münchner Kammerspiele und das Münchner Volkstheater. Seit den Premieren von Gotthold Ephraim Lessing 1775 haben viele bekannte Autoren in München ihre Stücke zur Uraufführung gebracht, darunter Christian Friedrich Hebbel, Henrik Ibsen, Hugo von Hofmannsthal und Ingmar Bergman. Von den privaten Bühnen ist das Metropoltheater bereits mehrfach ausgezeichnet worden und auch das Münchner Sommertheater, ein Freilichttheater im Englischen Garten, zieht jährlich tausende Zuschauer an. Boulevardtheater bietet die Komödie im Bayerischen Hof – meist mit prominenten Schauspielern in den Hauptrollen.
Im Kinder- und Jugendtheater spielt die Schauburg der Stadt München eine zentrale Rolle. Daneben gibt es noch verschiedene andere private Bühnen für Kinder, wie etwa das Kleine Theater im Pförtnerhaus, das Münchner Theater für Kinder oder das Münchner Marionettentheater. Das Marionettentheater Kleines Spiel spielt dagegen nahezu ausschließlich am Abend und für Erwachsene.

#### Kabarett und Zirkus
Im Kabarettbereich sind die Münchner Lach- und Schießgesellschaft, das Wirtshaus am Hart, das Theater im Fraunhofer, das Lustspielhaus oder der Schlachthof wichtige Bühnen der Stadt. Unter den Münchner Kabarettisten ragen z. B. Karl Valentin, Dieter Hildebrandt, Ottfried Fischer oder Gerhard Polt hervor.
Mit dem 1905 gegründeten Circus Krone hat der größte Zirkus Europas in München seinen festen Wintersitz im Kronebau.

### Orchester und Chöre

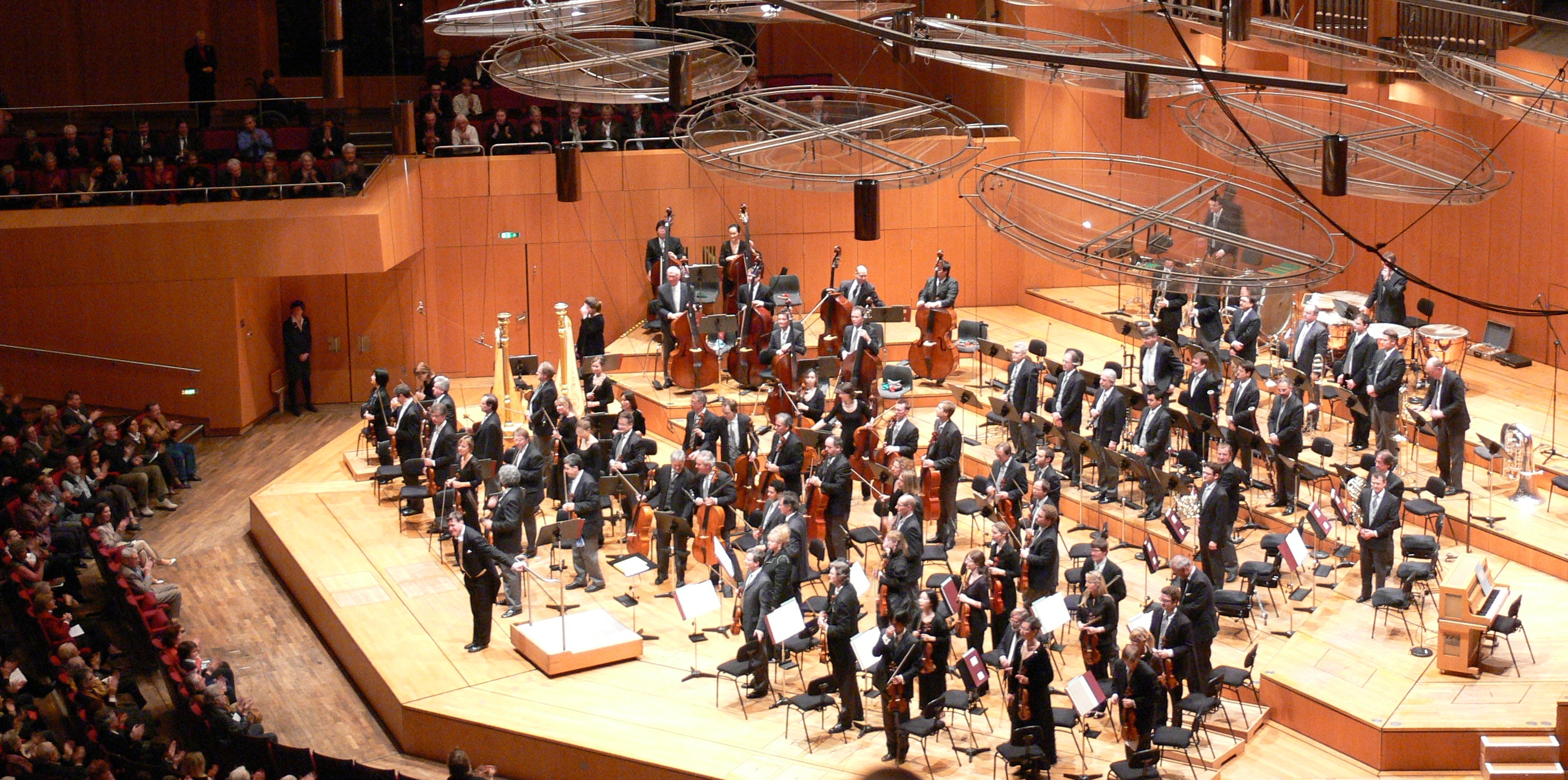
Münchner Philharmoniker im Gasteig

Die Münchner Philharmoniker, das Symphonieorchester des Bayerischen Rundfunks und das Bayerische Staatsorchester zählen zu den bedeutendsten deutschen Orchestern und arbeiten regelmäßig mit den international renommierten Dirigenten zusammen. Zudem genießen die Münchner Symphoniker und das Münchener Kammerorchester einen sehr guten Ruf.
Wichtige Chöre sind u. a. der Philharmonische Chor München, der Chor des Bayerischen Rundfunks, der Münchener Bach-Chor, der orpheus chor münchen, MünchenKlang oder der Tölzer Knabenchor, dessen Studio sich in Solln befindet und bei dem die Mehrheit der Knaben aus München stammt.
Die wichtigsten Spielstätten für Orchester und Chöre in München sind die Philharmonie im Gasteig (2387 Plätze), das Prinzregententheater (1081 Plätze) oder der Herkulessaal (1270 Plätze) in der Münchner Residenz. Bis heute fehlt jedoch München ein optimal klingender Konzertsaal, was häufig zu Debatten führte und schließlich im Frühjahr 2015 zu einer Kundgebung für den Bau eines neuen Konzerthauses mündete, welche vom studentisch geprägten Chor- und Orchesterensemble MünchenKlang initiiert wurde. Im Dezember 2015 entschied der Freistaat Bayern, den Konzertsaal im Werksviertel am Ostbahnhof zu bauen. Als vielbeachtetes Provisorium eröffnete 2021 die Isar-Philharmonie (1.800 Plätze).

### Kino
Das mit 14 Sälen größte Kino Münchens, das auch für viele Filmpremieren genutzt wird, ist das zwischen Stachus und Hauptbahnhof gelegene Mathäser Multiplex Kino. Neben diesem gibt zahlreiche weitere Kinos, einige haben sich dabei auf Vorführungen im Originalton oder auf einzelne Filmgenres spezialisiert. Das CINEMA-Filmtheater in der Maxvorstadt führt etwa Filme in der Originalversion und Live-Übertragungen vor. Im Sommer geöffnete Open-Air-Kinos sind das Kino, Mond und Sterne im Westpark und das Open Air Kino am Olympiasee. Das älteste noch im Betrieb befindliche Kino Münchens ist das 1910 eröffnete Museum Lichtspiele. 2019 schloss das noch mit einem Eröffnungsdatum von 1907 noch ältere Gabriel Filmtheater. Geschichtsträchtig sind auch das 1912 eröffnete Neues Maxim sowie das 1913 eröffnete Filmtheater Sendlinger Tor. Neben diesen gibt es auch das Filmmuseum München, das ebenfalls Filme vorführt. Das erste IMAX-Kino Deutschlands war das IMAX München, das 2010 geschlossen wurde.

### Elektronische Musik
Die Elektronische Musik begann mit der Gründung des Siemens-Studios für elektronische Musik in den 1950er Jahren. Leiter war der Komponist Josef Anton Riedl.
München spielte auch eine bedeutende Rolle für die Entwicklung der elektronischen Musik, als Giorgio Moroder, der die am Synthesizer komponierte Disco- und damit die elektronische Tanzmusik erfand, sowie die Disco-Sängerin Donna Summer in der Stadt lebten und arbeiteten und hier Welthits wie I Feel Love und Love To Love You Baby in Moroders Musicland Studios produzierten. In den späten 1990er Jahren wurde in München der Electroclash „maßgeblich mit-, wenn nicht sogar erfunden“, als DJ Hell hier internationale Pioniere dieses Musikgenres über sein Label International Deejay Gigolos vorstellte und zusammenstellte.

### Kulturelle und regelmäßige Veranstaltungen

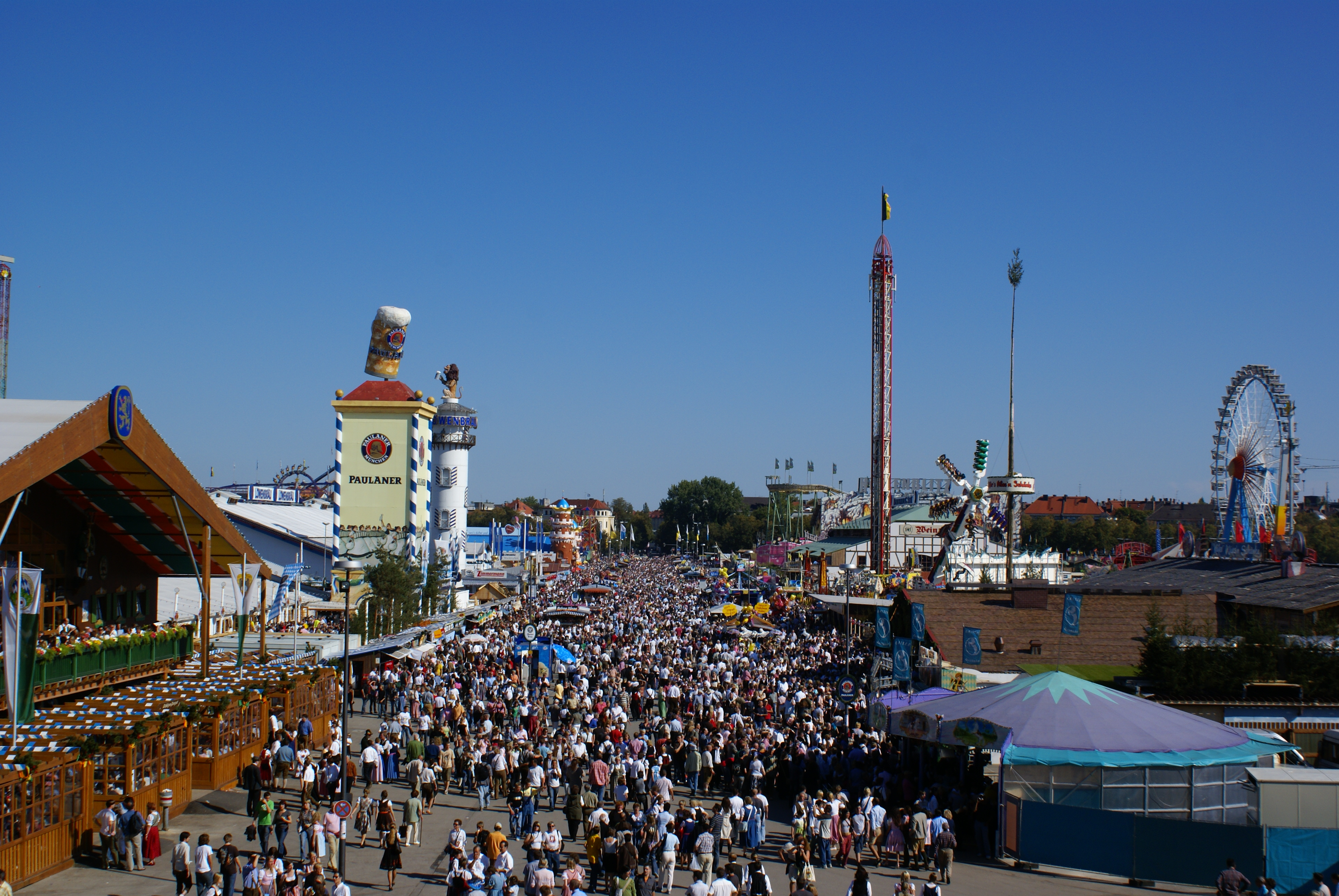
Das Oktoberfest

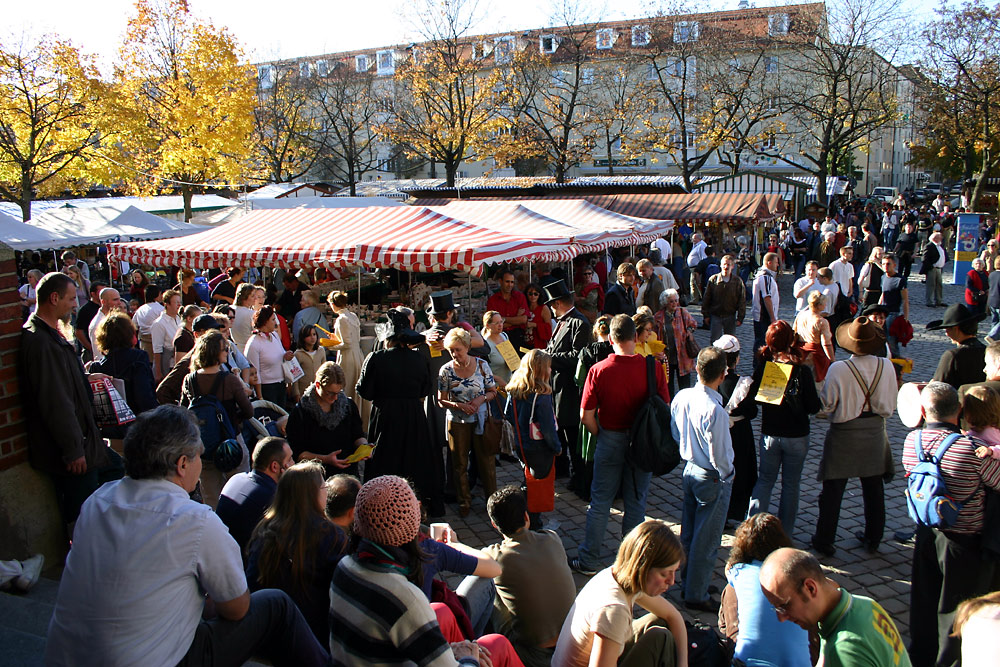
Auer Dult auf dem Mariahilfplatz

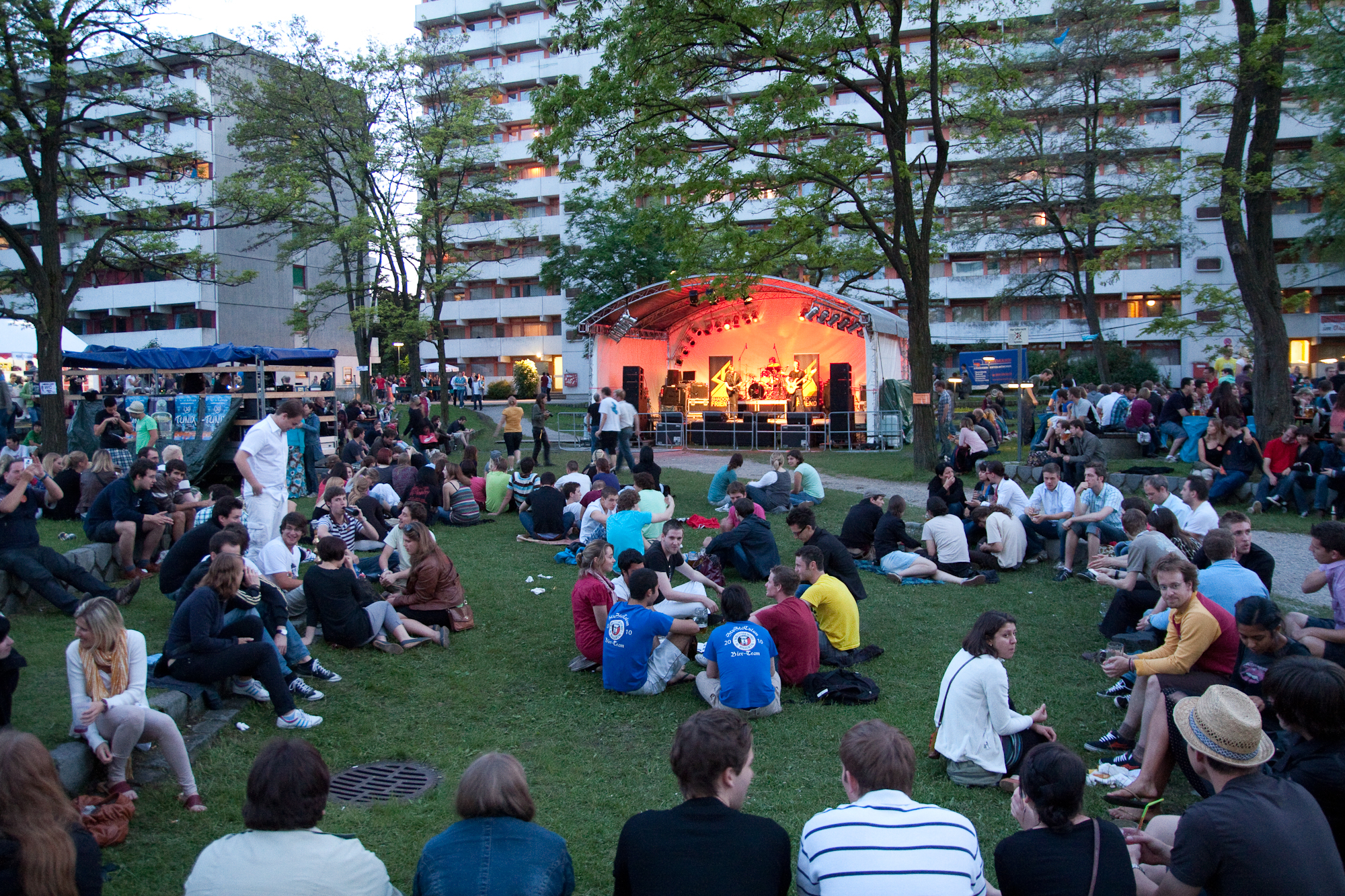
StuStaCulum

Überregional bekannte kulturelle Veranstaltungen sind unter anderem die Opernfestspiele, die Tanzwerkstatt Europa und das Filmfest.
Zu Beginn des Jahres finden zur Faschingszeit der Tanz der Marktfrauen, das Faschingstreiben am Viktualienmarkt sowie am Aschermittwoch das traditionelle Geldbeutelwaschen am Fischbrunnen auf dem Marienplatz statt. Im Februar und März folgt dem Aschermittwoch die „Starkbierzeit“, die mit verschiedenen Veranstaltungen begangen wird – zum Beispiel mit dem Derblecken auf dem Nockherberg, das alljährlich vom Bayerischen Rundfunk übertragen wird.
Im März locken neben dem Sankt-Patricks-Tag die Münchner Bücherschau junior Besucher an, die als Großveranstaltung neben Kinder- und Jugendliteratur die Leseförderung in den Mittelpunkt stellt. Zur Osterzeit findet in München am Karsamstag ein Ostermarsch statt. Im April findet das Frühlingsfest auf der Theresienwiese statt.
Am ersten Mai findet das Kultur- und Familienfest am Marienplatz statt. Es folgt am ersten Maiwochenende der Beginn der ersten neuntägigen Auer Dult (Maidult) des Jahres im Münchner Stadtteil Au. Seit 1988 findet alle zwei Jahre ein internationales Festival für neues Musiktheater statt: die Münchener Biennale. Zwischen Mai und August findet die Münchner Bladenight statt, Europas größte Nachtskate-Veranstaltung. Im Mai und September findet der Corso Leopold statt.
Anfang Juni findet mit dem StuStaCulum Deutschlands größtes von Studenten organisiertes Musik- und Theaterfestival im Münchner Stadtteil Freimann statt. Mitte Juni wird alljährlich an einem Wochenende zwischen Marienplatz und Odeonsplatz der Münchner Stadtgeburtstag gefeiert. Darüber hinaus finden im Juni verschiedene Festivals statt: das Streetlife Festival, das Comicfestival München, das Munich International Short Film Festival sowie Ende Juni/Anfang Juli das Filmfest München, das zweitgrößte Filmfestival Deutschlands.
Im Juni und Juli finden das Tollwood-Festival auf dem Olympiapark Süd, die Münchner Opernfestspiele sowie die Münchner Radlnacht statt.
Wichtige Veranstaltungen im Juli sind der Christopher Street Day, der traditionelle Kocherlball, der Münchner Sommernachtstraum, das Impark Sommerfestival, das Theatron-Festival, das Münchner Sommertheater, das Japanfest München am dritten Sonntag beim Japanischen Teehaus hinter dem Haus der Kunst. Ende Juli zieht die zweite Auer Dult (Jakobidult) sowie Bell’Arte – Musikalischer Sommer im Brunnenhof der Münchner Residenz Besucher an.
In den ersten zehn Augusttagen findet an verschiedenen Veranstaltungsorten in München die Tanzwerkstatt Europa statt, ein Festival für internationalen zeitgenössischen Tanz. Im Olympiapark wird ebenfalls im August das Sommerfest sowie das Lilalu & Kultur- und Familienfestival veranstaltet. Alle zwei Jahre findet Mini-München, ein Planspiel für Kinder statt.
Mitte September findet das zweite Streetlife Festival und das Münchner Outdoorsportfestival statt und das Oktoberfest beginnt auf der Theresienwiese (die Wiesn), die bis zum ersten Sonntag im Oktober andauert.
Mitte Oktober beginnt die dritte, neuntägige Auer Dult (Kirchweihdult) und im November findet die Münchner Bücherschau im Gasteig statt. Im November und Dezember findet alle zwei Jahre das Theaterfestival Spielart statt. Kurz vor dem ersten Adventssonntag beginnt das Winter-Tollwood auf der Theresienwiese, das bis Neujahr andauert. Darüber hinaus gibt es in der Adventszeit ein großes Angebot an Christkindlmärkten in München (zum Beispiel Marienplatz, Weißenburger Platz).
Die Stadt hat den Förderpreis für Tanz der Landeshauptstadt München ausgelobt.

### Kulturgeschichtspfade und Fahrradrouten
Seit 2001 lassen sich historisch interessante Orte in München über die Kulturgeschichtspfade erkunden. Ausgeschilderte Fahrradrouten sind der Äußere Radlring sowie der RadlRing München.

### Kulinarische Spezialitäten
Die traditionelle Gastronomie in München bietet zahlreiche Spezialitäten der bayerischen Küche. Die Weißwurst wurde 1857 in München erfunden und ist die wohl berühmteste historische Spezialität der Stadt. Weiter sind der Leberkäs bzw. die Leberkässemmel, die Brezn, die Prinzregententorte und das Münchner Bier zu nennen.

### Spitzengastronomie
Im Guide Michelin wurden 2022 fünf Restaurants mit zwei Sternen ausgezeichnet: Tantris (Benjamin Chmura), EssZimmer (Bobby Bräuer), Tohru in der Schreiberei (Tohru Nakamura), Atelier (Anton Gschwendtner) und Alois (Max Natmessnig).
Das 1994 geschlossene Restaurant Aubergine war unter Eckart Witzigmann im Guide Michelin 1980 das erste Restaurant in Deutschland, das die Höchstwertung von drei Michelin-Sternen erhielt. Unter Heinz Winkler wurde das Tantris im Guide Michelin 1982 zum zweiten deutschen Drei-Sterne-Restaurant. 2017 wurde unter Jan Hartwig auch das Atelier mit drei Sternen ausgezeichnet.

### Nachtleben

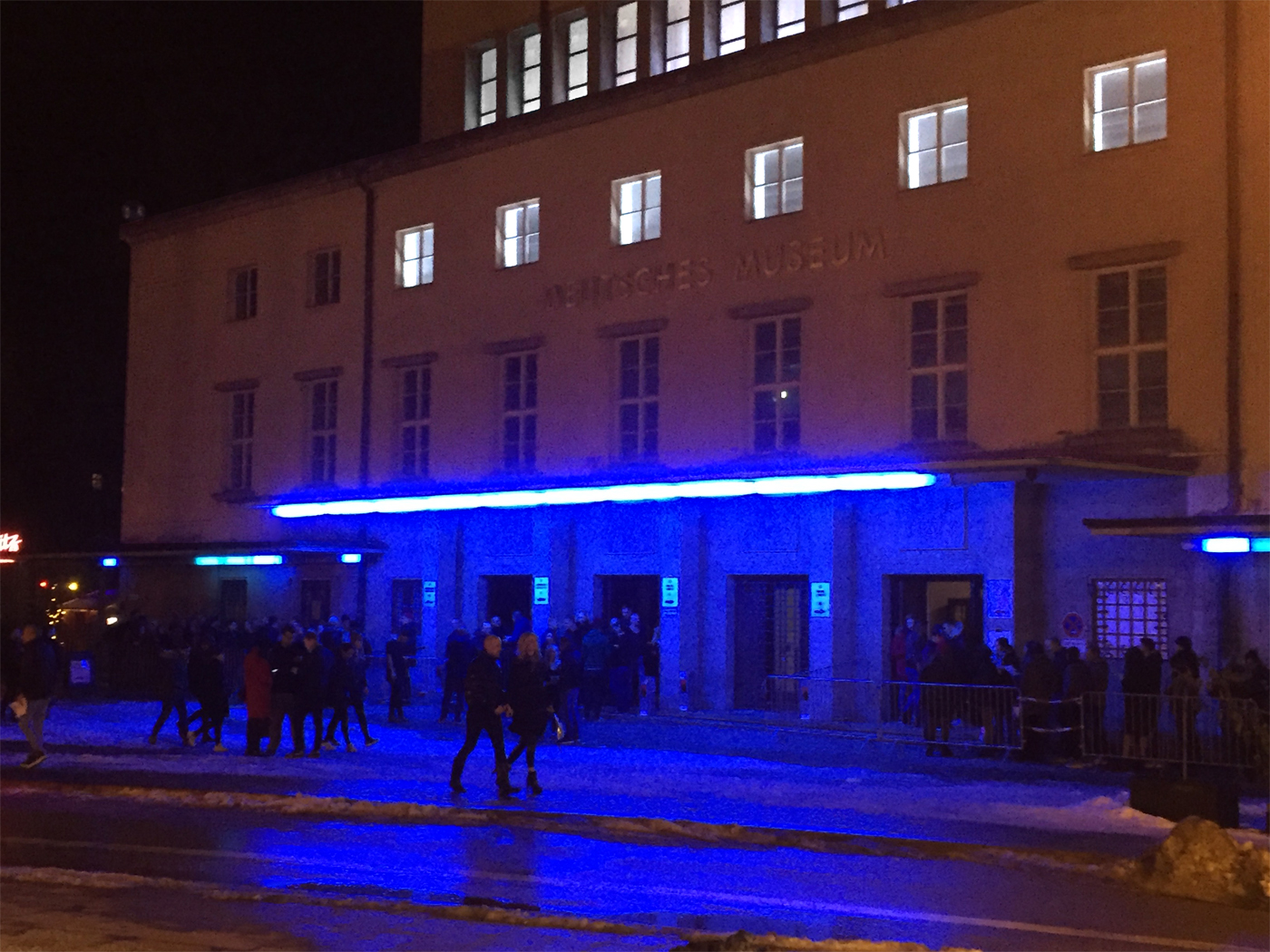
Blitz Club

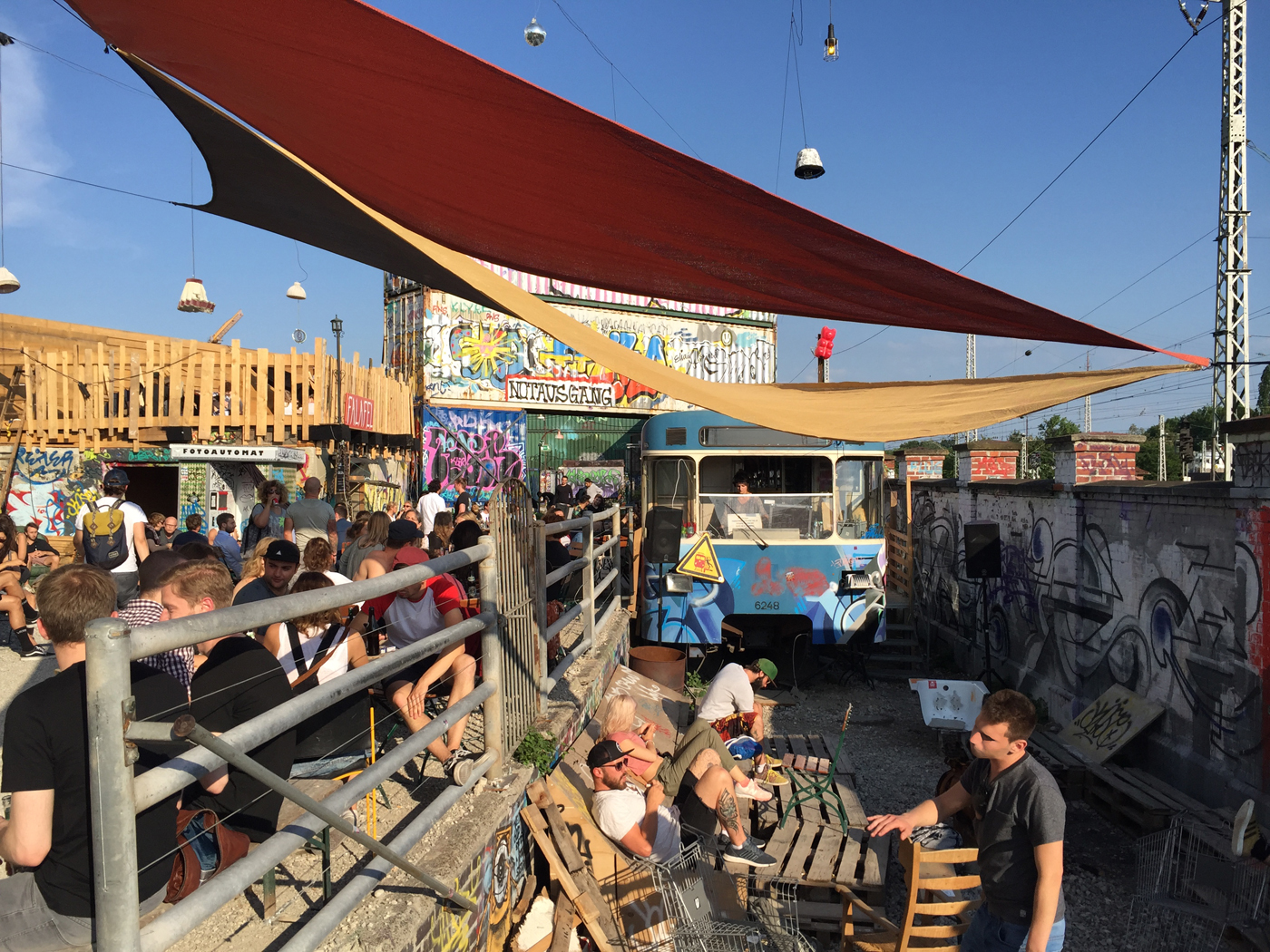
Bahnwärter Thiel

Das Nachtleben in München findet heutzutage vor allem in den Stadtbezirken Ludwigsvorstadt-Isarvorstadt, Maxvorstadt, Au-Haidhausen, Berg am Laim und Sendling statt. Zwischen dem Sendlinger Tor und dem Maximiliansplatz liegt am Rande des zentralen Stadtbezirkes Altstadt-Lehel zudem die sogenannte Feierbanane, eine ungefähr 1,3 Kilometer lange inoffizielle Partyzone entlang der Sonnenstraße, die sich durch eine hohe Konzentration von Clubs, Bars und Restaurants auszeichnet und Mitte der 2000er-Jahre zum Zentrum des Münchner Nachtlebens avancierte.
In den 1960er und 1970er Jahren galt Schwabing als ein Zentrum des Nachtlebens in Deutschland mit international bekannten Clubs wie Big Apple, PN hit-house, Domicile, Hot Club, Piper Club, Tiffany, Why Not, die erste deutsche Großraumdiskothek Blow Up und die Unterwasserdisko Yellow Submarine, und München wurde in diesem Zusammenhang auch als „New Yorks große Discoschwester“ bezeichnet. Seit den 1980er Jahren ist das Nachtleben in Schwabing durch Gentrifizierung jedoch stark zurückgegangen, und das ehemals wilde Künstler- und Studentenviertel entwickelte sich zu einem gutbürgerlichen und einem der teuersten Stadtteile in München.
Seit den 1960er Jahren entwickelte sich im Glockenbachviertel und rund um den Gärtnerplatz das Rosa Viertel, durch das München in den 1980er Jahren zu den „vier schwulsten Metropolen der Welt“ neben San Francisco, New York und Amsterdam zählte. Internationale Bekanntheit erreichte in diesem Zusammenhang vor allem der Nachtclub Old Mrs. Henderson, in dem der von 1979 bis 1985 in München lebende Freddie Mercury während der Feier zu seinem 39. Geburtstag das Musikvideo zu Living on my Own drehte.
Der 1996 eröffnete Kunstpark Ost und sein bis 2016 bestehender Nachfolger Kultfabrik, ein früheres Industriegelände nahe dem Ostbahnhof in Berg am Laim, waren einst Europas größtes Vergnügungsviertel, beheimateten mehr als 30 Clubs und Diskotheken und hatten überregionale Bedeutung für das Nachtleben. In der direkten Nachbarschaft gab es zudem die Optimolwerke und die Georg-Elser-Hallen. Vorher hatte es bereits auf dem Gelände des 1992 aufgegebenen Flughafens München-Riem eine Ansammlung international bekannter Hallen und Clubs gegeben.
Insgesamt verändert sich durch den hohen Wohnraumbedarf und die starke Gentrifizierung das Münchner Nachtleben vergleichsweise schnell. Orte des Nachtlebens, die internationale Bekanntheit erlangten, waren neben den bereits genannten Szenelokalen der 1960er- und 1970er-Jahre beispielsweise das Tanzlokal Größenwahn, das Atomic Cafe, die Techno-Clubs Babalu Club, Ultraschall, KW – Das Heizkraftwerk, Natraj Temple, MMA Club, Die Registratur, Bob Beaman und Harry Klein. Von 1995 bis 2001 war in München zudem mit dem Union Move die zeitweise zweitgrößte Technoparade in Deutschland mit bis zu 100.000 Teilnehmern beheimatet.
Laut der Clubstudie 2021 der Initiative Musik hat München bundesweit die höchste Dichte an Musikspielstätten, gefolgt von Hamburg, Köln und Berlin. Insgesamt befinden sich im Stadtgebiet mehr als 100 Nachtclubs sowie tausende Bars und Restaurants.
Bekannte Münchner Techno-Clubs sind Blitz Club, Rote Sonne, Bahnwärter Thiel, Pimpernel, Charlie, Palais und Pathos. Weitere bekannte Clubs sind 8 Below, Ampere, Call me Drella, Wannda Circus, Tonhalle, Strom, Backstage, Pacha, Zenith, P1 und das Partyschiff Alte Utting. Zu den bekannten Bars der Stadt zählen Schumann’s Cocktail Bar, Havana Club, Minna Thiel, Sehnsucht, Bar Centrale, Holy Home, Negroni, Die Goldene Bar und Bei Otto.

## Wirtschaft
München ist Sitz zahlreicher Konzerne, darunter sechs DAX-Unternehmen (Allianz, BMW, Münchener Rück, Siemens, MTU und Siemens Energy). Hier befindet sich die einzige Börse Bayerns (Börse München).

### Wirtschaftsleistung
Laut einer Vergleichsstudie der Zeitschrift Wirtschaftswoche, der Lobbyorganisation Initiative Neue Soziale Marktwirtschaft und des Unternehmens IW Consult hat München unter den fünfzig größten deutschen Städten die zweithöchste Wirtschaftskraft.
Im Jahre 2016 erbrachte München, innerhalb der Stadtgrenzen, ein Bruttoinlandsprodukt (BIP) von 109,571 Milliarden Euro und belegte damit den dritten Platz in der Rangliste der deutschen Städte nach Wirtschaftsleistung. Das BIP pro Kopf lag im selben Jahr bei 75.186 Euro (Bayern: 44.215 Euro, Deutschland 38.180 Euro) und damit deutlich über dem regionalen und nationalen Durchschnitt. 2016 verzeichnete die Wirtschaftsleistung der Stadt ein nominelles Wachstum von 3,9 Prozent. In der Stadt gab es 2017 etwa 1.087.300 erwerbstätige Personen. Die Arbeitslosenquote lag im Dezember 2018 bei 3,4 Prozent und damit über dem bayerischen Durchschnitt von 2,7 Prozent, jedoch unter dem bundesweiten Durchschnitt. München ist Zentrum der Metropolregion München, die ein BIP von etwa 283 Milliarden Euro erwirtschaftet.
Im Zukunftsatlas 2016 belegte die kreisfreie Stadt München den zweiten Platz von 402 Landkreisen und kreisfreien Städten in Deutschland und zählt damit zu den Orten mit „Top Zukunftschancen“. Der erste Platz wurde von dem angrenzenden Landkreis München belegt. Auch der Zukunftsatlas 2019 listet die Stadt München an erster Stelle.

### Verschuldung

#### Hoheitshaushalt

Schuldenstandsentwicklung und -prognose der Stadtkämmerei München

Zum 31. Dezember 2019 betrug der Schuldenstand der Landeshauptstadt München rund 636 Millionen Euro und lag damit auf dem niedrigsten Stand seit 1982. Die Stadt München kann seit 2006 sämtliche investiven Maßnahmen ohne Nettoneuaufnahme von Krediten finanzieren. Seit dem Schuldenhöchststand von 3,414 Milliarden Euro im Jahr 2005 hat die Stadt bis zum Jahresende 2019 dagegen im Hoheitshaushalt über 2,7 Milliarden Euro Kredite getilgt.
So errechnet sich eine Pro-Kopf-Verschuldung von circa 408 Euro. Gegenüber dem Schuldenhöchststand Ende 2005 in Höhe von 3,414 Milliarden Euro ist dies eine Reduzierung um rund 81 Prozent. Für das Jahr 2020 ist weiterhin keine Nettoneuverschuldung geplant.

#### Eigenbetriebe
Die Eigenbetriebe der Landeshauptstadt München sind Sondervermögen mit Sonderrechnung und ohne eigene Rechtsfähigkeit. Schulden der Eigenbetriebe sind damit Schulden der Landeshauptstadt.
Die Landeshauptstadt München hat mehrere Eigenbetriebe mit Schulden von insgesamt rund 1,3 Milliarden Euro.
| Betrieb                                                                         | Schulden in Euro |
| ------------------------------------------------------------------------------- | ---------------- |
| Abfallwirtschaftsbetrieb München (AWM)                                          | 75.800.000       |
| Markthallen München                                                             | 22.000.000       |
| Münchner Stadtentwässerung                                                      | 1.038.500.000    |
| Münchner Kammerspiele                                                           | 59.400.000       |
| Dienstleister für Informations- und Telekommunikationstechnik der Stadt München | 100.100.000      |
| Gesamt (5)                                                                      | 1.295.800.000    |

Die AWM und die Münchner Stadtentwässerung sind Eigenbetriebe, welche die Refinanzierung ihrer Schulden vollständig über Einnahmen in Form von Gebühren erzielen. Damit belasten sie nicht den Hoheitshaushalt. Dies ist insbesondere deshalb von Bedeutung, weil die Münchner Stadtentwässerung mehr als 50 Prozent der Gesamtschulden der Landeshauptstadt München von etwa zwei Milliarden Euro hat. Eigenbetriebe ohne Schulden sind z. B. die Stadtwerke München und die Gemeinnützige Wohnungsfürsorge AG (GEWOFAG).

### Messen und Kongresse

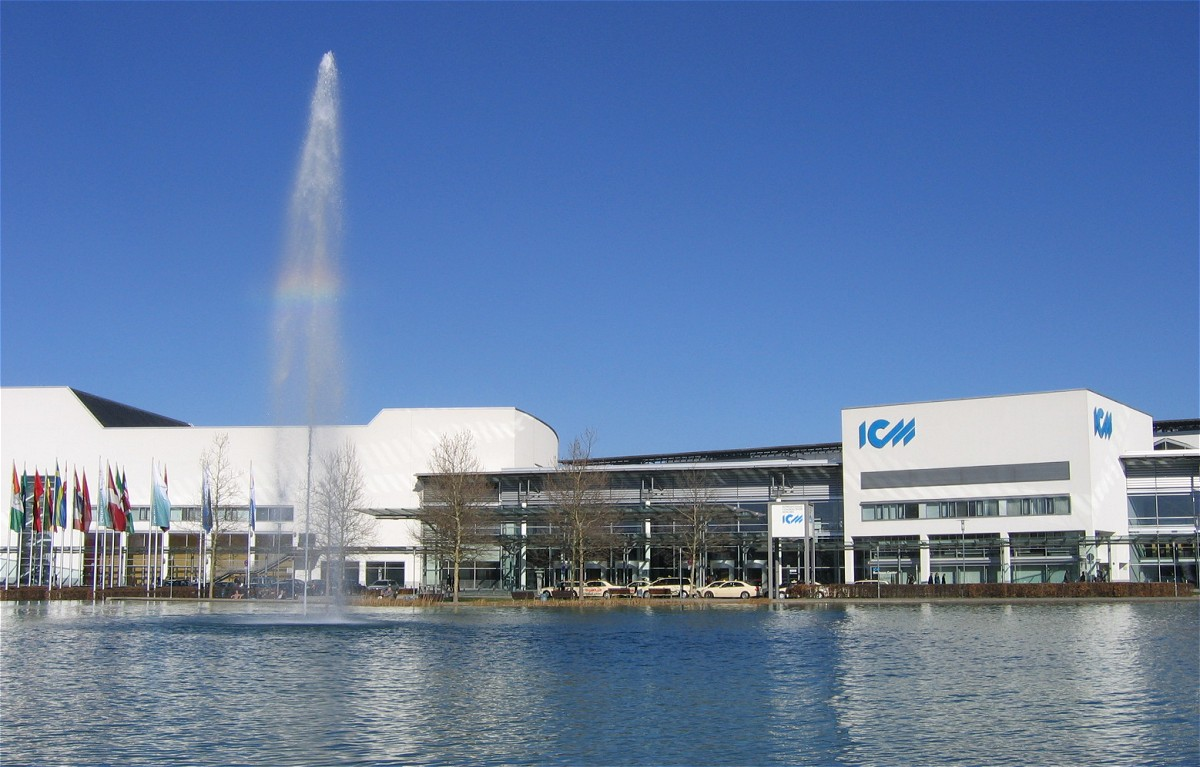
Internationales Congress Center der Neuen Messe München

Neben Hannover, Frankfurt, Köln und Düsseldorf befinden sich in München die Messen mit den größten Hallen-Ausstellungskapazitäten in Deutschland. München ist vor allem mit der von der Messe München betriebenen Neuen Messe München ein bedeutender Messestandort. Seit 2011 firmiert die Messe München gemeinsam mit dem ICM und dem MOC Veranstaltungscenter München als Messe München Locations.
Über 500 unterschiedlichste Veranstaltungsstätten bieten einen Rahmen für Kongresse, Symposien und Tagungen: Vom Olympiastadion über Brauereifesthallen, fallen darunter auch die zahlreichen Kongresshotels, dazu kommen auch anmietbare Räume beispielsweise in der Residenz, in Schloss Nymphenburg oder im Deutschen Museum. Wichtige Veranstaltungsorte sind auch die Alte Kongresshalle und die Utopia Halle.

### Tourismus
Die Sehenswürdigkeiten und die Einkaufsmöglichkeiten in der Stadt sowie ihre Messen und Kongresse ziehen zahlreiche Touristen und Geschäftsreisende an. Die Fachjury des National Geographic Traveler setzte München 2008 in der weltweiten Rangliste der besten 110 historischen Orte auf den 30. Platz.
Die Zahl der Übernachtungen wuchs 2009 auf 9,9 Millionen (Plus von 0,6 Prozent). Davon reisten 4,4 Millionen aus dem Ausland an (Minus von 3 Prozent gegenüber 2008). Die US-Amerikaner waren mit 597.000 Übernachtungen (Minus von 2,4 Prozent) die größte ausländische Reisegruppe, gefolgt von Italienern (518.000) und Briten (341.000). Eine Besonderheit Münchens in den Sommermonaten sind die vielen arabischen Touristen aus der Golfregion (271.000 Übernachtungen), die in der Innenstadt nicht nur einkaufen, sondern sich häufig während ihres Aufenthalts in Münchner Kliniken medizinisch versorgen lassen. 2011 machten nach Angaben des Tourismusamtes 102.000 Touristen aus den Golfstaaten in München Urlaub. Mit knapp 5,25 Millionen ausländischen Besuchern stand München 2016 auf Platz 23 der meistbesuchten Städte weltweit und belegte den ersten Platz in Deutschland. Touristen brachten im selben Jahr Einnahmen von 5,3 Milliarden US-Dollar. Die meisten ausländischen Besucher kamen aus Europa, Asien und den Vereinigten Staaten. Die Deutsche Presse-Agentur berichtet 2019 von Einnahmen von „gut acht Milliarden Euro Umsatz im Jahr“. Weltweit an elfter Stelle bei der Touristendichte im Verhältnis zur Einwohnerzahl lag München 2019 als höchstgelegene deutsche Stadt in der Rangliste des Visaantragsunternehmens Offiziell Esta.
Der vollständige Wegfall des Tourismus, der in München jährlich einen Wirtschaftswert von 8,3 Milliarden Euro generiert, ließ die gesamte touristische Wertschöpfung für die Monate März bis Mai aufgrund der COVID-19-Pandemie ersatzlos ausfallen. Der gesamte Bereich des Messe- und Kongresstourismus lag aufgrund der nicht stattfindenden Veranstaltungen zumindest bis zur Wiedereröffnung der Messe München im September 2020 brach. Alle Großveranstaltungen wurden für 2020 abgesagt, darunter auch das Oktoberfest mit Umsatzausfällen von 1,23 Milliarden Euro.
Für das Gastgewerbe lässt sich der Umsatzausfall aufgrund der statistischen Datenlage nicht eingegrenzt für München benennen. Die bayerischen Zahlen, die auf München mindestens so zutreffen, nennen für April 2020 einen Umsatzrückgang von −76,4 Prozent gegenüber dem Vorjahresmonat und einen Beschäftigungsrückgang von −28,4 Prozent.

### Einzelhandel

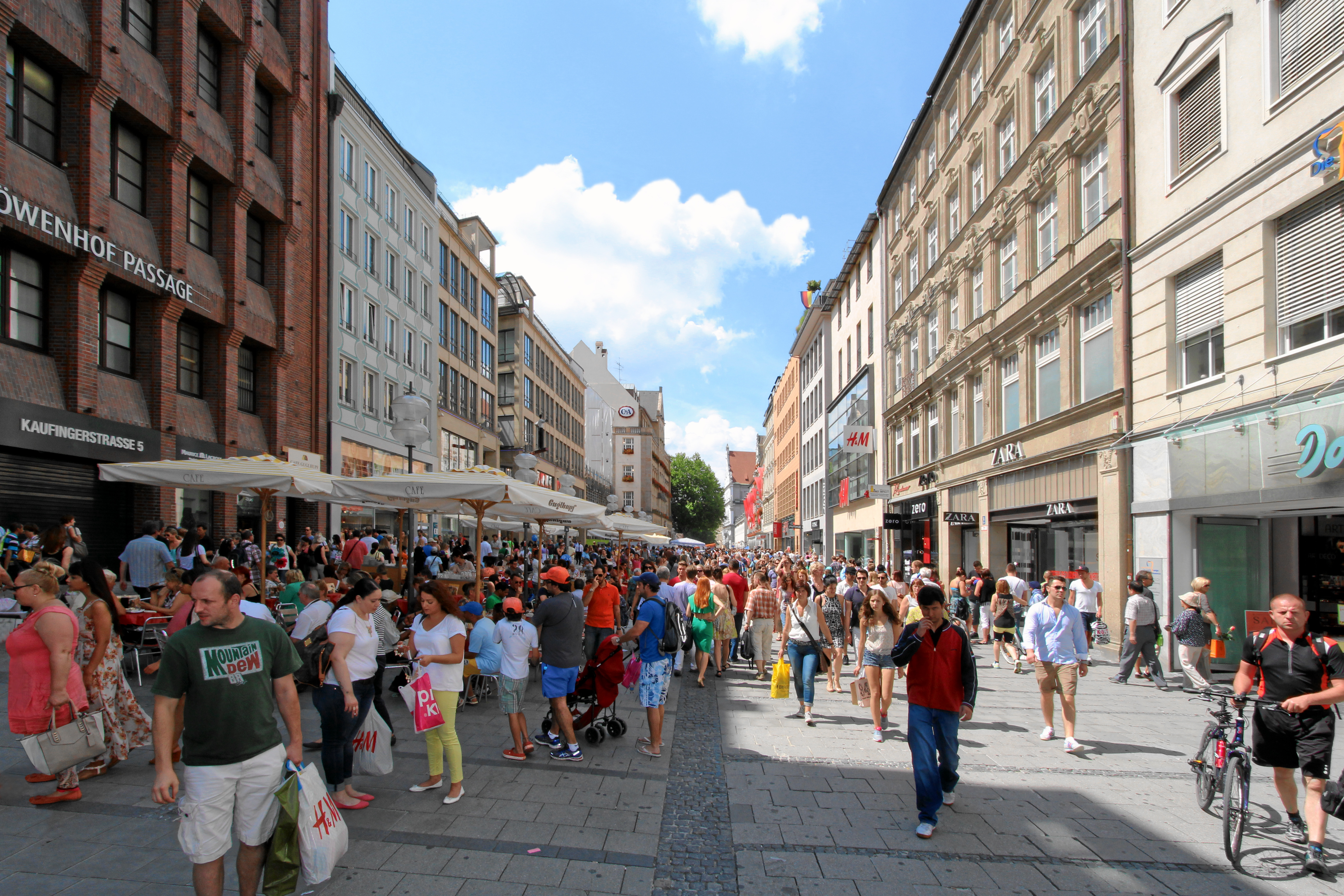
Die Kaufingerstraße ist eine bekannte Einkaufsstraße in München.

Der Einzelhandel in München ist vielseitig. Vom preiswerten bis zum Luxussegment sind alle Kategorien abgedeckt. Mit der Neuhauser Straße und der Kaufingerstraße ist München zweifach unter den fünf meistbesuchten Einkaufsstraßen Deutschlands vertreten. Laut einer Untersuchung von Jones Lang LaSalle hatte die Neuhauser Straße mit 13.515 Passanten pro Stunde die bundesweit zweithöchste Besucherfrequenz, lediglich die Schildergasse in Köln war mit 14.265 Passanten pro Stunde häufiger besucht. Nach der Zeil in Frankfurt am Main (13.035 Passanten) war die Kaufingerstraße mit 12.975 Passanten pro Stunde auf dem vierten Platz vertreten. Beide Einkaufsstraßen befinden sich in der günstigen bis mittleren Preiskategorie. Die Leopoldstraße bildet zusammen mit der Hohenzollernstraße das „Schwabinger T“ mit Mietpreisen bis zu 105 Euro pro Quadratmeter. Viele internationale Einzelhandelsunternehmen, insbesondere aus der Mode- und Schmuckbranche, finden sich auf einem Teil der Maximilianstraße und erheben diese zu einer mondänen Einkaufsstraße. Größere Einkaufszentren sind der Euro-Industriepark, das Olympia-Einkaufszentrum, das pep oder die Fünf Höfe.
Der Einzelhandel in München war in unterschiedlichem Umfang von der COVID-19-Pandemie betroffen. Während Geschäfte des täglichen Bedarfs während der Ausgangsbeschränkungen geöffnet waren und Umsatzzuwächse verzeichnen konnten, erlitt der lokale Einzelhandel andererseits massive Umsatzausfälle. Der Lebensmitteleinzelhandel verzeichnete im April 2020 ein Umsatzplus von 13,4 Prozent, während der Einzelhandel mit Textilien, Bekleidung und Schuhen einen Umsatzeinbruch von −80,2 Prozent aufwies.

### Industrie

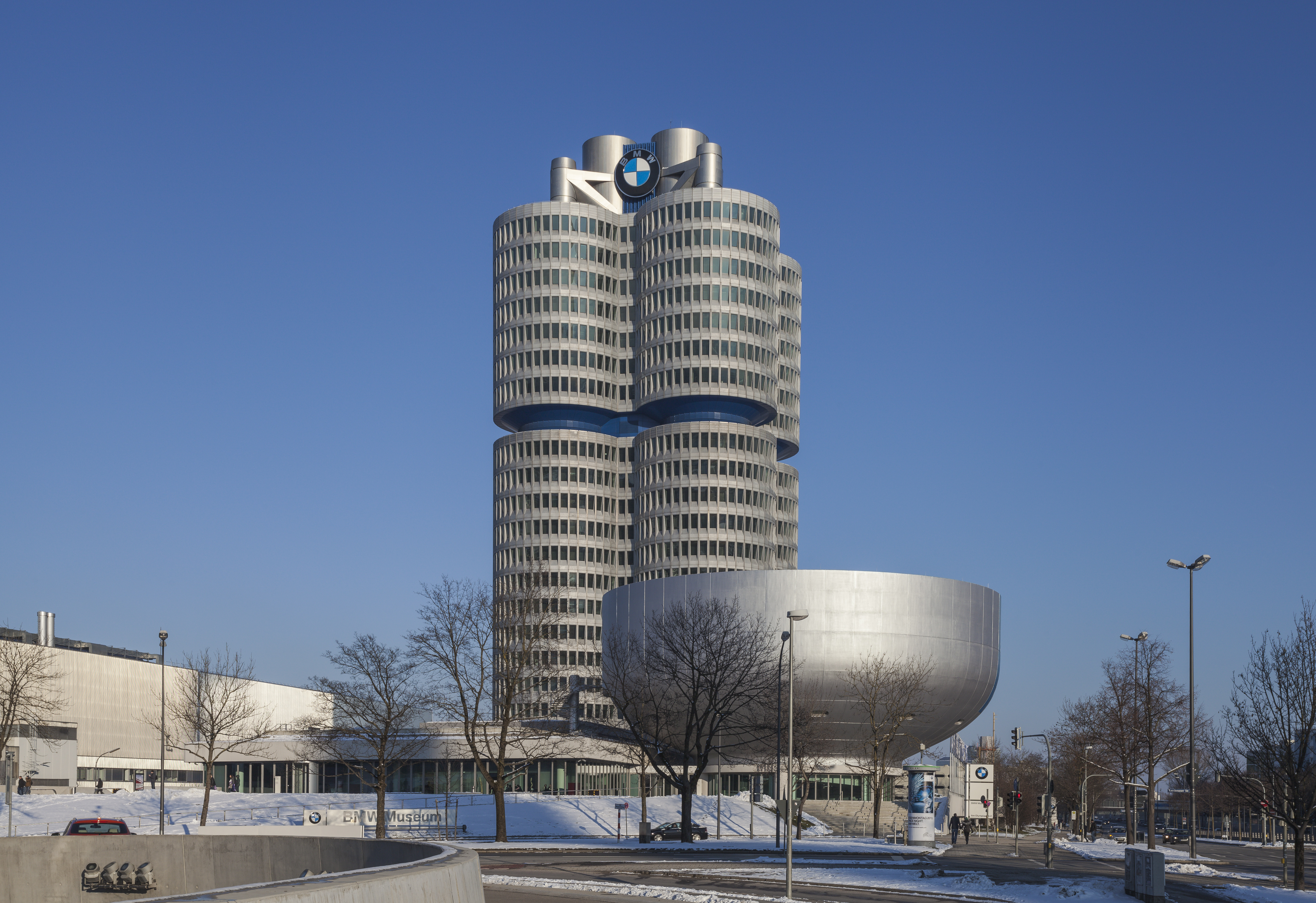
BMW-Zentrale mit BMW-Vierzylinder und BMW Museum

In München und im nahen Münchner Umland haben zahlreiche Unternehmen ihren Firmensitz. Besonders nach dem Zweiten Weltkrieg haben viele Firmen ihre Zentrale aus Berlin oder Ostdeutschland nach München verlegt. Wichtige Wirtschaftszweige in München sind Tourismus, Fahrzeug- und Maschinenbau, Elektrotechnik sowie Software- und IT-Industrie. Die hohe Dichte an IT-Unternehmen hat München auch den Spitznamen „Isar Valley“ eingebracht. München ist auch wichtiger Finanzstandort und das Versicherungszentrum Deutschlands. Weiter ist die Stadt ein wichtiger Standort für Biotechnologie, die sich allerdings im schon zur Nachbargemeinde Planegg gehörenden Ortsteil Martinsried konzentriert. Logistikunternehmen sind beispielsweise im Allacher Gewerbegebiet Kirschstraße angesiedelt, dort ist auch das Industrieunternehmen Krauss-Maffei angesiedelt. Eines der bekanntesten neueren Unternehmen ist Flixmobility.

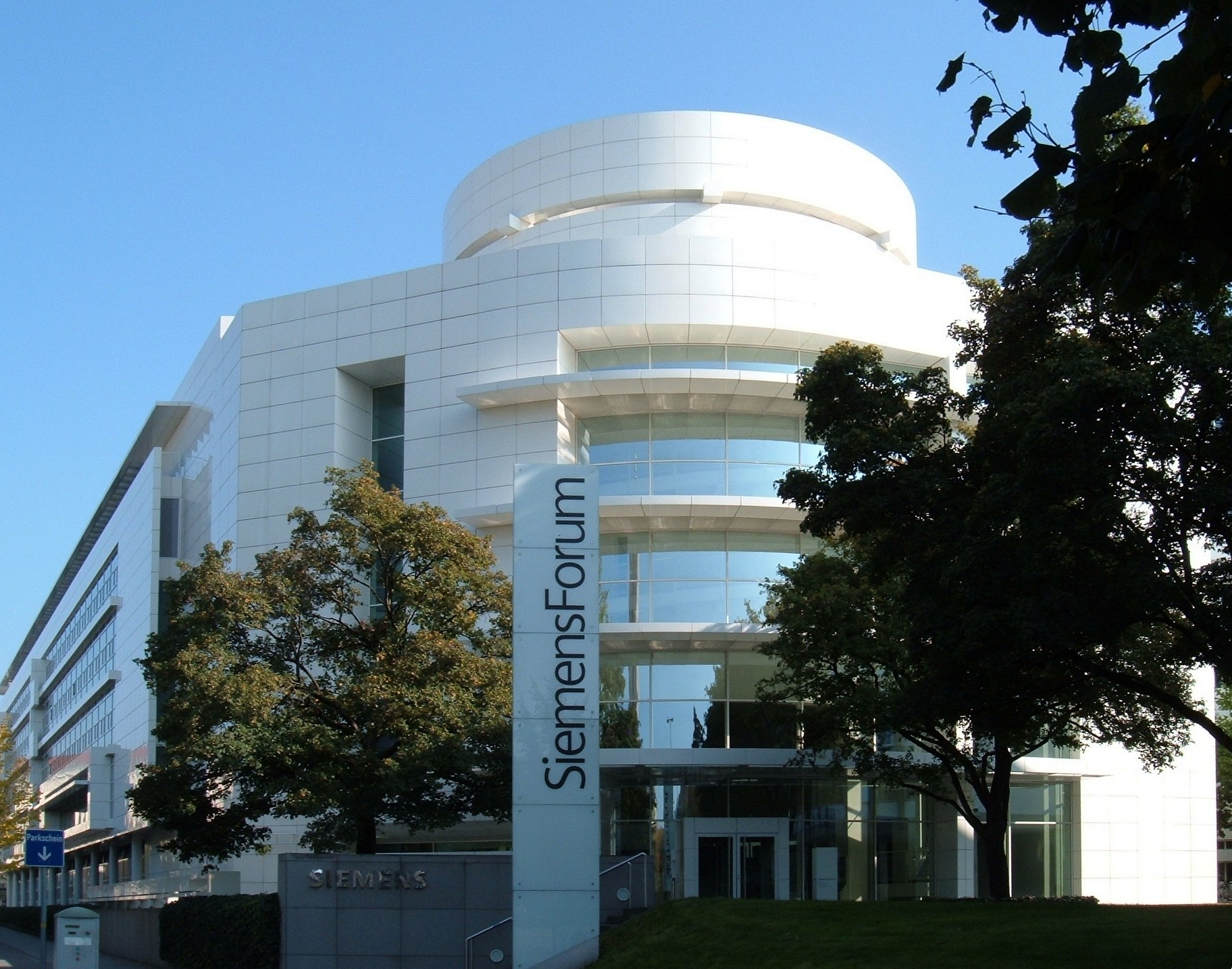
Siemens-Forum in München

Unter den Städten mit Global-500-Unternehmen lag München 2009 weltweit auf dem achten Rang. Mit Allianz SE, BMW, Münchener Rückversicherung und Siemens sowie seit September 2019 MTU Aero Engines und März 2021 Siemens Energy haben 6 der 40 DAX-Unternehmen ihren Hauptsitz in München. Damit belegt die Stadt den Spitzenplatz in dieser Statistik. In Stadtrandgemeinden befinden sich weitere DAX-Unternehmen, in Neubiberg ist Infineon beheimatet und trotz eines Firmenzusammenschlusses 2018 ist Linde in Pullach auch weiterhin im DAX zu finden. Auch die Konzernzentrale von MAN befindet sich in München-Allach; allerdings ist das Unternehmen seit September 2012 nicht mehr im DAX vertreten. Bei den Mittelständlern im MDAX sind 7 von 50 Unternehmen in München ansässig. In einer Rangliste der wichtigsten Finanzzentren weltweit belegte München im Jahr 2018 den 35. Platz.

## Medien
Als Medienstandort ist die Stadt von deutschlandweiter Bedeutung. In München haben weltweit nach New York City die meisten Verlage ihren Sitz. Der PresseClub München versteht sich als Plattform für den Austausch zwischen Medienschaffenden und Vertretern aus Politik, Wissenschaft, Wirtschaft, Kirchen, Kultur und Sport – durch Pressekonferenzen, Hintergrundgespräche oder Diskussionsrunden. Fernseh- und Filmindustrie sind in der Stadt und im unmittelbaren Umland stark vertreten (Fernsehindustrie in Unterföhring und Filmindustrie in Geiselgasteig, zu Grünwald). Mit der Constantin Film, der Bavaria Film und weiteren Unternehmen ist München auch eine der führenden Filmstädte.

### Verlage
München ist mit etwa 250 ansässigen Verlagen ein wichtiger Standort der Druckmedien (beispielsweise Burda Verlag, Süddeutscher Verlag, IDG). Neben New York City hat die Landeshauptstadt den Ruf als führende Buchverlagsstadt der Welt.
In München finden sich unter anderem folgende Verlage: Deutscher Taschenbuch Verlag, Langenscheidt Verlag, Bonnier, C. H. Beck Verlag, Carl Hanser Verlag, Droemer Knaur, Elsevier, Gräfe und Unzer Verlag, Oldenbourg Verlag, Piper Verlag, Prestel Verlag, Verlagsgruppe Random House, Verlag Antje Kunstmann.
Zur Geschichte des Buchhandels in München siehe Artikel Münchner Buchhandel 1500–1850.

### Tageszeitungen
Neben der auch bundesweit bedeutsamen Süddeutschen Zeitung (SZ) sind die tz, der Münchner Merkur und die Abendzeitung (AZ) zu nennen. Die Bild erscheint mit einem eigenen Lokalteil über München.

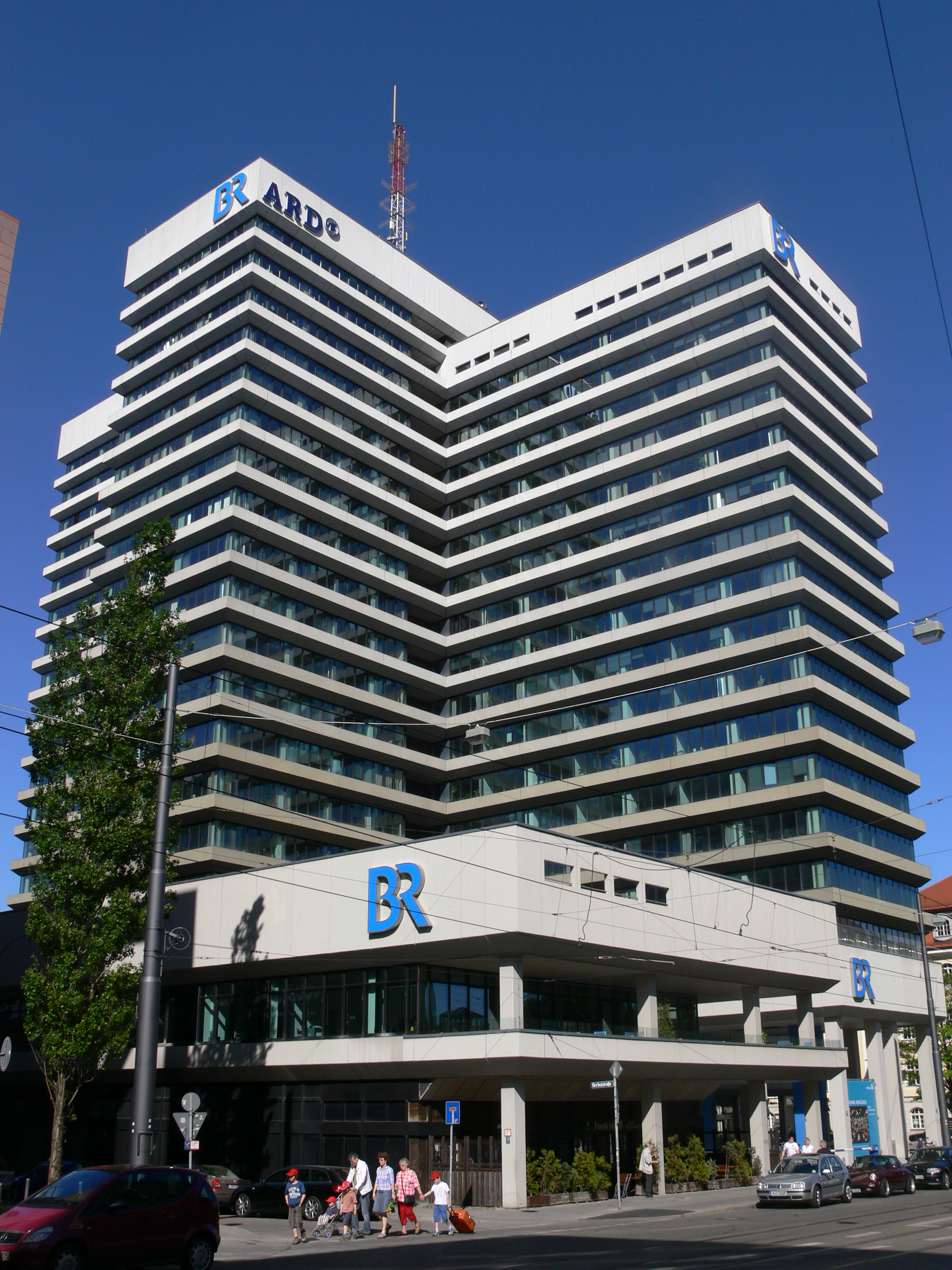
Hauptfunkhaus des Bayerischen Rundfunks in München

| Medium              | 2005      | 2009      | 2013      |
| ------------------- | --------- | --------- | --------- |
| Süddeutsche Zeitung | 1.161.000 | 1.160.000 | 1.431.000 |
| tz                  | 298.000   | 335.000   | 256.000   |
| Abendzeitung        | 280.000   | 233.000   | 210.000   |
| Bild (München)      | 406.000   | 379.000   | 331.000   |
| Münchner Merkur     | 703.000   | 722.000   | 723.000   |

### Fernsehen und Hörfunk
München ist Sitz des Bayerischen Rundfunks, der Programmdirektion des ARD-Gemeinschaftsprogramms Das Erste und des ZDF-Landesstudios Bayern. Ferner gibt es in München und im direkten Umland zahlreiche private Fernseh- und Hörfunkanbieter wie RTL Zwei, ProSiebenSat.1 Media (ProSieben, Sat.1, Kabel Eins), Tele München Gruppe, Sport1, Sky Deutschland, München TV.
Zwei landesweite Privatradiostationen haben in München ihren Sitz: Antenne Bayern und egoFM, außerdem gibt es fünf lokale Radiosender: Radio Gong 96.3, Radio Arabella 105.2, Energy München, 95.5 Charivari und Radio2day 89,0.

### Medienausbildung
Die Ludwig-Maximilians-Universität München bietet verschiedene medienrelevante Studiengänge wie Medieninformatik oder Kommunikationswissenschaft. Die Deutsche Journalistenschule bildet in München Journalisten für sämtliche Medien aus. Die Münchner Hochschule für Film und Fernsehen bildet zukünftige Filmemacher aus, von denen viele zukünftig für das Fernsehen und den Hörfunk arbeiten. Darüber hinaus bilden Münchner Zeitungsverlage, Fernseh- und Radiosender in Volontariaten künftige Medienmacher aus.

## Lebensqualität
In der Städteplatzierung des Beratungsunternehmens Mercer belegte München im Jahr 2018 unter 231 Großstädten weltweit den dritten Platz hinsichtlich der Lebensqualität. Laut dem Magazin Monocle war es 2018 die lebenswerteste Stadt der Welt. Andererseits wird die Lebensqualität der Bewohner zunehmend durch Agglomerationsnachteile wie Verkehrs- und Umweltbelastung eingeschränkt.

## Infrastruktur

### Versorgung mit Rundfunk- und Fernsehsendern

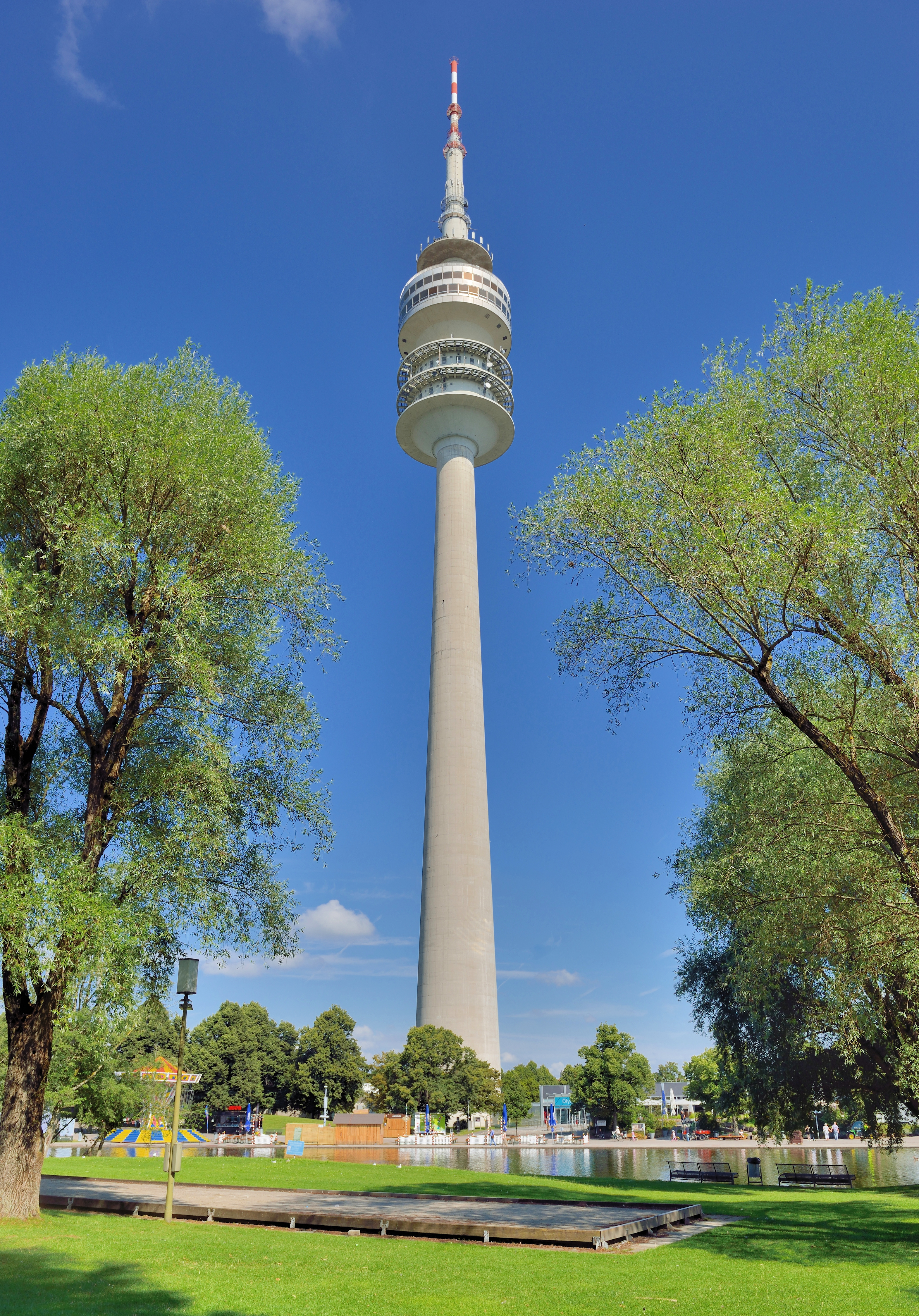
Olympiaturm

Im Sommer 2005 wurde der digitale Rundfunkempfang über Antenne (DVB-T) im Münchner Raum eingeführt. Der Sender ist auf dem Olympiaturm montiert, wovon auch einige UKW-Sender übertragen werden.
Im Landkreis München existiert die Sendeanlage Ismaning, die den Bayerischen Rundfunk mit dem Lokalfenster Oberbayern überträgt.
Außerdem gibt es den Fernmeldeturm der Oberpostdirektion München in der Blutenburgstraße, der unter anderem die Sender des Deutschlandfunk und Deutschlandfunk Kultur sowie EgoFM und Rock Antenne überträgt. Sein Signal reicht aufgrund seiner geringen Sendeleistung abhängig vom Programm jedoch nur etwa bis an die Stadtgrenzen.
Der 65 Kilometer entfernte Sender Wendelstein auf dem gleichnamigen Berg versorgt vor allem die südlichen Stadtteile. Drei Ausnahmen seien zu erwähnen: der Sender Zugspitze, sowie der Sender Hochries bei Rosenheim. Sie versorgen München auch mit privaten Radioprogrammen.
Da München eine günstige geographische Lage unweit den Alpen hat, können mehrere Sender auf Gipfeln der bayerischen und österreichischen Berge die Stadt ebenso mit Radioprogrammen versorgen, z. B. der Sender Grünten, der Sender Hohenpeißenberg etc.
Der reibungslose Empfang des Österreichischen Rundfunks (ORF) wird über den Sender Gaisberg bei Salzburg garantiert, der im gesamten Stadtgebiet verhältnismäßig gut zu empfangen ist, ebenso der Sender Hohe Salve in Tirol oder der ORF-Sender Zugspitze.

### Strom, Wasser und Gasversorgung

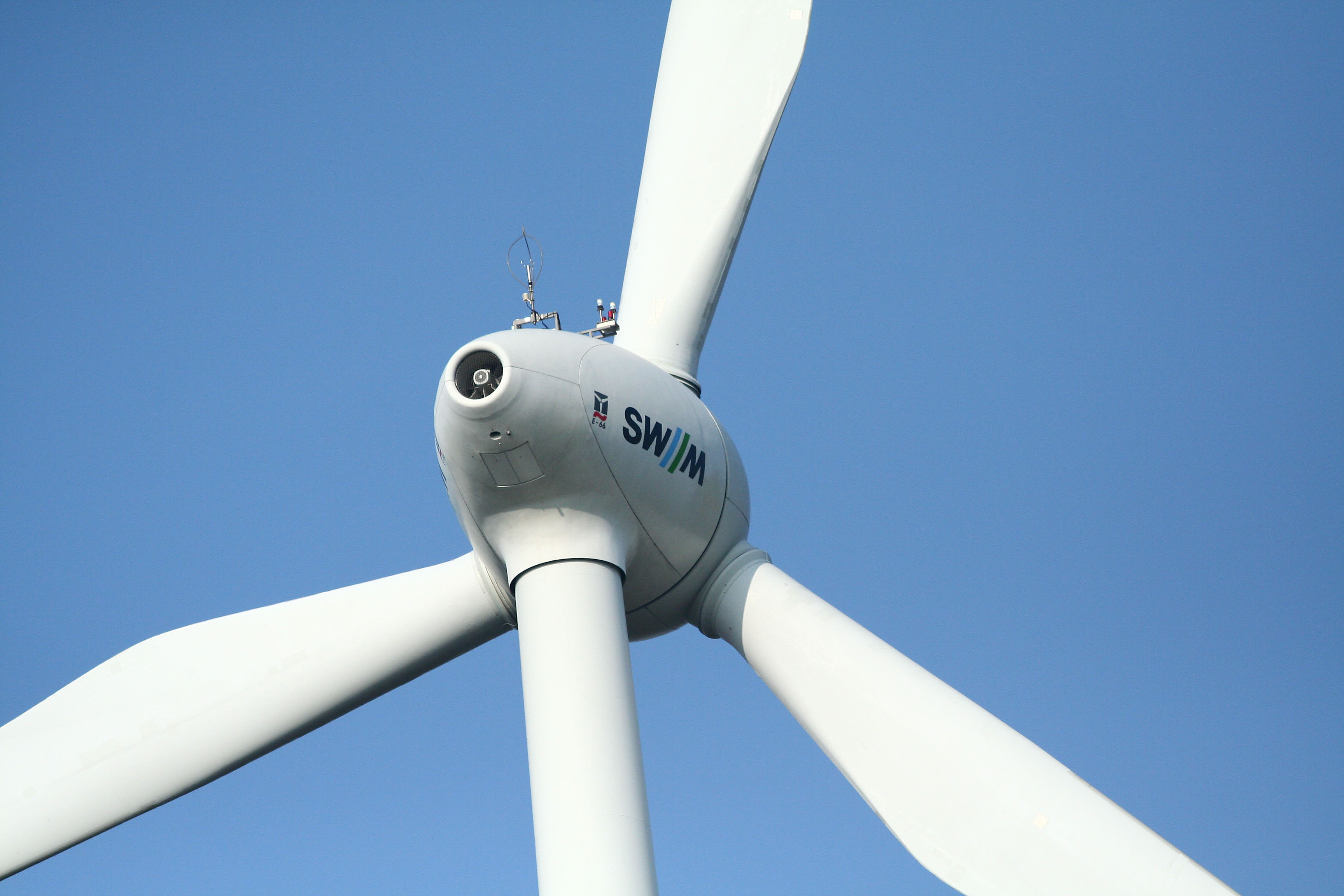
Windkraftanlage Fröttmaning der SWM auf dem Fröttmaninger Berg

Die Stadtwerke München GmbH (SWM) sind einer der größten deutschen kommunalen Dienstleister und eines der größten Energieversorgungsunternehmen Deutschlands. Alleingesellschafterin ist die Landeshauptstadt München.
Unter dem Namen „M-Strom“ vertreiben die SWM Strom an Privat- und Geschäftskunden. Die SWM sind im Stadtgebiet München und der Münchner Region Betreiber von zwölf Wasserkraftwerken, mehreren Anlagen, die Strom aus regenerativer Energie erzeugen und den drei Heizkraftwerken Süd, Nord und Freimann, die rund 70 Prozent des Stroms mit Kraft-Wärme-Kopplung erzeugen. Die SWM sind mit ihren Beteiligungsgesellschaften auch zu 25 Prozent am Kernkraftwerk Isar 2 beteiligt.
Als Teil des europäischen Verbundnetzes versorgen die SWM ihre Kunden mit Erdgas. Dafür steht ein eigener Untertagespeicher zur Verfügung. Die SWM betreiben acht Erdgastankstellen in München, an denen regeneratives Biomethan getankt werden kann.
In ihren Heizkraftwerken und Heizwerken erzeugen die SWM Fernwärme, die über 800 Kilometer Dampf- und Heißwassernetze an große Gebäude und Hausanschlüsse verteilt wird und zur Heizung und Bereitung von Warmwasser genutzt wird. Durch Entnahme von an einem unterirdischen Bauwerk aufgestauten Grundwasser wird über ein Rohrnetz auch Fernkälte für Industriekunden umweltfreundlich zur Verfügung gestellt. Das leicht erwärmte Grundwasser wird anschließend wieder dem Grundwasserstrom zugeführt.
Das Trinkwasser für München stammt aus dem oberen Mangfalltal, dem Loisachtal bei Oberau und der Münchner Schotterebene und fließt von dort durch Zuleitungen in das Münchner Wassernetz. Der ökologische Landbau wird in den Wassergewinnungsgebieten durch die Initiative „Öko-Bauern“ gefördert.
Die Abwasserwirtschaft obliegt der Münchner Stadtentwässerung, ein Eigenbetrieb der Landeshauptstadt München.

### Abfallwirtschaft
Der Abfallwirtschaftsbetrieb München (AWM) ist ein Entsorgungsbetrieb im Stadtteil Moosach. Er ist als Eigenbetrieb für die Müllentsorgung zuständig und ist der größte kommunale Entsorgungsbetrieb in Deutschland.

### Verkehr

#### Fahrradverkehr

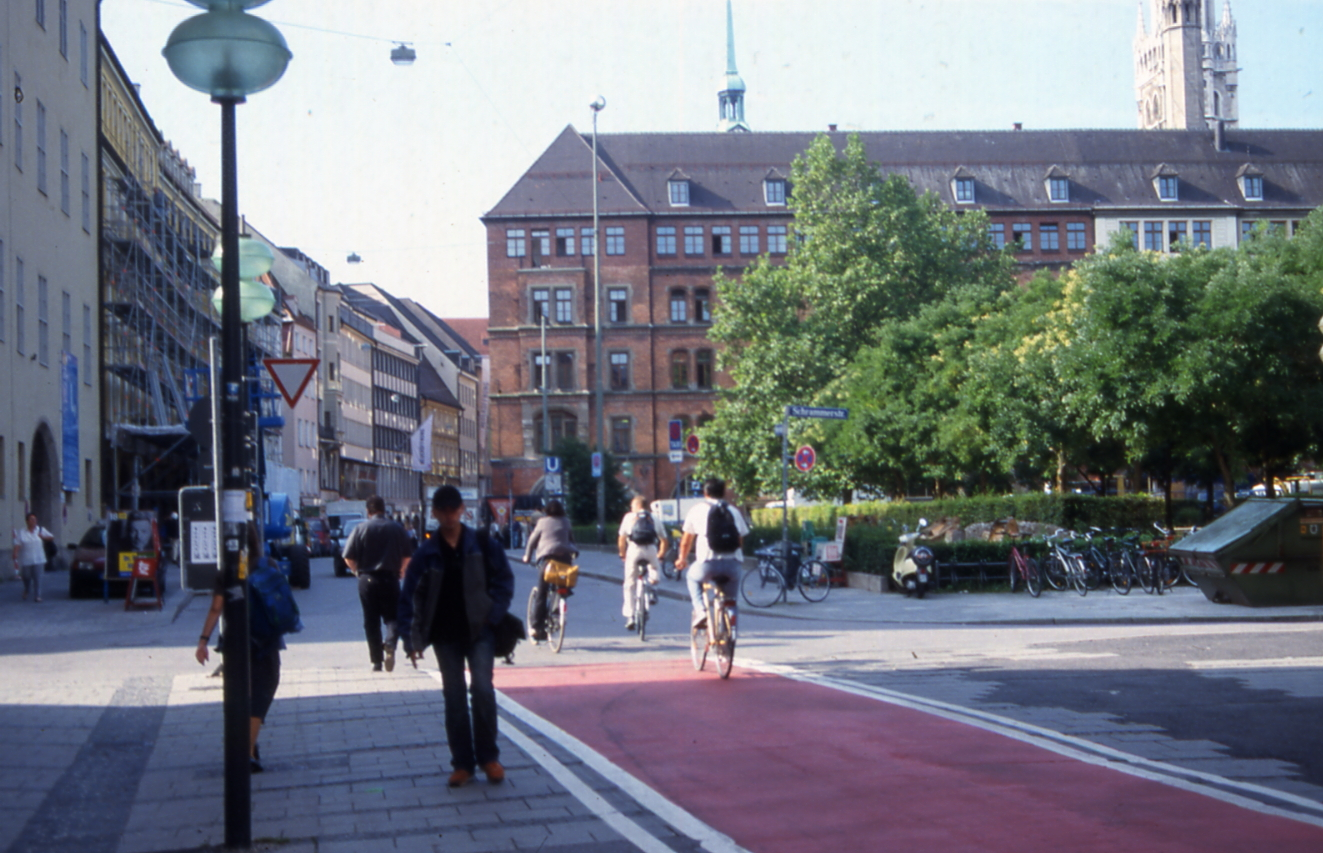
Radweg in der Residenzstraße

Das Münchner Radwegenetz ist mehr als 1200 Kilometer lang und entspricht mehr als 50 Prozent der gesamten Länge des Münchner Straßennetzes. 212 Einbahnstraßen sind in beide Fahrtrichtungen offen und auf 55 Fahrradstraßen haben die Radfahrer Vorrang. Für Radfahrer existieren im Stadtgebiet etwa 25.000 Fahrradständer und an Haltestellen des öffentlichen Nahverkehrs (Münchner Verkehrs- und Tarifverbund) befinden sich darüber hinaus 50.000 Stellplätze für Fahrräder („Radeln-und-mitfahren-Stellplätze“) (Stand: 2010).
Von 1992 bis 2010 wurden für den Ausbau des Radverkehrsnetzes sowie neue Fahrradständer 32 Millionen Euro investiert. Seit 2007 wird sukzessive das Wegweisersystem des Münchner Radwegnetzes verbessert, indem die alten Schilder durch neue grün-weiße Beschilderungen ersetzt werden, deren Schrift doppelt so groß ist und die Ziele sowie Entfernungsangaben enthalten. Ausgeschilderte Fahrradrouten verbinden Knotenpunkte der Stadt auf Wegen, die gut für Radfahrer geeignet sind, indem sie Behinderungen durch Kraftverkehr, Fußgänger sowie Lichtzeichenanlagen minimieren. Ferner führt um die Stadt herum der RadlRing München.
2008 machte der Fahrradverkehr 14 Prozent des Verkehrsaufkommens in München aus. Unter anderem aus Klimaschutzgründen beabsichtigte die Landeshauptstadt München bis 2015 den Anteil des Fahrradverkehrs auf 17 Prozent zu erhöhen. Dieses Ziel wurde bereits 2011 erreicht. Dafür setzt die Landeshauptstadt München zusätzliche finanzielle Mittel für die Infrastruktur, Öffentlichkeitsarbeit sowie Veranstaltungen ein. So wurden zum Beispiel die Gelder zur Förderung des Radverkehrs ab 2010 auf 4,5 Millionen Euro verdreifacht. Von 2010 bis 2018 unterstützte die Landeshauptstadt München den Infrastrukturausbau z. B. mit der Radfahrinitiative „Radlhauptstadt“. Im sogenannten „Fahrradklimatest“ des Allgemeinen Deutschen Fahrrad-Clubs (ADFC) fiel die Stadt deutschlandweit seitdem von Platz 11 im Jahr 2013 auf Platz 13 im Jahr 2017 zurück, hinter anderen großen Städten wie beispielsweise Frankfurt am Main oder Bremen. In einer Studie von Greenpeace lag München 2017 mit jährlichen Ausgaben von 2,30 Euro pro Einwohner auf dem letzten Platz der sechs bevölkerungsreichsten deutschen Städte.
2017 wurde mit dem Münchner Radschnellweg Bayerns erste „Fahrradautobahn“ von München nach Unterschleißheim bzw. Garching beschlossen. Die Fertigstellung war für 2019 geplant, jedoch kam es erst im Juli 2019 zur endgültigen Festlegung des Verlaufs. Im Mai 2024 wurde der erste Teilabschnitt eröffnet.

#### Öffentlicher Personennahverkehr

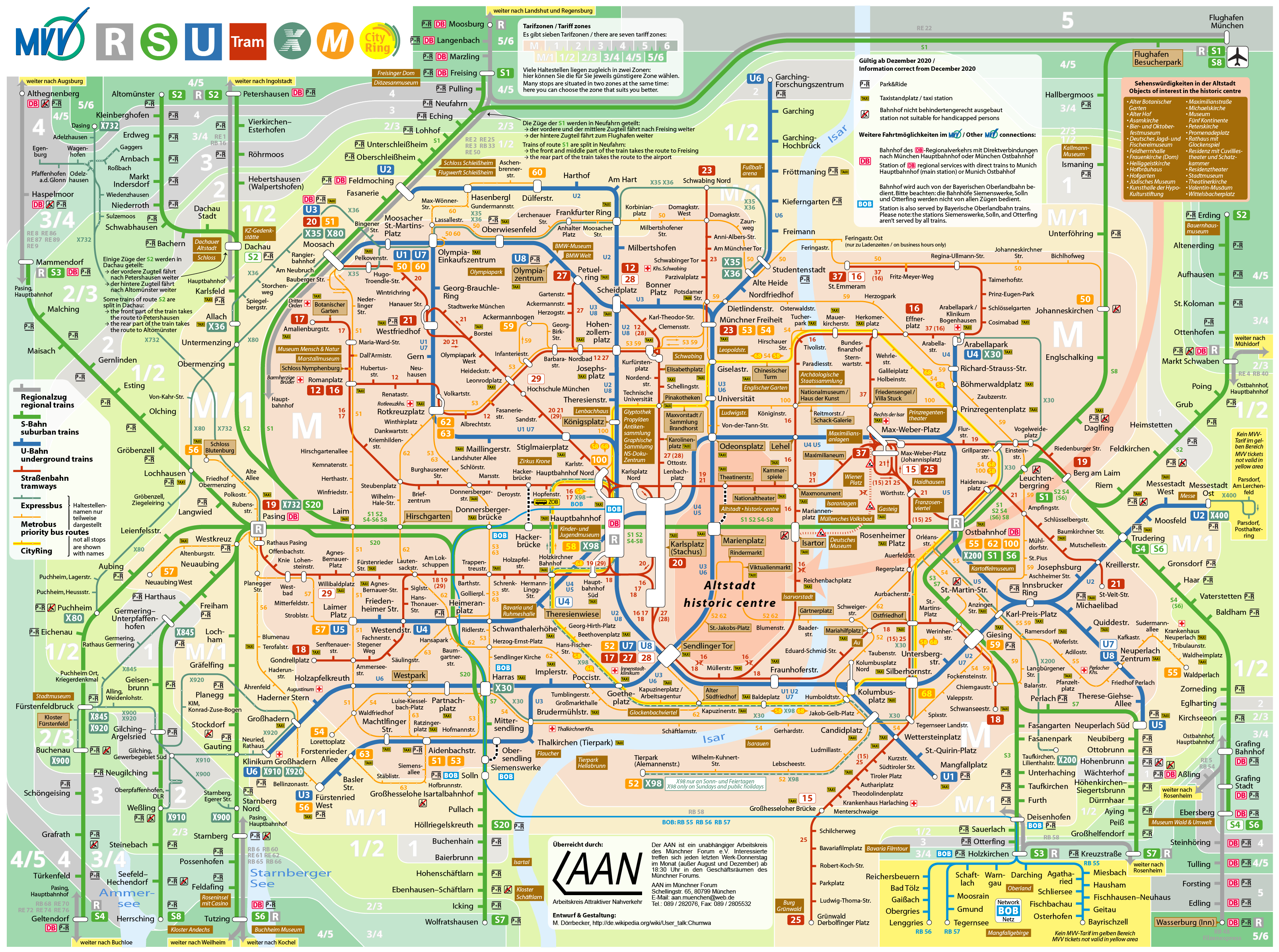
Schienennetz des Münchner Verkehrs- und Tarifverbunds mit Metrobuslinien

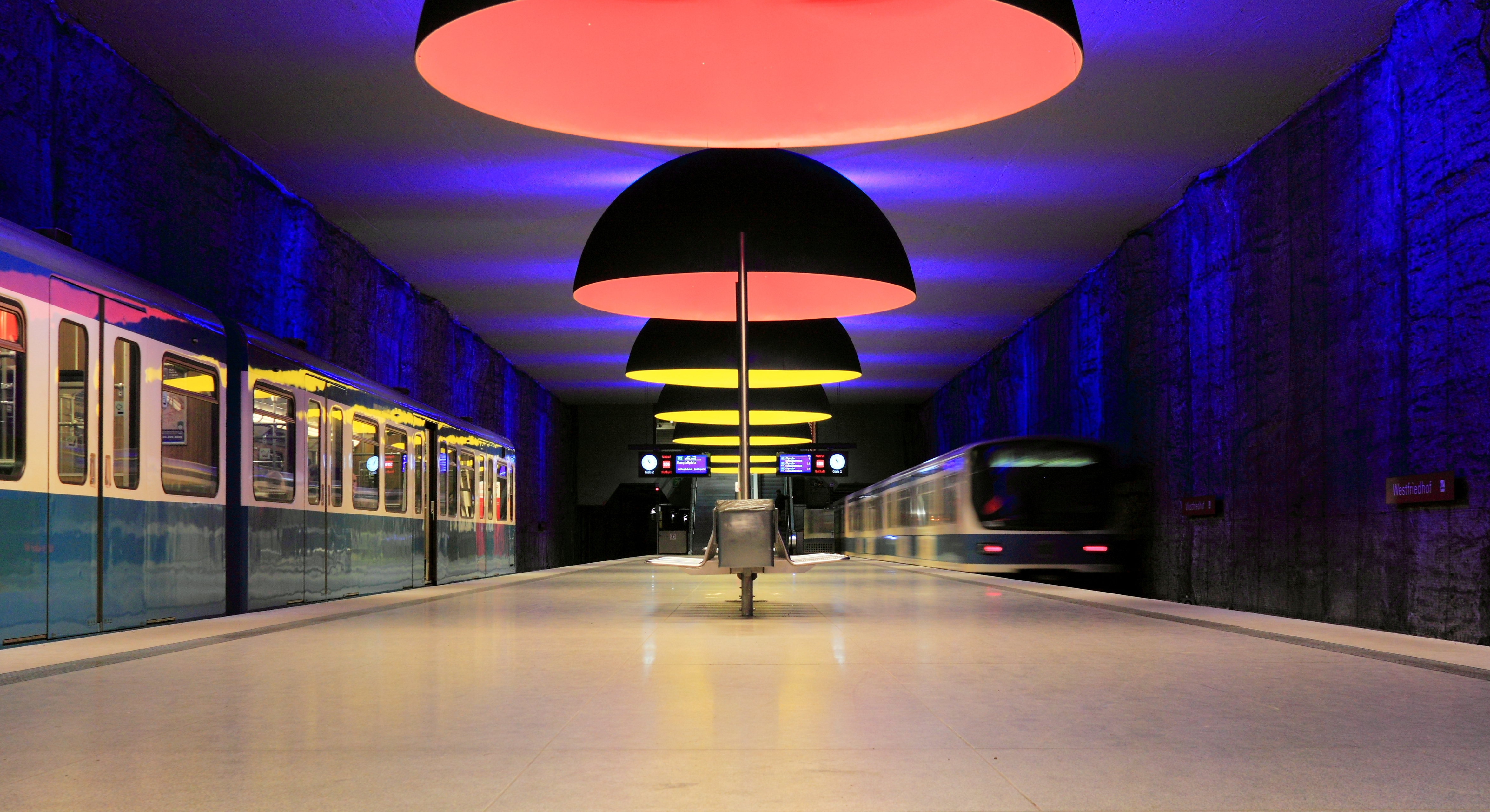
U-Bahnhof Westfriedhof

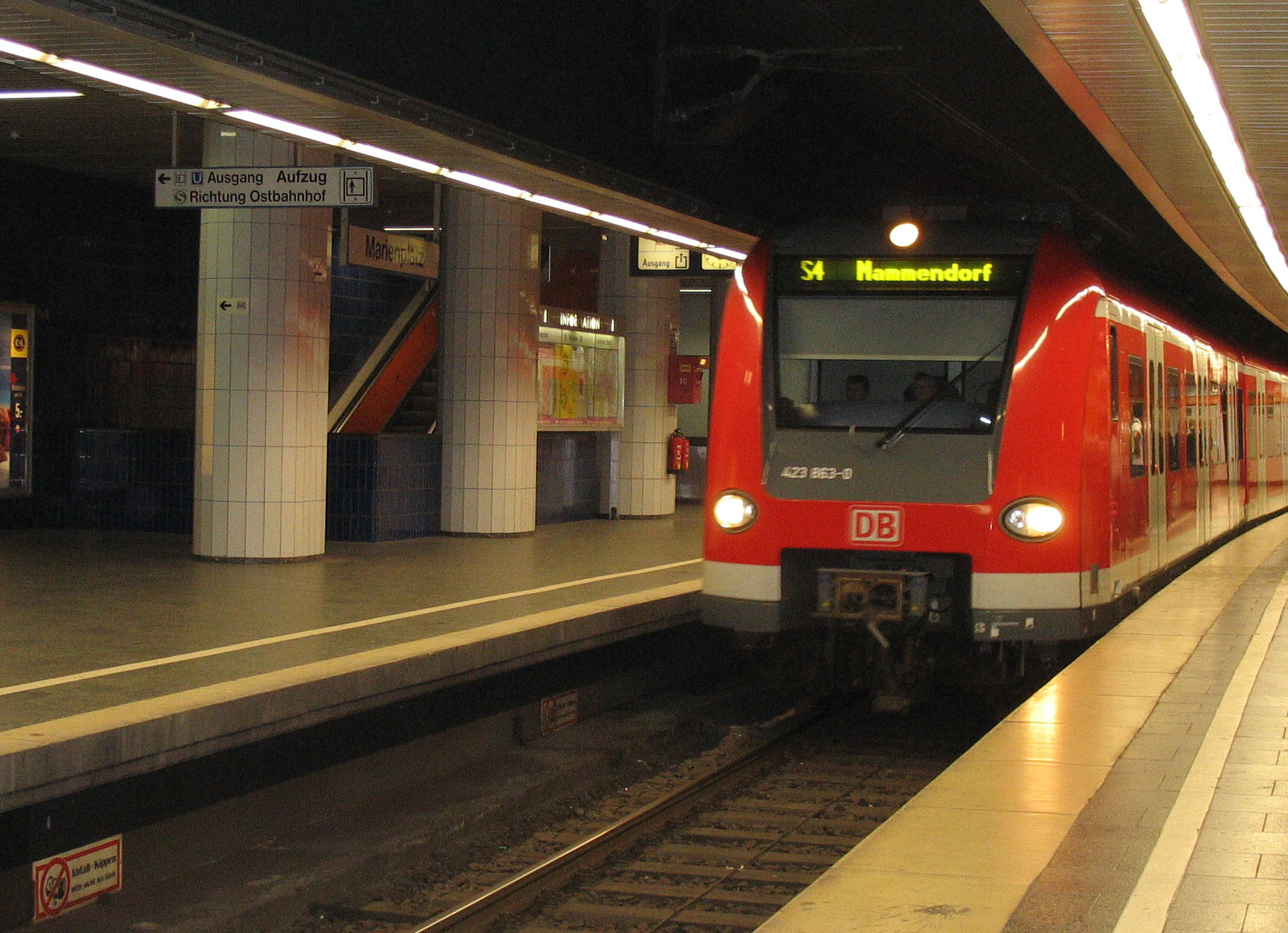
S-Bahnhof Marienplatz

Im öffentlichen Personennahverkehr betreibt die S-Bahn München ein Netz von acht S-Bahn-Linien, wobei alle Hauptlinien im Bereich der Innenstadt in einem zentralen Stammstreckentunnel gebündelt sind. Um diesen bis an das technisch Machbare ausgelasteten Tunnel zu entlasten, wird derzeit der Bau einer parallel verlaufenden zweiten Stammstrecke vorbereitet. Die zweite Stammstrecke soll voraussichtlich 2028 in Betrieb genommen werden. Die Express-S-Bahn wird im Halbstundentakt fahren und 30 Minuten vom Hauptbahnhof zum Flughafen brauchen, also 10 Minuten weniger als bisher.
Als ergänzendes Konzept für tangentiale Verbindungen ist die Münchner Ringbahn in der Diskussion. Bis zum Jahr 2026 könnte laut einer Machbarkeitsstudie aus dem Jahr 2019 ein S-Bahn-Pendelverkehr auf Teilen des Nordrings zwischen Karlsfeld und Euro-Industriepark möglich sein.
Die Münchner Verkehrsgesellschaft (MVG), eine Tochter der Stadtwerke München, betreibt acht U-Bahn-Linien, 13 Straßenbahnlinien und ein umfangreiches Busnetz mit 75 Linien (Stand: Juni 2018). Von 1948 bis 1966 verkehrte außerdem der Oberleitungsbus München in der Stadt.
Der Verkehr im Busnetz ist zu etwa 63 Prozent an private Kooperationspartner ausgelagert. Das U-Bahn-Netz Münchens ist 95 km lang und die U-Bahn befördert jährlich 410 Millionen Menschen. Insgesamt befördert die MVG jährlich etwa 585 Millionen Personen.
Alle öffentlichen Verkehrsmittel Münchens fahren zum einheitlichen Tarif innerhalb des Münchner Verkehrs- und Tarifverbunds (MVV).

#### Straßenverkehr

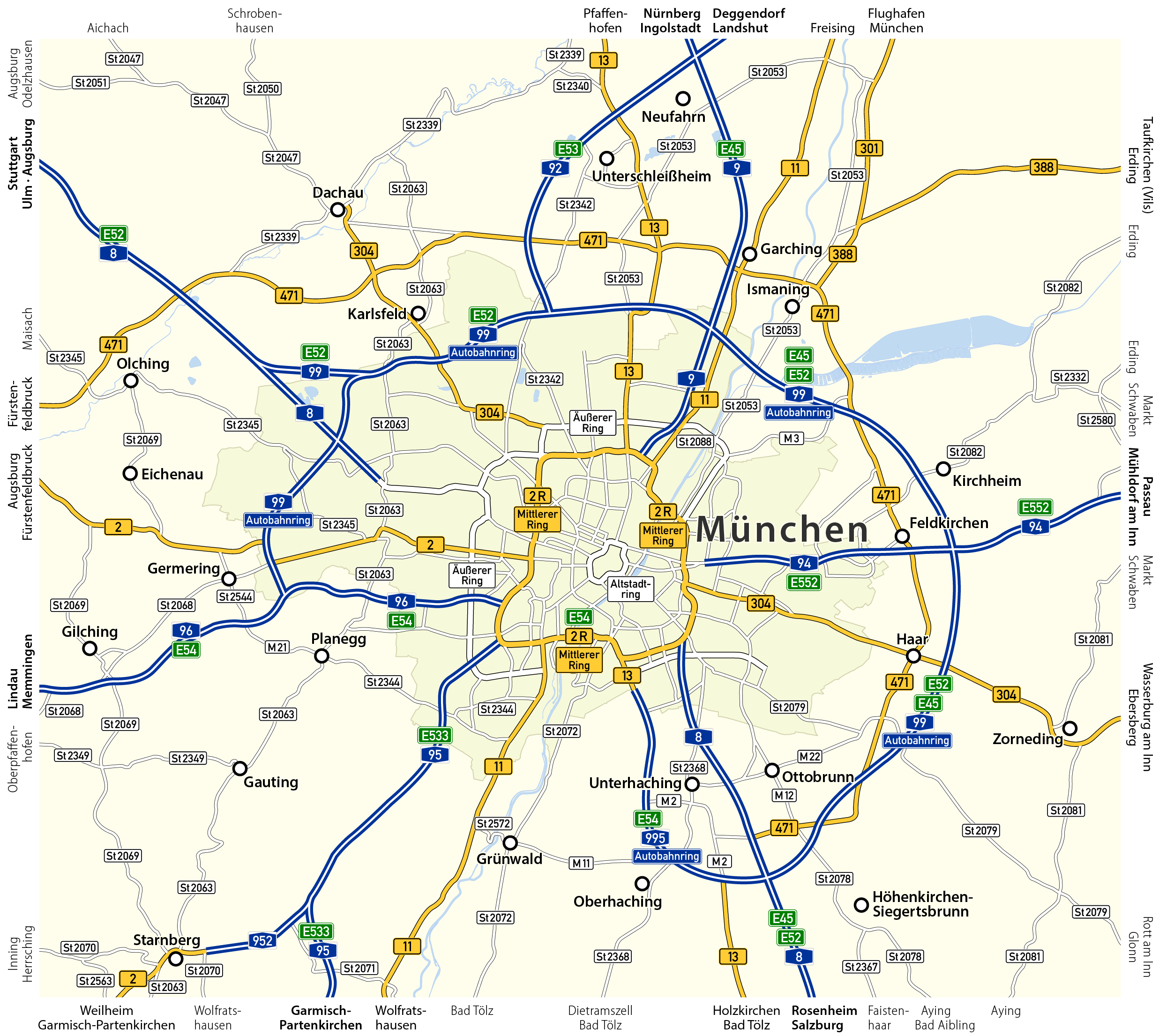
Autobahnen und Mittlerer Ring

München hält mehrere Rekorde zum Verkehrsfluss. In den 1960er-Jahren wurde der Stachus das verkehrsreichste Straßenkreuz Europas.  Die Donnersbergerbrücke gilt heute als die meistbefahrene Autobrücke Europas. 
Es existieren über 5000 Straßen und Plätze sowie über 1100 Lichtzeichenanlagen.
Der größte Teil des Mikroplastiks entsteht in München durch den Reifenverschleiß im Straßenverkehr, wovon beispielsweise ein erheblicher Anteil ungefiltert in die Isar gespült wird. Obwohl sich die Landeshauptstadt München bemüht, das Angebot an Alternativen zum Kraftfahrzeug mit besseren Bedingungen für Radfahrer und einem besseren öffentlichen Nahverkehr auszubauen, verzeichnete die Kraftfahrzeug-Zulassungsbehörde Ende 2016 einen neuen Höchststand von über 700.000 in München gemeldeten Personenkraftwagen. Gleichzeitig verbringen Autofahrer in München deutlich mehr Zeit im Verkehrsstau als in jeder anderen deutschen Großstadt, 2022 waren es 74 Stunden. Im Mai 2019 hat der Stadtrat entschieden, die Parkplätze in der Fraunhoferstraße aufzuheben und durch Radwege zu ersetzen.
Das Straßennetz Münchens litt unter Fehlplanungen eines lange Zeit vorherrschenden städtebaulichen Zentrismus. Die Stadt befürchtete wirtschaftliche Verluste, wenn insbesondere der neu aufkommende Urlauberverkehr nach Italien nicht mehr in der Stadt anhalten, sondern sie umfahren würde. Deshalb wurde der bereits in der Vorkriegszeit trassierte Münchner Autobahnring nicht zügig in den 1950er-Jahren in Angriff genommen. Zögerlich wurde in den 1960er-Jahren als Ersatz der Mittlere Ring (Bundesstraße 2 R) gebaut. Der die Stadt umgebende Autobahnring, die Bundesautobahn 99, ist bis heute nicht vollständig geschlossen. Darüber hinaus führen sieben Bundesstraßen durch München, wobei die Bundesstraße 471 weitgehend parallel zum heutigen Autobahnring verläuft.
In München wurde ab dem 1. Oktober 2008 eine Umweltzone eingerichtet. Sie umfasst die Straßen innerhalb des Mittleren Rings. Der Mittlere Ring selbst gehört nicht zur Umweltzone, um nachteilige Verlagerungen des Verkehrsflusses zu vermeiden. Die Umweltzone darf ausschließlich mit Kraftwagen mit einer Feinstaubplakette befahren werden. Seit dem 1. Februar 2023 gilt in München innerhalb der Umweltzone ein Fahrverbot für alle Dieselfahrzeuge mit der Schadstoffklasse Euro 4 oder niedriger, da die Stickstoffdioxidgrenze der Europäischen Union überschritten wurde. Zudem ist der Mittlere Ring seit dem 1. Februar 2023 in die Umweltzone eingeschlossen. Am 21. März 2024 gab der Bayerische Verwaltungsgerichtshof der Klage der Deutschen Umwelthilfe und des Verkehrsclubs Deutschland statt und urteilte, dass die Stadt München „strengere Dieselfahrverbote“ einschließlich für die Schadstoffklasse Euro 5 anzuordnen hat.
Auf 85 bis 90 Prozent des Münchner Straßennetzes gilt Tempo 30. Die grundsätzliche Geschwindigkeitsbegrenzung von 50 Kilometern pro Stunde (gelegentlich 60) beschränkt sich damit überwiegend auf den Mittleren Ring sowie große Ein- und Ausfallstraßen.
Folgende Bundesstraßen führen durch München:
- Grenze/PL – Berlin – Leipzig – Nürnberg – Augsburg – München – Garmisch-Partenkirchen – Grenze/A
- 2R Mittlerer Ring/München
- Grenze/CZ – Landshut – München – Kochel am See – Grenze/A
- Lindau (Bodensee) – München (als A 94/A 96) – Passau – Grenze/CZ
- Würzburg – Ingolstadt – München – Bad Tölz
- Dachau – München – Freilassing

Autobahnen, die in München beginnen oder dorthin führen, sind die:
- Karlsruhe – Stuttgart – Ulm – Augsburg – München – Rosenheim – Salzburg
- München – Nürnberg – Leipzig – Berlin; über die  nach Regensburg bzw. Hof/Oberfranken bzw. die  nach Dresden
- München – Landshut – Deggendorf
- (im Bau) München – Passau/Wien
- München – Garmisch-Partenkirchen
- München – Memmingen – Lindau (Bodensee)
- Autobahnring München
- München – Kreuz München-Süd/

#### Pendlerverkehr
Über 500.000 Menschen mit Wohnort außerhalb der Stadtgrenze Münchens pendeln täglich nach München zur Arbeit. München hat deutschlandweit die meisten Einpendler.

#### Überregionaler Busverkehr

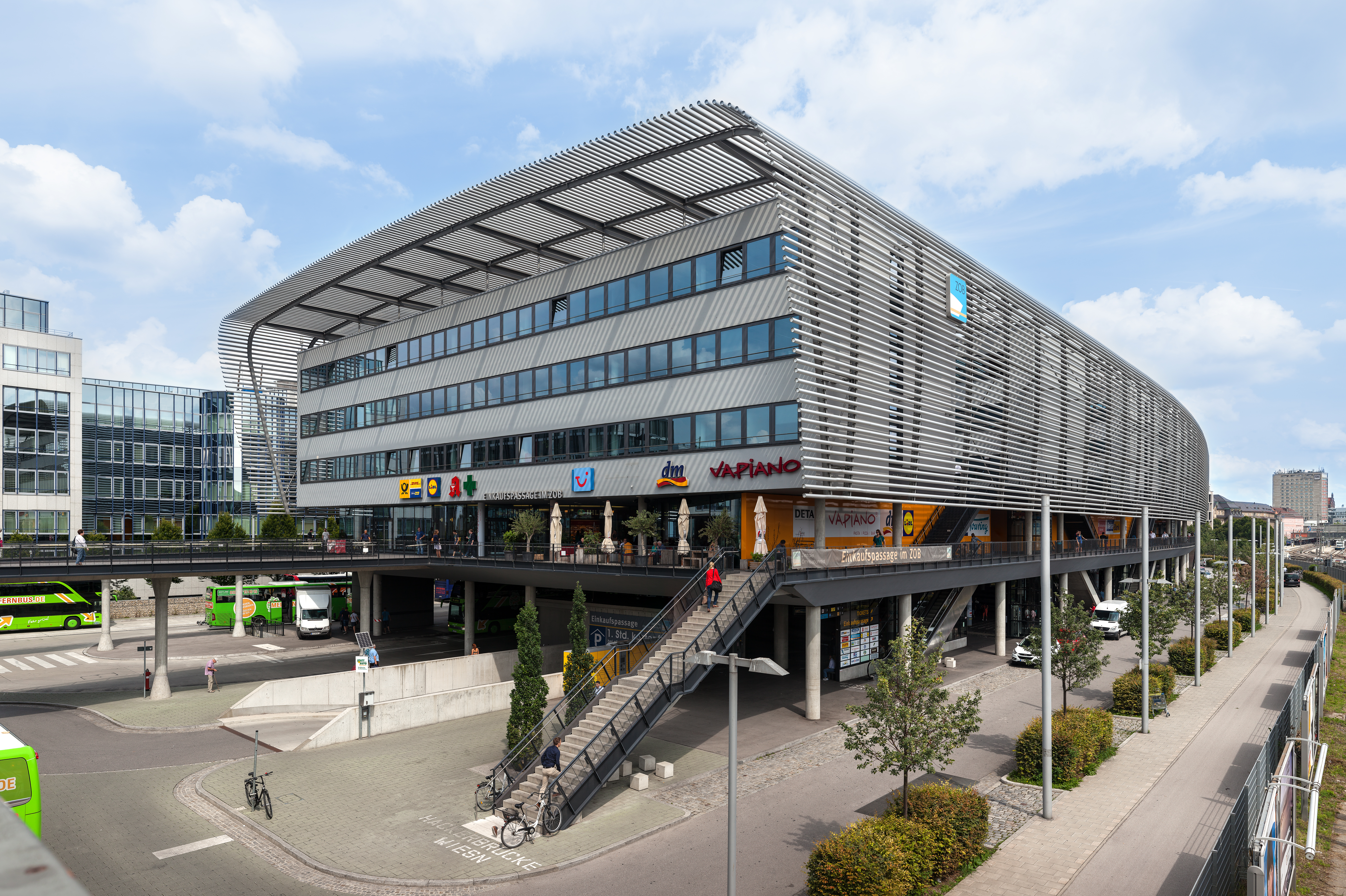
Frontansicht des Zentralen Omnibusbahnhofs München von der Hackerbrücke (2014)

Der Zentrale Omnibusbahnhof München (ZOB) stellt einen wichtigen Verkehrsknotenpunkt für Bus und Bahn im nationalen wie internationalen Verkehr dar.
Der Neubau für den ZOB ist zentral an der Hackerbrücke gelegen und wurde am 11. September 2009 eröffnet. Der ZOB bietet durch seine direkte Lage neben dem S-Bahn-Haltepunkt Hackerbrücke eine optimale Anbindung an das Münchner Umland sowie den Münchner Flughafen. Wie beim Vorgängerstandort befindet sich der Münchner Hauptbahnhof in unmittelbarer Nähe.

#### Schienenverkehr

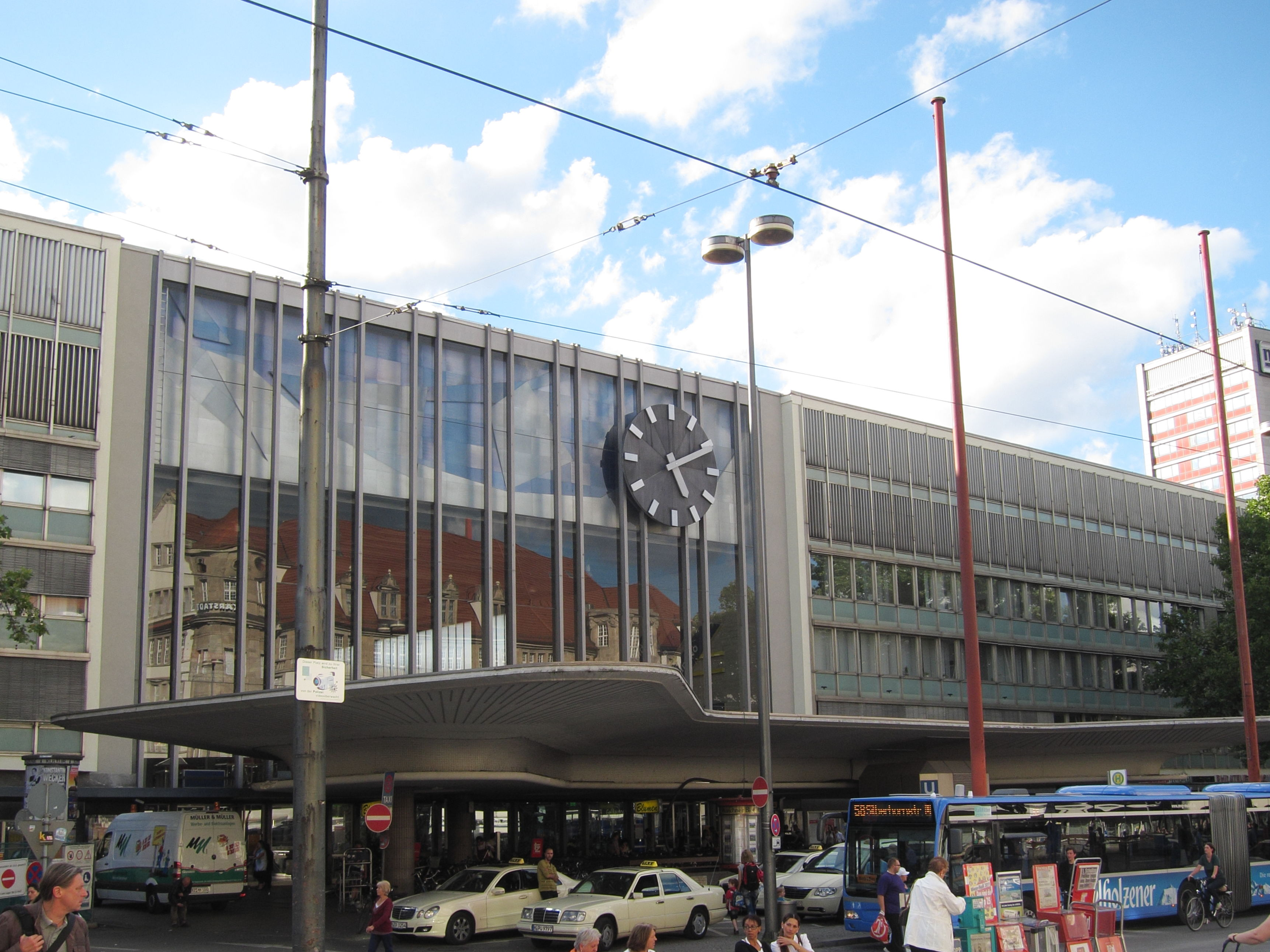
Münchner Hauptbahnhof (vor dem Abriss des Altbaus 2019)

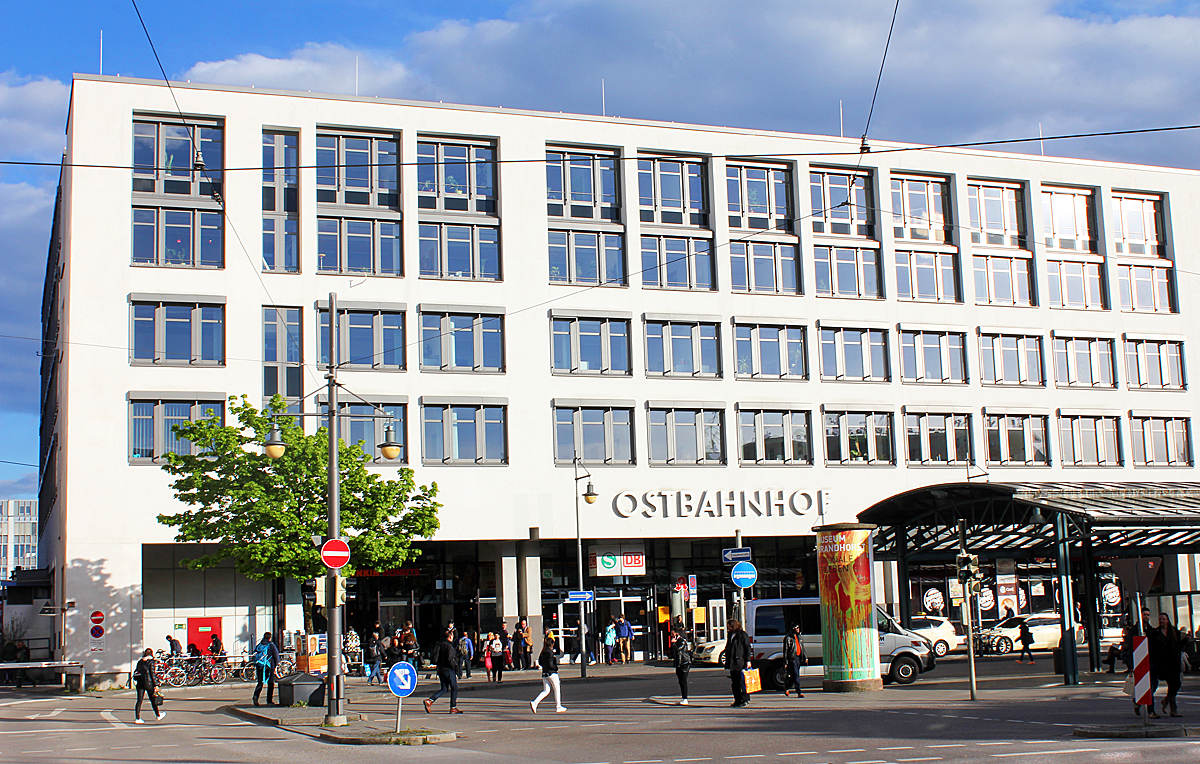
Bahnhof München Ost/Ostbahnhof

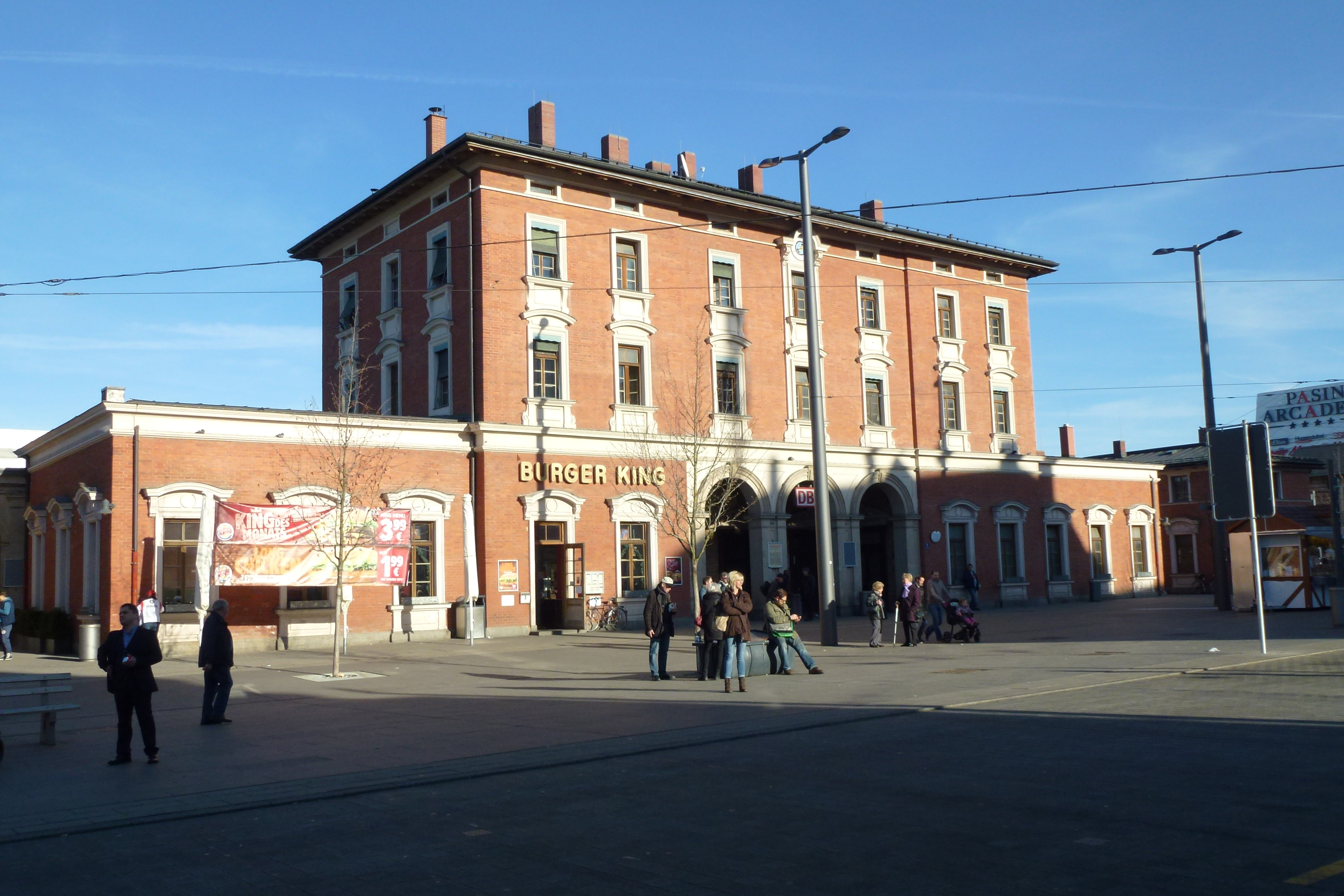
Bahnhof München-Pasing

Über den Schienenverkehr ist München gut an das internationale Streckennetz angeschlossen. Es bestehen Direktverbindungen (teilweise per Nachtzug) zu deutschen und europäischen Großstädten. Neben dem Hauptbahnhof mit seinen beiden Flügelbahnhöfen und dem Bahnhof München Ost der höchsten Preisklasse 1 gibt es mit dem Bahnhof München-Pasing (Preisklasse 2) einen weiteren wichtigen Fernbahnhof im Münchner Stadtgebiet. Die acht Münchner Bahnhöfe der Preisklasse 3 sind Laim, Hirschgarten, Donnersbergerbrücke, Hackerbrücke, Karlsplatz, Marienplatz, Rosenheimer Platz und Giesing. Daneben gibt es zahlreiche Bahnhöfe der Preisklassen 4 bis 5 der DB Station&Service. Der Eisenbahngüterverkehr nutzt den Rangierbahnhof München Nord Rbf. Auch der einstige Personenbahnhof München Süd dient ausschließlich dem Güterverkehr, während der Isartalbahnhof nur noch als Gebäude existiert.
Fernverkehrsverbindungen
Folgende Fernverkehrsverbindungen passieren den Münchner Hauptbahnhof oder beginnen dort:
- TGV: München – Augsburg – Stuttgart – Karlsruhe – Straßburg – Paris
- ICE-Linie 11: Berlin – Frankfurt am Main – München – Innsbruck
- ICE-Linie 25: Hamburg – Nürnberg – München – Garmisch-Partenkirchen
- ICE-Linie 28: München – Augsburg – Nürnberg – Leipzig – Berlin
- ICE-Linie 41: München – Ingolstadt – Nürnberg – Würzburg – Frankfurt am Main
- ICE-Linie 42: München – Stuttgart – Frankfurt – Köln – Dortmund – Amsterdam
- ICE-Linie 116: München – Salzburg – Linz – Wien
- RJ 63: München – Salzburg – Linz – Wien – Budapest
- WB: München – Salzburg – Wels – Linz – St. Pölten – Wien
- EC-Linie 88: München – Lindau (Bodensee) – Zürich
- EC-Linie 89: München – Bozen – Verona

Nachtzüge
Diese Nachtzüge bieten unter anderem Direktverbindungen mit folgenden Städten:
- Bologna – Florenz – Rom
- Verona – Venedig
- Bremen – Hamburg
- Berlin
- Wien – Budapest
- Wien – Warschau
- Ljubljana – Zagreb/Rijeka

#### Luftverkehr

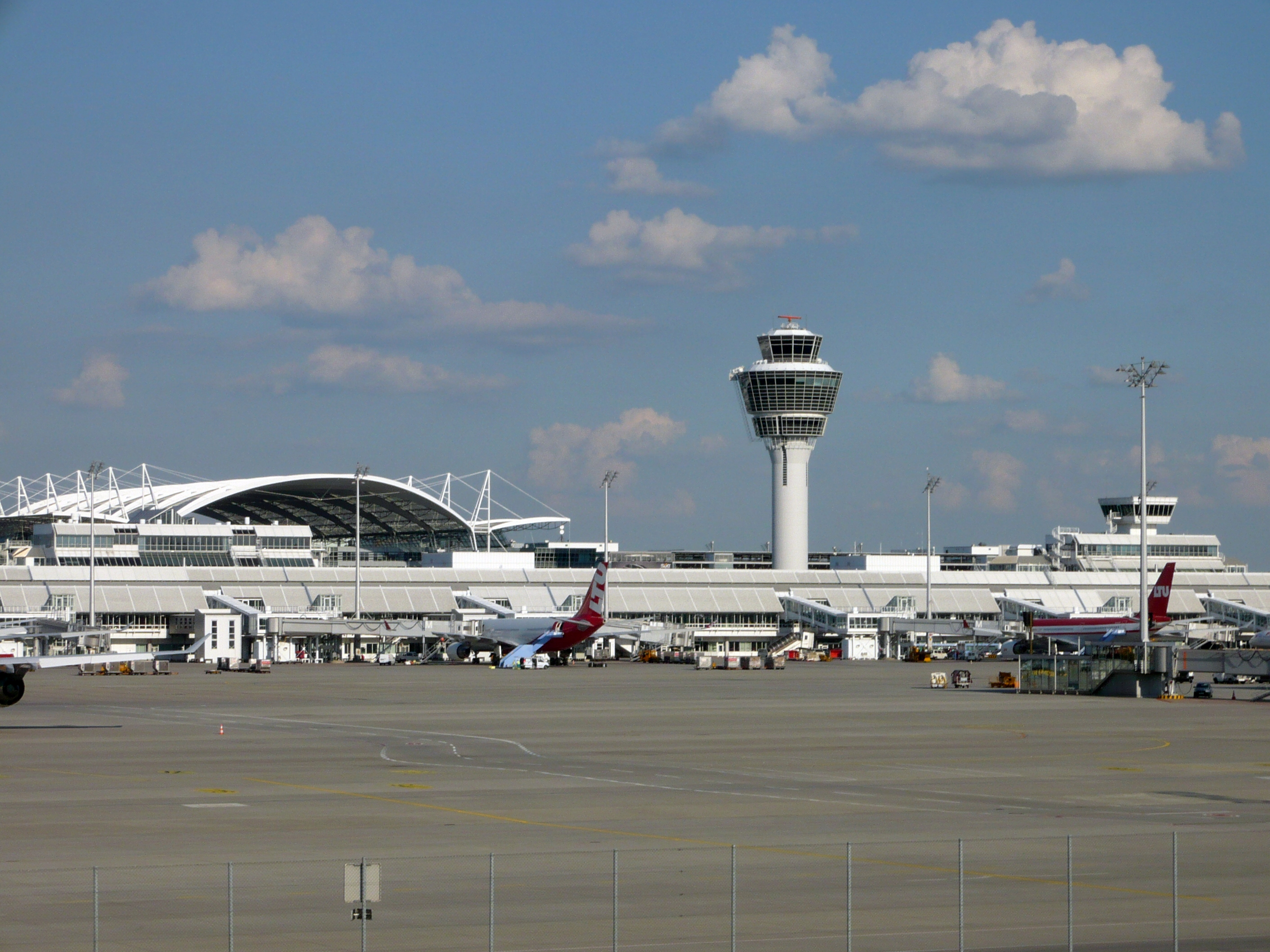
Flughafen München

Der 29 Kilometer nordöstlich von der Stadtmitte im Erdinger Moos gelegene Flughafen München (internationale Flughafen-Codes: MUC (IATA-Flughafencode), EDDM (ICAO-Code)) ist mit rund 48 Millionen Passagieren im Jahr 2019 der zweitgrößte Flughafen Deutschlands und der siebtgrößte Europas. Seit der Entscheidung der Lufthansa, München als zweites Drehkreuz neben Frankfurt zu etablieren, wird der Flughafen international zunehmend besser angebunden; über 25 Langstreckenflugzeuge sind dort stationiert. Das Kontinentalnetz der Lufthansa in München ist umfangreicher als bei jedem anderen deutschen Flughafen. Der Flughafen ist über die Autobahn A 92 zu erreichen; als öffentliche Verkehrsmittel stehen vor allem die S-Bahn-Linien S1 und S8 zur Verfügung, die den Flughafen mit der Münchner Innenstadt verbinden.
Weitere Flughäfen in der Münchner Umgebung sind die für die allgemeine Luftfahrt – zum Teil nur eingeschränkt – nutzbaren Flugplätze Oberpfaffenhofen und Schleißheim. Der 90 Kilometer entfernte Flughafen Memmingen wird von Ryanair als „Flughafen München-West“ vermarktet.

#### Wanderweg
Am Marienplatz beginnt der Fernwanderweg München–Venedig.

### Gesundheitswesen
2013 hatte die Landeshauptstadt München 47 Krankenhäuser (Liste der Krankenhäuser in München) mit 11.566 Betten; in freier Praxis waren 3717 Ärzte (394 Einwohner je Arzt) und 1536 Zahnärzte (954 Einwohner je Zahnarzt) tätig.

## Öffentliche Einrichtungen
In München haben verschiedene Ämter, Gerichte sowie Körperschaften und öffentlich-rechtliche Anstalten ihren Sitz, unter anderem die Regierung von Oberbayern und das Europäische Patentamt. Die Stadtverwaltung München ist in elf Fachreferate aufgeteilt und hat zahlreiche Dienstgebäude im Stadtgebiet.
In vielen Bereichen des öffentlichen Dienstes (z. B. Kliniken, Polizei, Finanzämter) herrscht Personalmangel, da München aufgrund der hohen Lebenshaltungskosten für Angehörige der unteren bis mittleren Besoldungs- und Entgeltgruppen zu teuer und daher ein ausgesprochen unattraktiver Dienstort ist. Infolgedessen arbeiten zum Beispiel bei der Schutzpolizei überwiegend Berufsanfänger, da fast jeder Polizist aus ganz Bayern zunächst dort seinen Dienst anzutreten hat, bevor er sich in seine Heimatregion zurückversetzen lassen kann. Das Finanzamt München hat die Aktenbearbeitung zu großen Teilen an Bearbeitungsstellen in Deggendorf, Dillingen an der Donau, Eichstätt, Ingolstadt, Passau, Straubing und Zwiesel ausgelagert.

### Polizei
Das Polizeipräsidium München, das für die Stadt und den Landkreis München sowie teilweise für den Landkreis Starnberg zuständig ist, hat seinen Hauptsitz in der Ettstraße 2–4. 2019 zählte die Stadt 5.575 Polizeibeamte.

### Feuerwehr
München hat eine Berufsfeuerwehr mit zehn Feuerwachen sowie 22 Abteilungen der Freiwilligen Feuerwehr.

### Gerichte und Staatsanwaltschaften

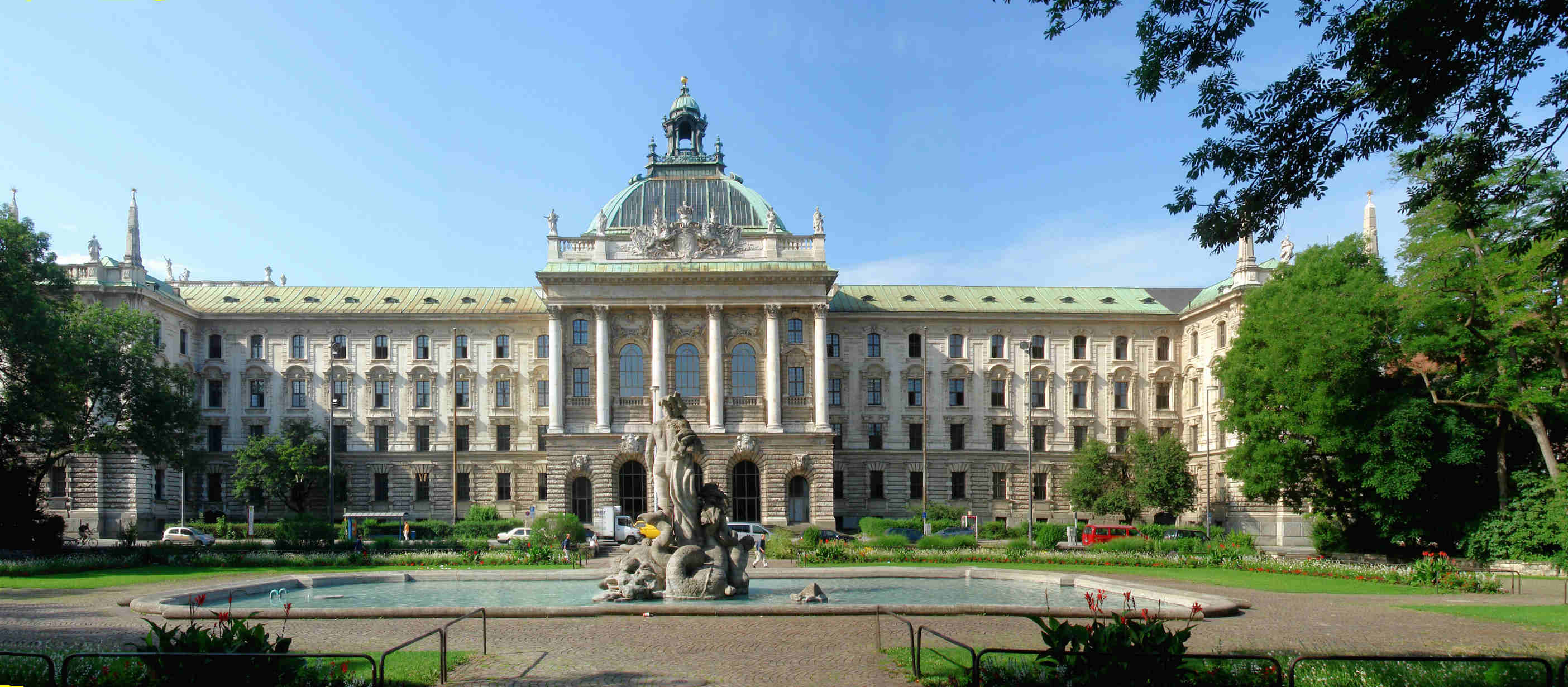
Alter Justizpalast

München ist ein wichtiger Standort für Gerichte in Bayern, wie etwa dem Bayerischen Verfassungsgerichtshof, dem Bayerischen Obersten Landesgericht, dem Bayerischen Verwaltungsgerichtshof, dem Bayerischen Landessozialgericht, dem Landesarbeitsgericht München oder dem Finanzgericht München. Der Bundesfinanzhof als einer der fünf obersten Gerichtshöfe Deutschlands sowie das Bundespatentgericht haben ebenfalls ihren Sitz in München. Der Justizpalast am Stachus prägt das Stadtbild der Münchner Innenstadt. Hier fanden z. B. 1943 die Prozesse gegen die Mitglieder der Widerstandsgruppe Weiße Rose vor dem Volksgerichtshof statt, der dafür eigens aus Berlin angereist war.

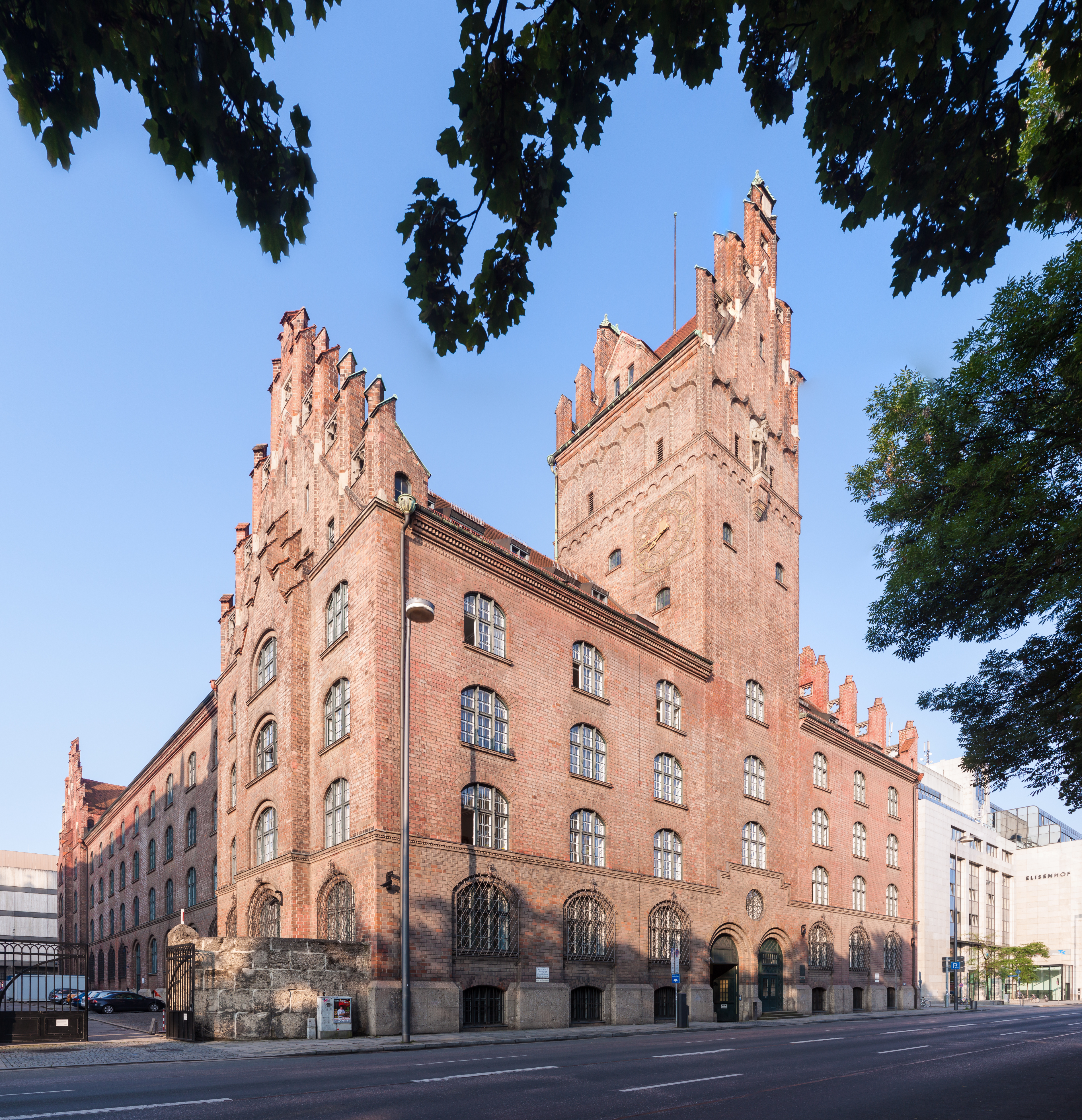
Neues Justizgebäude mit dem Bayerischen Verfassungsgerichtshof und dem Oberlandesgericht München
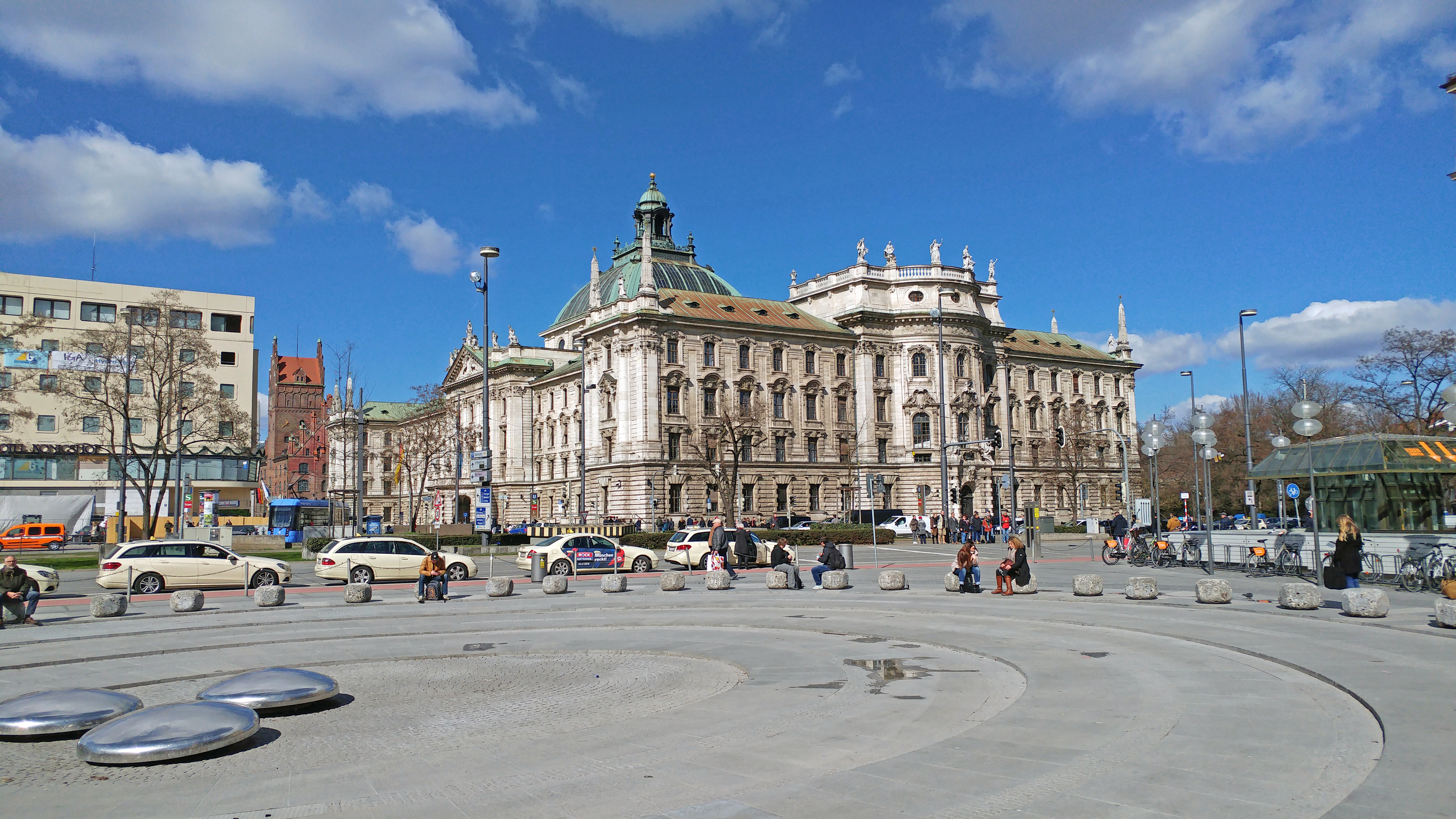
Justizpalast, Landgericht München I
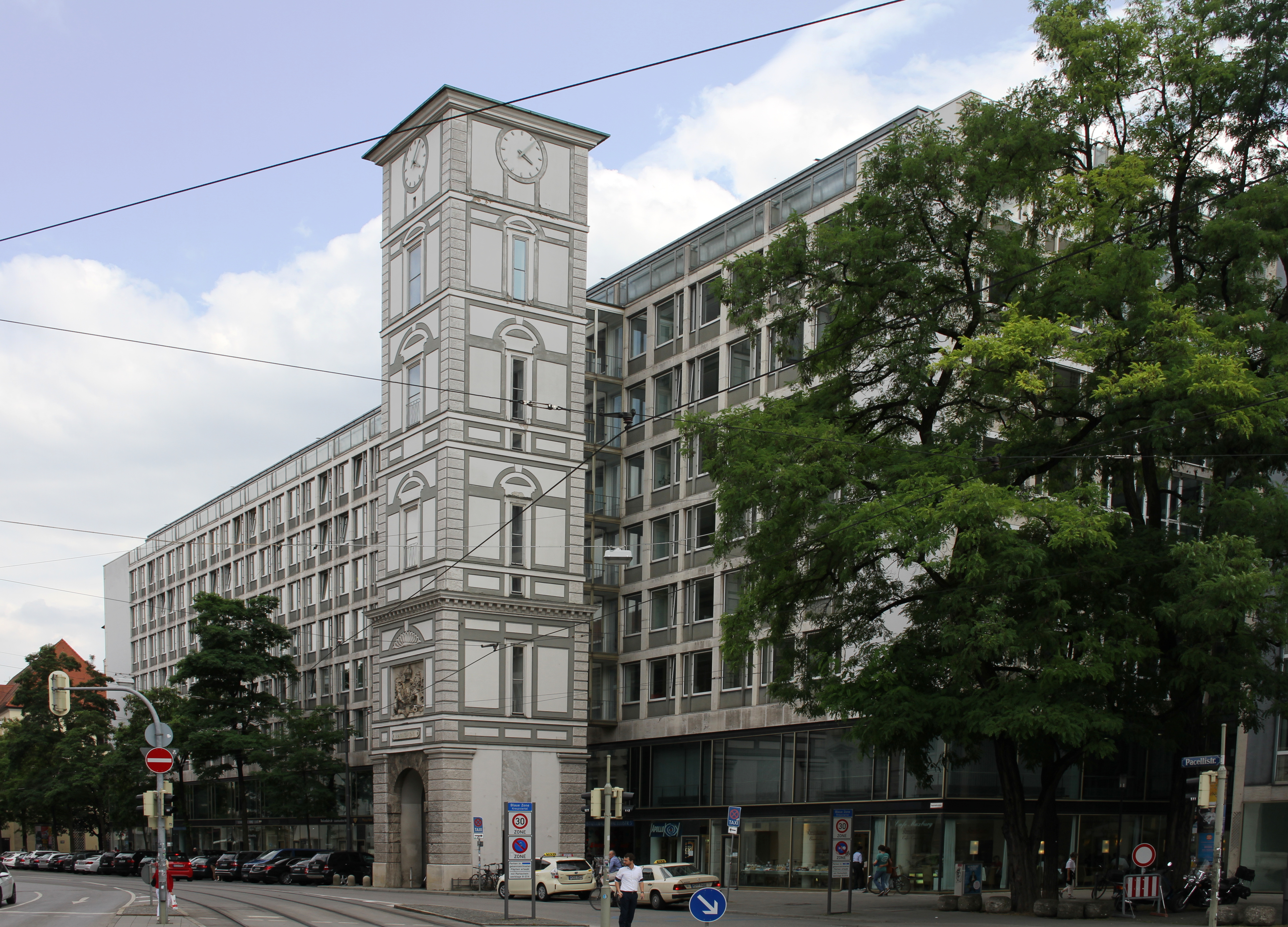
Neue Maxburg – beherbergt u. a. das Amtsgericht und Landgericht München I
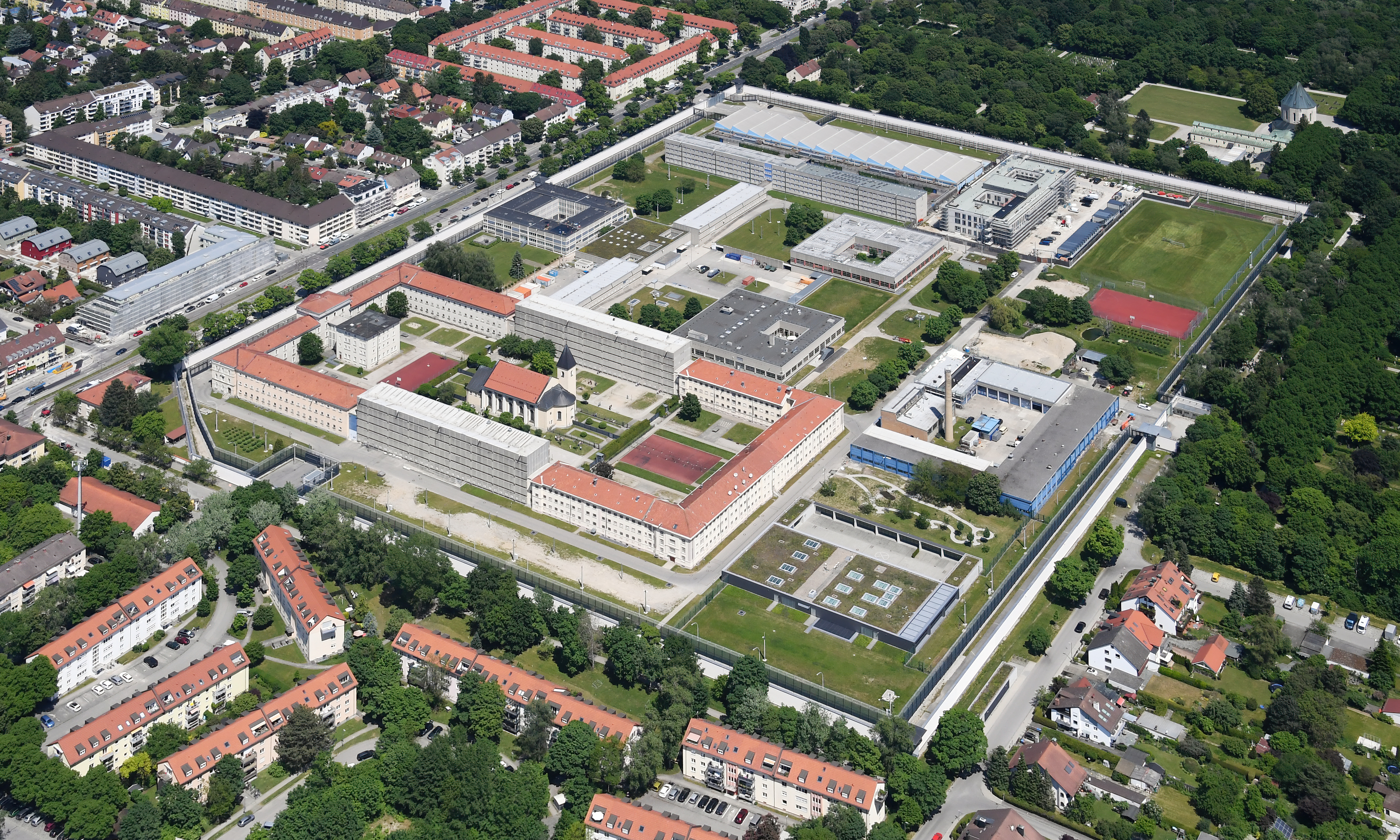
Justizvollzugsanstalt München-Stadelheim

### Justizvollzugsanstalten
In München befindet sich eine Justizvollzugsanstalt (JVA): Die Justizvollzugsanstalt München-Stadelheim ist die größte Gefängnisbehörde in Bayern. Der Jugend- und Frauenstrafvollzug findet in einer Außenstelle in unmittelbarer Nachbarschaft zum Hauptgelände statt.

### Öffentliche Sicherheit und Ordnung
Für die Aufrechterhaltung der öffentlichen Sicherheit und öffentlichen Ordnung sind in München die Sicherheitsbehörden zuständig, dies sind unter anderem das Kreisverwaltungsreferat und die Bayerische Staatliche Polizei einschließlich Sicherheitswacht (originär das Polizeipräsidium München). Im Jahr 2019 wurden 90.229 Straftaten mit Tatort München angezeigt.

„Bezogen auf die Kriminalitätsrate der gesamten Straftaten ist München unter den deutschen Großstädten über 200.000 Einwohnern die sicherste Kommune. 2013 wurden 7.395 Straftaten pro 100.000 Einwohner in München erfasst. Im Langzeitvergleich der vergangenen zehn Jahre ist bei gleichzeitigem Anstieg der Bevölkerung die Gesamtzahl an Straftaten rückläufig. Die Aufklärungsquote lag bei 62,5%.“

München galt im Jahr 2019 mit 6.469 Straftaten pro 100.000 Einwohnern als sicherste Kommune unter den deutschen Großstädten über 100.000 Einwohnern hinsichtlich der Kriminalitätsrate aller Straftaten. 2021 wurden in München 4.712 Straftaten pro 100.0000 Einwohner registriert. Damit gilt München weiterhin als sicherste Großstadt Deutschlands. Im Jahr 2024 war die Stadt München die sicherste Großstadt in Deutschland hinsichtlich aller deutschen Städte mit mehr als 200.000 Einwohnern.
Am 22. Juli 2016 ereignete sich im Münchner Stadtbezirk Moosach ein Anschlag, bei dem neun Personen getötet und weitere verletzt wurden.

## Bildung und Forschung

### Schulen
Im Jahr 2023 existierten in München 141 staatliche Grundschulen, 44 staatliche, seit dem Schuljahr 2011/2012 in Mittelschulverbünden zusammengefasste Mittelschulen (Bayerische Mittelschule), 24 Realschulen (20 städtische und vier staatliche), 43 Gymnasien (14 städtische und 29 staatliche), zwei städtische Schulen besonderer Art (städtische schulartunabhängige Orientierungsstufe München-Neuperlach und städtische Willy-Brandt-Gesamtschule) sowie 93 berufliche Schulen, davon 87 städtische. Sachaufwandsträgerin ist auch bei den staatlichen Schulen jeweils die Stadt München. Das Wilhelmsgymnasium ist das älteste Gymnasium Oberbayerns. Stand 2015 waren zahlreiche Schulgebäude sanierungsbedürftig, sodass Unterricht zu einem nennenswerten Anteil in kurzfristig errichteten Containergebäuden stattfand.
Im Großraum München existieren eine Reihe internationaler Schulen. Die Europäische Schule München steht unter Aufsicht der EU-Regierungen und bietet muttersprachlichen Unterricht in den Amtssprachen aller EU-Länder an. Weitere internationale Schulen sind beispielsweise die Bavarian International School, die Munich International School, das französische Lycée Jean Renoir de Munich sowie die St. George’s British International School Munich.
Stand 2023 bestanden 15 Förderschulen. Es existieren elf sonderpädagogische Förderzentren (Förderschwerpunkte Lernen, Sprache sowie emotionale und soziale Entwicklung), ein Förderzentrum mit dem Schwerpunkt geistige Entwicklung, zwei Förderzentren mit dem Förderschwerpunkt emotionale und soziale Entwicklung, ein Förderzentrum Förderschwerpunkt Sprache, ein Förderzentrum Förderschwerpunkt Hören und eine Schule für Kranke, die sich alle in der Trägerschaft des Freistaates Bayern befinden.

### Berufliche Bildung
Die Angebote zur beruflichen Bildung einschließlich der Berufsvorbereitung, der beruflichen Erstausbildung und der beruflichen Weiterbildung sind zahlreich. Daneben bestehen weiterführende berufliche Schulen und Schulen des zweiten Bildungsweges. Einrichtungen aus dem Bereich der beruflichen Bildung sind beispielsweise das Sprachen & Dolmetscher Institut München, die Bayerische Akademie für Werbung und Marketing (BAW), die 1949 als Ausbildungsinstitut für Berufe in Marketing, Kommunikation, PR und Medien gegründet wurde, die Bayerische Akademie für Außenwirtschaft (BAA), die 1989 als Ausbildungseinrichtung für Berufe der internationalen Wirtschaft und des Facility Managements gegründet wurde, sowie die Bayerische Verwaltungsschule (BVS) mit dem BVS-Bildungszentrum München, die Aus- und Fortbildung im staatlichen und kommunalen Bereich in Deutschland anbietet. Daneben bietet die Akademie der Deutschen Medien Weiterbildungen innerhalb des Verlagswirtschaftszweiges an. Für Handwerker bietet die Akademie für Gestaltung und Design der Handwerkskammern für München und Oberbayern die Weiterbildung zum Gestalter im Handwerk an. Das Qantm Institute ist ein privates Ausbildungsinstitut mit dem Schwerpunkt Computerspielentwicklung, das mit der Middlesex-Universität London zusammenarbeitet. Die Otto-Falckenberg-Schule ist eine 1946 gegründete städtische Fachakademie, an der die Studiengänge Schauspiel und Regie angeboten werden.

### Hochschulen

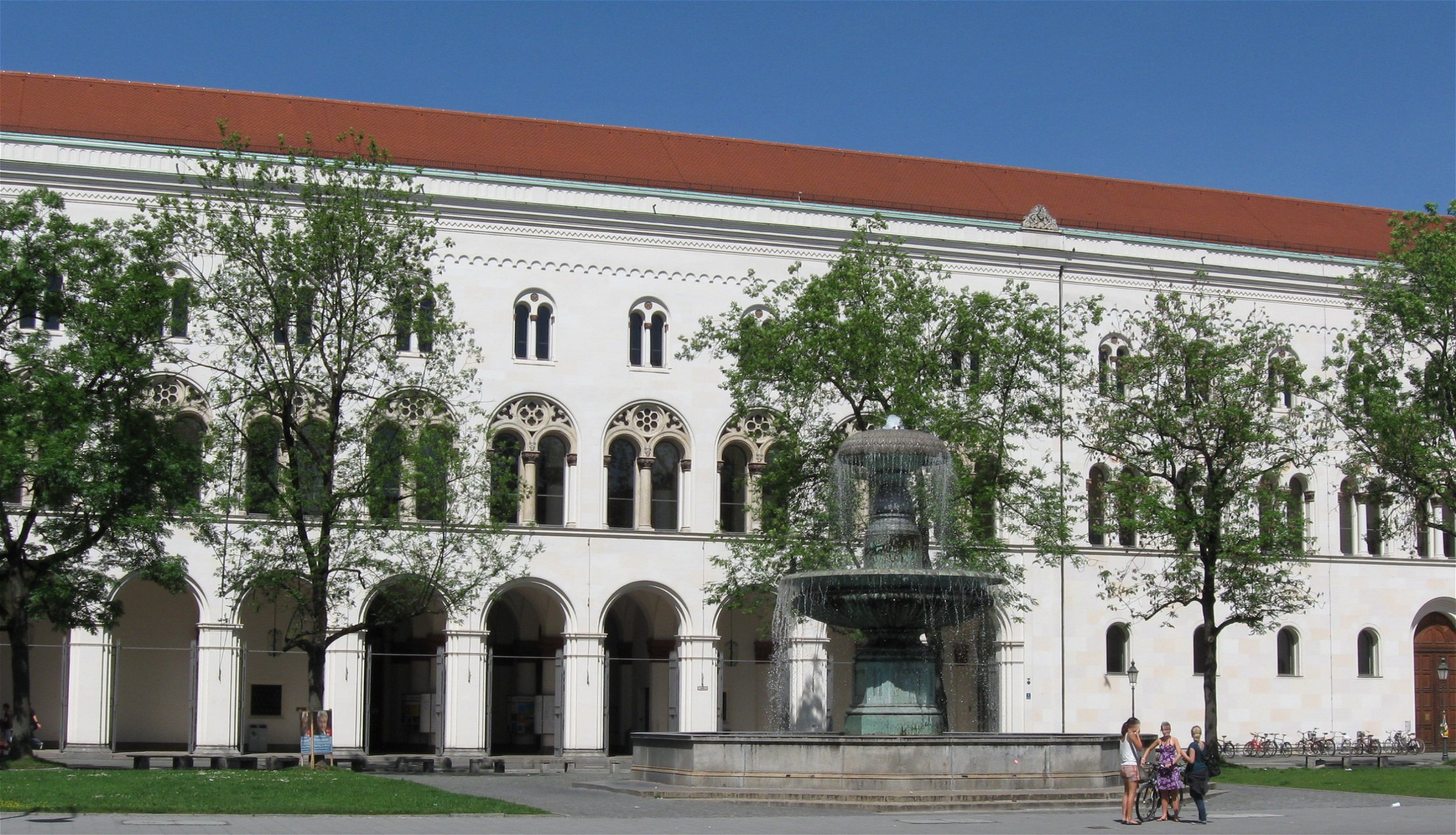
Hauptgebäude der Ludwig-Maximilians-Universität München

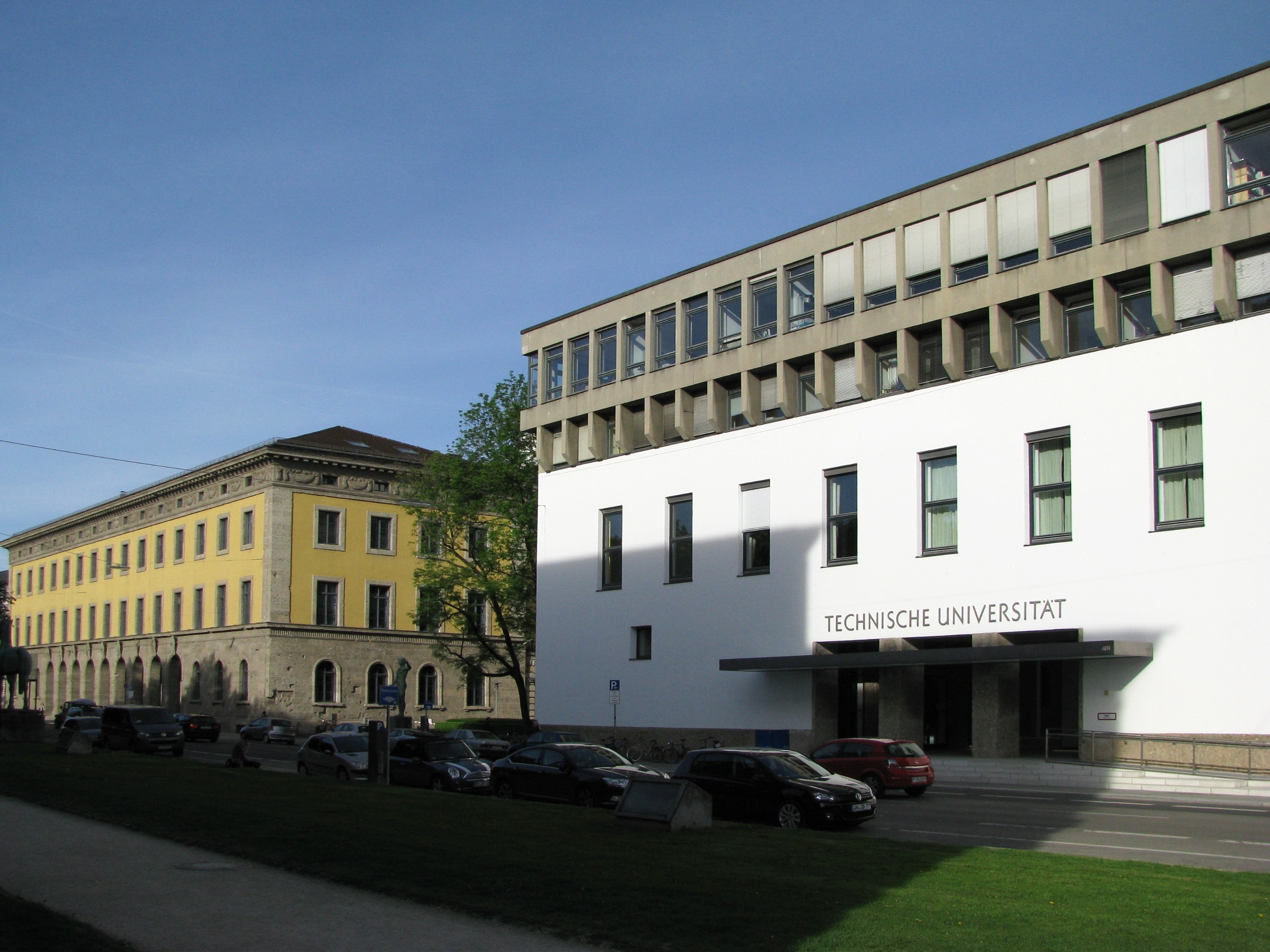
Hauptgebäude der Technischen Universität München

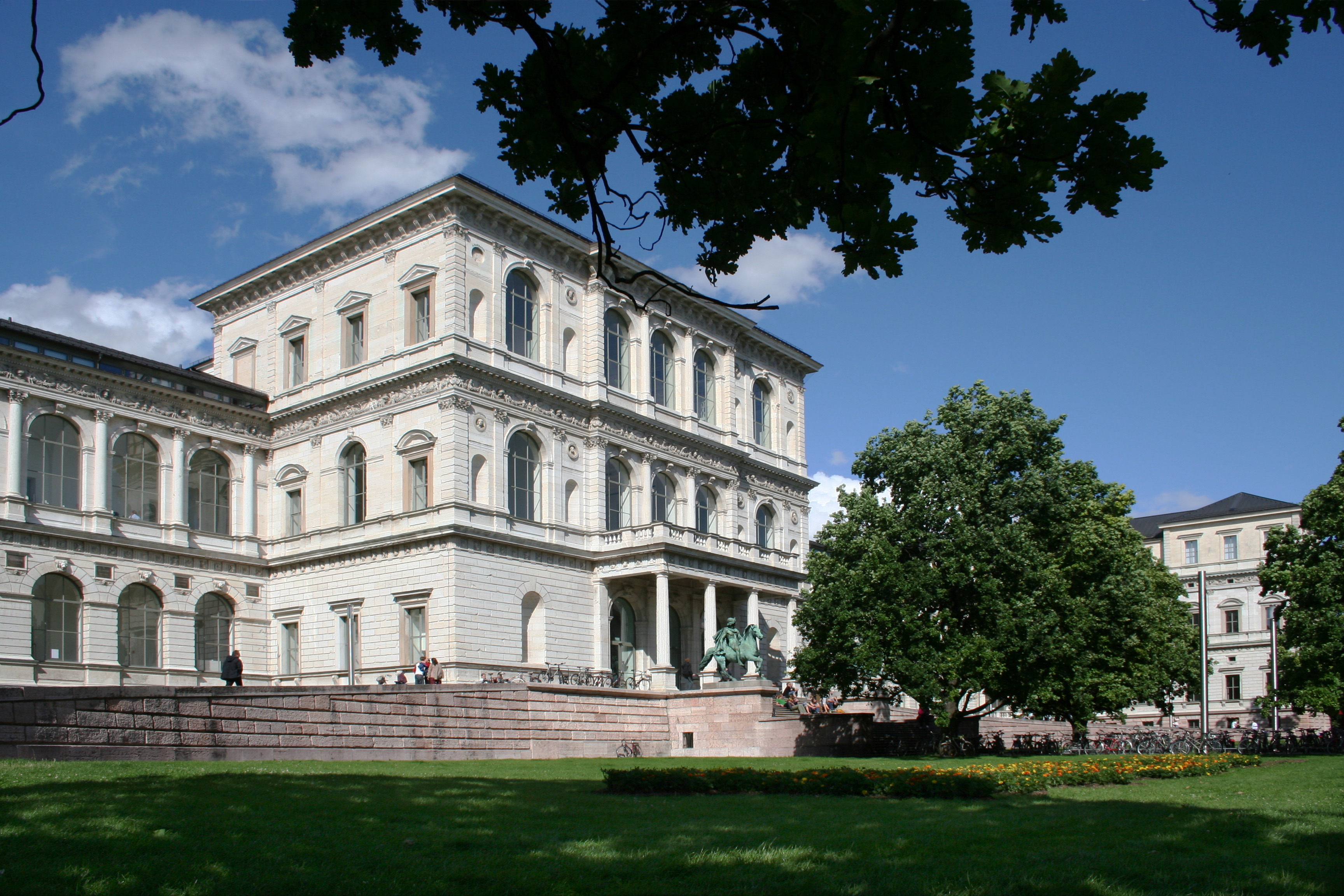
Akademie der Bildenden Künste München

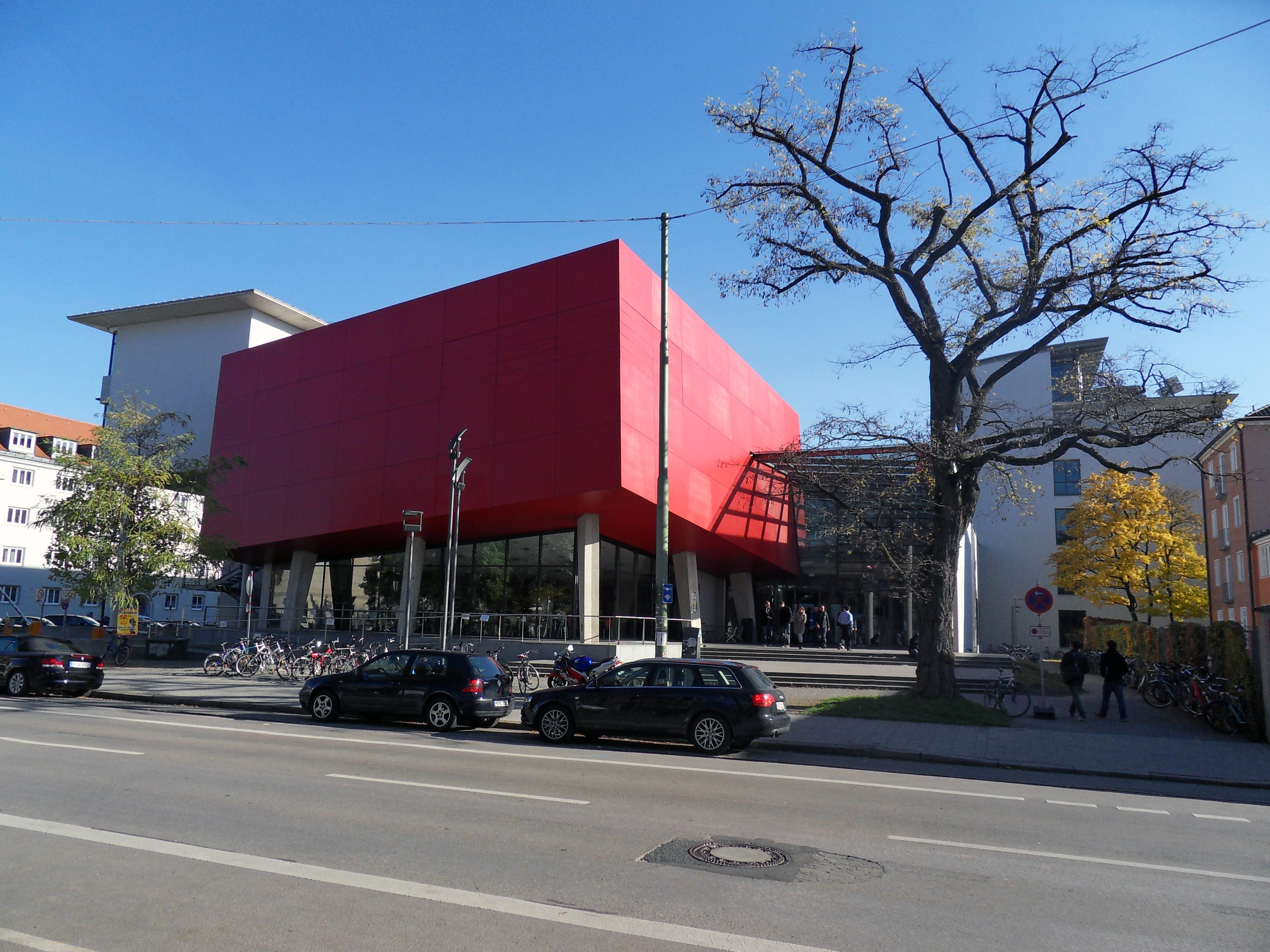
Hochschule für angewandte Wissenschaften München

#### Hochschulen in staatlicher Trägerschaft
München hat zwei große Universitäten: Die Ludwig-Maximilians-Universität München (LMU) und die Technische Universität München (TUM). Beide werden seit 2007 im Rahmen der Exzellenzinitiative als (informell sogenannte) Eliteuniversitäten besonders gefördert.
Die LMU wurde 1472 in Ingolstadt gegründet, 1800 nach Landshut und von dort 1826 nach München verlegt. Neben dem Universitätsviertel in der Maxvorstadt ist ein weiterer Schwerpunkt in Großhadern und Martinsried (Medizin, Biologie, Chemie).
1868 wurde die Polytechnische Schule München gegründet, 1872 um eine landwirtschaftliche Abteilung erweitert, und ab 1877 Königlich Bayerische Technische Hochschule München genannt. 1930 wurde die Hochschule für Landwirtschaft und Brauerei Weihenstephan eingegliedert. Nach Erweiterung um eine medizinische Fakultät erhielt die Technische Universität München 1970 ihren heutigen Namen. Die meisten Fakultäten befinden sich inzwischen auf dem Forschungsgelände Garching. Dort befindet sich auch der bis ins Jahr 2000 im Betrieb befindliche Forschungsreaktor München bzw. sein Nachfolger Forschungs-Neutronenquelle Heinz Maier-Leibnitz.
Eine ebenso technische Ausrichtung wie die TUM hat die Hochschule für angewandte Wissenschaften München, die 1971 durch den Zusammenschluss von sieben Ingenieurschulen und Höheren Fachschulen gegründet wurde. Sie ist die größte Fachhochschule Bayerns und die zweitgrößte in Deutschland. Die Hochschule für Politik München (HfP) wurde 1950 gegründet, ist heute an der TUM angesiedelt und bietet ein interdisziplinäres Studium der Politikwissenschaft mit Bachelor- und Masterabschlüssen.
Darüber hinaus besteht in München die Möglichkeit, an verschiedenen Hochschulen künstlerische Studiengänge zu belegen. Die Akademie der Bildenden Künste München wurde 1808 als Königliche Akademie der Bildenden Künste gegründet und 1946 mit der Kunstgewerbeschule sowie der Akademie der Angewandten Kunst vereinigt. Seit 1953 trägt sie ihren heutigen Namen. Die Hochschule für Musik und Theater München wurde 1830 als Singschule gegründet und 1867 auf Anregung Richard Wagners in die Königlich-bayerische Musikschule überführt, die 1892 zur Staatlichen Akademie der Tonkunst erhoben wurde. 1924 erhielt sie den Namen Hochschule für Musik München und wurde 1946 wiedereröffnet. Seit 1998 trägt sie ihren heutigen Namen. Die Bayerische Theaterakademie August Everding wurde erst 1993 gegründet. Sie ist mit drei professionell ausgestatteten Theatern (Prinzregententheater, Akademietheater, Akademiestudio) und neun Studiengängen die größte Ausbildungsstätte für Bühnenberufe in Deutschland. Die Hochschule für Fernsehen und Film München wurde 1966 als staatliche Einrichtung zur Ausbildung von Redakteuren, Regisseuren und Drehbuchautoren gegründet.
Die Universität der Bundeswehr München befindet sich nicht auf Münchner Stadtgebiet, sondern unmittelbar hinter der südlichen Stadtgrenze im benachbarten Neubiberg. Sie wurde 1973 gegründet, um Offiziere und Offizieranwärter der Bundeswehr auszubilden. Daher können zivile Studierende dort nur im Rahmen von Industriepatenschaften oder im Rahmen von Hochschulpartnerschaften studieren.
2021 wurde das Munich Quantum Valley als ein Zentrum für Quantencomputer und Quantentechnologien gegründet.

#### Hochschulen in privater und kirchlicher Trägerschaft
Im Bereich Wirtschaft bilden die AKAD-Privathochschule, die Munich Business School (MBS) sowie die FOM – Hochschule für Oekonomie und Management als private, staatlich anerkannte Hochschulen, Studenten aus. Im Medienbereich bieten die privaten Hochschulen Macromedia Hochschule für Medien und Kommunikation (MHMK) und Mediadesign Hochschule (MDH) Studiengänge an, im Bereich Sprachen die Internationale Hochschule SDI München.
In kirchlicher Trägerschaft befindet sich die Hochschule für Philosophie München, die 1925 in Pullach gegründet wurde und im selben Jahr die Anerkennung als Hochschule für Priesterausbildung erhielt. 1932 wurde sie zur Philosophischen Fakultät kanonischen Rechts erhoben und zog 1971 nach München um. Der Träger der Hochschule ist der Jesuitenorden. Ebenfalls in kirchlicher Trägerschaft wurde 1971 die Katholische Stiftungshochschule München aus vier höheren Fachschulen für Sozialarbeit und Sozialpädagogik gegründet. Sie ist eine Fachhochschule in Trägerschaft der katholischen Kirche, die in Benediktbeuern eine weitere Abteilung hat und heute Katholische Stiftungshochschule München heißt.
Die Ukrainische Freie Universität München (UFU) ist eine private Exil-Universität, deren Sitz nach Aufenthalten in Wien und Prag sich nunmehr in München befindet.

### Außeruniversitäre Forschungseinrichtungen

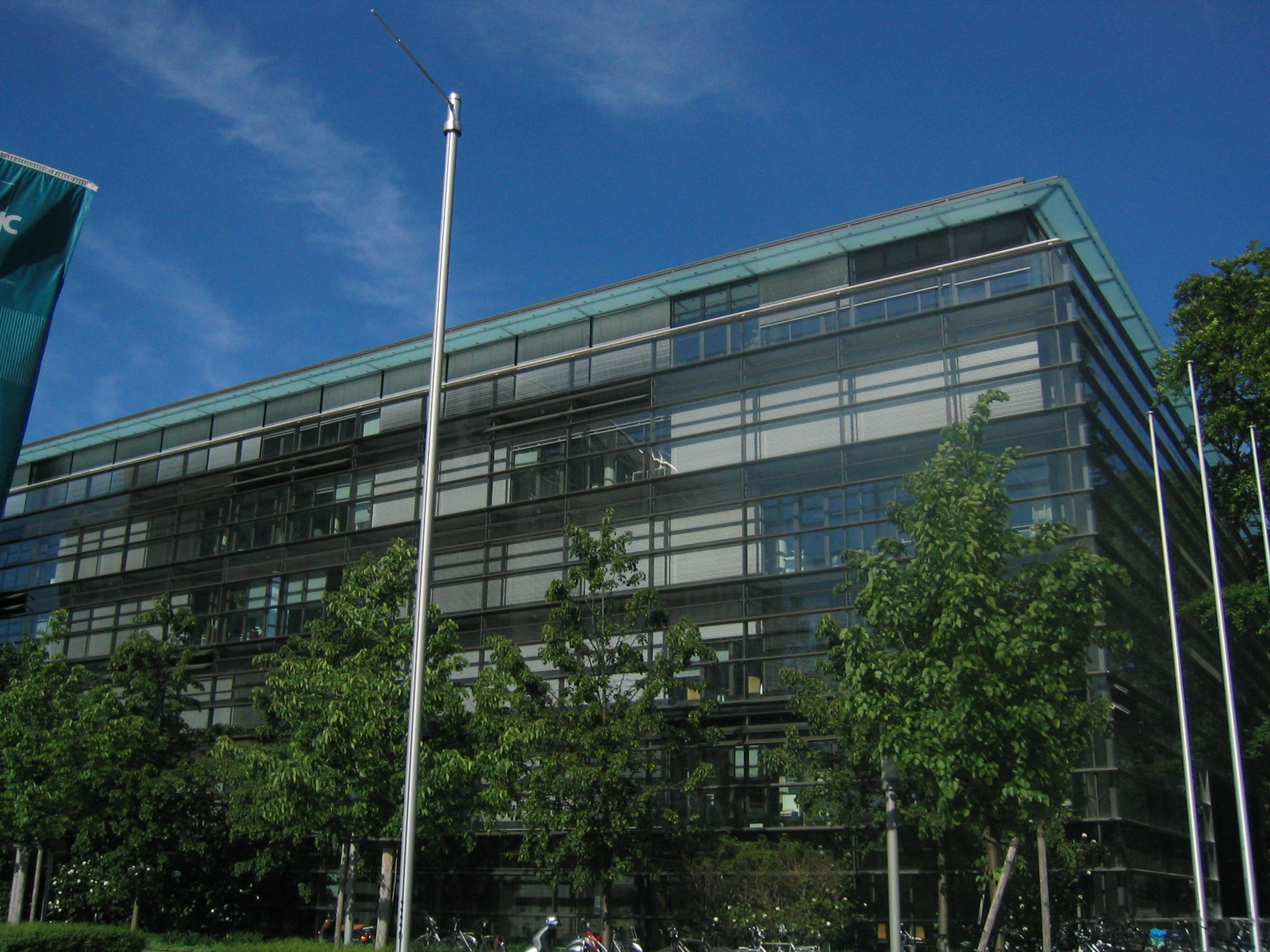
Generalverwaltung der Max-Planck-Gesellschaft

München ist Sitz der Generalverwaltung der Max-Planck-Gesellschaft (MPG). Darüber hinaus unterhält die MPG in München das Max-Planck-Institut für Sozialrecht und Sozialpolitik, das Max-Planck-Institut für Steuerrecht und Öffentliche Finanzen, das Max-Planck-Institut für Innovation und Wettbewerb sowie das Max-Planck-Institut für Psychiatrie. Die Stadt München ist auch „Korporativ Förderndes Mitglied“ der Max-Planck-Gesellschaft. Weitere Institute der MPG befinden sich in unmittelbar jenseits der Stadtgrenzen. In Martinsried sind das Max-Planck-Institut für Biochemie und das Max-Planck-Institut für biologische Intelligenz ansässig. Das Hochschul- und Forschungszentrum Garching umfasst das Max-Planck-Institut für Astrophysik, das Max-Planck-Institut für extraterrestrische Physik, das Max-Planck-Institut für Quantenoptik, das Max-Planck-Institut für Plasmaphysik, die Max Planck Computing and Data Facility sowie das bis 2023 in München befindliche Max-Planck-Institut für Physik.
Auch die Fraunhofer-Gesellschaft hat ihre Zentrale in München und unterhält hier das Fraunhofer-Institut für Kognitive Systeme IKS, das aus der Fraunhofer-Einrichtung für Systeme der Kommunikationstechnik ESK hervorgegangen ist, sowie die Fraunhofer-Einrichtung für Modulare Festkörper-Technologien EMFT. Bis 2007 bestand die Patentstelle für die Deutsche Forschung (PST).
Der Hauptsitz der Europäischen Südsternwarte befindet sich am Hochschul- und Forschungszentrum Garching vor den Toren Münchens.
Das Helmholtz Zentrum München – Deutsches Forschungszentrum für Gesundheit und Umwelt (HMGU) erforscht Grundlagen einer zukünftigen Medizin und Versorgung sowie Ökosysteme mit wesentlicher Bedeutung für die Gesundheit. Im Mittelpunkt stehen chronische, degenerative Krankheiten wie Lungenerkrankungen, Allergien, Krebs und Herz-Kreislauf-Erkrankungen, die in erheblichem Maße durch persönliche Risikofaktoren, Lebensstil und Umweltbedingungen beeinflusst werden. Die Helmholtz-Gemeinschaft Deutscher Forschungszentren ist des Weiteren mit einem Standort des Deutschen Zentrums für Neurodegenerative Erkrankungen (DZNE) präsent. Im Fokus der deutschlandweiten Arbeit stehen gleichermaßen Grundlagenforschung, klinische Studien, Populationsstudien und Versorgungsforschung.
Das Deutsche Raumfahrt-Kontrollzentrum des Deutschen Zentrums für Luft- und Raumfahrt befindet sich in Oberpfaffenhofen bei München.
Die Leibniz-Gemeinschaft ist durch das auch als Forschungseinrichtung tätige Deutsche Museum, das ifo Institut für Wirtschaftsforschung sowie das Institut für Zeitgeschichte vertreten.
Die Bundeswehr unterhält in München das Institut für Mikrobiologie der Bundeswehr, das Institut für Pharmakologie und Toxikologie der Bundeswehr und das Institut für Radiobiologie der Bundeswehr.
Darüber hinaus befinden sich das Institut für Sozialwissenschaftliche Forschung (ISF), das Deutsche Jugendinstitut (DJI), das Staatsinstitut für Frühpädagogik (IFP), das Staatsinstitut für Schulqualität und Bildungsforschung (ISB) sowie das Bayerische Staatsinstitut für Hochschulforschung und Hochschulplanung (IHF) in München. Bis zu dessen Schließung 2020 war München Sitz des Instituts für Rundfunktechnik (IRT).

### Wissenschaftliche Akademien

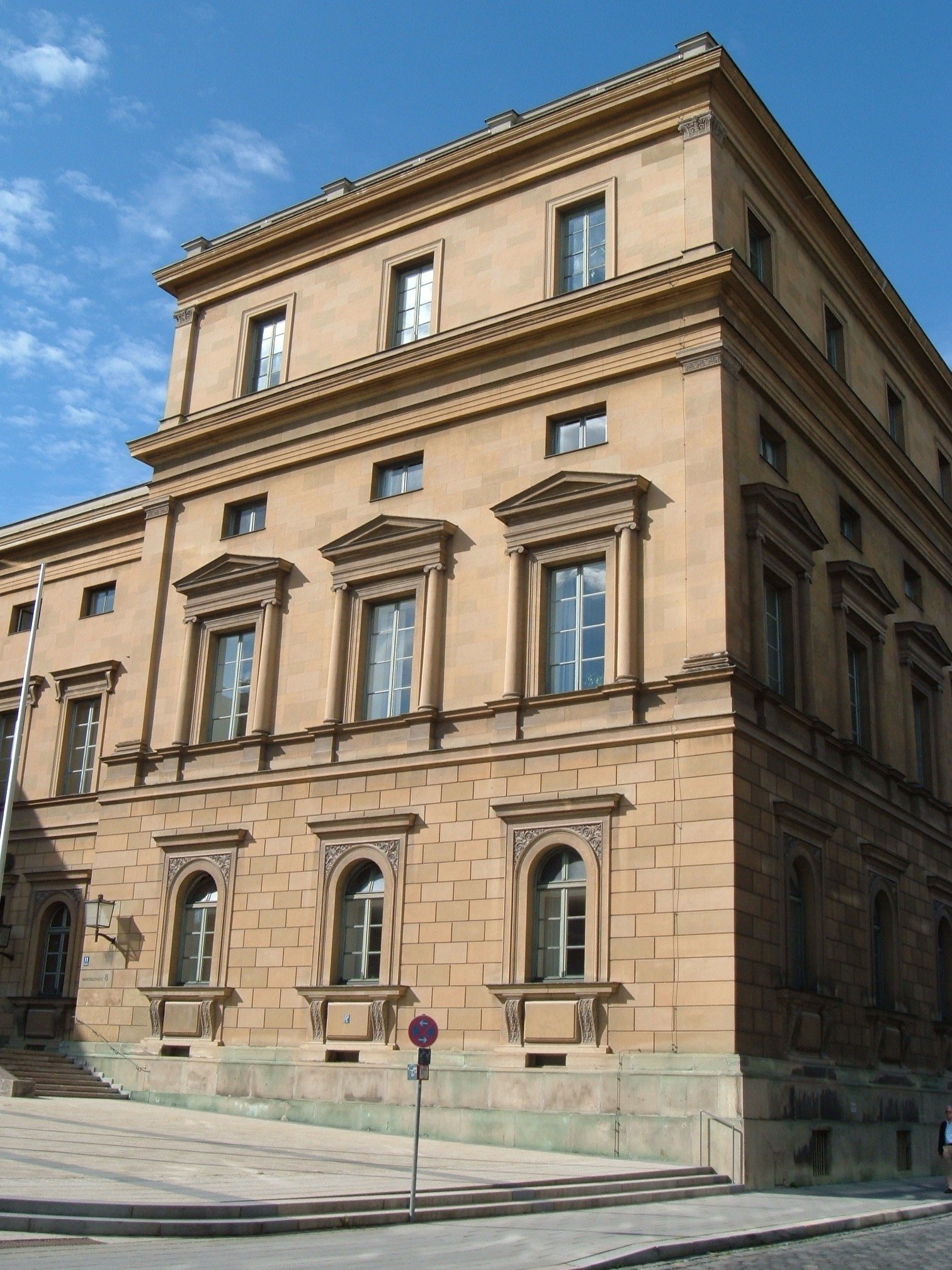
Bayerische Akademie der Wissenschaften

München ist Sitz mehrerer Wissenschaftsakademien.
Die Bayerische Akademie der Wissenschaften ist eine Forschungseinrichtung mit der Rechtsform einer Körperschaft des öffentlichen Rechts. Sie ist Mitglied der Union der deutschen Akademien der Wissenschaften. In sie werden Wissenschaftler und Gelehrte berufen, die durch ihre Forschungen zu einer wesentlichen Erweiterung des Wissensbestandes ihres Fachs beigetragen haben.
Die Deutsche Akademie der Technikwissenschaften (acatech) fungiert als nationale Akademie der Technikwissenschaften. Deren Ziel besteht darin, eine neutrale, fakten- und wissenschaftsbasierte Bewertung von Fragen mit Technikbezug zu erarbeiten und Politik sowie Gesellschaft mit entsprechenden Empfehlungen zur Seite zu stehen. Darüber hinaus soll der Wissenstransfer zwischen Wissenschaft und Wirtschaft erleichtert und der wissenschaftliche Nachwuchs gefördert werden.
Einen religiösen Bildungsauftrag verfolgt die Katholische Akademie in Bayern, die 1957 als Kirchliche Stiftung des öffentlichen Rechts gegründet wurde. Der Träger ist die Freisinger Bischofskonferenz. Gemäß der Satzung soll die Akademie dazu beitragen, „die Beziehungen zwischen Kirche und Welt zu klären und zu fördern“.

### Erwachsenenbildung
Die Münchner Volkshochschule bietet in eigenen Häusern und Außenstellen im gesamten Stadtgebiet jährlich ca. 14.000 Veranstaltungen für etwa 200.000 Teilnehmer. Ihre Zielgruppenangebote wenden sich an Menschen mit Behinderung, Menschen mit Migrationshintergrund, Frauen, Jugendliche, Senioren und minderjährige Flüchtlinge. Im Rahmen der örtlichen Arbeitsgemeinschaft Arbeit und Leben München findet die Zusammenarbeit mit dem DGB Bildungswerk München als Erwachsenenbildungseinrichtung statt.
Im konfessionellen Bereich sind die Evangelische Stadtakademie, das Evangelische Bildungswerk, die evangelische Familienbildungsstätte „Elly Heuss-Knapp“, das katholische Münchner Bildungswerk, die Katholische Akademie in Bayern, die Kolping-Akademie sowie die Jüdische Volkshochschule zu nennen.
Im Bereich der Kunst- und Kulturvermittlung engagieren sich die großen Münchner Museen, Theater, Orchester und Opern in Form von Führungen bzw. Einführungsveranstaltungen – oft in enger Zusammenarbeit mit der Münchner Volkshochschule.

### Bibliotheken und Archive

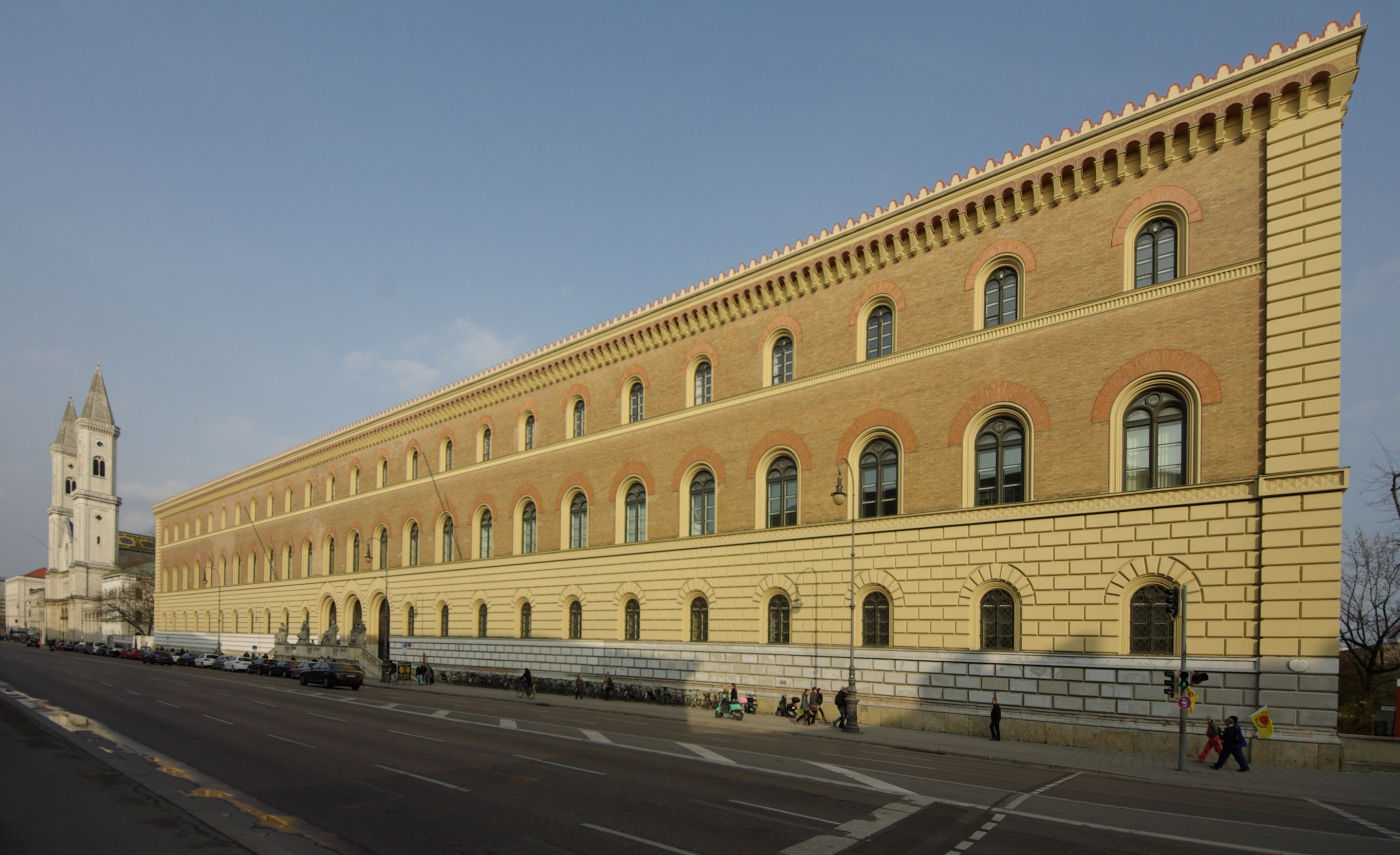
Fassade der Bayerischen Staatsbibliothek

Die Bayerische Staatsbibliothek ist die zentrale Landesbibliothek des Freistaats Bayern und eine der bedeutendsten europäischen Forschungs- und Universalbibliotheken mit internationalem Rang. Ihr Bestand beläuft sich 2022 auf rund 11,2 Millionen Bände, darüber hinaus hat sie in ihrem Altbestand eine der wichtigsten Handschriftensammlungen der Welt, die umfangreichste Sammlung von Inkunabeln in Deutschland, eine der umfangreichsten und wichtigsten Zeitschriftenbibliotheken Europas sowie zahlreiche weitere bedeutende Sondersammlungen.
Die Münchner Stadtbibliothek ist das Bibliothekssystem der öffentlichen Bibliotheken der Stadtverwaltung. Dieses besteht aus über 30 Bibliotheken und ist damit heute bundesweit das größte kommunale Bibliothekssystem. Der Bestand umfasst etwa drei Millionen Bücher, Zeitschriften und Neue Medien. Hinzu kommen das Literatur- und Handschriftenarchiv der Monacensia, die Musikbibliothek, die Kinder- und Jugendbibliothek am Gasteig, die philatelistische Spezialbibliothek sowie die juristische Bibliothek im neuen Rathaus.
Darüber hinaus gibt es zahlreiche weitere Bibliotheken in der Stadt wie die Universitätsbibliotheken, darunter die Universitätsbibliothek der LMU München und darin die von Wolfgang Clemen 1963 gegründete Shakespeare-Forschungsbibliothek, die Bibliothek der Hochschule für Film und Fernsehen, die Bibliothek des Deutschen Museums und die 1949 gegründete Internationale Jugendbibliothek im Schloss Blutenburg. Nach der Poetry Library in London ist das Lyrik Kabinett die zweitgrößte öffentliche Lyriksammlung Europas.
Das Bayerische Hauptstaatsarchiv ist das größte bayerische Staatsarchiv und aufgrund der langen staatlichen Existenz Bayerns auch eines der bedeutendsten Archive in Europa. Das Staatsarchiv München ist das für den Regierungsbezirk Oberbayern zuständige bayerische Staatsarchiv. Daneben besteht als städtisches Archiv das Stadtarchiv München.

### Internationale Kulturvermittlung

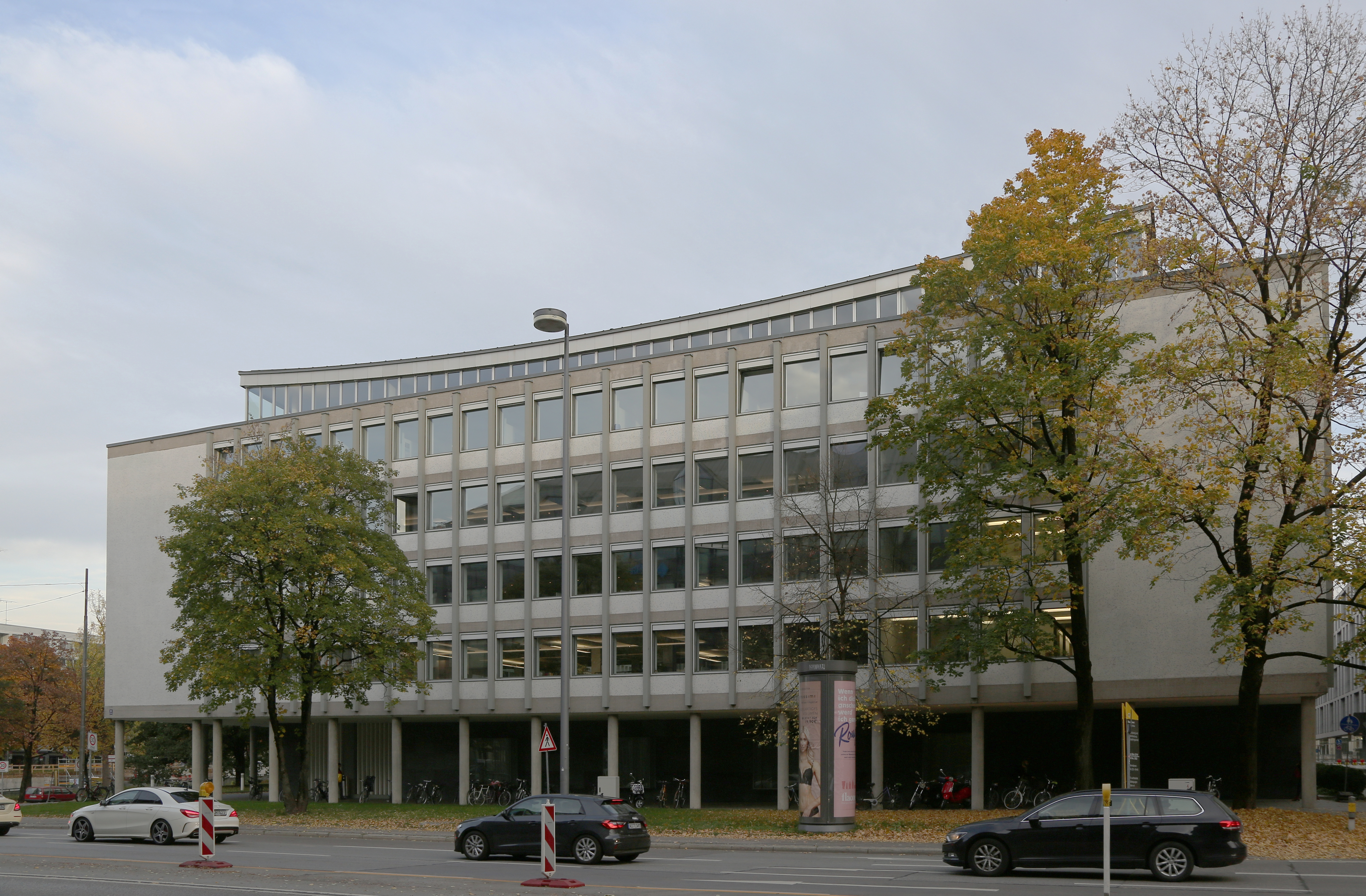
Zentrale des Goethe-Instituts in München

Der Sitz des international arbeitenden Goethe-Instituts befindet sich in München. Darüber hinaus sind in München verschiedene Länder mit Kulturinstituten vertreten, so etwa Frankreich mit dem Institut français de Munich, Italien mit dem Istituto Italiano di Cultura, Polen mit dem polnischen Kulturzentrum, Spanien mit dem Instituto Cervantes, die Tschechische Republik mit dem České Centrum (Tschechisches Zentrum), die Vereinigten Staaten mit dem Amerika-Haus sowie das Vereinigte Königreich mit dem Britischen Kulturinstitut British Council.

## Sport

### Olympische Spiele und Special Olympics
Die größte Sportveranstaltung in München waren die Olympischen Spiele 1972. Die Stadt hatte sich für die Olympischen Winterspiele 2018 beworben und unterlag der südkoreanischen Stadt Pyeongchang, die im ersten Wahlgang gewählt wurde. Die Ratsinitiative zu einer erneuten Bewerbung für die Winterspiele 2022 scheiterte in einem Bürgerentscheid.
2021 bewarb sich die Stadt als Host Town für die Gestaltung eines viertägigen Programms für eine internationale Delegation der Special Olympics World Summer Games 2023 in Berlin. 2022 wurde sie als Gastgeberin für Special Olympics Kanada ausgewählt. Die Delegation bestand aus 141 Personen. Damit wurde die Stadt Teil des größten kommunalen Inklusionsprojekts in der Geschichte der Bundesrepublik mit mehr als 200 Host Towns.

### European Championships Munich 2022
Die zweite Ausgabe der European Championships fand von 11. bis 21. August 2022 in München statt. Die Europameisterschaften in den Sportarten Beachvolleyball, Kanu-Rennsport, Klettern, Leichtathletik, Radsport (Bahnradsport, Straßenradrennen, BMX-Freestyle, Mountainbike Cross Country), Rudern, Tischtennis, Triathlon und Gerätturnen waren Teil des Programms 2022. Folgende Orte dienten als Wettkampfstätten: Olympiastadion, Olympiapark, Messe München, Regattastrecke Oberschleißheim, Rudi-Sedlmayer-Halle und die Münchner Innenstadt (Königsplatz, Odeonsplatz).
Die European Championships waren die größte Multisportveranstaltung in München seit den Olympischen Spielen 1972.

### Sportstätten

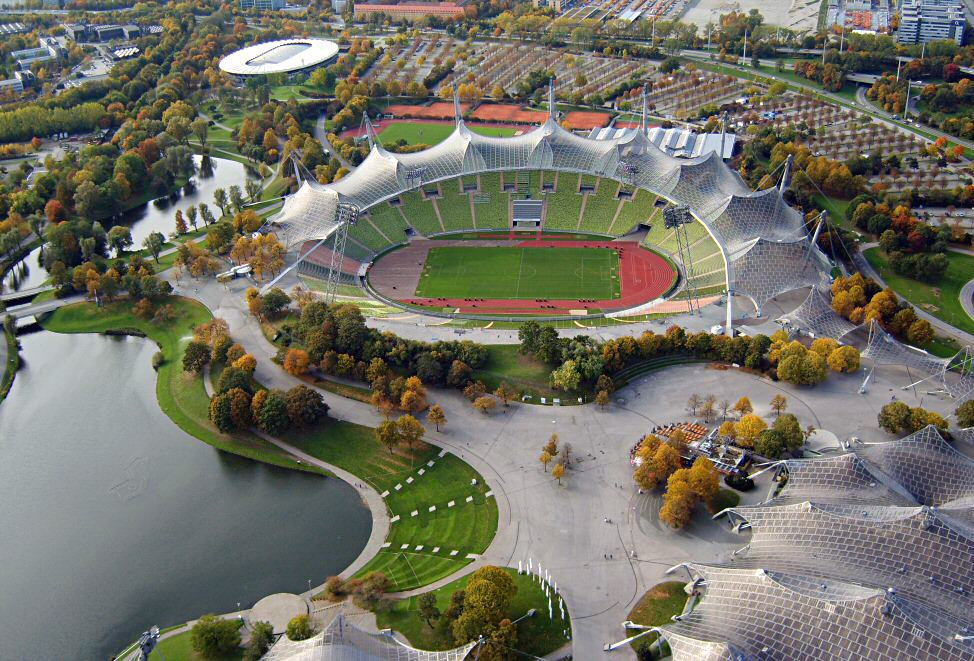
Olympiastadion München

Im Norden der Stadt liegt der für die Olympischen Spiele 1972 errichtete Olympiapark. Das Ensemble aus Olympiastadion, Olympia-Schwimmhalle und Olympiahalle ist besonders wegen der gewagten Zeltdachkonstruktion, die sich in die Hügellandschaft des umgebenden Parks einpasst, weltbekannt. Hier steht auch das bereits 1967 eröffnete Olympia-Eisstadion. Zu den olympischen Sportstätten gehört zudem eine Regattastrecke am nördlichen Stadtrand in Oberschleißheim. Bis 2005 war das Olympiastadion die Heimspielstätte des FC Bayern München und zeitweise auch des TSV 1860 München.

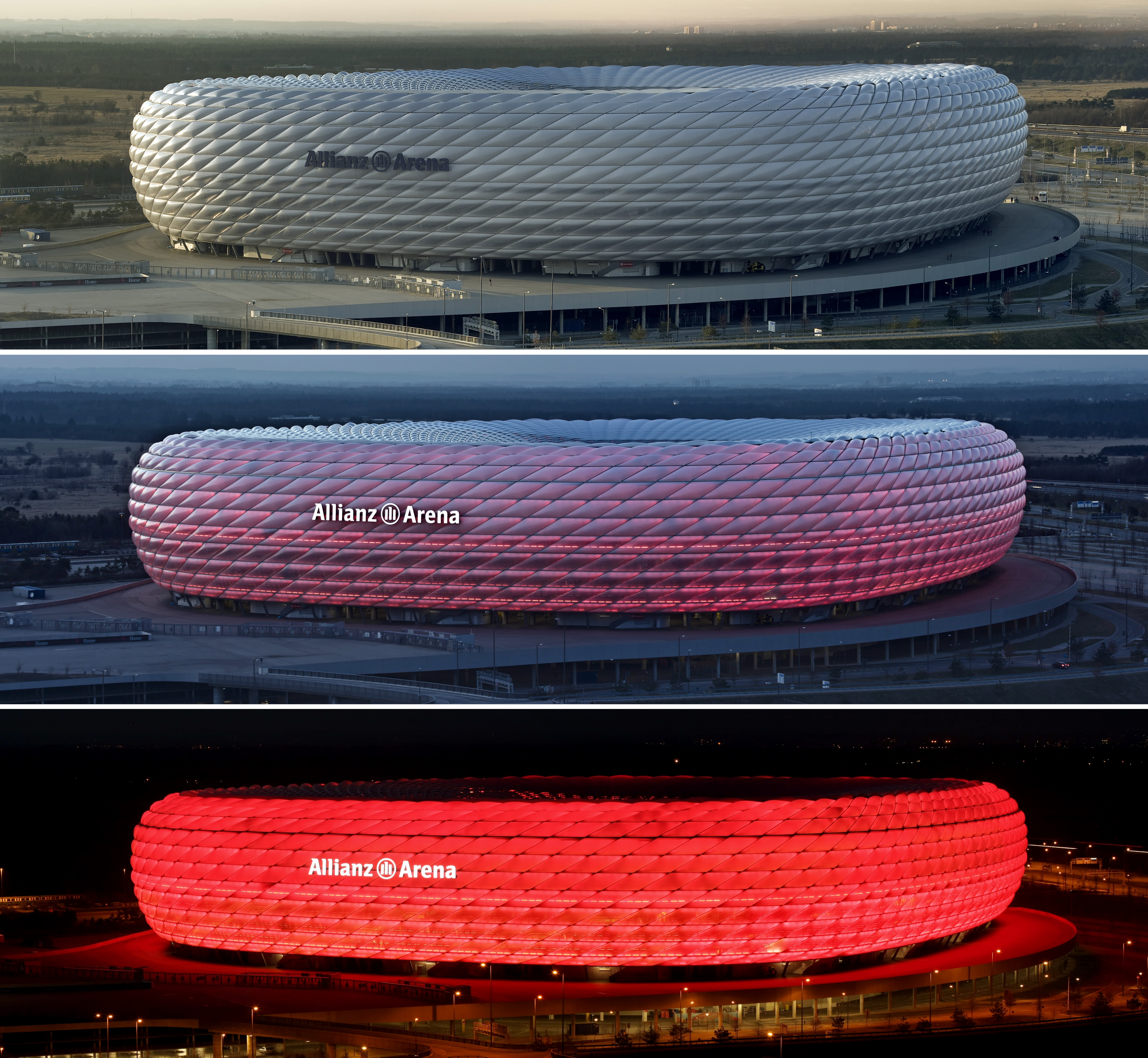
Allianz Arena

Im Mai 2005 wurde die am Nordende der Stadt gelegene Allianz Arena eröffnet, in der die Heimspiele des FC Bayern München stattfinden. Die 75.000 Zuschauer (international 69.000 Plätze) fassende Arena war Austragungsort des Eröffnungsspiels der Fußball-Weltmeisterschaft 2006 sowie weiterer Spiele des Turniers. Die traditionsreichste und älteste größere Sportstätte in München ist das städtische Stadion an der Grünwalder Straße. Dort trägt (mit mehreren Unterbrechungen) der TSV 1860 München seine Heimspiele aus, bis 1972 auch der FC Bayern München.
Im Münchner Stadtteil Sendling befindet sich mit dem DAV Kletter- und Boulderzentrum München-Süd die weltweit größte künstliche Kletteranlage mit zwei Kletter- und Boulder-Hallen und mehreren Außenanlagen.
Öffentliche Sportstätten für die Bevölkerung sind vor allem die in den einzelnen Stadtteilen und -bezirken eingerichteten Bezirkssportanlagen und die Münchner Bäder. Für den Pferdesport gibt es die Trabrennbahn Daglfing und die Galopprennbahn Riem.

### Sportvereine
Der wohl bekannteste Sportverein Münchens ist der deutsche Rekordmeister im Herrenfußball, der FC Bayern München, der seit 1965 ununterbrochen in der Fußball-Bundesliga spielt. Neben 33 deutschen Meistertiteln gewann die Herrenmannschaft sechsmal die UEFA Champions League und zweimal den Weltpokal. Die Frauenmannschaft des FC Bayern wurde 1970 gegründet und wurde sechsmal deutscher Meister. Die Herren-Basketball-Mannschaft des FC Bayern konnte fünfmal die deutsche Meisterschaft gewinnen. Die Schach-Abteilung ist neunfacher Deutscher Meister.
Der zweite große Fußballverein ist der TSV 1860 München, der als Gründungsmitglied der 1963 eingeführten Bundesliga diese 1966 als erster Münchner Verein gewann. Seit 2018 spielt die erste Mannschaft in der 3. Fußball-Liga. Die Volleyball-Herrenmannschaft wurde viermal deutscher Meister und stellt seit 2022 in Kooperation mit dem TSV Unterhaching unter dem Namen TSV Haching München eine Mannschaft in der Volleyball-Bundesliga.
München gehört zu den Pionierstädten des Eishockeys in Deutschland. Aktuell ist der dreifache Deutsche Meister EHC Red Bull München in der höchsten Liga DEL vertreten. Die nicht mehr aktive Eishockeyabteilung des noch existierenden MTV München von 1879 wurde 1922 erster deutscher Meister. Weitere Titel holten 1994 der EC Hedos München und 2000 die München Barons, beide nicht mehr existent.
Die Munich Cowboys sind einer der ältesten deutschen Vereine für American Football. Die Herrenmannschaft wurde 1993 deutscher Meister, die Frauenmannschaft 2005 und 2006. Die Munich Ravens spielen ab 2023 in der semiprofessionellen European League of Football.
Der TSV Milbertshofen war zweimal Deutscher Mannschaftsmeister im Tischtennis, Deutscher Meister und Pokalsieger im Volleyball, Deutscher Pokalsieger und Europapokalsieger im Handball.
Der Münchner SC war bis zum Ersten Weltkrieg ein Großverein, dem zeitweise auch der FC Bayern als Fußballabteilung angehörte. Bekannt ist er vor allem durch seine Hockeyabteilung. Die Herrenmannschaft wurde in der Halle zweimal deutscher Meister und gewann 2004 den Europapokal der Landesmeister. Die Frauenmannschaft konnte 2004 die EuroHockey Club Trophy gewinnen.
Die Munich Kangaroos sind einer der Gründungsvereine der Australian Football League Germany (AFLG). Der MRRC München als größter bayerischer Triathlon-Verein ist mit je einem Frauen- und Männerteam in der Triathlon-Bundesliga vertreten. Der Snookerverein 1. Münchner SC spielt in der 2. Snooker-Bundesliga. Die Munich Animals sind 12-facher Deutscher Meister im Powerchair Hockey und spielen seit der Gründung der Bundesliga ununterbrochen in der obersten Spielklasse.
Der Schachverein Münchener SC 1836 ist der älteste Sportverein Bayerns und achtmaliger deutscher Meister. Die Schachabteilung des FC Bayern München konnte neun deutsche Meisterschaften gewinnen. Mit dem MSA Zugzwang 82 spielte ein dritter Verein aus München bereits in der Schachbundesliga.
Für den Hochschulsport der Münchner Universitäten ist der USC München zuständig. Erfolgreiche Abteilungen des USC sind bzw. waren die Leichtathletikabteilung mit mehreren Deutschen Meistertiteln, die Basketballabteilung – Deutscher Pokalsieger der Damen 1975 und Deutscher Vizemeister der Herren 1971 – sowie die Abteilung für Behindertensport, wo unter anderem Margit Quell zehn Paralympische Medaillen im Schwimmen und in der Leichtathletik sowie den Europameistertitel im Rollstuhltanz gewann. Zudem war der USC einer der führenden Vereine im deutschen Rollstuhlbasketball.

### Urbane Sportarten

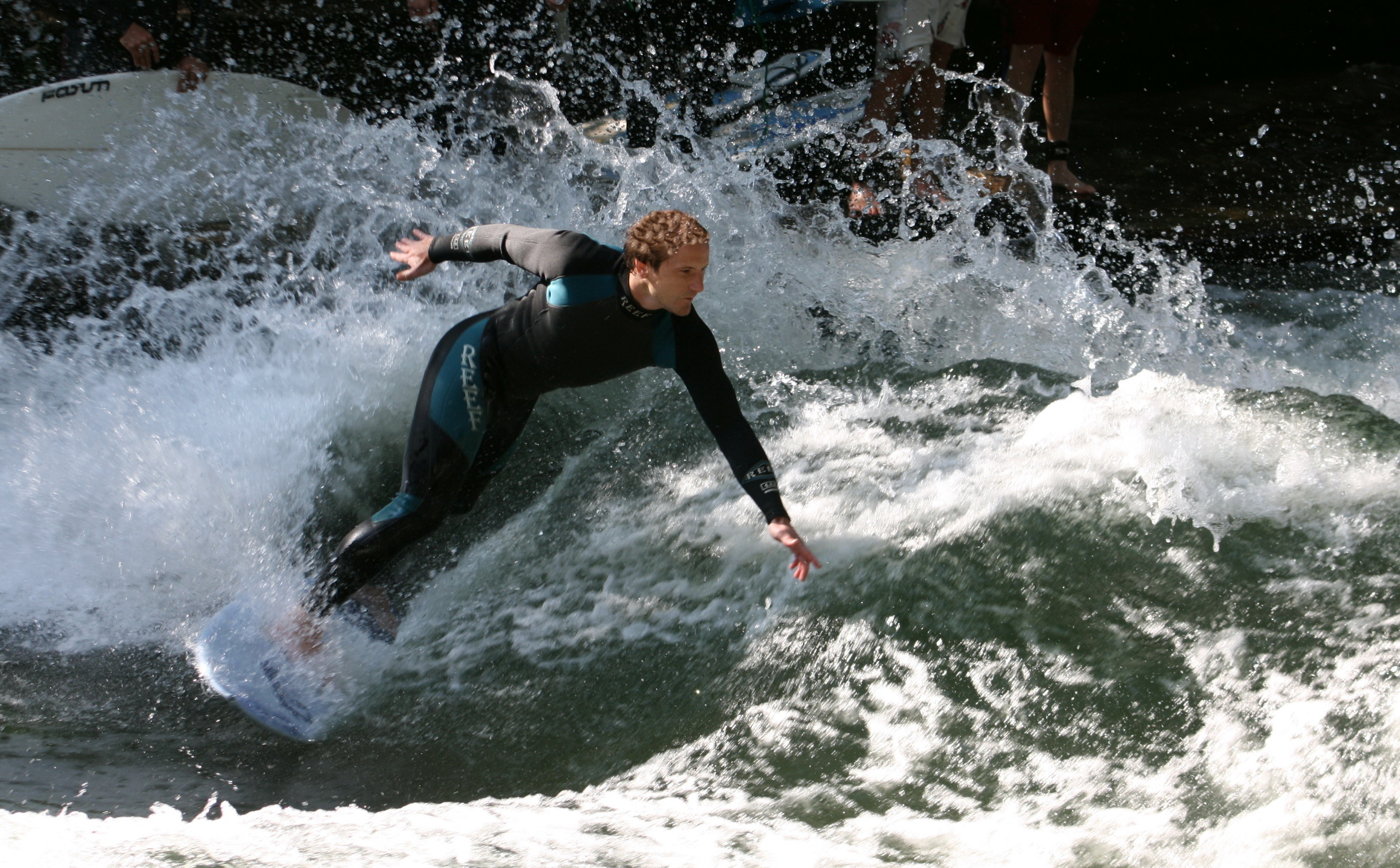
Surfer auf der Eisbach-Welle

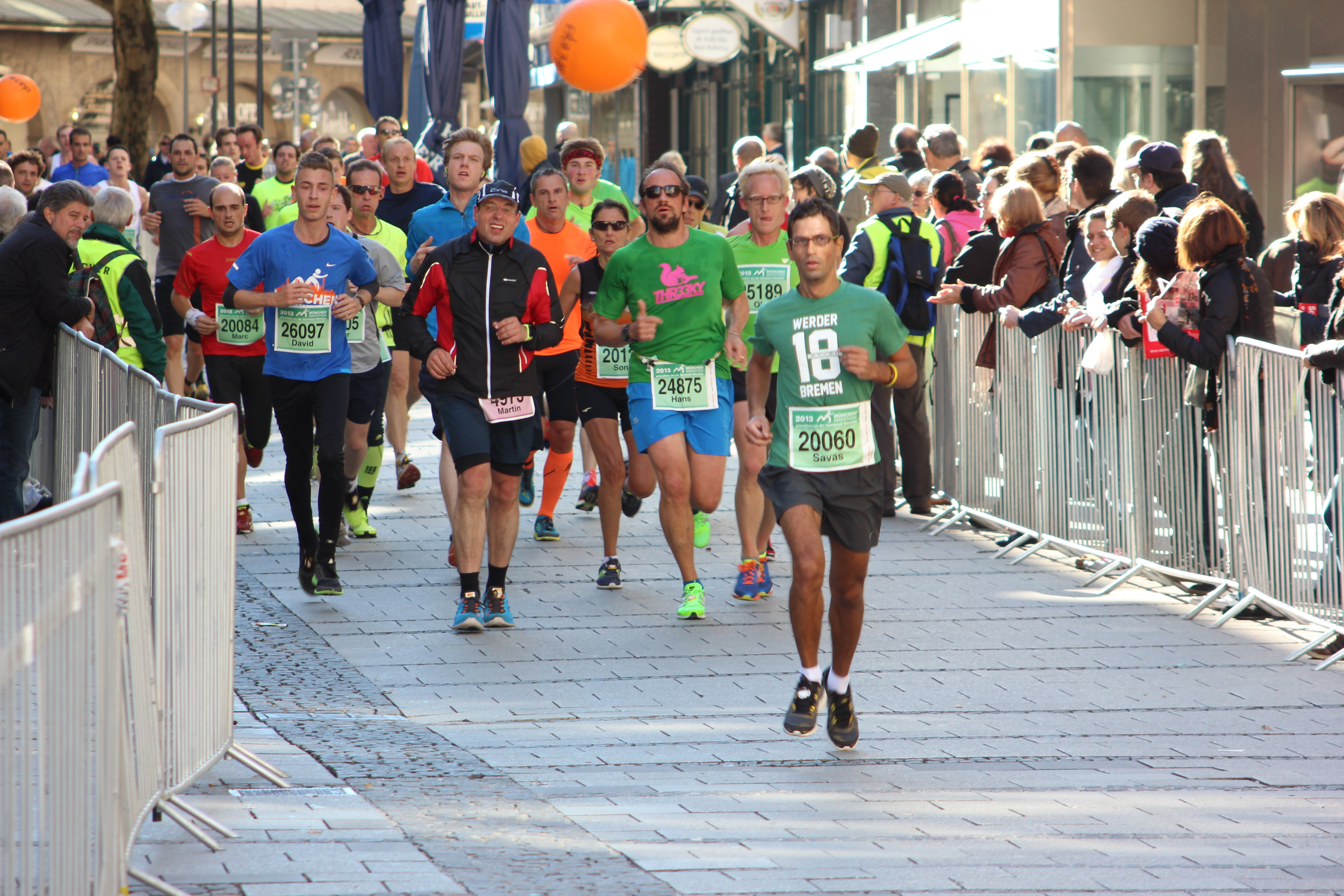
München-Marathon

Regelmäßige Laufsportveranstaltungen sind unter anderem der München-Marathon im Oktober, der Halbmarathon und der ISPO Munich Night Run im April, der Wings for Life World Run im Mai, der Münchner Stadtlauf im Juni, der Münchner Firmenlauf im Juli und der Silvesterlauf München am 31. Dezember sowie der Spartan Race Sprint, der Olympia Alm Crosslauf und der Bestzeitenmarathon.
München ist zudem der weltweit bekannteste Ort für das Flusssurfen aufgrund der innerstädtischen stehenden Welle im Eisbach, die von Surfern zu allen Tageszeiten und ganzjährig befahren wird. Zwei weitere bekannte Stellen für das Flusssurfen befinden sich entlang der Isar.
Im Winter treffen sich am Eisbach und an der Isar Eisbader.

### Alpinsport
Durch die Nähe zu den Alpen ist München eine Stadt der Bergsteiger und Skifahrer mit langer Tradition, wovon auch die sogenannten Münchner Hausberge zeugen.
In München haben der Club Arc Alpin (CAA) als Dachverband der Alpinen Vereine aller Alpenländer sowie der Deutsche Alpenverein (DAV) ihren Hauptsitz.
Der Deutsche Alpenverein hat in München 19 Sektionen, davon sind die Sektion München mit 180.667 Mitgliedern und die Sektion Oberland mit 180.667 Mitgliedern (Stand jeweils 31. Dezember 2024) die mitgliederstärksten – diese gehören nach dem FC Bayern München auch zu den größten Sportvereine Deutschlands.
Weitere in München beheimatete Sektionen des DAV sind die Sektion Bayerland, Sektion Bergland, Sektion Gay Outdoor Club, Sektion Hochland, Sektion Königsberg/Pr., Sektion Turner-Alpen-Kränzchen.
Ein weiterer Alpinverein ist der Akademische Alpenverein München, der nicht dem DAV zugehörig ist.

## Kfz-Kennzeichen
Für den Kfz-Zulassungsbezirk der Landeshauptstadt München wird seit dem 1. Juli 1956 das Unterscheidungszeichen M ausgegeben.
Seit dem 1. Dezember 2023 wird – nur für die Stadt München – zusätzlich das Unterscheidungszeichen MUC ausgegeben. Als Grund nennt die Landeshauptstadt München die hohe Anzahl an Kraftfahrzeugen, die Gewährleistung der Kombinationsmöglichkeiten wegen der Elektroautos und die Erleichterung der Onlinevergabe. Im Kfz-Zulassungsbezirk der Landeshauptstadt München waren zum 1. Januar 2023 etwa 760.000 und in jenem des Landkreises München rund 240.000 Kraftfahrzeuge zugelassen. Für die Einführung eines weiteren Unterscheidungskennzeichens hatte das Kreisverwaltungsreferat der Landeshauptstadt München einen entsprechenden Antrag beim Freistaat Bayern gestellt, der wiederum den Antrag an das Bundesministerium für Digitales und Verkehr weitergeleitet hatte. Die Genehmigung zur Erteilung des Unterscheidungskennzeichens MUC erfolgte im September 2023. München ist die einzige Großstadt in Deutschland mit mehr als einer Million Einwohnern, die zwei Unterscheidungskennzeichen hat.